# Köln

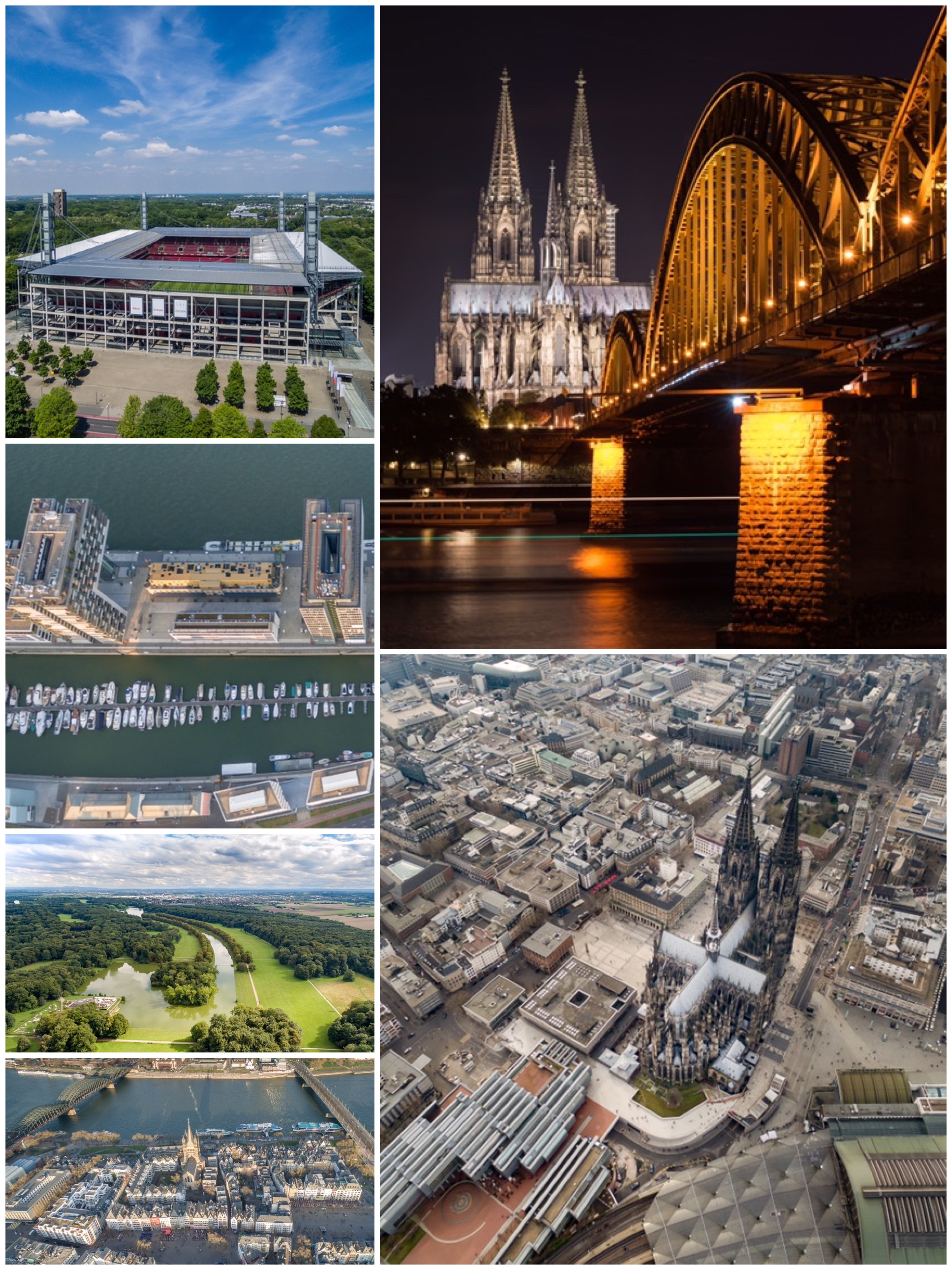
Rheinenergiestadion, Rheinauhafen, Äußerer Grüngürtel, Kölner Altstadt, Kölner Dom

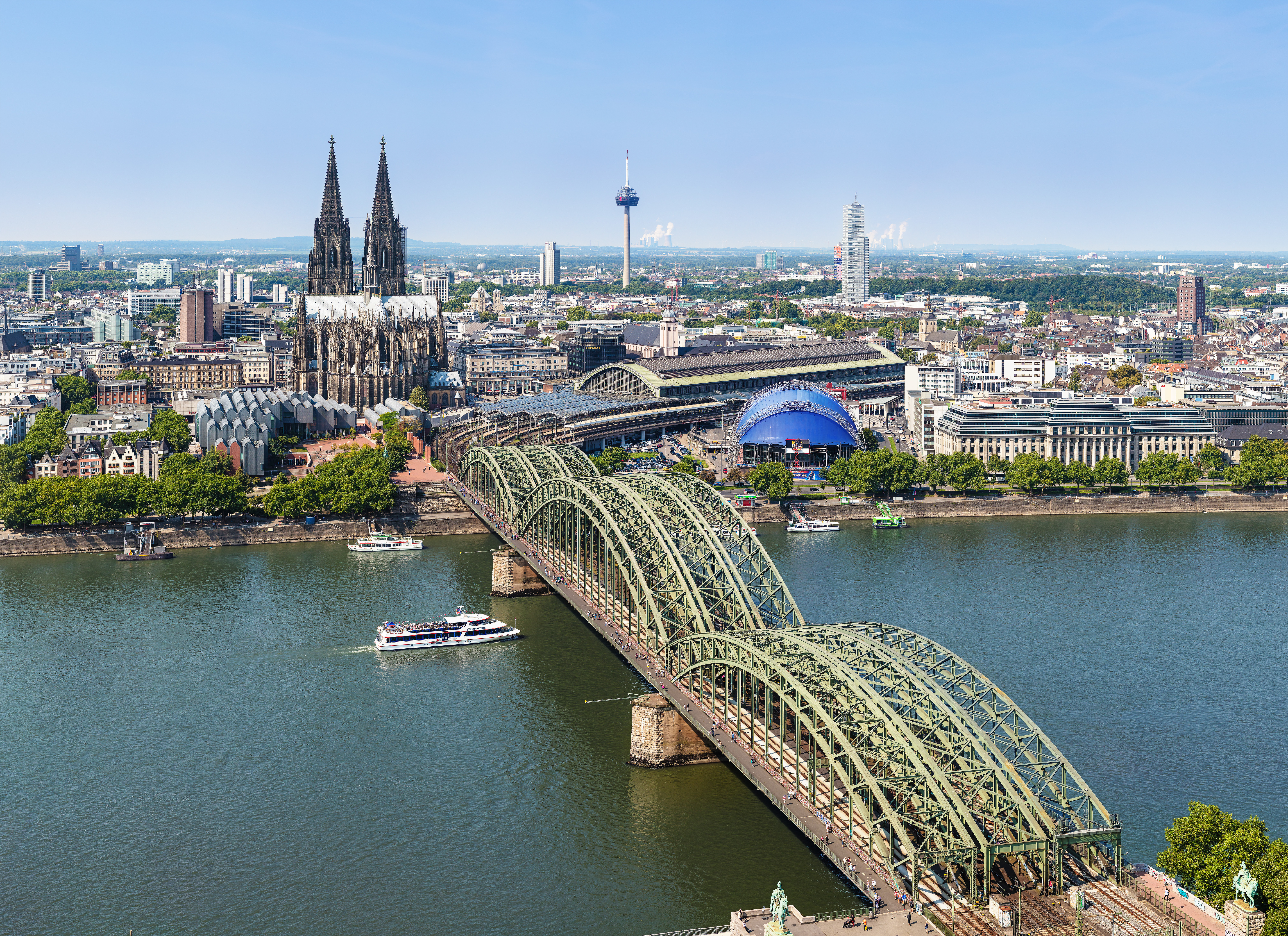
Blick über das Zentrum Kölns – von links nach rechts: Kölner Altstadt, Philharmonie, Museum Ludwig, Kölner Dom, Hohenzollernbrücke, Hauptbahnhof, Musical Dome; im Hintergrund der Fernmeldeturm Colonius und der Kölnturm im Mediapark (August 2017)

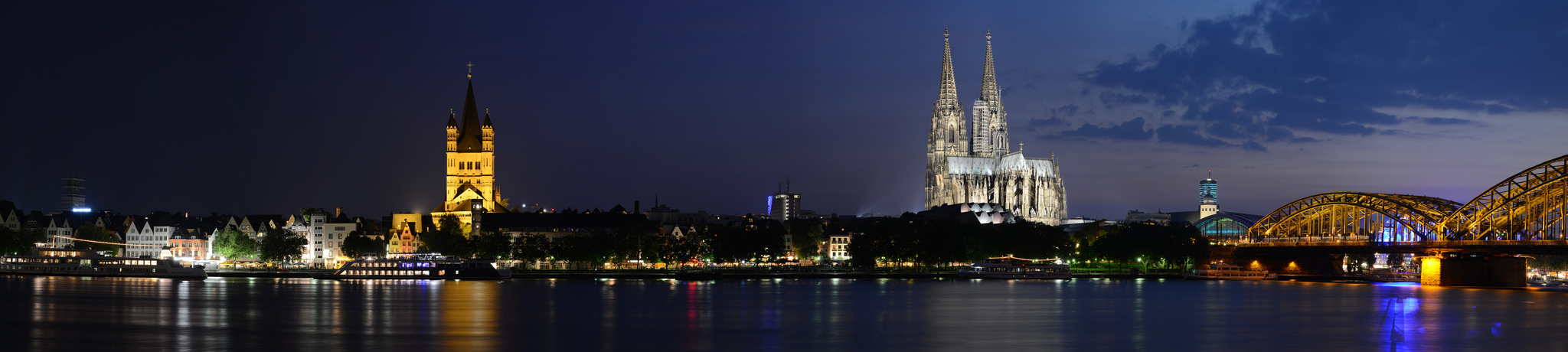
Kölner Rheinufer bei Nacht (2013)

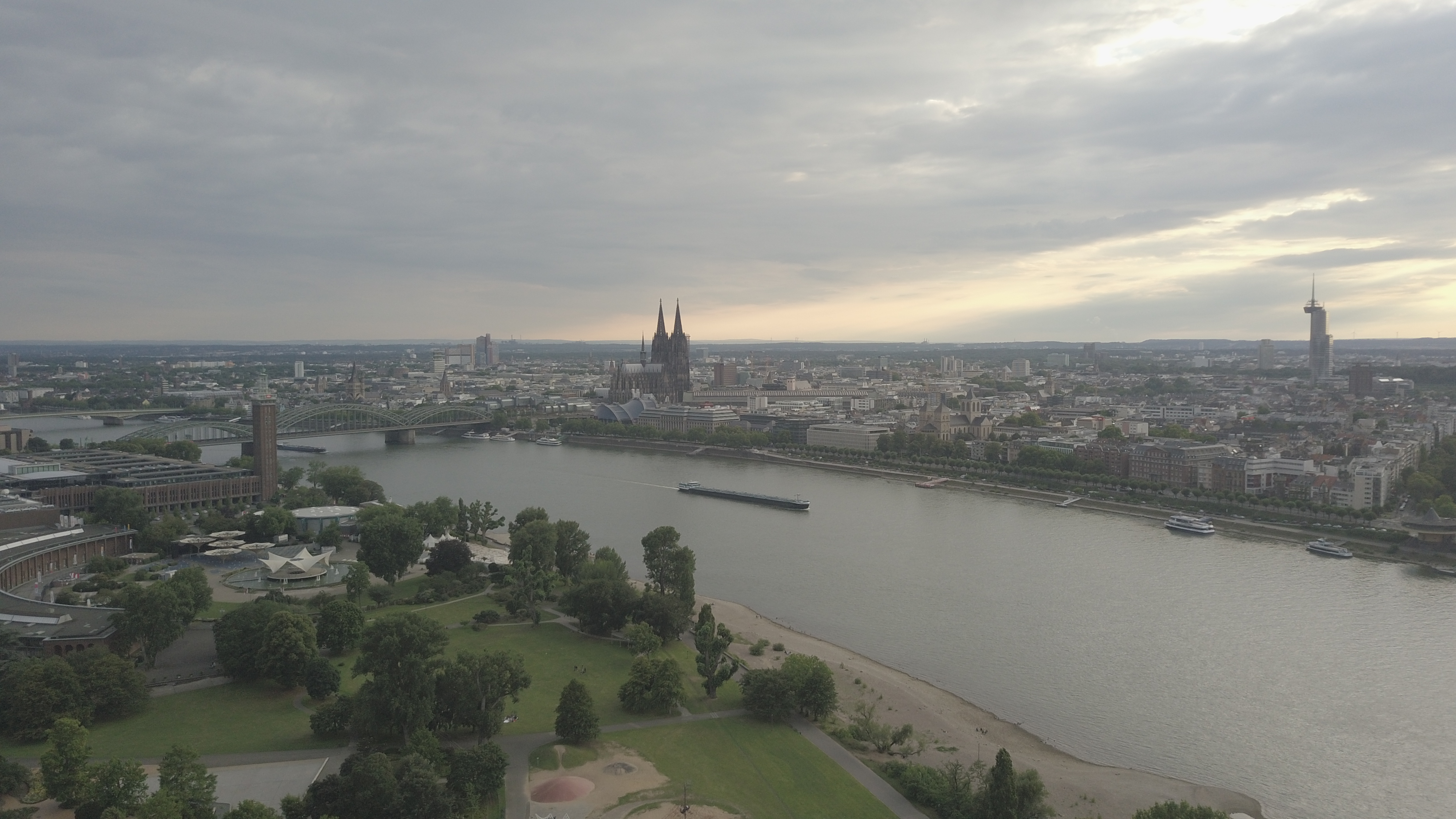
Luftbild Kölns (von Norden) (2020)

Köln (kölsch Kölleⓘ) ist eine kreisfreie Stadt im Land Nordrhein-Westfalen mit rund 1 Million Einwohnern. Sie ist die bevölkerungsreichste Gemeinde des Bundeslandes und die viertgrößte Deutschlands.
Die Stadt am Rhein gehört zum Regierungsbezirk Köln, dessen Verwaltungsbehörde hier ihren Sitz hat. Die Region Köln/Bonn ist das Zentrum des Ballungsraums zwischen Kölner Bucht und Oberbergischem Land mit rund vier Millionen Einwohnern. Zudem ist Köln das rheinische Bevölkerungszentrum der Metropolregion Rheinland mit 8,7 Millionen Einwohnern und Teil der Metropolregion Rhein-Ruhr mit 10,2 Millionen Einwohnern.
Die Stadt zählt vor allem wegen des bedeutenden Kölner Doms und ihrer romanischen Kirchen sowie weiterer mittelalterlicher Baudenkmäler, einer über 2000-jährigen Stadtgeschichte, bedeutsamer Veranstaltungen sowie ihres kulturellen und kulinarischen Erbes zu den wichtigsten Reisezielen in Europa.
Die heutige Metropole wurde in römischer Zeit unter dem Namen Oppidum Ubiorum gegründet und im Jahr 50 n. Chr. als Colonia Claudia Ara Agrippinensium (kurz Colonia oder CCAA) zur Stadt erhoben. Die günstige Lage am Rhein mit der Querung bedeutender West-Ost-Handelsstraßen und dem Sitz weltlicher sowie insbesondere kirchlicher Macht trug im Heiligen Römischen Reich zur überregionalen Geltung Kölns bei. Die Stadt ist seit dem Mittelalter Sitz des Erzbistums Köln, der heute größten römisch-katholischen Diözese Deutschlands. Die Kölner Erzbischöfe waren bis 1803 Kurfürsten des Heiligen Römischen Reiches, die Stadt Köln selbst war allerdings seit der Schlacht von Worringen 1288 nicht mehr Teil des Kurfürstentums, sondern Freie Reichsstadt. Als Hansestadt war Köln mit seiner zentralen Verkehrslage ein wichtiger Handelsstandort.
Köln besitzt als Wirtschafts- und Kulturmetropole internationale Bedeutung. Die Stadt zählt zu den wichtigsten Standorten der Chemie- und Automobilindustrie und beherbergt, teilweise zusammen mit einigen Vororten, Firmensitze und Produktionsstätten von Automobilmarken wie Ford und Toyota sowie Chemiekonzerne wie Lanxess. Auch die Lufthansa hat ihren Firmensitz in der Stadt. Ferner ist Köln Sitz mehrerer Bundesbehörden.
Die Karnevalshochburg ist außerdem Sitz vieler öffentlicher Verbände und professioneller Sportvereine. Zahlreiche Fernseh- und Rundfunksender wie RTL und der Westdeutsche Rundfunk sowie Filmstudios, Musikproduzenten, Verlagshäuser und andere Medienunternehmen haben hier ihren Standort. Köln gilt ferner als eines der führenden Zentren des weltweiten Kunsthandels. Die Stadt ist ebenfalls ein bedeutender Kongress- und Messestandort: Die Videospielmesse Gamescom, die Fitness- und Gesundheitsmesse FIBO und die Süßwarenmesse gelten als Weltleitmessen, die Art Cologne als älteste Kunstmesse der Welt. Als größter Bildungs- und Forschungsstandort in Westdeutschland befinden sich hier die Universität zu Köln, die Technische Hochschule Köln und zahlreiche weitere Hochschulen.
Die Bedeutung Kölns als Verkehrsknotenpunkt zeigen der umfangreiche Schienenpersonenfernverkehr mit drei Fernbahnhöfen sowie der Bahnhof Eifeltor, der zu den größten Containerumschlagbahnhöfen Europas gehört. Ergänzt wird die Infrastruktur durch vier Binnenhäfen und den Flughafen Köln/Bonn.

## Geographie

### Geographische Lage und Klima
Das Stadtgebiet erstreckt sich über 405,01 Quadratkilometer (linksrheinisch 230,25 Quadratkilometer, rechtsrheinisch 174,87 Quadratkilometer). Ein größeres Stadtgebiet haben in Deutschland nur die Stadtstaaten Berlin und Hamburg sowie vier Klein- und Mittelstädte in Sachsen-Anhalt und Brandenburg.
Der topographische Referenzpunkt der Stadt, die Spitze des nördlichen Domturms, liegt auf 50° 56′ 33″ nördlicher Breite und 6° 57′ 32″ östlicher Länge. Der höchste Punkt liegt 118,04 Meter (Monte Troodelöh im Königsforst); der niedrigste 37,5 Meter über dem Meeresspiegel (im Worringer Bruch).
Die Stadt liegt in der Kölner Bucht, einer trichterförmigen, durch den Rhein geprägten Flusstallandschaft zwischen den stufenartig ansteigenden Hängen des Bergischen Landes und der Eifel unmittelbar nach Austritt des Rheins aus dem Rheinischen Schiefergebirge. Diese geschützte, günstige Lage bewirkt für Köln ein mildes Klima.
|                        | Jan  | Feb  | Mär  | Apr  | Mai  | Jun  | Jul  | Aug  | Sep  | Okt  | Nov  | Dez  |   |       |
| Mittl. Temperatur (°C) | 4,2  | 5,0  | 7,6  | 11,6 | 15,3 | 19,3 | 20,6 | 20,5 | 16,2 | 12,0 | 8,0  | 6,3  | ⌀ | 12,3  |
| Mittl. Tagesmax. (°C)  | 6,7  | 8,5  | 11,8 | 17,0 | 20,7 | 24,5 | 26,1 | 26,1 | 21,6 | 15,7 | 11,0 | 8,7  | ⌀ | 16,6  |
| Mittl. Tagesmin. (°C)  | 1,7  | 1,8  | 3,6  | 6,0  | 9,8  | 14,1 | 15,4 | 15,4 | 11,6 | 8,7  | 5,1  | 3,9  | ⌀ | 8,1   |
|                        |      |      |      |      |      |      |      |      |      |      |      |      |   |       |
| Niederschlag (mm)      | 72,8 | 58,5 | 65,0 | 37,0 | 44,4 | 73,0 | 60,0 | 67,6 | 55,7 | 54,4 | 66,2 | 71,3 | Σ | 725,9 |

| 1,7 |

| 1,8 |

| 3,6 |

| 6,0 |

| 9,8 |

| 14,1 |

| 15,4 |

| 15,4 |

| 11,6 |

| 8,7 |

| 5,1 |

| 3,9 |

| 1,7 |

| 1,8 |

| 3,6 |

| 6,0 |

| 9,8 |

| 14,1 |

| 15,4 |

| 15,4 |

| 11,6 |

| 8,7 |

| 5,1 |

| 3,9 |

Köln liegt im Großraum der Übergangszone vom gemäßigten Seeklima zum Kontinentalklima mit milden Wintern (Januarmittel: 3,0 °C) und mäßig warmen Sommern (Julimittel: 19,0 °C). Die mittleren Jahresniederschläge betragen 802 Millimeter, liegen damit im Deutschlandmittel und wesentlich höher als im westlich angrenzenden Rhein-Erft-Kreis (Erftstadt-Bliesheim: 631 mm) oder der Jülich-Zülpicher Börde (Zülpich: 582 mm), was bei Pendlern den Eindruck eines „Regenlochs“ erweckt.
Stellvertretend für das Stadtklima Kölns kann man die Wetterstation Köln-Stammheim benutzen. Zu sehen ist, dass die Wintertemperaturen mit die mildesten in ganz Deutschland sind und die Temperaturminima durch das städtische Mikroklima sehr hoch sind. Die Mittelwerte aus dem Zeitraum 2015–2020 sind ziemlich ähnlich den Werten aus dem Klimamittel von Lyon über die Jahre 1961–1990.
|                        | Jan  | Feb  | Mär  | Apr  | Mai  | Jun  | Jul  | Aug  | Sep  | Okt  | Nov  | Dez  |   |       |
| Mittl. Temperatur (°C) | 3,0  | 3,6  | 6,7  | 10,4 | 14,1 | 17,1 | 19,0 | 18,5 | 14,8 | 10,8 | 6,7  | 3,8  | ⌀ | 10,7  |
| Mittl. Tagesmax. (°C)  | 5,9  | 7,2  | 11,4 | 16,1 | 19,7 | 22,7 | 24,9 | 24,5 | 20,4 | 15,2 | 9,8  | 6,5  | ⌀ | 15,4  |
| Mittl. Tagesmin. (°C)  | 0,0  | 0,1  | 2,0  | 4,5  | 8,1  | 11,2 | 13,3 | 12,8 | 9,7  | 6,8  | 3,5  | 1,0  | ⌀ | 6,1   |
|                        |      |      |      |      |      |      |      |      |      |      |      |      |   |       |
| Niederschlag (mm)      | 61,7 | 53,8 | 55,0 | 48,2 | 62,1 | 86,3 | 87,4 | 83,3 | 66,9 | 64,7 | 63,5 | 69,2 | Σ | 802,1 |
|                        |      |      |      |      |      |      |      |      |      |      |      |      |   |       |
| Sonnenstunden (h/d)    | 1,8  | 2,8  | 4,0  | 5,8  | 6,4  | 6,7  | 6,7  | 6,3  | 5,0  | 3,4  | 2,0  | 1,5  | ⌀ | 4,4   |

| 0,0 |

| 0,1 |

| 2,0 |

| 4,5 |

| 8,1 |

| 11,2 |

| 13,3 |

| 12,8 |

| 9,7 |

| 6,8 |

| 3,5 |

| 1,0 |

| 0,0 |

| 0,1 |

| 2,0 |

| 4,5 |

| 8,1 |

| 11,2 |

| 13,3 |

| 12,8 |

| 9,7 |

| 6,8 |

| 3,5 |

| 1,0 |

|                        | Jan  | Feb  | Mär  | Apr  | Mai  | Jun  | Jul  | Aug  | Sep  | Okt  | Nov  | Dez  |   |      |
| Mittl. Temperatur (°C) | 1,8  | 2,5  | 5,3  | 8,8  | 13,3 | 16,4 | 18,0 | 17,5 | 14,3 | 10,4 | 5,7  | 2,9  | ⌀ | 9,8  |
| Mittl. Tagesmax. (°C)  | 4,5  | 6,2  | 9,8  | 13,8 | 18,5 | 21,4 | 23,1 | 23,0 | 19,7 | 15,0 | 8,9  | 5,5  | ⌀ | 14,2 |
| Mittl. Tagesmin. (°C)  | −1,3 | −1,2 | 1,1  | 3,6  | 7,6  | 10,7 | 12,4 | 12,1 | 9,5  | 6,3  | 2,4  | −0,2 | ⌀ | 5,3  |
|                        |      |      |      |      |      |      |      |      |      |      |      |      |   |      |
| Niederschlag (mm)      | 62,0 | 48,0 | 64,0 | 55,0 | 74,0 | 86,0 | 84,0 | 77,0 | 62,0 | 55,0 | 66,0 | 72,0 | Σ | 805  |
|                        |      |      |      |      |      |      |      |      |      |      |      |      |   |      |
| Sonnenstunden (h/d)    | 1,5  | 2,8  | 3,5  | 5,2  | 6,2  | 6,2  | 6,3  | 5,9  | 4,8  | 3,6  | 2,0  | 1,4  | ⌀ | 4,1  |
|                        |      |      |      |      |      |      |      |      |      |      |      |      |   |      |
| Regentage (d)          | 13,0 | 10,0 | 13,0 | 11,0 | 12,0 | 12,0 | 11,0 | 10,0 | 10,0 | 9,0  | 12,0 | 13,0 | Σ | 136  |
|                        |      |      |      |      |      |      |      |      |      |      |      |      |   |      |
| Luftfeuchtigkeit (%)   | 82   | 78   | 75   | 70   | 69   | 70   | 71   | 73   | 78   | 80   | 82   | 83   | ⌀ | 75,9 |

| −1,3 |

| −1,2 |

| 1,1 |

| 3,6 |

| 7,6 |

| 10,7 |

| 12,4 |

| 12,1 |

| 9,5 |

| 6,3 |

| 2,4 |

| −0,2 |

| −1,3 |

| −1,2 |

| 1,1 |

| 3,6 |

| 7,6 |

| 10,7 |

| 12,4 |

| 12,1 |

| 9,5 |

| 6,3 |

| 2,4 |

| −0,2 |

In den letzten 30 Jahren sind die Temperaturen in Köln im langfristigen Mittel merklich gestiegen; betrug die mittlere Tageshöchsttemperatur im Juli für den Zeitraum 1961 bis 1990 noch rund 23 °C, so liegt sie für die Jahre 1991 bis 2020 bei etwa 25 °C. Auch die Winter sind wärmer geworden; lag die durchschnittliche Tageshöchsttemperatur im Januar für die Jahre 1961 bis 1990 noch bei 4,5 °C, so waren es für den Zeitraum 1991 bis 2020 5,9 °C.
Das mittlere Niederschlagsprofil hat sich indes kaum verändert, die jährliche Niederschlagsmenge ist im Durchschnitt in etwa gleich groß geblieben. Dafür hat sich die Anzahl an Sonnenstunden in den letzten 30 Jahren im langjährigen Mittel von 4,1 auf 4,4 Stunden pro Tag erhöht.

### Luftqualität und Umweltschutz
Die Energieerzeugung, die Industrie sowie der Verkehr sind die wichtigsten Ursachen für die anthropogene Luftverschmutzung. Im Rahmen der bisherigen Luftreinhalteplanung konnten für nahezu sämtliche luftverunreinigende Stoffe, hier insbesondere für den zu Beginn der 2000er-Jahre noch kritischen Feinstaub, beachtliche Erfolge erreicht werden. Zum Schutz der menschlichen Gesundheit wurde 2010 europaweit für Stickstoffdioxid (NO₂) der Jahresgrenzwert von 40 µg/m³ festgelegt, zum Schutz der Vegetation wird ein kritischer Wert von 30 µg/m³ NOx als Jahresmittelwert verwendet. Diese Grenzwerte werden in Köln noch immer großräumig überschritten.
Um die Luftbelastung dauerhaft zu senken, hat die Bezirksregierung Köln 2006 erstmals einen Luftreinhalteplan nach § 47 Abs. 1 Bundes-Immissionsschutzgesetz (BImSchG) erstellt. Gegenstand eines solchen Luftreinhalteplans sind die Beschreibung der Überschreitungssituation, die Verursacheranalyse, die Betrachtung der voraussichtlichen Entwicklung der Belastungssituation sowie die Erarbeitung von Maßnahmen die zu einer Reduzierung der Luftschadstoffe führen sollten. Am 1. Januar 2008 wurde deshalb in Köln die erste Umweltzone von Nordrhein-Westfalen errichtet, sie erstreckte sich über den inneren Bereich des Stadtgebietes. Da die Einhaltung der Grenzwerte für Stickstoffdioxid dadurch noch nicht erreicht werden konnte, wurde der Luftreinhalteplan fortgeschrieben und die Umweltzone zum 1. April 2012 nahezu auf das gesamte Stadtgebiet erweitert. Nach einer schrittweisen Einführung dürfen seit dem 1. Juli 2014 nur noch Kraftfahrzeuge mit grüner Plakette in die Umweltzone einfahren.
Da 2016 an neun Messstationen in Köln der geltende Grenzwert für Stickstoffdioxid noch immer überschritten wird, musste die Bezirksregierung den geltenden Luftreinhalteplan für das Stadtgebiet Köln fortschreiben. Insgesamt hat an allen von Grenzwertüberschreitung betroffenen Messstellen der Emissionsanteil des Straßenverkehrs den höchsten Anteil an der bestehenden Belastungssituation. Ein großer Anteil resultiert hierbei aus den Stickstoffdioxidemissionen von Dieselfahrzeugen. Der Feinstaub-Jahresmittelgrenzwert wurde an allen Messstellen in Köln seit dem Jahr 2009 eingehalten. Die Lage der Gebiete, in denen erhöhte Belastungen auftreten, erstreckt sich auf einen größeren Bereich um die Innenstadt und einzelne Gebiete in den äußeren Stadtteilen. Die fünf größten Problemzonen sind der Clevische Ring (Köln-Mülheim), die Justinianstraße (Deutz), Neumarkt (City), an der Aachener Straße (Weiden) und Luxemburger Straße (Sülz). Insofern besteht Handlungsbedarf zur weiteren Verminderung der Luftschmutz-Belastung im Plangebiet.
Seit Mitte August 2019 gilt für Lastwagen über 7,5 Tonnen ein Durchfahrtsverbot für die Kölner Innenstadt, als Teil des Luftreinhalteplans. Der Lieferverkehr und Anlieger sind vom Verbot nicht betroffen.
Die Stadt Köln beteiligt sich an der vom World Wide Fund For Nature (WWF) seit dem Jahr 2007 jährlich stattfindenden „Stunde der Erde“.

### Geologie
Köln liegt am Südrand der Niederrheinischen Bucht zum größten Teil im Bereich der Niederterrassen, die vom Rhein aus terrassenartig leicht ansteigen. Der geologische Unterbau wird im Stadtgebiet aus bis zu 35 Meter mächtigen Ablagerungen des Eiszeitalters (Quartär) gebildet. Sie bestehen aus Kiesen und Sanden des Rhein-Maas-Systems. Ausläufer des Rheinischen Braunkohlereviers reichen bis Kalk: Um 1860 wurde dort das Braunkohlenbergwerk Gewerkschaft Neu-Deutz gegründet. Auf dem Gelände befindet sich heute die Brauerei der Gebrüder Sünner, die das in den Stollen eindringende Grundwasser verwenden konnte. Im tieferen Untergrund folgen Schichten des Tertiär und des Devon.
Die Bodenbeschaffenheit ist geprägt durch die fruchtbaren Böden der Schwemmland-Ebene am Rhein. In den westlichen Stadtteilen werden sie von Löss überdeckt, der zu ertragreichen, ackerbaulich genutzten Lehmböden (Parabraunerden) verwittert ist. Sie sind oft mit fruchtbaren Kolluvien vergesellschaftet, die in Senken aus abgeschwemmtem Bodenmaterial entstanden. In der östlich anschließenden Rheinebene, die durch verlandete Altarme gegliedert wird, lagerte der Rhein zum Ende der letzten Eiszeit sandige bis lehmige Sedimente ab. Daraus bildeten sich ertragreiche Parabraunerden und Braunerden, die ebenfalls ackerbaulich genutzt werden. In der Rheinaue entstanden durch periodische Überflutungen aus angeschwemmtem Bodenmaterial fruchtbare Braune Auenböden. Der äußerste Osten des Stadtgebietes zählt bereits zum Sockel des rheinischen Schiefergebirges. Hier sind geologisch ältere Terrassensande und Flugsande verbreitet, aus denen meist ärmere Braunerden, saure Podsol-Braunerden und bei dichtem Untergrund staunasse Pseudogleye hervorgingen. Diese eher minderwertigen Böden werden als Heiden beziehungsweise waldwirtschaftlich genutzt. An Bachläufen und in Rinnen bildeten sich dort ebenso wie in der Rheinaue grundwasserbeeinflusste Gleye.
Durch tektonische Bewegungen des Rheingraben-Bruchs entstanden um Köln ausgeprägte Geländekanten, wie etwa die Ville bei Frechen. Unmittelbar westlich davon schließt sich Deutschlands aktivste Erdbebenzone an, deren Epizentrum im Kreis Düren liegt. Zur Erdbebenvorsorge wurde 2006 von der Abteilung Erdbebengeologie der Universität zu Köln ein Messnetz mit 19 „Strong-motion-Stationen“ zwischen Aachen, Bensberg, Meckenheim und Viersen installiert und bis 2018 auf 24 Stationen erweitert. Mehrmals im Monat ereignen sich in der Kölner Bucht Mikroerdbeben, die nicht wahrnehmbar sind.

### Köln und der Rhein

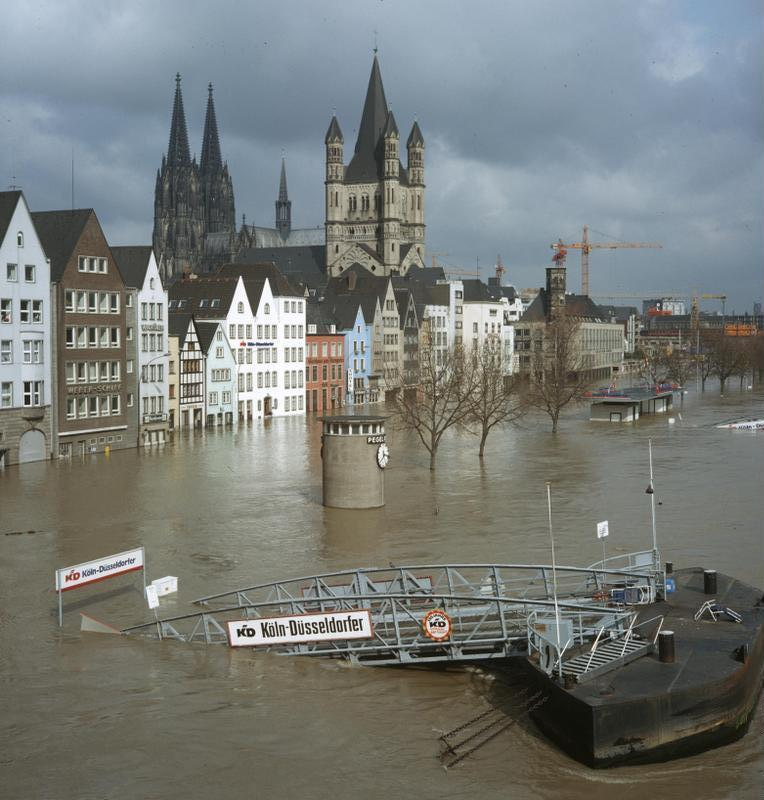
Hochwasser im April 1983; Pegel: 9,65 m über Pegel 0

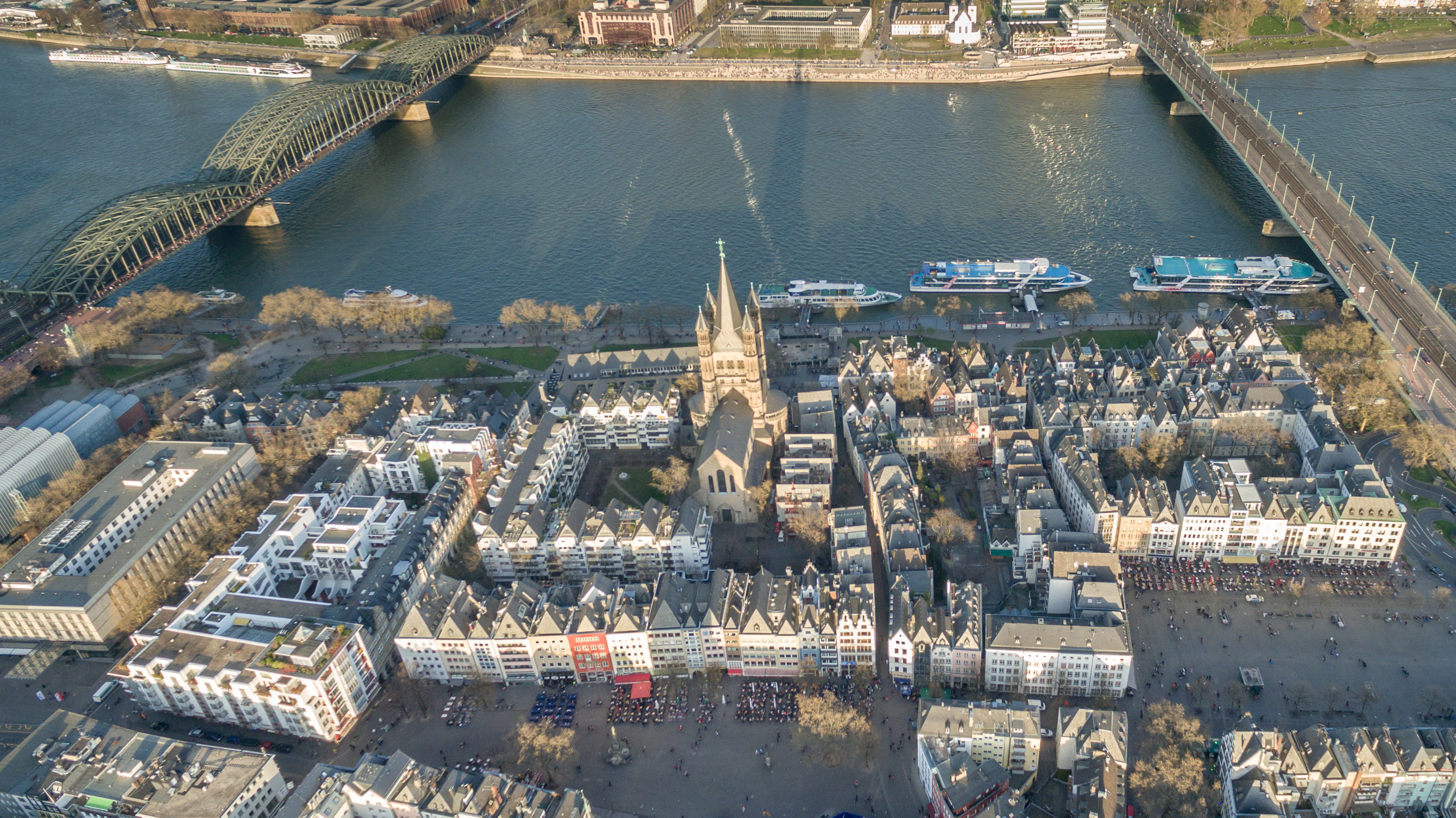
Der Rhein fließt entlang der Kölner Altstadt (März 2017).

Der Rhein, nach dem Austritt aus dem südlich von Köln gelegenen Schiefergebirge als Niederrhein bezeichnet, erreicht bei Godorf die Stadt und verlässt sie bei Worringen. Das Gefälle des Flusses beträgt etwa 0,2 Promille. Sein aktueller Wasserstand lässt sich an der Uhr des Pegels Köln ablesen. Normal zeigt diese 3,48 Meter an, was für eine Wassertiefe in der Fahrrinne von ca. 4,48 Meter steht.
Mehrfach war Köln von Hochwassern betroffen. Das schlimmste aufgezeichnete Hochwasser ereignete sich im Februar 1784, als nach dem extrem langen und kalten Winter 1783/84 ein Temperatursprung einsetzte. Der Rhein war fest zugefroren und die Schneeschmelze sowie das aufbrechende Eis sorgten für einen Rekordpegel von 13,55 Meter. Die Fluten, auf denen schwere Eisschollen trieben, verwüsteten weite Teile der Uferbebauung und alle Schiffe. Der Schollengang zerstörte einzelne Gebäude, darunter Befestigungsbauten; es gab 65 Tote. Die Flut aus Wasser und Eis zerstörte die rechtsrheinisch gelegene bergische Kreisstadt Mülheim am Rhein, heute ein Kölner Stadtteil, vollständig.
Im 20. Jahrhundert erreichten die drei Jahrhunderthochwasser von 1926, 1993 und 1995 Pegelstände von bis zu 10,69 Meter. Seit 2005 wird ein Hochwasserschutzkonzept umgesetzt, das durch feste oder mobile Wände die Stadt bis zu einem Pegelstand von 11,90 Metern schützt. Mehrfach führte der Rhein Niedrigwasser. Am 20. September 2003 um 8 Uhr erreichte der Rhein am Pegel Köln die Marke von 0,8 Meter. Damit wurde der niedrigste aufgezeichnete Wert aus dem Jahr 1947 unterschritten. Dieser Negativrekord wurde allerdings im Oktober 2018 gebrochen. Zunächst wurde am 18. Oktober die Rekordmarke erreicht. Am 23. Oktober betrug der Wasserstand nur noch 0,67 m. Jedoch bedeutet der Pegel 0 Meter, dass die 150 Meter breite Fahrrinne in der Mitte des Flusses noch einen Meter Wassertiefe hat. Die Binnenschifffahrt musste Einschränkungen hinnehmen und wurde nicht, wie auf der Elbe, ganz eingestellt.
Welche Wassermengen sich je nach Pegelstand durch die Stadt bewegen, macht folgende Aufstellung deutlich:
0,80 m (niedrigster Wasserstand): 630 Kubikmeter/Sekunde; 3,48 m (Normalwasserstand): 2000 m³/s; 6,20 m (Hochwassermarke I): 4.700 m³/s; 8,30 m (Hochwassermarke II): 7200 m³/s; 10,0 m (Hochwasserschutz in Altstadt, Rodenkirchen und Zündorf): 9700 m³/s; 10,69 m (Hochwasser im Januar 1995): 11.500 m³/s.

### Nachbargemeinden
Köln ist Zentrum eines Ballungsraums, der etwa zwei Millionen Einwohner umfasst. In einem geschlossenen Siedlungsraum grenzen folgende Städte im Uhrzeigersinn, beginnend im Nordosten, unmittelbar an das Stadtgebiet an: Leverkusen (kreisfreie Stadt), Bergisch Gladbach und Rösrath (Rheinisch-Bergischer Kreis), Troisdorf und Niederkassel (Rhein-Sieg-Kreis), Wesseling, Brühl, Hürth, Frechen und Pulheim (alle Rhein-Erft-Kreis), Dormagen (Rhein-Kreis Neuss) und Monheim (Kreis Mettmann).
Die Stadt Wesseling war zum 1. Januar 1975 nach Köln eingemeindet worden, erhielt nach einem Gerichtsentscheid am 1. Juli 1976 ihre Selbständigkeit zurück.
| Pulheim          | Dormagen, Monheim am Rhein                  | Leverkusen                 |
| Frechen, Hürth   | Kompassrose, die auf Nachbargemeinden zeigt | Bergisch Gladbach, Rösrath |
| Brühl, Wesseling | Niederkassel                                | Troisdorf                  |

### Stadtgliederung

Stadtbezirke und -teile Kölns

Die Stadt Köln gliedert sich in 86 Stadtteile, die zu 9 Stadtbezirken zusammengefasst sind. Die Stadt Köln nummeriert die Stadtbezirke von 1 bis 9 und die Stadtteile von 101 bis 105, 201 bis 213, 301 bis 309, 401 bis 406, 501 bis 507, 601 bis 612, 701 bis 716, 801 bis 809 und von 901 bis 909, wobei die Hunderterstelle der Nummer des Stadtbezirks entspricht. Die Stadtteilnummer hat jedoch keinen Zusammenhang mit der Postleitzahl.
Innerhalb der Stadtteile unterscheiden die Kölner noch zwischen verschiedenen „Veedeln“ (Kölsch für Stadtviertel), deren Bewohner häufig an dörfliche Gemeinschaften erinnernde soziale Bindungen und Kontakte pflegen. Die Grenzen und Benennungen der Veedel schwanken jedoch je nach Sichtweise der Einwohner teils erheblich. Das Amt für Stadtentwicklung und Statistik hat für statistische Auswertungen 371 Stadtviertel – genau genommen Teile von Stadtteilen inklusive der Stadtteile selbst – definiert, die sowohl Wohnplätze mit wenigen Einwohnern und Siedlungen als auch Gewerbegebiete umfassen.
| Nr. | Stadtbezirk         | Wappen                  | Einwohner 31. Dez. 2021 | Fläche in km² | Einwohner pro km² | Stadtteile |
| --- | ------------------- | ----------------------- | ----------------------- | ------------- | ----------------- | --- |
| 1   | Innenstadt          | —                       | 126.700                 | 16,42         | 7.716             | Altstadt-Süd, Neustadt-Süd, Altstadt-Nord, Neustadt-Nord, Deutz                                                                                         |
| 2   | Rodenkirchen        | Wappen von Rodenkirchen | 109.731                 | 54,56         | 2.011             | Bayenthal, Marienburg, Raderberg, Raderthal, Zollstock, Rondorf, Hahnwald, Rodenkirchen, Weiß, Sürth, Godorf, Immendorf, Meschenich                     |
| 3   | Lindenthal          | —                       | 152.706                 | 41,77         | 3.656             | Klettenberg, Sülz, Lindenthal, Braunsfeld, Müngersdorf, Junkersdorf, Weiden, Lövenich, Widdersdorf                                                      |
| 4   | Ehrenfeld           | Wappen von Ehrenfeld    | 109.072                 | 23,98         | 4.548             | Ehrenfeld, Neuehrenfeld, Bickendorf, Vogelsang, Bocklemünd/Mengenich, Ossendorf                                                                         |
| 5   | Nippes              |                         | 116.755                 | 31,75         | 3.677             | Nippes, Mauenheim, Riehl, Niehl, Weidenpesch, Longerich, Bilderstöckchen                                                                                |
| 6   | Chorweiler          | —                       | 82.061                  | 67,18         | 1.222             | Merkenich, Fühlingen, Seeberg, Heimersdorf, Lindweiler, Pesch, Esch/Auweiler, Volkhoven/Weiler, Chorweiler, Blumenberg, Roggendorf/Thenhoven, Worringen |
| 7   | Porz                | Wappen von Porz         | 113.572                 | 78,94         | 1.439             | Poll, Westhoven, Ensen, Gremberghoven, Eil, Porz, Urbach, Elsdorf, Grengel, Wahnheide, Wahn, Lind, Libur, Zündorf, Langel, Finkenberg                   |
| 8   | Kalk                | Wappen von Kalk         | 119.966                 | 38,17         | 3.143             | Humboldt/Gremberg, Kalk, Vingst, Höhenberg, Ostheim, Merheim, Brück, Rath/Heumar, Neubrück                                                              |
| 9   | Mülheim             | Wappen von Mülheim      | 148.738                 | 52,22         | 2.848             | Mülheim, Buchforst, Buchheim, Holweide, Dellbrück, Höhenhaus, Dünnwald, Stammheim, Flittard                                                             |
|     | Stadt Köln (Gesamt) | Wappen von Köln         | 1.079.301               | 404,99        | 2.665             | |

63 Prozent der Einwohner Kölns wohnen linksrheinisch (Stand 2020). Da das historische Stadtzentrum linksrheinisch liegt, wird die rechte Rheinseite mundartlich herablassend als „Schäl Sick“ bezeichnet.

### Flora und Fauna

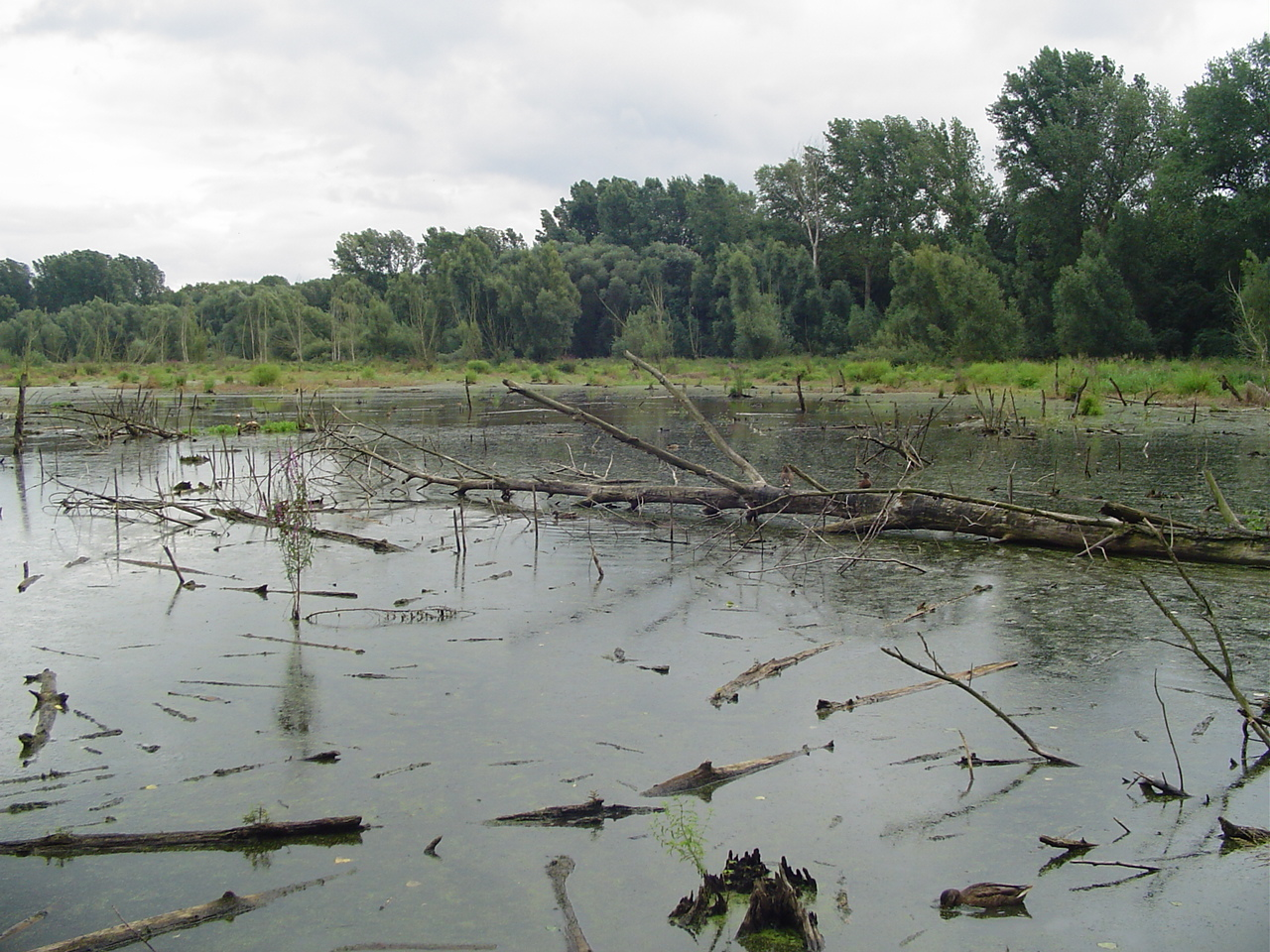
Worringer Bruch im Spätsommer

Köln verfügt über ausgedehnte Grünflächen, die im städtischen Bereich als Parks gestaltet, in den Außenbezirken zumeist bewirtschaftete Forste sind. Daneben gibt es 22 Naturschutzgebiete, beispielsweise der Worringer Bruch im äußersten linksrheinischen Norden Kölns, ein ehemaliger, heute verlandeter Seitenarm des Rheins. Er bietet eine Heimat für seltene Tier- und Pflanzenarten und eine charakteristische Auen- und Waldlandschaft. Rechtsrheinisch finden sich hauptsächlich offene Wald- und Heidelandschaften wie beispielsweise die Wahner Heide, das Naturschutzgebiet Königsforst und der Dünnwalder Wald. Der Flächenerhebung von 2016 zufolge hat Köln 5406 Hektar Waldfläche, was 13,3 % des Stadtgebietes entspricht.
Die Fauna weist eine sehr hohe Zahl an Kulturfolgern auf. Neben Tauben, Mäusen und Ratten, die allgegenwärtig sind und oft als Plage wahrgenommen werden, sind Rotfüchse in bedeutender Zahl in das Stadtgebiet eingewandert. Sie sind mittlerweile in der Innenstadt zu finden, in der sie Kleingärten und Parks als Revier nutzen. Der durch Köln fließende Rhein ist infolge der Verbesserung der Wasserqualität wieder Heimat vieler ehemals vorhandener und neu eingewanderter Arten geworden.
In den Kölner Grünanlagen haben sich, begünstigt durch das milde Klima, diverse nicht einheimische Tiere angesiedelt. Größere Populationen von Halsbandsittichen und dem Großen Alexandersittich leben unter anderem auf dem Melaten-Friedhof und dem Gelände der Riehler Heimstätten. Ursprünglich aus asiatischen Bergregionen (Indien, Afghanistan) für die Zoo- und Wohnungshaltung nach Deutschland eingeführt, haben sich diese Papageien/Sittiche als Neozoen etabliert. Die Angaben über die Größe der Populationen reichen von einigen 100 Exemplaren bis zu über 1000 Stück.

## Geschichte

### Entwicklung des Stadtnamens
Der Name der Stadt Köln leitet sich von ihrem lateinischen Namen Colonia Claudia Ara Agrippinensium ab. Aus Colonia entwickelte sich über Coellen, Cöllen, Cölln und Cöln der heutige Name der Stadt mit K. Im Kölner Dialekt Kölsch wird die Stadt Kölle genannt. In den meisten romanischen und einer größeren Zahl anderer Sprachen ist die lateinische Herkunft des Namens noch erkennbar (beispielsweise Italienisch und Spanisch Colonia, Portugiesisch Colônia, Katalanisch Colònia, französisch Cologne, Polnisch Kolonia, Türkisch Kolonya, arabisch كولونيا, DMG Kōlōnyā).

### Antike

Rekonstruktion des römischen Köln (3. Jahrhundert)

Der antike Name der Stadt, Colonia Claudia Ara Agrippinensium (CCAA), geht auf die römische Kaiserin Agrippina zurück: Die Gattin von Claudius wurde am Rhein geboren und ließ die Ubiersiedlung Oppidum Ubiorum im Jahre 50 n. Chr. zur Stadt erheben; die Stadtrechte wurden offiziell am 8. Juli 50 verliehen. In der Römerzeit war Köln Statthaltersitz der Provinz Germania inferior.
Im Januar 69 ließ sich hier Aulus Vitellius von den lokalen römisch-germanischen Legionen zum Kaiser ausrufen, wobei er das Schwert Gaius Iulius Caesars, das im örtlichen Marstempel aufbewahrt wurde, als Symbol für seinen Machtanspruch erhielt. Dabei legte er sich auch den Beinamen Germanicus zu. Zusammen mit Vexillationen der britannischen Legionen marschierten danach Teile der am Rhein stationierten Truppen nach Italien: Dieser Abzug bedeutender Truppenteile sollte noch im Bataveraufstand desselben Jahres eine für die Römer sehr gefährliche Situation in Germanien herbeiführen.
Römische Fundmünzen legen nahe, dass die Wasserversorgung der Stadt aus dem Vorgebirge seit etwa 30 n. Chr. bestand. Wahrscheinlich um etwa 80 n. Chr. erhielt die Stadt mit der Eifelwasserleitung einen der längsten römischen Aquädukte überhaupt.
Nach der Zerstörung des jüdischen Tempels in Jerusalem und der damit verbundenen Zerstreuung (Diaspora) der Juden ist eine Gemeinde im römischen Köln nachweisbar: Im Jahr 321 n. Chr. genehmigte Kaiser Konstantin die Aufnahme von Mitgliedern der jüdischen Gemeinde Kölns in den Stadtrat (curia). Es wird angenommen, dass sich die antike Synagoge in der Nähe der Marspforte innerhalb der Stadtmauer befand. Das im Codex Theodosianus (16,8,3) überlieferte Edikt Konstantins ist das früheste dokumentierte Zeugnis für jüdisches Leben in Deutschland.

### Frühmittelalter

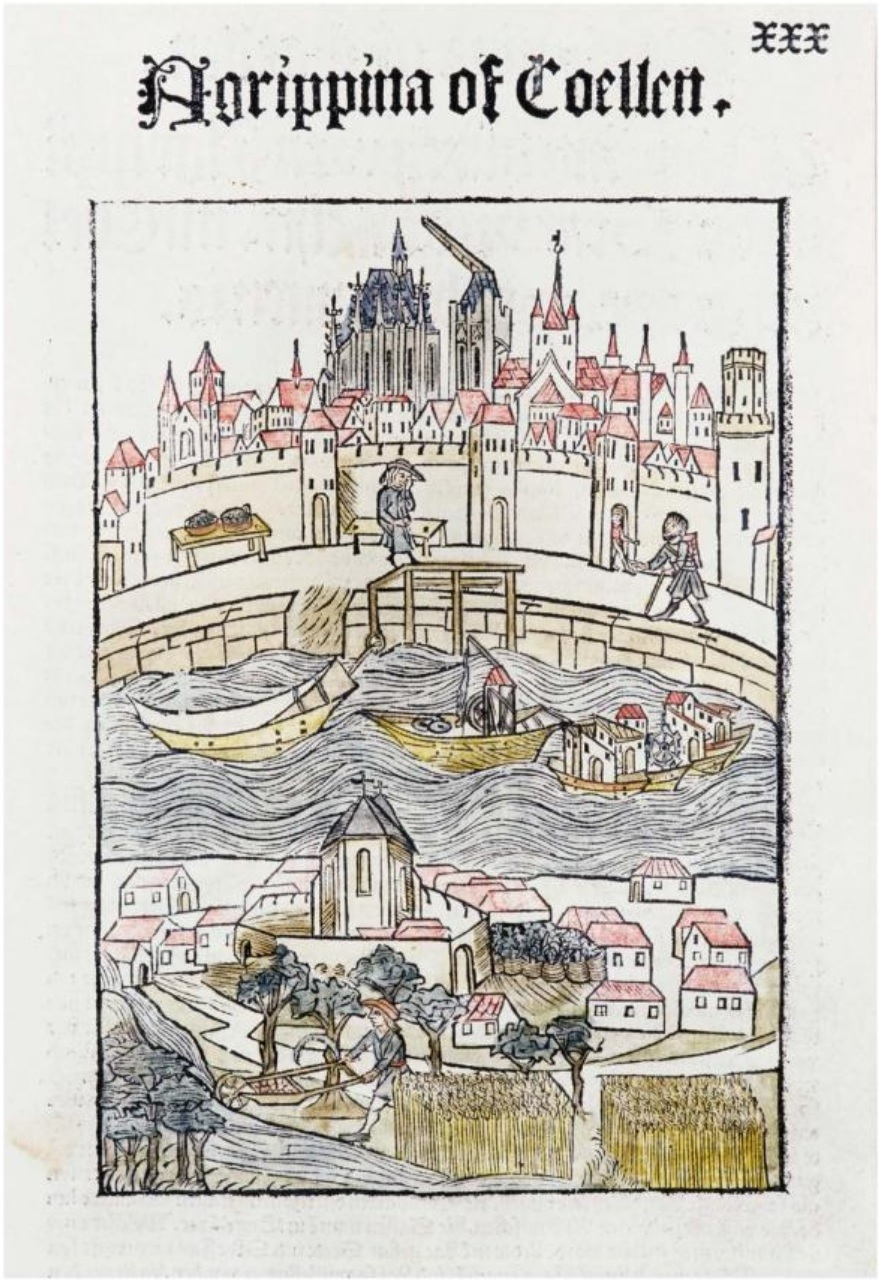
Ansicht von Köln aus Die Cronica van der hilliger Stat van Coellen, gedruckt 1499 durch Johann Koelhoff d. J.

Im Frühmittelalter war Köln eine bedeutende Stadt. Vor dem Hintergrund des allmählichen Niedergangs des Römischen Reiches wurde sie um das Jahr 455 von den Franken erobert. Bis Anfang des 6. Jahrhunderts war Köln Hauptort eines selbständigen fränkischen Teilkönigreiches, ging anschließend im Reich Chlodwigs I. auf und bewahrte sich starke Eigenständigkeit im Gebiet der Ripuarier. Die romanische Bevölkerung lebte lange Zeit parallel zu den fränkischen Eroberern in der Stadt. Im Laufe des 6. bis 8. Jahrhunderts kam es zu einer vollständigen Akkulturation zwischen den beiden Bevölkerungsteilen. Die wechselseitige Beeinflussung der fränkischen und lateinischen Dialekte ist anhand von Quellen nachweisbar. Die Franken übernahmen rasch kulturelle Errungenschaften der römischen Stadtbevölkerung, zum Beispiel im Bereich der Bautechnik oder der Glasherstellung. Gegen Ende der Merowingerzeit war Köln Residenzstadt. Spätestens ab karolingischer Zeit war der Bischof beziehungsweise Erzbischof von Köln eine der bedeutendsten Personen im Reich.
862 wurde Köln das erste Mal von Wikingern überfallen, die auf Schiffen anreisten. Es kam zu Verwüstungen und Plünderungen. Die Wikinger siedelten sich nachfolgend an Waal und Lek dauerhaft an, und es entstand ein reges Handelswesen zwischen den Normannen und den Rheinländern. Im Winter 881 endete die friedliche Zeit. Die Wikinger fielen in das Maasgebiet ein und plünderten zahlreiche Ortschaften und Städte. Ende Dezember tauchten mindestens drei ihrer Schiffe vor Köln auf und die nordischen Krieger verlangten Wegegeld. Im Januar 882 zahlte Köln nach zähen Verhandlungen ein hohes Danegeld in Silber an die Normannen. Die Stadt wurde deshalb zunächst verschont. Die Wikinger fuhren dann im Februar den Rhein aufwärts, plünderten und brandschatzten Bonn, Andernach und Trier.
Auf der Rückreise oder während ihres Sommerfeldzuges 882 forderte die Raubhorde von den Kölnern erneutes Danegeld, das die ausgepressten Kölner nicht aufbringen konnten. Ihre Stadt wurde daraufhin ebenfalls gebrandschatzt. Nach der Verwüstung verstärkten die Kölner die maroden Mauern aus der Römerzeit, was sich im folgenden Jahr, 883, beim nächsten Wikingerbesuch als sehr nützlich erwies. Denn Köln ging in diesem Jahr, anders als die soeben wieder errichteten Städte Bonn und Andernach, nicht in Flammen auf.
Unter den Ottonen spielte Köln eine wichtige Rolle bei der Annäherung des ostfränkisch-deutschen Reichs an das Byzantinische Reich, seit die Kaiserin Theophanu, gebürtige Griechin und Gattin Ottos II., dort als Reichsverweserin residierte. Ab dem 10. Jahrhundert setzte eine Serie von Stiftsgründungen ein, die romanische Kirchenbauten hervorbrachten. In der Folge errang Köln unter der Führung bedeutender und politisch versierter Erzbischöfe einen unangefochtenen Rang als geistliches Zentrum. Der Erzbischof von Köln war Kurfürst des Mitte des 10. Jahrhunderts gegründeten Erzstiftes und Kurfürstentums Köln. Die Überführung der Gebeine der Heiligen drei Könige von Mailand nach Köln durch Erzbischof Rainald von Dassel im Jahr 1164 machte die Stadt zu einem wichtigen Ziel für Pilger.

### Größte Stadt im mittelalterlichen Deutschland

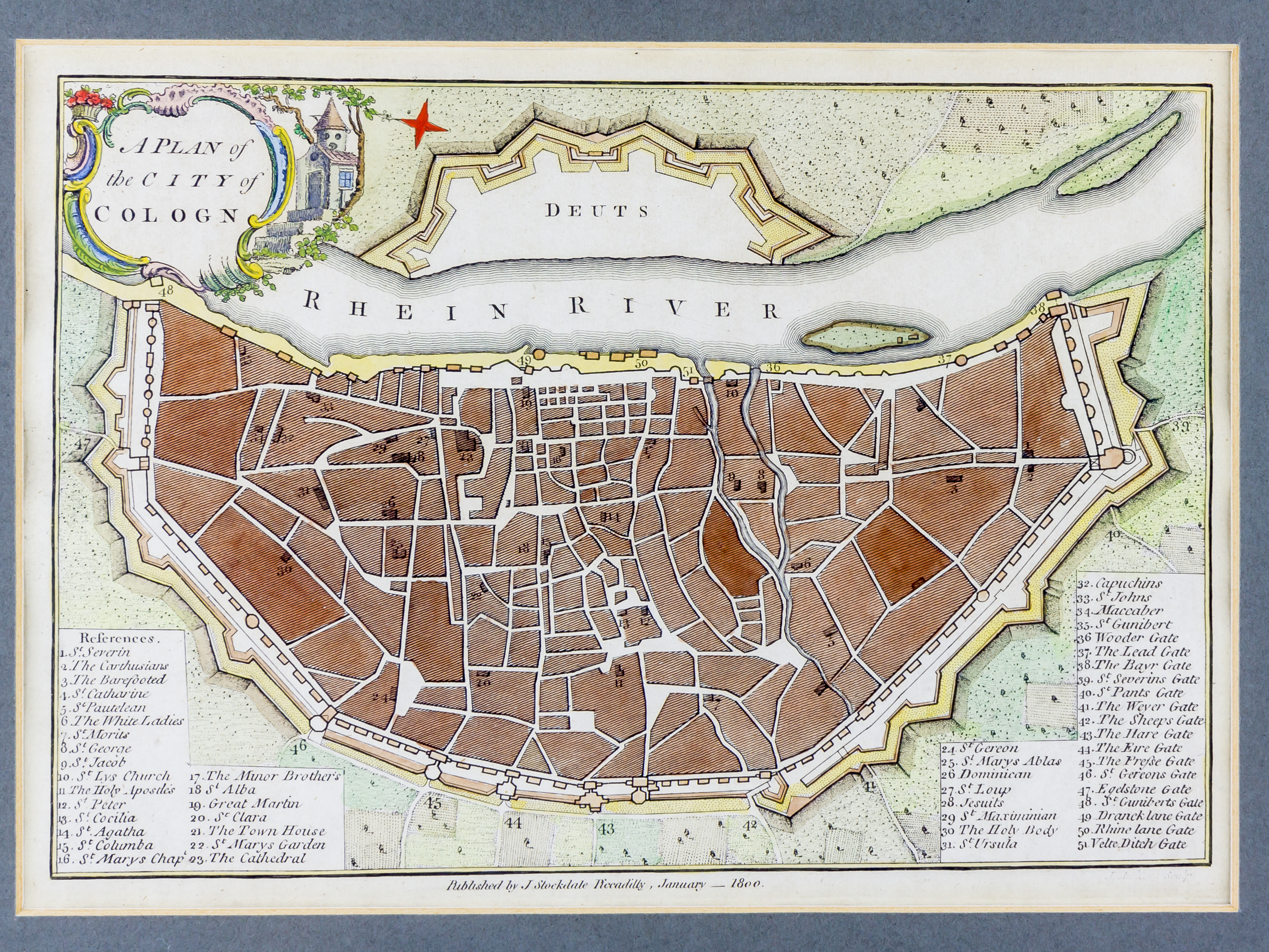
Ein Plan von 1800 zeigt die noch intakte Stadtmauer und nennt in der Legende 16 Tore (Nr. 36–51), z. B. 47: Eigelsteintor, 43: Hahnentor, 39: Severinstor.

Köln wurde im Hochmittelalter mit etwa 40.000 Einwohnern größte Stadt des deutschsprachigen Raums, sodass ihre Stadtbefestigungen mehrfach erweitert werden mussten. Ab dem Jahre 1180 (Urkunden vom 27. Juli und 18. August 1180) wurde die damals längste Stadtmauer mit zwölf Torburgen und 52 Wehrtürmen in der Ringmauer, 22 Pforten und kleinen Toren in der Rheinmauer gebaut und etwa 1250 fertiggestellt. Sie war gewaltiger als die fast zur gleichen Zeit errichtete Mauer König Philipps II. Augustus in Paris und 7,5 km lang. Die zwölf Tore – sieben gewaltige Doppelturmtorburgen, (davon erhalten das Eigelsteintor und Hahnentor), drei riesige Turmtorburgen (davon erhalten das Severinstor) und zwei kleinere Doppelturmpforten (siehe Ulrepforte) – in die halbkreisförmige Stadtmauer integriert – sollten an das himmlische Jerusalem erinnern.

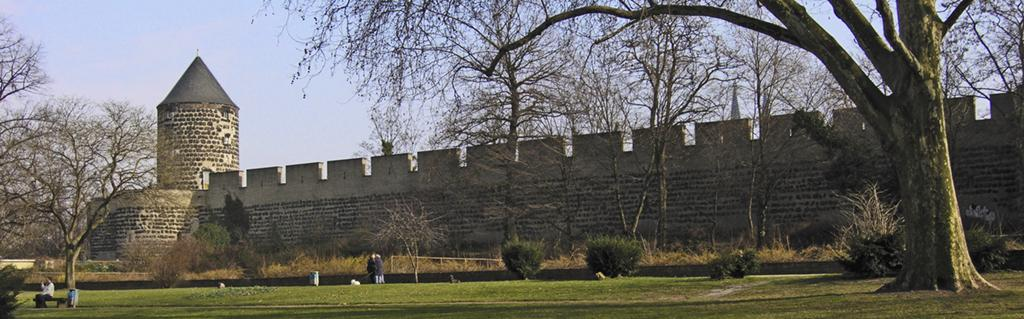
Rest der hochmittelalterlichen Stadtmauer am heutigen Hansaring (März 2005)

Im Jahre 804 wird der Name „Heiliges Köln“ in einer Urkunde erstmals erwähnt. Seit dem 12. Jahrhundert führte Köln neben Jerusalem, Konstantinopel und Rom die Bezeichnung Sancta im Stadtnamen: Sancta Colonia Dei Gratia Romanae Ecclesiae Fidelis Filia – „Heiliges Köln von Gottes Gnaden, der römischen Kirche getreue Tochter.“ Der Name „Dat hillige Coellen“ oder die „hillige Stat van Coellen“ war ein Begriff dieser Zeit. Noch heute heißt Köln im Volksmund „et hillije Kölle“. Es wurde beschlossen, ein unerreicht großes und beeindruckendes Gotteshaus zu errichten, um den Reliquien – vor allem denen der heiligen drei Könige – einen angemessenen Rahmen zu geben. Die Grundsteinlegung des Kölner Domes erfolgte 1248.

### Spätmittelalterliches Köln
Am 7. Mai 1259 erhielt Köln das Stapelrecht, das den Kölner Bürgern ein Vorkaufsrecht aller auf dem Rhein transportierten Waren sicherte und so zum Wohlstand der Stadt beitrug. Die jahrelangen Kämpfe der Kölner Erzbischöfe mit den Patriziern endeten 1288 vorläufig durch die Schlacht von Worringen, bei der das Heer des Erzbischofs Siegfried von Westerburg (1275–1297) gegen das des Grafen Adolf V. von Berg und der Kölner Bürger unterlag. Fortan gehörte die Stadt nicht mehr zum Erzstift, und der Erzbischof durfte sie nur noch zu religiösen Handlungen betreten. Die offizielle Erhebung zur Freien Reichsstadt dauerte allerdings noch bis 1475. Die Auseinandersetzungen zwischen dem patrizischen Rat und den nicht im Rat vertretenen Zünften führte am 20. November 1371 zum blutigen Kölner Weberaufstand.

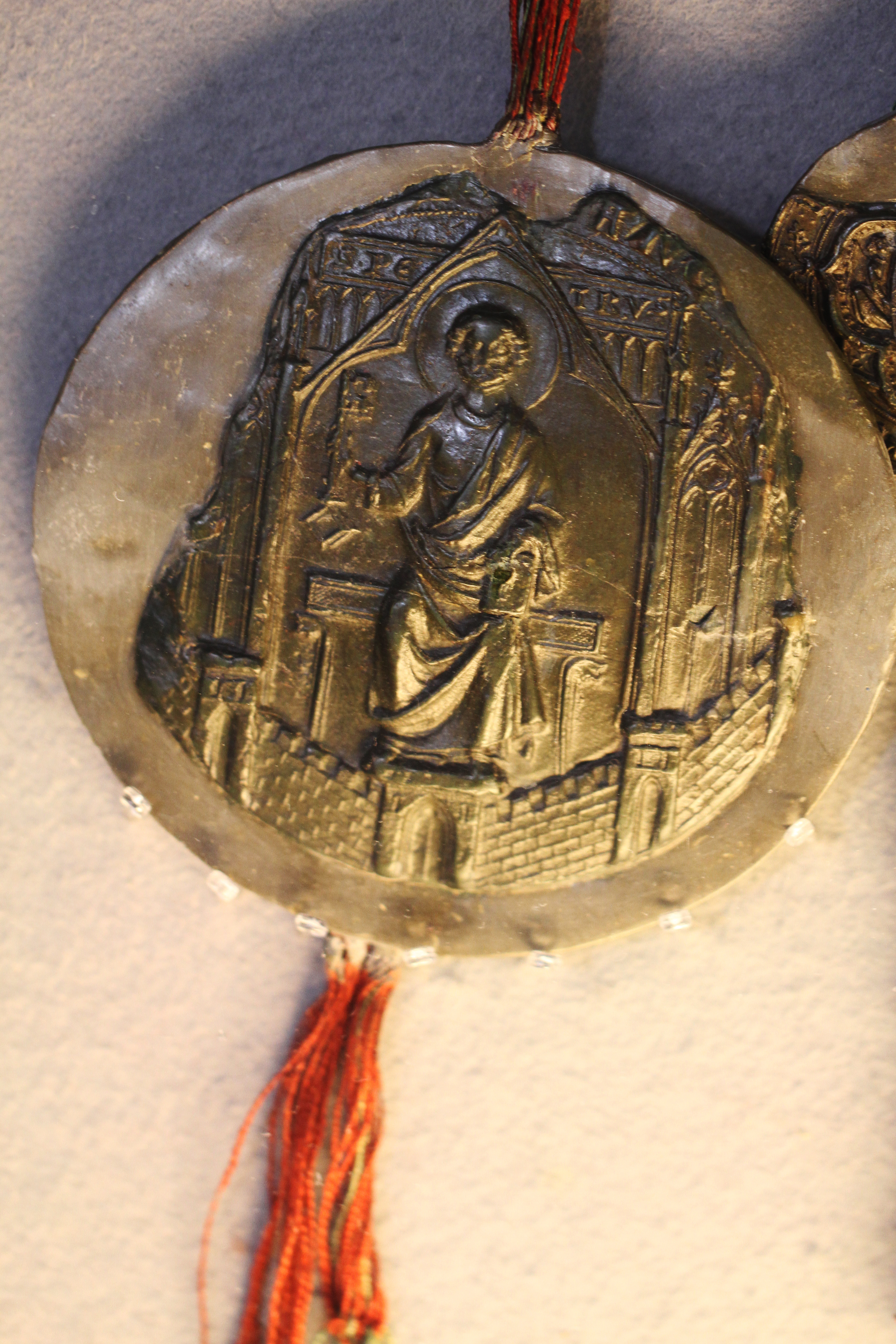
Gotisches Siegel der Stadt Köln (1396)

1396 wurde die Patrizierherrschaft in Köln durch eine unblutige Revolution endgültig beendet. An ihre Stelle trat eine ständische Verfassung, die sich auf die Organisation der Gaffeln stützte. Vorausgegangen war eine Auseinandersetzung innerhalb des kölnischen Patriziats, bei dem die Partei der Greifen mit ihrem Führer Hilger Quattermart von der Stesse von der Partei der Freunde des Konstantin von Lyskirchen entmachtet wurde. Hilger Quattermarts Verwandter Heinrich von Stave wurde am 11. Januar 1396 auf dem Neumarkt hingerichtet, viele der Greifen wurden zu lebenslanger Kerkerhaft verurteilt.
Am 18. Juni 1396 versuchte Konstantin von Lyskirchen, alte patrizische Rechte wiederherzustellen. Die dagegen protestierenden Handwerker- und Kaufleutezünfte wurden von ihm „vom hohen Ross herab“ nach Hause geschickt. Daraufhin nahmen die Zünfte die Freunde in ihrem Versammlungsraum gefangen. Die Greifen wurden befreit. Am 24. Juni 1396 trat ein 48-köpfiger provisorischer Rat aus Kaufleuten, Grundbesitzern und Handwerkern zusammen. Der Stadtschreiber Gerlach von Hauwe formulierte daraufhin den so genannten Verbundbrief, der am 14. September 1396 von den 22 so genannten Gaffeln unterzeichnet und in Kraft gesetzt wurde. Die Gaffeln sind heterogen zusammengesetzt. In ihnen sind die entmachteten Patrizier, Ämter, Zünfte und Einzelpersonen zusammengefasst, hingegen nicht die zahlenmäßig sehr starke Geistlichkeit; jeder kölnische Bürger musste einer Gaffel beitreten. Der Verbundbrief konstituierte einen 49-köpfigen Rat, mit 36 Ratsherren aus den Gaffeln und 13 Gebrechtsherren, die berufen wurden. Der Verbundbrief blieb bis zum Ende der Freien Reichsstadt 1794 in Kraft.

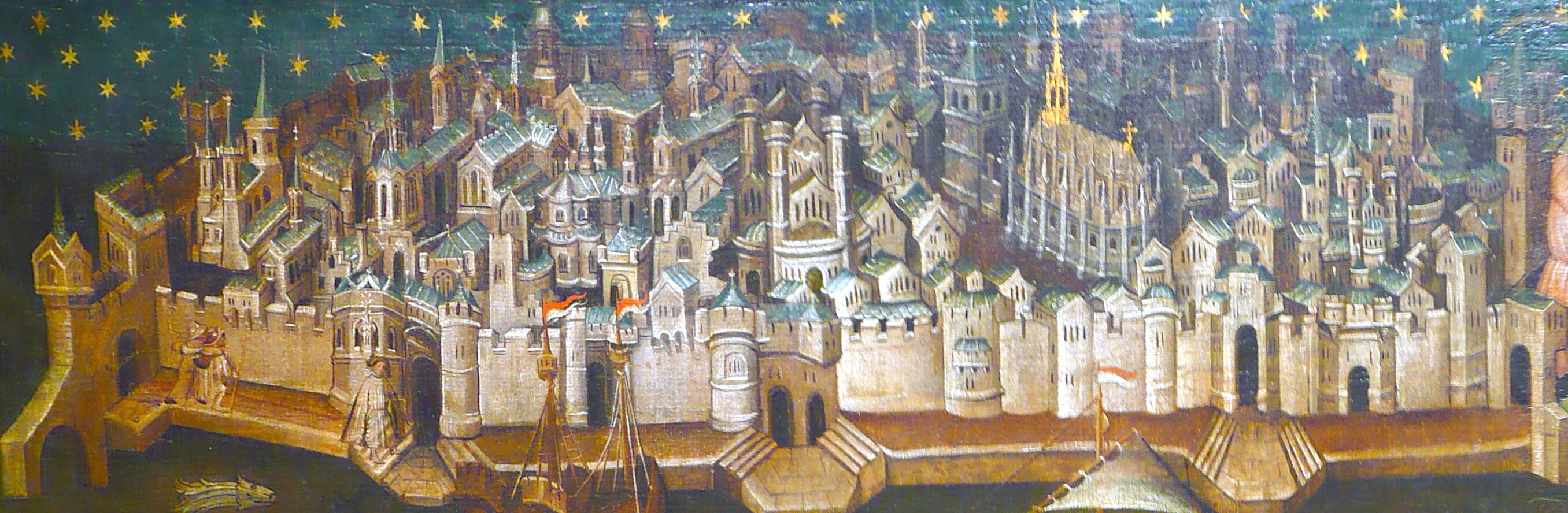
Köln ca. 1411

### Frühe Neuzeit

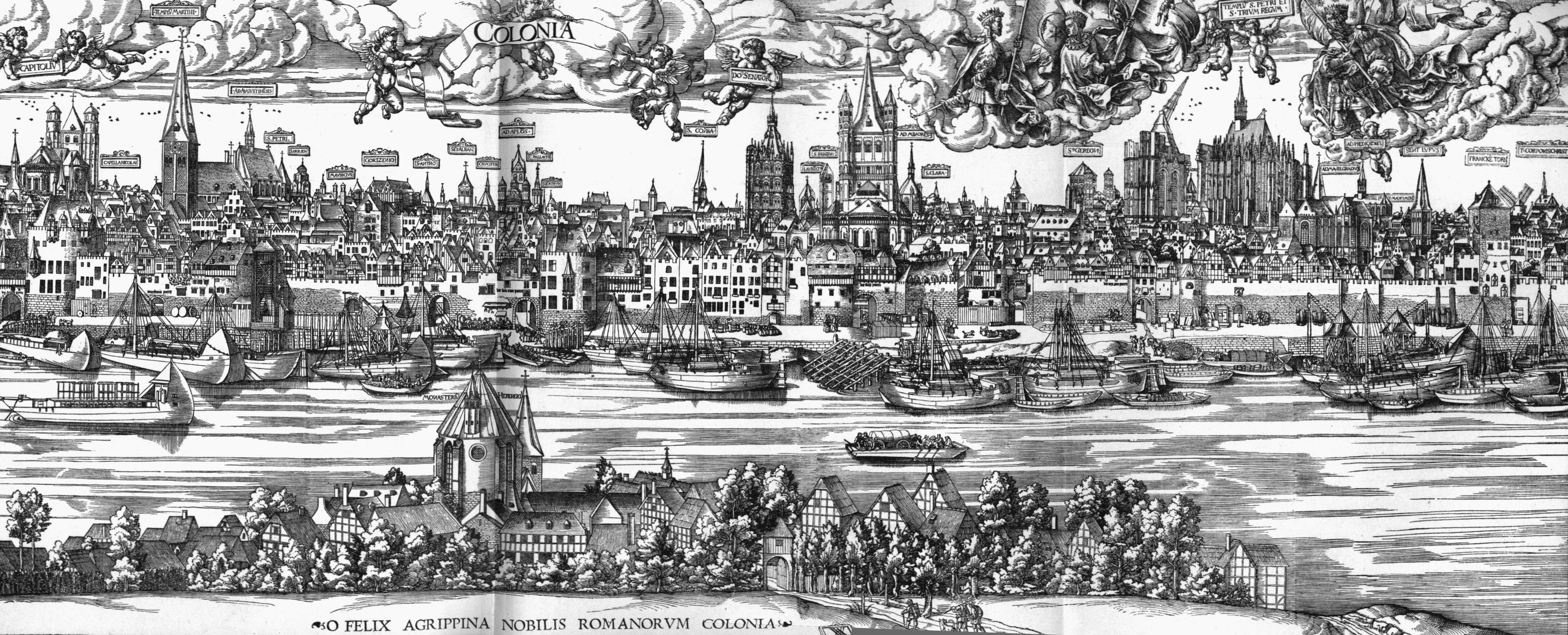
Köln 1531 Anton Woensam Ausschnitt von der Waschpforte bis zum Frankenturm

Ab 1500 gehörte Köln zum neu geschaffenen Niederrheinisch-Westfälischen Reichskreis, das Umland (Kurköln) hingegen zum 1512 neu geschaffenen Kurrheinischen Reichskreis. 1582 sagte sich der Kölner Erzbischof Gebhard Truchsess von Waldburg von der katholischen Kirche los, proklamierte die Gleichstellung von Katholizismus und Protestantismus in seinem Herrschaftsgebiet und heiratete später die protestantische Stiftsdame Agnes von Mansfeld. Da er sich jedoch weigerte, die im Augsburger Religionsfrieden von 1555 verankerte Klausel des „geistlichen Vorbehalts“ (einer Ausnahme vom ansonsten geltenden, im Vertragswerk festgelegten Grundsatz „Cuius regio, eius religio“) auf sich anzuwenden und somit entsprechend der Klausel auf das ihm übertragene Amt des Kölner Erzbischofs – immerhin einer von drei mit der Kurwürde ausgestatteten Fürstbischöfen des Reichs und als solcher zugleich in Personalunion Reichserzkanzler von Reichsitalien – zu verzichten, wurde er von Papst Gregor XIII. exkommuniziert und der verlässliche katholische Ernst von Bayern, der bei der Wahl Gebhards zum Kölner Erzbischof unterlegen gewesen war, zu seinem Nachfolger bestimmt. Hätte Gebhard Truchsess von Waldburg seinen Plan verwirklichen können, wäre zudem die katholische Mehrheit im Kurfürstenkollegium gebrochen gewesen. Da er entgegen den Reichstagsbeschlüssen auf seiner Position verharrte, kam es zum Truchsessischen Krieg (auch Kölner Krieg), der von 1583 bis 1588 dauerte und in dessen Verlauf Deutz, Bonn und Neuss verwüstet wurden.

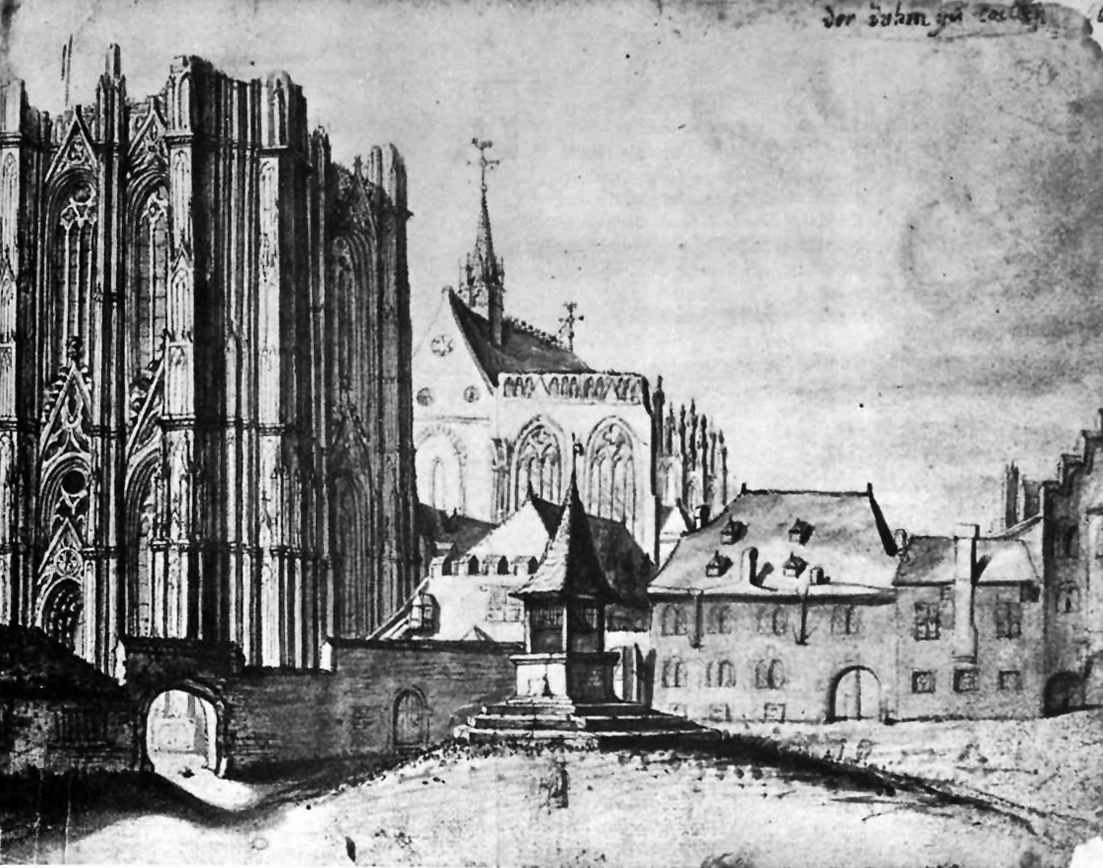
Unvollendeter Dom um 1665

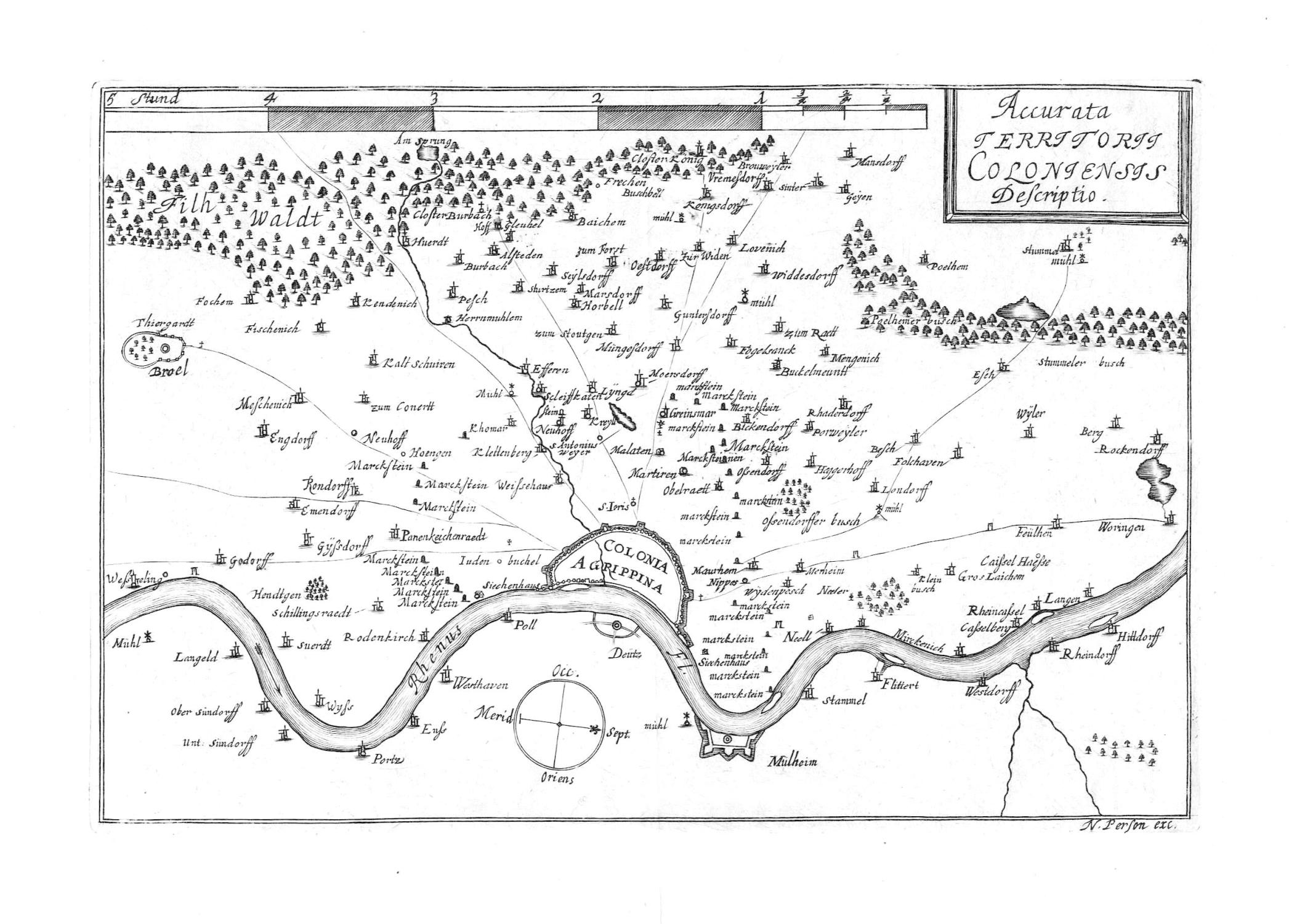
Köln und Umgebung im Jahre 1692: Kupferstich des Mainzer Kartographen Nikolaus Person

Der Dreißigjährige Krieg ließ die Stadt unversehrt. Das lag zum Teil daran, dass sich die Stadt durch Geldzahlungen an heranziehende Truppen von Belagerungen und Eroberungen freikaufte. Köln verdiente gut am Krieg durch Waffenproduktion und -handel. Die Stadt wurde zum Fluchtzentrum für hohe Katholikenführer, die von Köln aus versuchten, die gegen Schweden oder andere protestantische Mächte verlorenen Gebiete zurückzuerobern. Außerdem waren reiche Kölner Geschäftsleute als Kreditgeber an die katholischen Mächte tätig.
Bis auf Deutz gehörten die rechtsrheinischen Stadtbezirke Kölns bis 1802 zum Herzogtum Berg. Das Gebiet innerhalb des Bischofswegs, was in etwa den heutigen vier Stadtteilen zu Alt- und Neustadt entspricht, bildete die Freie Reichsstadt Köln. Die übrigen Stadtbezirke waren Teil Kurkölns.
Im Jahr 1793 endete auch die eigenständige Münzprägung Kölns. Taler hatte die Stadt zuletzt mit dem Jahr 1742 geprägt. Dukaten wurden noch 1767 hergestellt. Danach wurde nur noch sporadisch Kupferkleingeld im Wert von 4 und 8 Hellern und im Jahr 1792 auch noch ein Silberheller hergestellt.

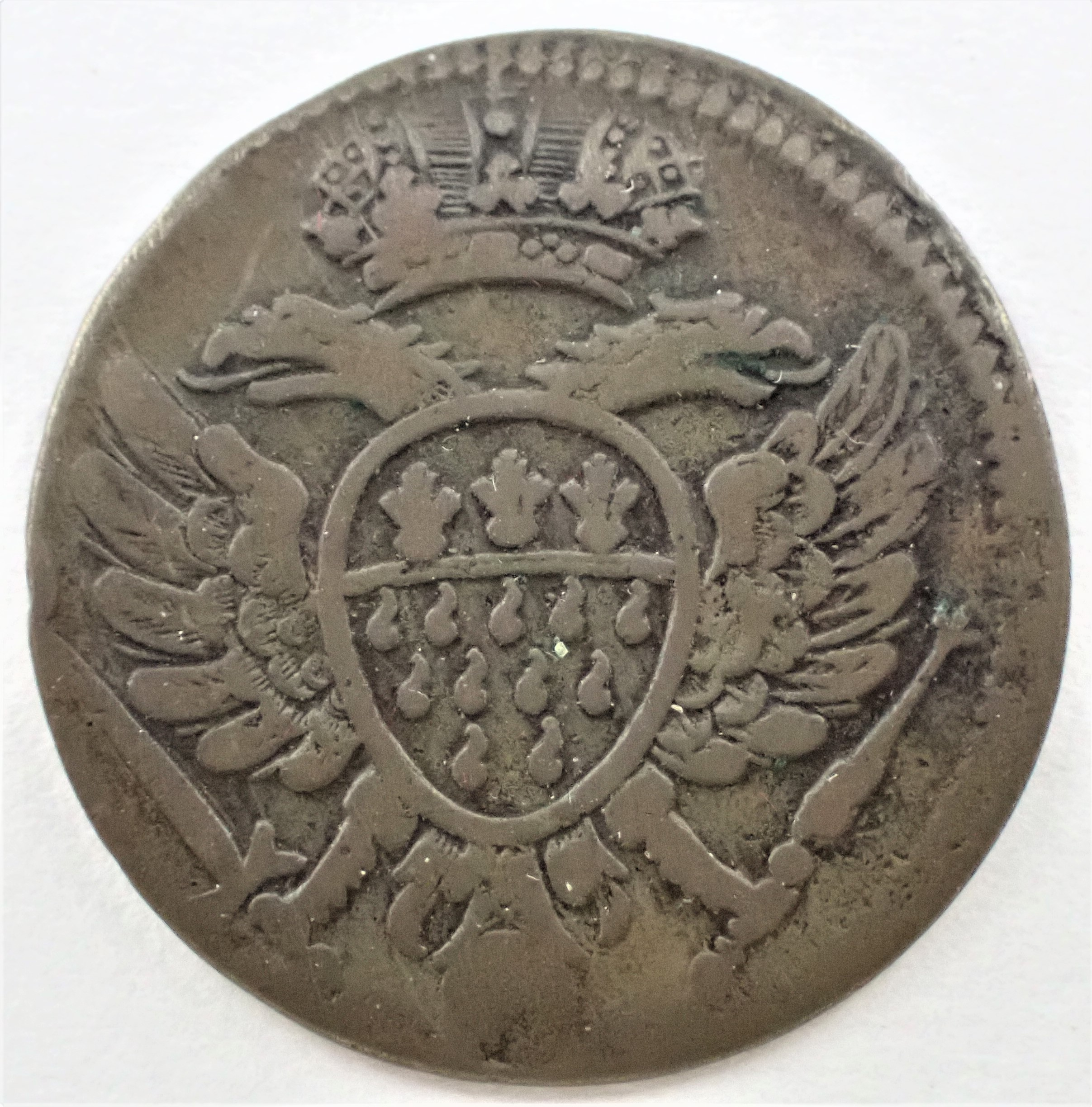
Kölner IIII-Heller-Münze von 1789

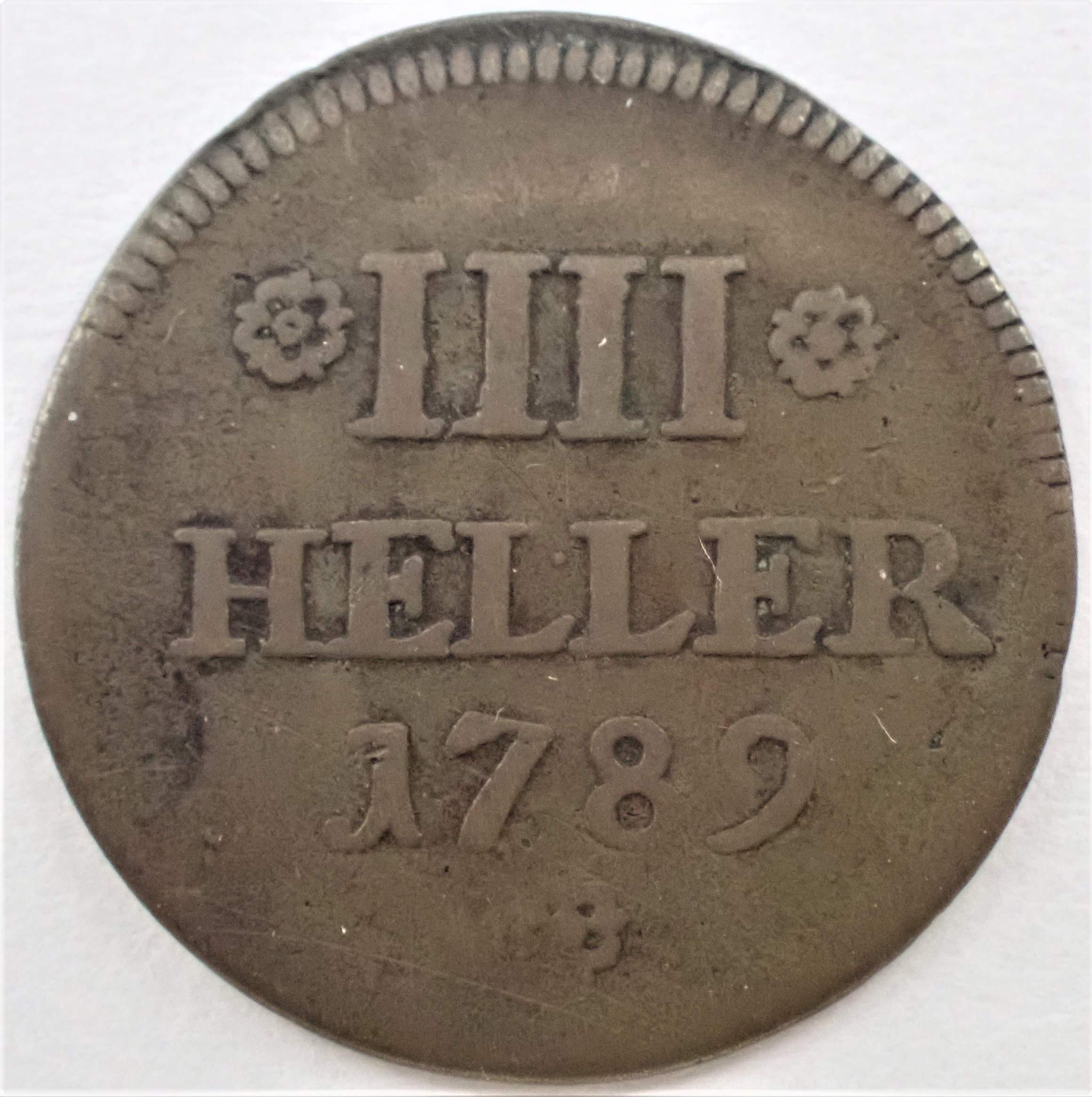
Rückseite Kölner IIII-Heller-Münze von 1789

Köln war die einzige große freie Reichsstadt des alten Reiches, die nicht zum evangelischen Bekenntnis überging. Auch der Humanismus konnte in Köln zunächst nicht Fuß fassen und die antihumanistische Einstellung des Kölner Klerus wurde in den Dunkelmännerbriefen 1515 parodiert. Im 18. Jahrhundert verschloss sich Köln auch weitgehend der Aufklärung. Insbesondere bei protestantischen Reisenden aus dem In- und Ausland geriet die Stadt zunehmend in den Ruf eines Horts des intoleranten, obskurantistischen und fortschrittsfeindlichen Katholizismus. Im Vergleich mit rheinischen Territorien, die für aufklärerische Gedanken aufgeschlossen waren, wirkte die Begegnung wie ein „Kulturschock“. Beispielhaft notierte Georg Forster nach seinem Besuch, gemeinsam mit Alexander von Humboldt, 1791:

„Nirgends erscheint der Aberglaube in einer schauderhafteren Gestalt als in Kölln. Jemand, der aus unserm aufgeklärten Mainz dahin kommt, hat in der That einen peinigenden Anblick an der mechanischen Andacht, womit so viele tausend Menschen den Müssiggang zu heiligen glauben, und an der blinden Abgötterei, die der Pöbel hier wirklich mit Reliquien treibt, welche den ächten Religionsverehrern unter den Katholiken selbst ein Ärgerniss geben.“

Heinrich Heine dichtete 53 Jahre später wenig vorteilhaft

„Ja, hier hat einst die Clerisey

Ihr frommes Wesen getrieben,

[…]

Die Flamme des Scheiterhaufens hat hier

Bücher und Menschen verschlungen;

Die Glocken wurden geläutet dabei

Und Kyrie Eleison gesungen.

Dummheit und Bosheit buhlten hier

Gleich Hunden auf freier Gasse;

Die Enkelbrut erkennt man noch heut

An ihrem Glaubenshasse.“

### Französische Herrschaft

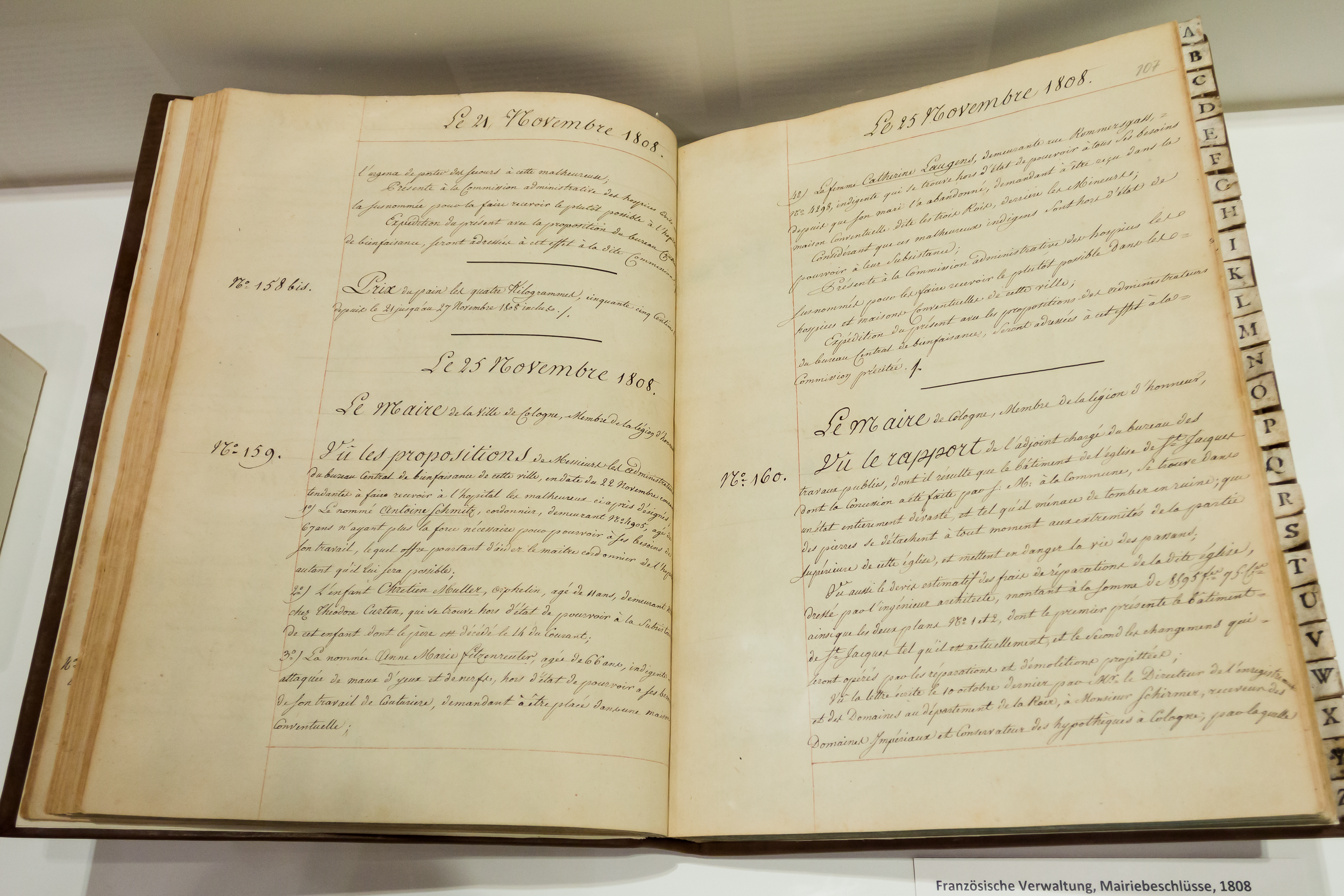
Mairiebeschlüsse der französischen Verwaltung, 1808, hier über den ruinösen Zustand von St. Jakob

Mit dem Einzug der französischen Truppen am 6. Oktober 1794 während der Koalitionskriege endete die Geschichte der freien Reichsstadt. Die Stadt, die versucht hatte, neutral zu bleiben, wurde kampflos an den Befehlshaber des linken Flügels der Rheinarmee, Jean-Étienne Championnet, übergeben. Wie das gesamte linksrheinische Gebiet wurde die Stadt Bestandteil der französischen Republik und 1798 in das Département de la Roer eingegliedert, dessen Hauptstadt nicht Köln, sondern Aachen wurde. Köln wurde Sitz eines Unterpräfekten des Arrondissement de Cologne. Viele Kölner Bürger begrüßten die französischen Revolutionstruppen als Befreier, am Neumarkt wurde ein Freiheitsbaum errichtet. Die bis dahin benachteiligten Juden und protestantischen Christen wurden gleichgestellt. Trotz der oft drückenden Kontributionen blieben die Bürger loyal zum Kaiserreich Napoleons. Bei seinem Besuch der Stadt am 13. September 1804 wurde er begeistert empfangen. 1812 wurde der Stadt der Titel einer Bonne ville de l’Empire français verliehen. Das größte Bauprojekt während der zwanzigjährigen französischen Herrschaft war der seit 1811 ausgehobene Sicherheitshafen auf dem heutigen Parkgelände des Theodor-Heuss-Rings.

### Preußische Herrschaft, Schreibweise „Cöln“
Zur Schreibweise von 1857 bis 1919:
1815 wurde das Rheinland mit der Stadt Köln nach den Befreiungskriegen infolge des Wiener Kongresses Teil des Königreichs Preußen. Mit der Angliederung an Preußen gewann nationalistisches Denken zunehmend an Bedeutung. Die liberalen französischen Gesetze wie der Code civil blieben jedoch in Kraft. Der Name der Stadt wurde sofort „germanisiert“. Der preußische Innenminister bestimmte 1900 durch einen Erlass, hinter dem der König und deutsche Kaiser Wilhelm II. stand, dass die Stadt fortan nur mit C geschrieben werden durfte. Die liberalen Zeitungen wie die Kölnische Zeitung hielten sich allerdings nicht daran. Nach dem Ende des Kaiserreichs 1918 verkündete das Städtische Nachrichtenamt unter Oberbürgermeister Konrad Adenauer am 1. Februar 1919:

„Der Städtenamen Köln wird von jetzt an im Bereich der städtischen Verwaltung wieder mit K geschrieben.“

Die fortifikatorische Entwicklung der Stadt Köln bis zum preußischen Festungsring

Köln wurde nicht zuletzt wegen des Engagements der Kölner Bankhäuser im Laufe der folgenden Jahrzehnte zur wichtigsten Stadt in Preußen nach Berlin. 1880 wurde nach 632 Jahren auf Betreiben des Königs von Preußen und deutschen Kaisers der Bau des Kölner Doms abgeschlossen – zumindest weitgehend, denn damals waren Reparaturarbeiten aufgrund des jahrhundertelangen Stillstands notwendig, ebenso wie heute infolge insbesondere der Schäden im Zweiten Weltkrieg und von Umwelteinflüssen. Weil diese Arbeiten vermutlich nie abgeschlossen sein werden, wird der Dom als die „ewige Baustelle“ bezeichnet, was Heinrich Heine schon 1844 persiflierte:

„Er ward nicht vollendet – und das ist gut. – Denn eben die Nichtvollendung – Macht ihn zum Denkmal von Deutschlands Kraft – Und protestantischer Sendung.“

Ende des 19. Jahrhunderts wurde die Stadt durch Kauf und Schleifung der Stadtmauer, Wälle und Bastionen in den Festungsrayon erweitert. Begrenzt war die Stadt durch den Festungsring Köln. Die Besiedlung der Neustadt (Köln-Neustadt-Nord, Köln-Neustadt-Süd) stellte den Kontakt zu den schnell wachsenden Umlandgemeinden her und schuf die Voraussetzung für deren Eingemeindungen. Vom Abriss der alten Stadtmauer blieben nur wenige exemplarische Bauwerke aufgrund einer Intervention des preußischen Kulturministeriums verschont.
Am 7. August 1898 wurden die südlichen sowie östlichen Teile der Stadt von einem schweren Tornado der Stufe F4 auf der Fujita-Skala heimgesucht. Es kam zu großen Schäden, unter anderem wurden Bäume aus dem Boden gerissen und Hausdächer vollständig abgetragen. Die Sandform- und Lehmgießerei der „Kölnischen Maschinenfabrik“ wurde vollständig zerstört, weitere Teile schwer beschädigt. In den nördlichen Teilen Kölns ging bei dem Unwetter tennisballgroßer Hagel nieder.

### 20. Jahrhundert
Im Oktober 1914 flog Großbritannien erstmals einen Luftschiffangriff auf Köln. Am 18. Mai 1918 (Pfingstsamstag) bombardierten britische Flugzeuge die Stadt; 41 Menschen starben, darunter 19 Kinder, 47 Personen wurden verletzt.

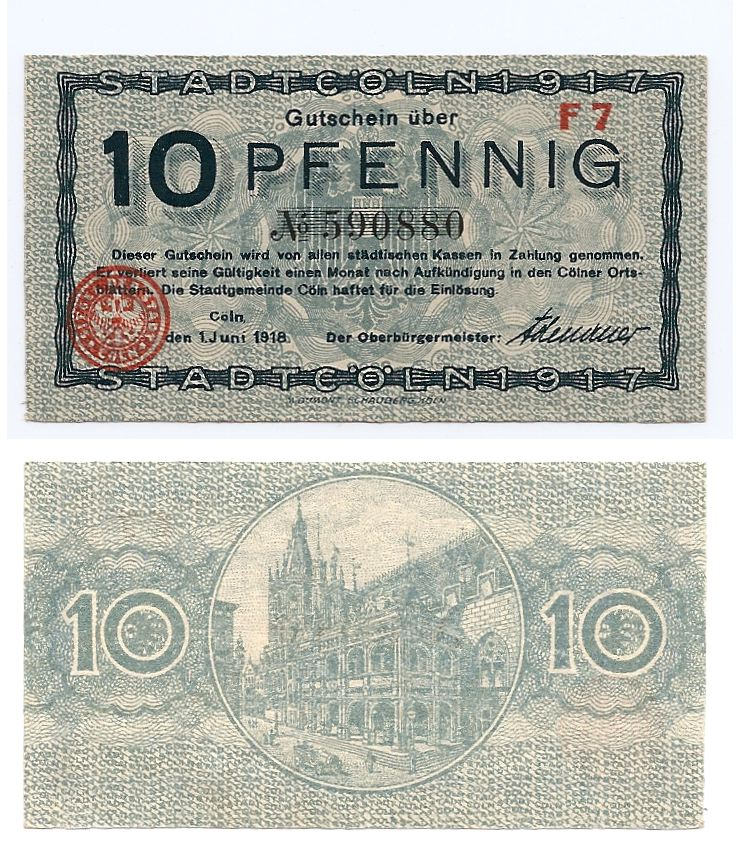
Notgeld-Banknote über 10 Pfennig von 1918, unterschrieben von Oberbürgermeister Konrad Adenauer, auf der Rückseite das historische Rathaus Kölns

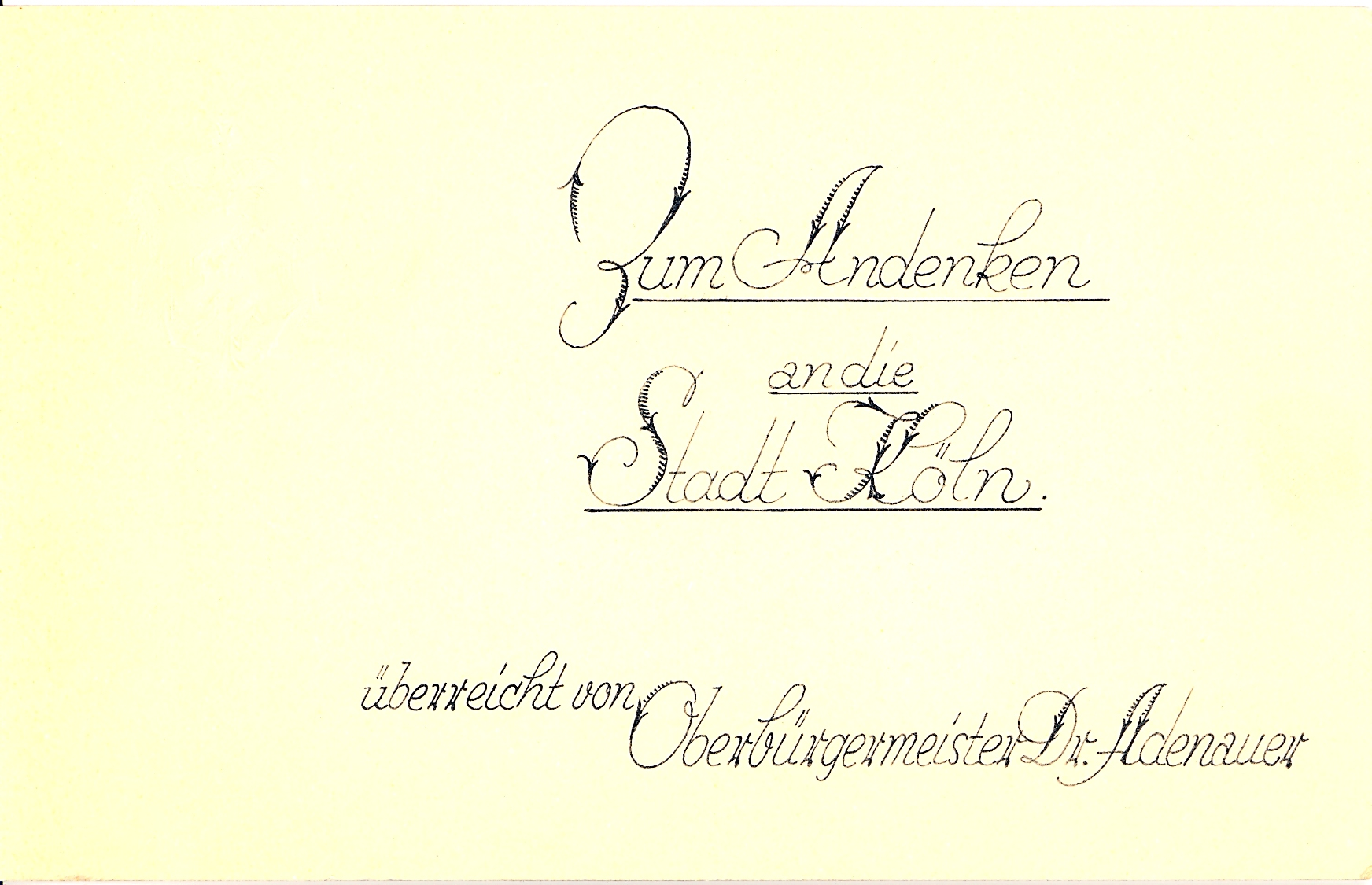
Widmungskarte von Konrad Adenauer

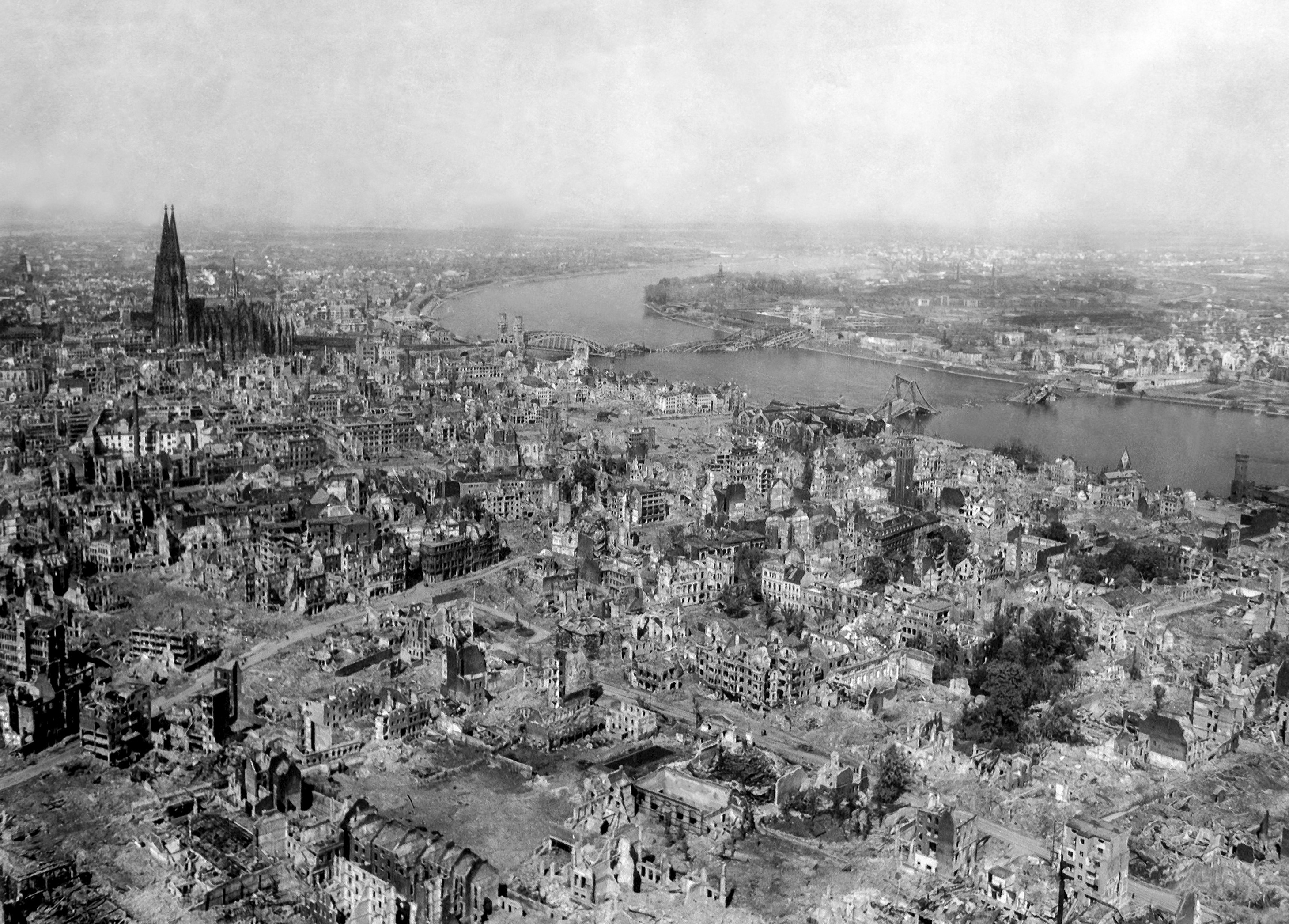
Kölns zerstörte Innenstadt (1945)

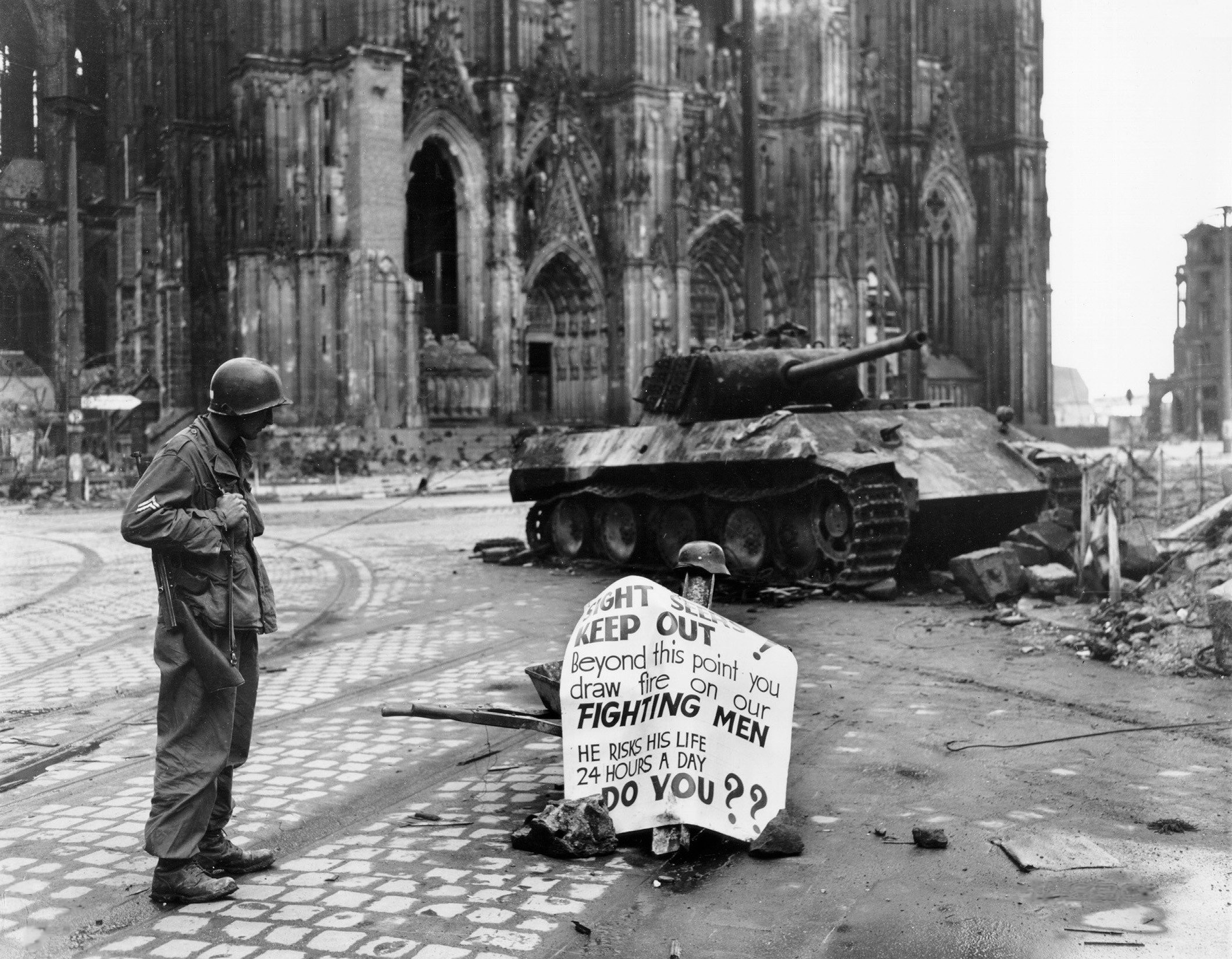
Ein US-Soldat steht am Kölner Dom vor dem wenige Wochen vorher beim Gefecht am 6. März 1945 zerstörten deutschen Panzer des Typs „Panther“ (4. April 1945)

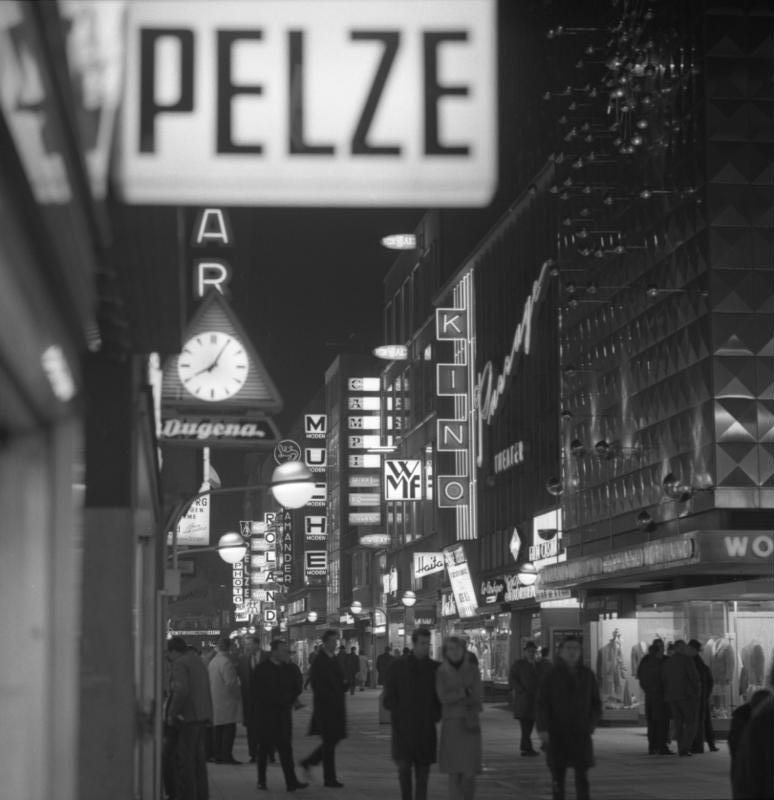
Hohe Straße bei Nacht (1968)

1915 wurde in Köln anlässlich des Ersten Weltkriegs ein so genanntes Nagelbild aufgestellt, Dä kölsche Boor en Iser. Die Figur gilt als eine der künstlerisch wertvollsten in Deutschland und befindet sich heute im Kölner Stadtmuseum. Am 28. September 1917 wurde Konrad Adenauer erstmals zum Kölner Oberbürgermeister gewählt. In seine Amtszeit fallen unter anderem die Anerkennung der größten Musikhochschule Deutschlands am 5. Oktober 1925 und die Ansiedlung des damals größten Arbeitgebers in Köln, der Ford-Werke, am 18. Oktober 1929.
Köln litt – wie die gesamte Weimarer Republik – unter einer Inflation der Jahre bis 1923. Nach Hyperinflation 1922/23 kam es zu einer Währungsreform: Zunächst wurde die Rentenmark und Ende August 1924 die Reichsmark eingeführt. Wie vielerorts gab es in Köln lokales Notgeld. Auch unter der Weltwirtschaftskrise ab Herbst 1929 litt Köln. Im Mai 1931 begann zudem die deutsche Bankenkrise. Ab August 1932 war Köln durch die vom Oberbürgermeister Konrad Adenauer als Arbeitsbeschaffungsmaßnahme konzipierte und in den Jahren 1929 bis 1932 gebaute Schnellstraße, der heutigen A 555, mit Bonn verbunden.

#### Köln in der Zeit des Nationalsozialismus
Bei der Reichstagswahl am 5. März 1933 erzielte die NSDAP im Wahlkreis Köln-Aachen 30 % (Zentrum 35,9 %); am 6. November 1932 waren es erst 17,4 % gewesen (Zentrum 39,3 %). Konrad Adenauer wurde nach der Machtergreifung der Nationalsozialisten am 13. März 1933 beurlaubt und am 17. Juli 1933 endgültig aus seinem Amt entlassen.
Im Zweiten Weltkrieg fielen die ersten Bomben am 18. Juni 1940 auf Köln. Das britische RAF Bomber Command intensivierte ab 1942 den Luftkrieg. Köln war Ende Mai 1942 das Ziel des ersten Angriffs mit über 1000 Bombern, der „Operation Millennium“. Am 29. Juni 1943 wurde die Stadt nachts durch Maschinen der Royal Air Force und tagsüber von Bombern der USAAF schwer getroffen, durch die Flächenbombardements war die Innenstadt nun zu über 90 Prozent zerstört; dabei wurde der Kölner Dom schwer beschädigt. Am 2. März 1945, wenige Tage vor dem Einmarsch der US-Armee, gab es den letzten von gesamt 262 Luftangriffen auf die Stadt.

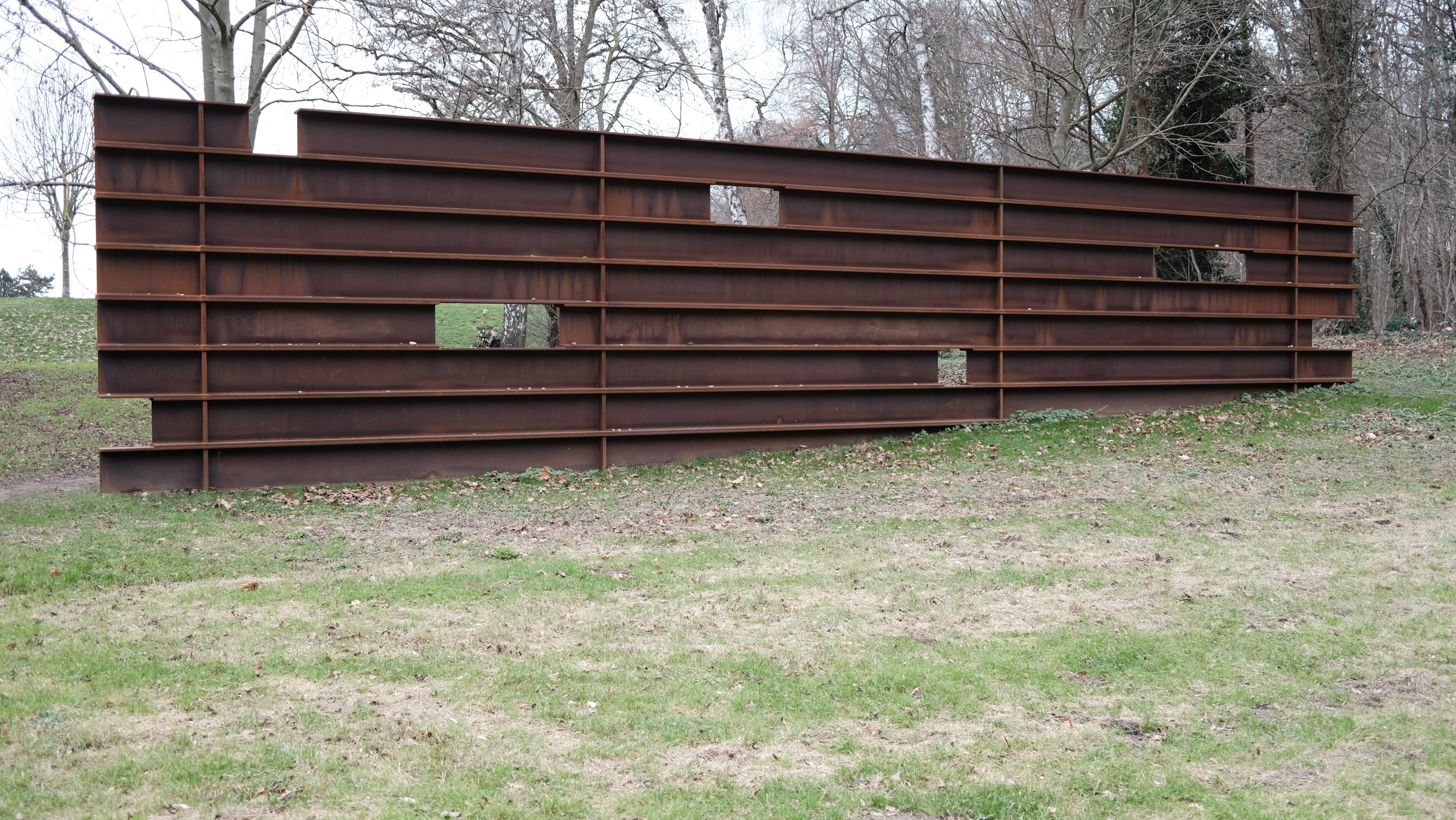
Gedenkort Deportationslager Köln-Müngersdorf

Im Mai 1941 verfügte die Kölner Gestapo, die etwa 6.200 in Köln verbliebenen jüdischen Bewohner in sogenannten Judenhäusern zusammenzulegen. Ab Ende 1941 wurden viele von ihnen im Deportationslager Köln-Müngersdorf ghettoisiert. Nach Schätzungen wurden bis Ende 1943 3.500 Inhaftierte aus dem Lager in die Ghettos und Vernichtungslager im besetzten Osteuropa deportiert. Die Deportationszüge verließen Köln am Messelager Köln. Die Einwohnerzahl von Köln sank von über 772.000 (Mai 1939) bis Kriegsende auf rund 104.000 Einwohner, die nach dem Einmarsch der US-Truppen registriert wurden, davon 42.000 linksrheinisch (4. April 1945) und 62.000 rechtsrheinisch (5. Mai 1945). Im Zuge der Endphaseverbrechen wurden von Januar bis März 1945 in Köln 1800 in- und ausländische Widerstandskämpfer ermordet.
Die 1. US-Armee erreichte im Rahmen der Operation Lumberjack die Stadt am 5. März 1945. Noch am selben Tag begann die Besetzung des linksrheinischen Teils der Stadt. Die Besetzung des rechtsrheinischen Kölns erfolgte erst einige Wochen später. Der andernorts in Deutschland noch fortgesetzte Krieg endete letztlich am 8. Mai mit der bedingungslosen Kapitulation der Wehrmacht.

#### Köln nach dem Krieg
Erst im Verlauf des Jahres 1959 erreichte die Bevölkerungszahl Kölns wieder den Stand des Mai 1939.
Am 23. Juni 1963 besuchte US-Präsident John F. Kennedy Köln, fuhr mit Bundeskanzler Konrad Adenauer in einem offenen Mercedes durch Köln und wurde von Zehntausenden mit Jubel empfangen. 
Kennedy hielt auf dem Rathausplatz eine Rede und beendete sie mit dem Satz May I greet you with the old Rhenish saying Kölle Alaaf !
Mit der 1975 durch das Köln-Gesetz durchgeführten Gebietsreform überschritt die Einwohnerzahl die Millionengrenze und Köln wurde neben West-Berlin, Hamburg und München zur vierten Millionenstadt Deutschlands. Nach der Wiederausgliederung Wesselings am 1. Juli 1976 lag die Einwohnerzahl bis zum Mai 2010 knapp unter einer Million.

## Bevölkerung

### Einwohnerentwicklung

Einwohnerentwicklung Kölns von 1871 bis 2018

Köln erreichte 1852 die Schwelle von 100.000 Einwohnern und wurde damit erstmals Großstadt. 1939 erreichte die Einwohnerzahl mit rund 770.000 einen vorläufigen Höchststand, ehe diese Zahl gegen Ende des Zweiten Weltkriegs wieder auf unter 100.000 sank. Noch 1945 verzeichnete die Stadt durch die Rückkehr der Zwangsevakuierten und der Ankunft Vertriebener aus den ehemaligen deutschen Ostgebieten einen rasanten Anstieg, sodass die Einwohnerzahl Ende 1946 bei rund 500.000 Personen lag.
Köln war in den 1970er-Jahren infolge von Eingemeindungen aufgrund des Köln-Gesetzes kurzzeitig Millionenstadt: Im Zuge der letzten Eingemeindungen zum 1. Januar 1975 wurde die Bevölkerungszahl von einer Million erreicht. Nachdem die Stadt Wesseling zum 1. Juli 1976 durch eine Entscheidung des Verfassungsgerichtshofs für das Land Nordrhein-Westfalen wieder auszugliedern war, sank die Einwohnerzahl erneut unter die Millionengrenze.
Seit dem 31. Mai 2010 ist Köln nach Angaben des Landesbetriebes Information und Technik Nordrhein-Westfalen mit 1.000.298 Einwohnern (nur Hauptwohnsitze) wieder offiziell die vierte Millionenstadt Deutschlands.
Köln ist die bevölkerungsreichste deutsche Stadt, die weder (wie Berlin und Hamburg) ein eigenes Bundesland bildet noch die Hauptstadt eines Bundeslandes ist (München).
2015 hatte die Stadt Köln 198.819 Einwohner ohne deutsche Staatsangehörigkeit. 393.793 Personen bzw. 36,8 Prozent hatten 2015 einen Migrationshintergrund (Bevölkerung mit ausländischer Herkunft), von den unter 18-Jährigen hatten 88.321 Personen bzw. 52,0 Prozent einen Migrationshintergrund.
Laut Mietspiegel werden in Köln nach München und Frankfurt am Main die drittteuersten Mieten in Deutschland aufgerufen.

### Mundart (Kölsch)
Kölsch ist die in der Stadt Köln und im Umland (in verschiedenen Varianten und in unterschiedlicher Ausprägung) gesprochene Mundart. Es zählt zum Ripuarischen innerhalb des Mittelfränkischen, das sich mit der Benrather Linie (maache-make-Grenze) bei Düsseldorf zum Niederfränkischen Platt abgrenzt. Im Süden und Osten Kölns verlaufen weitere Mundartlinien, die im Rheinischen Fächer dargestellt werden.

### Religionen
Durch Säkularisierung und Zuwanderung nichtchristlicher Bevölkerungsgruppen sinkt der christliche Bevölkerungsanteil kontinuierlich. 2021 verzeichnete das Amtsgericht Köln 19.340 Kirchenaustritte (2 % der Gesamtbevölkerung). Insgesamt 14.600 Kirchenaustritte (zirka 1,5 % der Gesamtbevölkerung) zählte das Amtsgericht Köln im Jahr 2023.

#### Konfessionsstatistik
Laut Statistik der Stadt Köln waren zum Jahresende 2019 32,8 % der Einwohner Kölns Mitglied der römisch-katholischen Kirche, 14,4 % der evangelischen und 52,8 % gehörten anderen Konfessionen oder Glaubensgemeinschaften an oder waren konfessionslos. Der Anteil der Protestanten und Katholiken an der Gesamtbevölkerung ist seitdem gesunken. Ende 2024 waren von den 1.097.519 Einwohnern 26,5 % (290.929) Mitglied der katholischen Kirche, 11,9 % der evangelischen; 61,6 % gehörten anderen Glaubensgemeinschaften an oder waren konfessionslos.
Laut kirchlicher Statistik (Erzbistum Köln) gab es zum Jahresende 2024 294.000 Katholiken in Köln.

#### Christentum
Spätestens seit dem Jahr 313 ist Köln Bischofssitz (Erzbistum Köln). Der Kölner Dom gilt seit der Gotik als das prägende Wahrzeichen der Stadt. Die romanische Kirche des Benediktinerklosters Groß St. Martin und der Rathausturm bestimmten bis zur Fertigstellung des Domes im deutschen Kaiserreich die Silhouette der Stadt maßgeblich mit.
Köln hatte nach der Überführung der mutmaßlichen Gebeine der Heiligen Drei Könige am 23. Juli 1164 schnell den Rang als einer der wichtigsten Wallfahrtsorte im Heiligen Römischen Reich Deutscher Nation inne. Die erste Reise der frisch gekrönten Kaiser und Könige führte von Aachen an den Dreikönigenschrein, den Erzbischof Philipp I. von Heinsberg für die Gebeine anfertigen ließ. Die Pilgermassen brachten viel Geld mit in die Stadt, was zu einer verstärkten Ansiedlung und einem sprunghaften Anstieg der Stadtbevölkerung führte.
Die Nachfolger Philipp I. von Heinsbergs ließen ab 1248 einen neuen Dom bauen, dessen Errichtung aufgrund von Streitigkeiten mit dem Stadtrat und der darauf folgenden Vertreibung des Fürstbischofs aus Köln immer langsamer voranging und schließlich völlig zum Erliegen kam.
Köln entwickelte sich im Mittelalter zu einem Zentrum des Reliquienhandels, da die mittelalterlichen Menschen hofften, durch den Besitz eines heiligen Gegenstandes oder Knochen einer oder eines Heiligen der Erlösung näher zu kommen. Diese Bedeutung der Stadt brachte ihr den Namen „heiliges Köln“ ein. Die Bedeutung der Religion zeigt sich im Stadtwappen, auf dem die drei Kronen der Heiligen Drei Könige und die elf Flammen der heiligen Ursula von Köln und ihrer Gefährtinnen, die in Köln den Märtyrertod erlitten haben sollen, dargestellt sind.

##### Wallfahrtsorte
Für die Stadt Köln haben neben den Heiligen Drei Königen und der heiligen Ursula und ihren Gefährtinnen der heilige Albertus Magnus in St. Andreas und die heilige Edith Stein (Theresia Benedicta a Cruce), eine von den Nationalsozialisten ermordete Philosophin und Ordensfrau, eine Bedeutung für Wallfahrten. Dazu kommen noch:
- der Selige Adolph Kolping, „Gesellenvater“, in der Minoritenkirche
- der Selige Johannes Duns Scotus, ein wichtiger Philosoph, ebenfalls in der Minoritenkirche
- die Schwarze Mutter Gottes in der Kirche St. Maria in der Kupfergasse
- das Gnadenbild zur Freudenreichen Mutter in der Kirche St. Mariä Geburt[79]
- die Märtyrerbrüder Ewaldi in der Basilika St. Kunibert
- der heilige Maternus in der St.-Maternus-Kapelle in Rodenkirchen[80]
- Schmerzhafte Mutter in St. Marien in Kalk[79]
- Heiliger Servatius in St. Servatius in Immendorf[79]
- Heiliger Wendelin in Sankt Vitalis in Müngersdorf[79]

##### Kirchenbilder

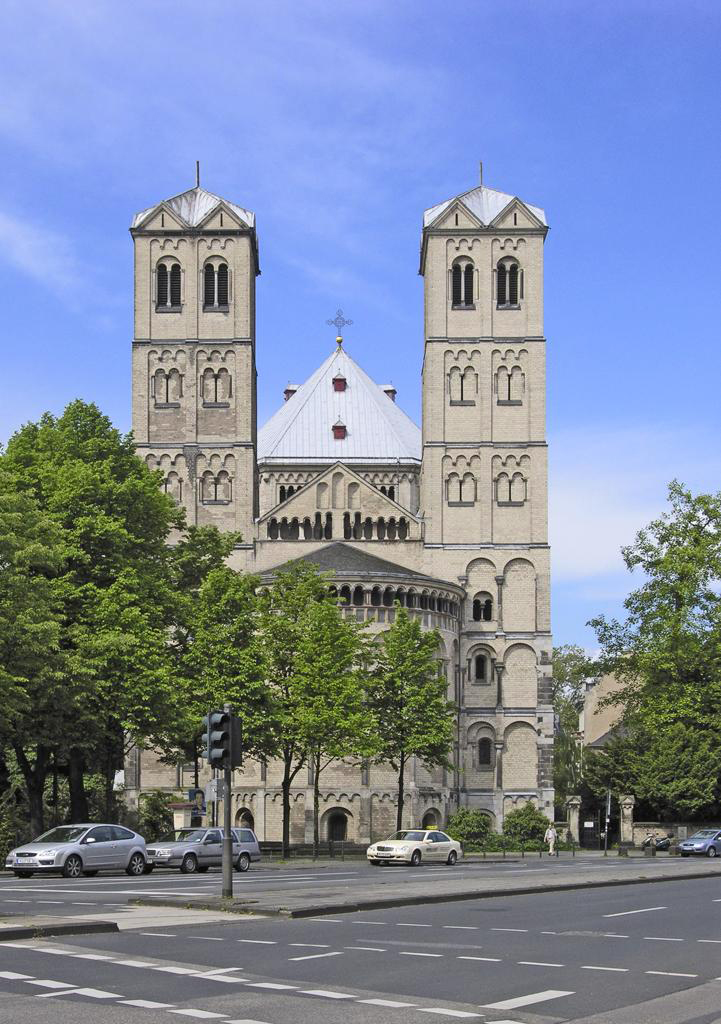
St. Gereon
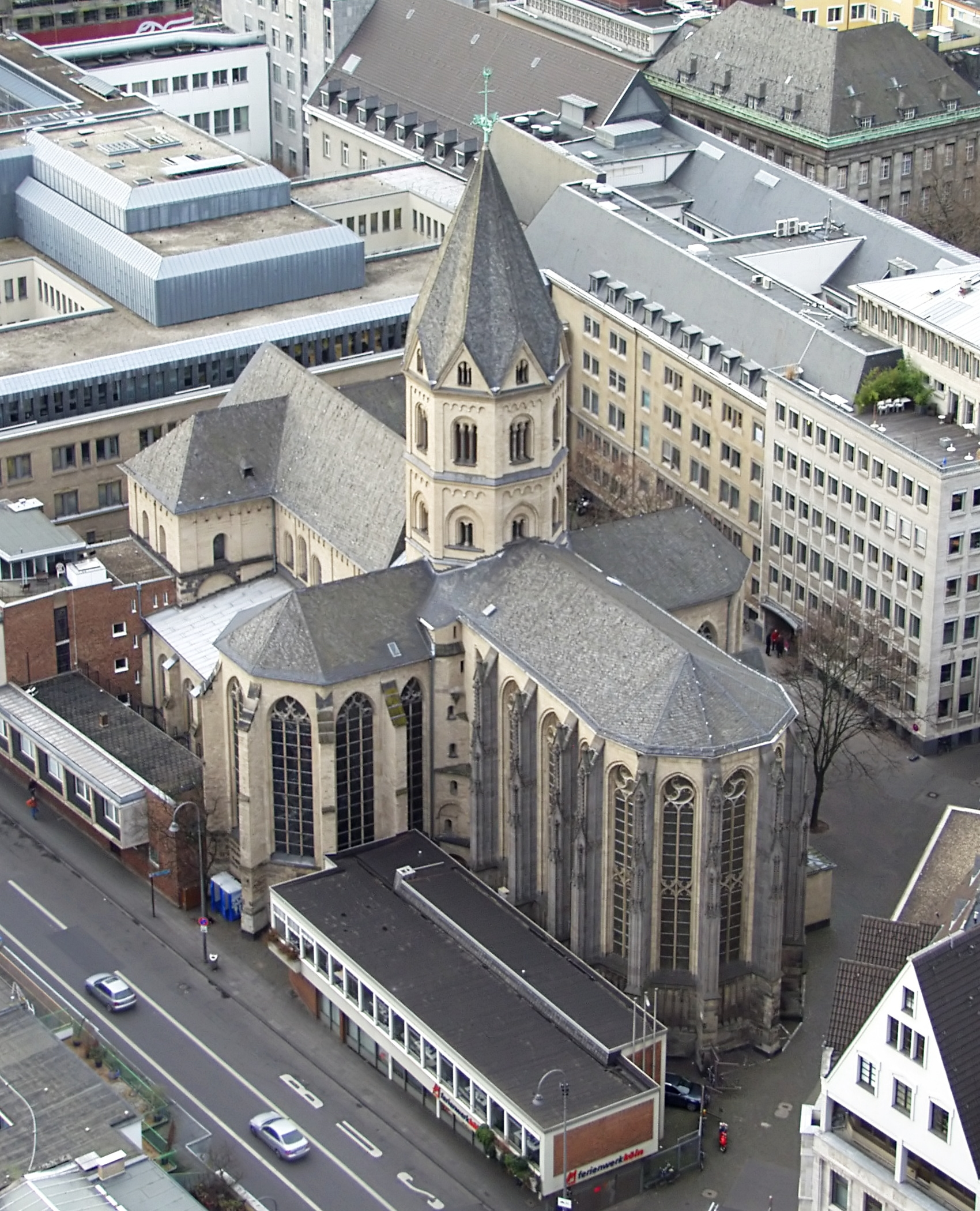
St. Andreas
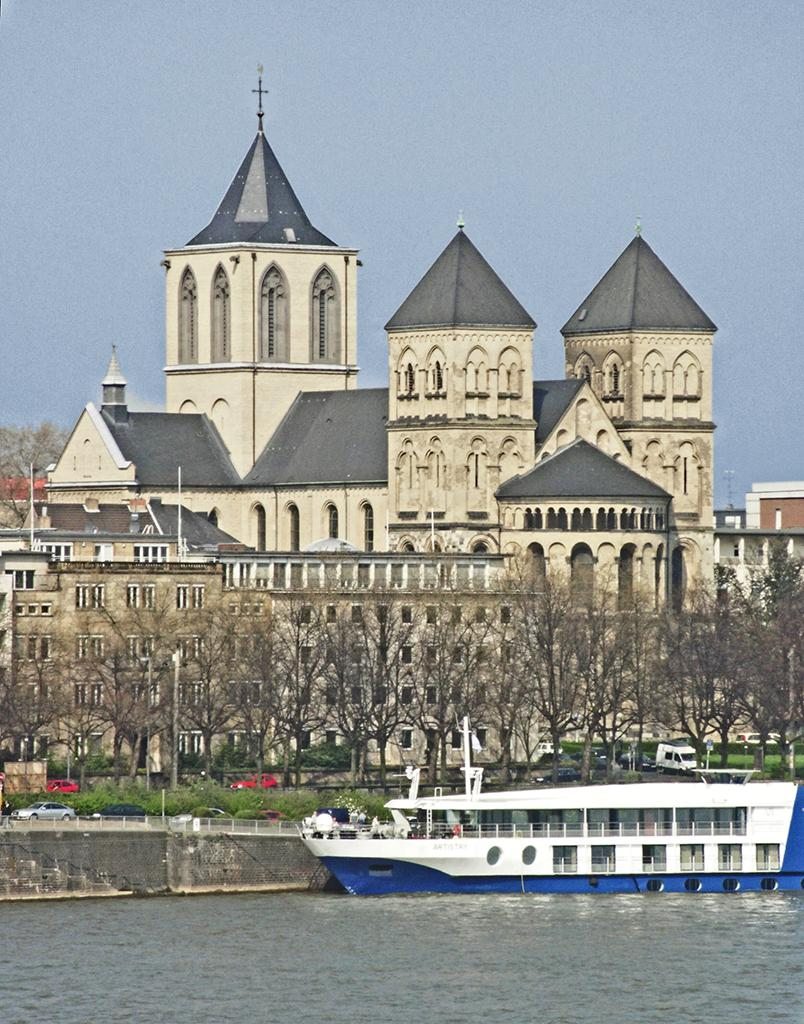
St. Kunibert
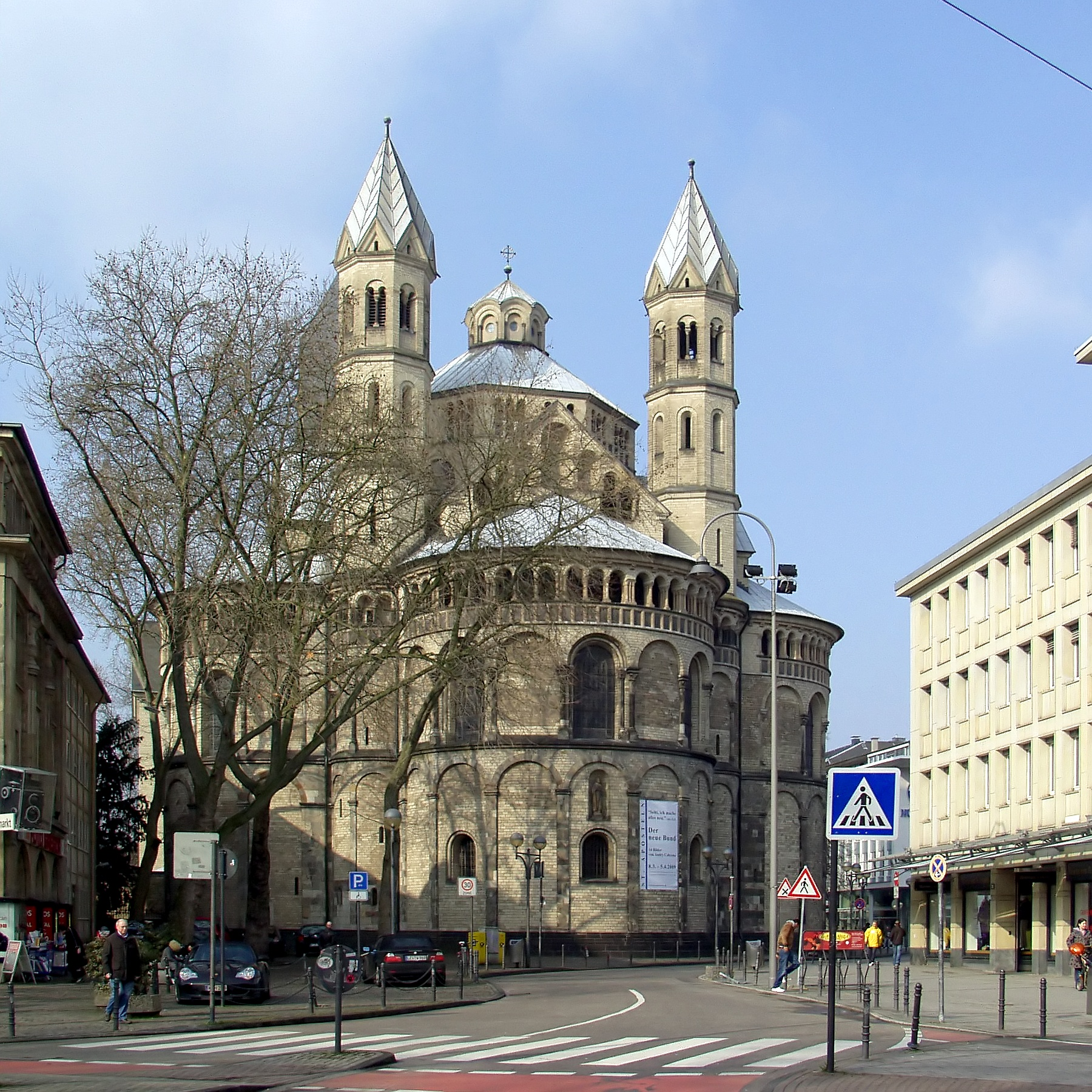
St. Aposteln
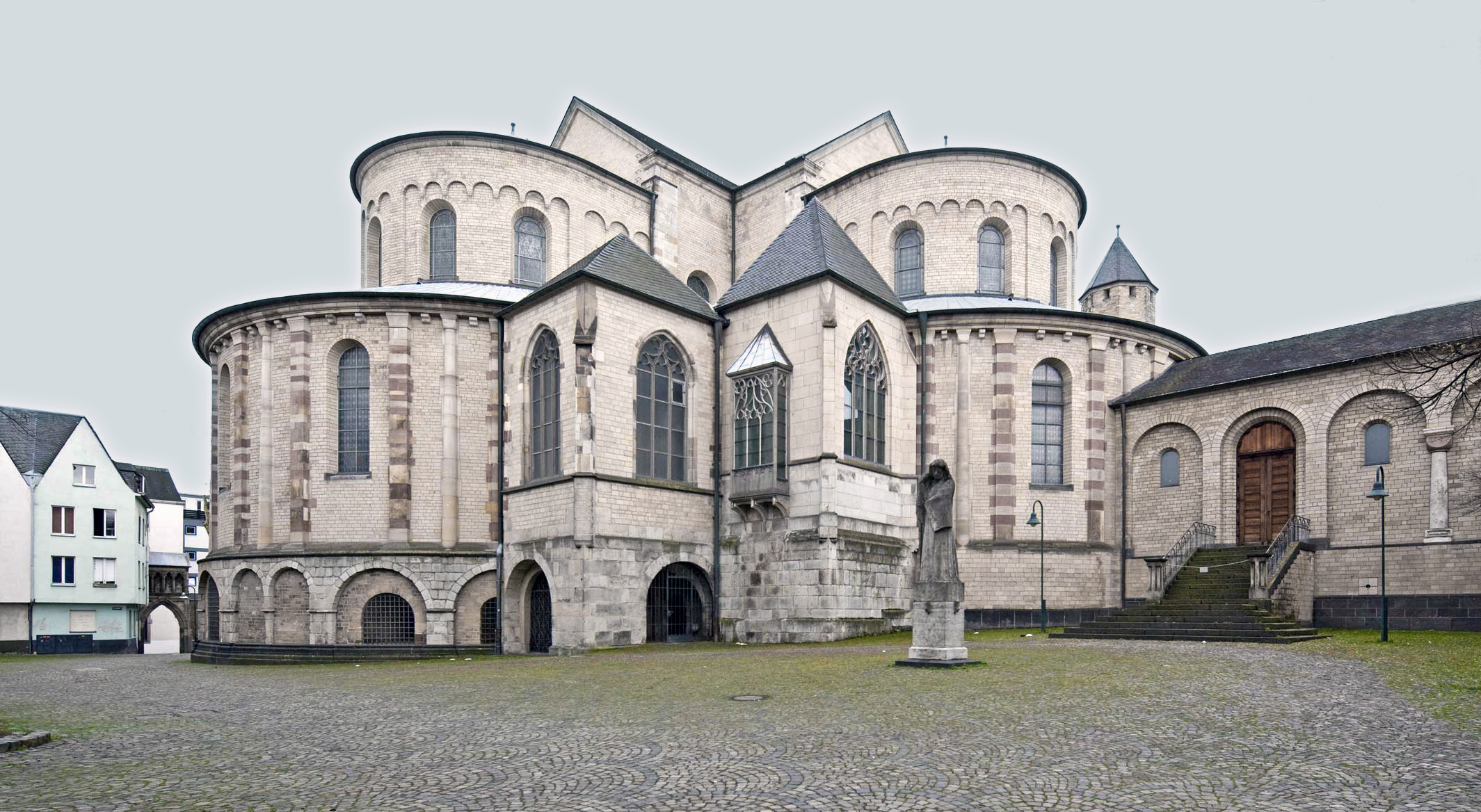
St. Maria im Kapitol
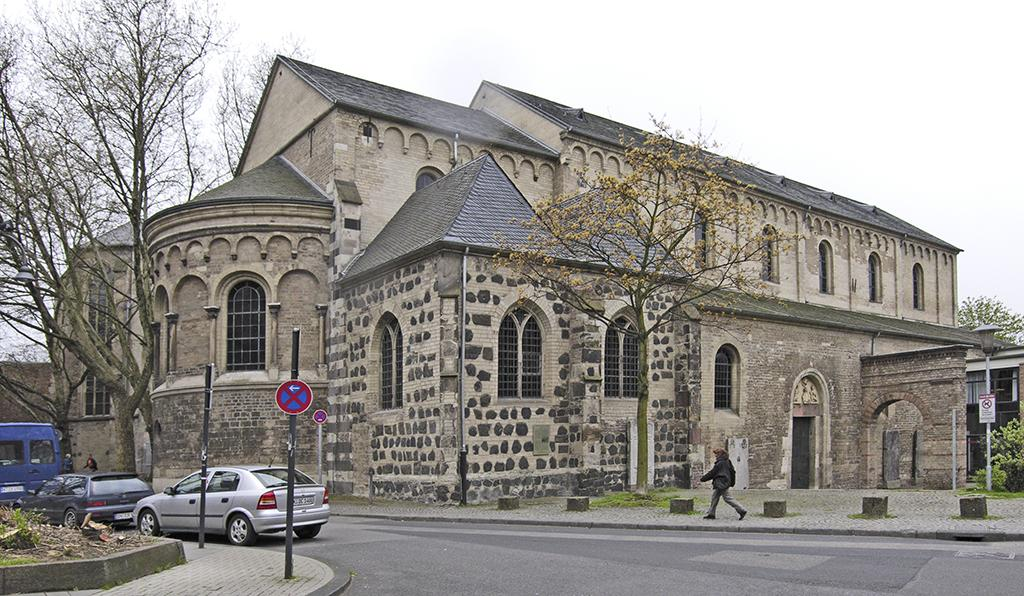
St. Cäcilien
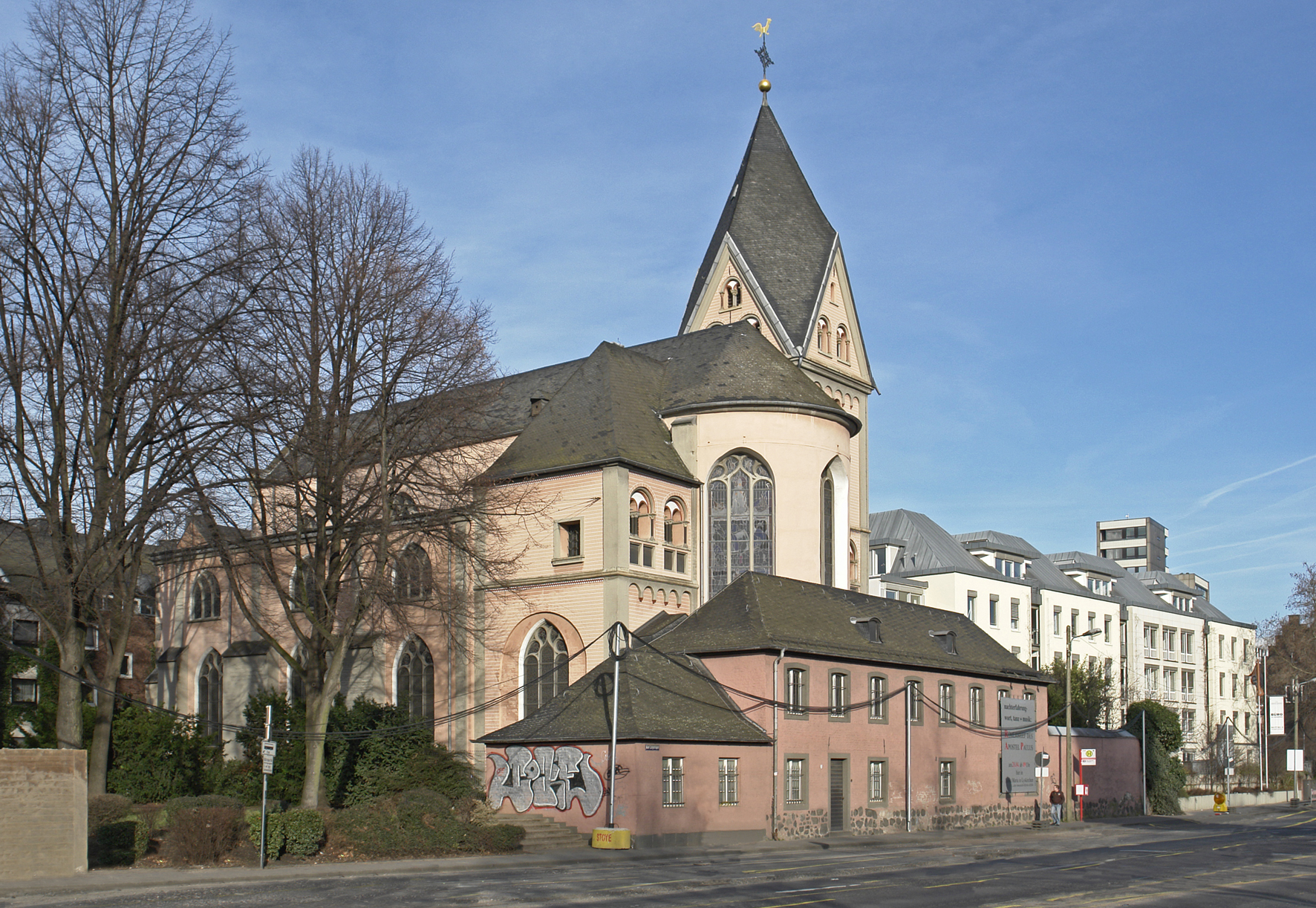
St. Maria in Lyskirchen
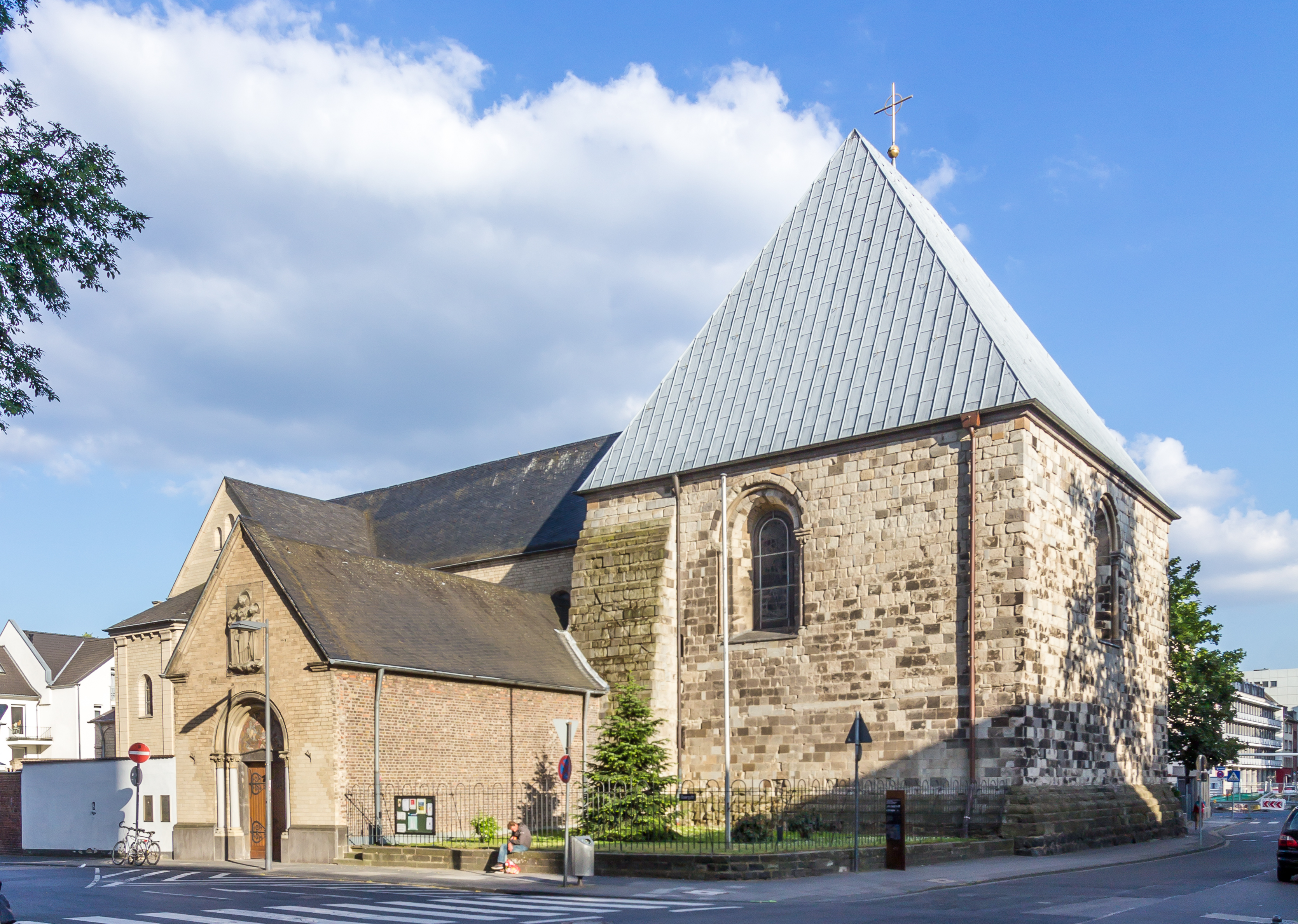
St. Georg
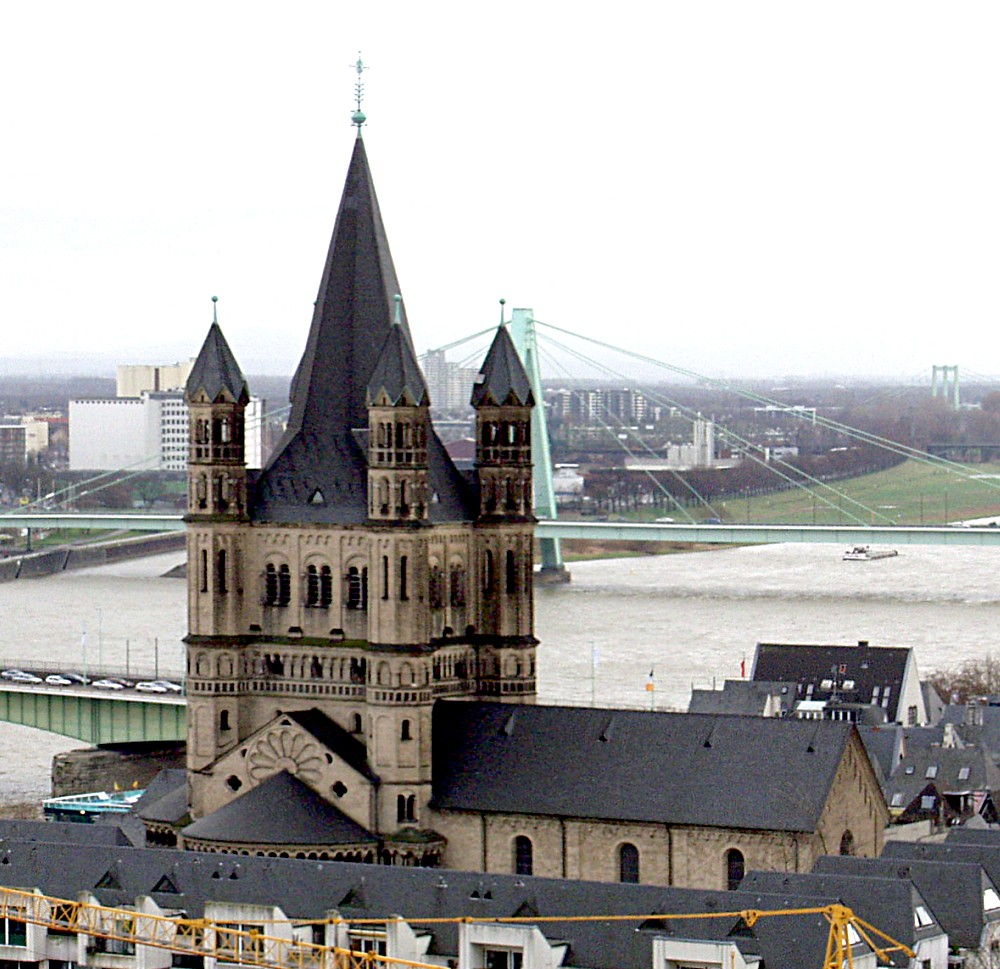
Groß St. Martin
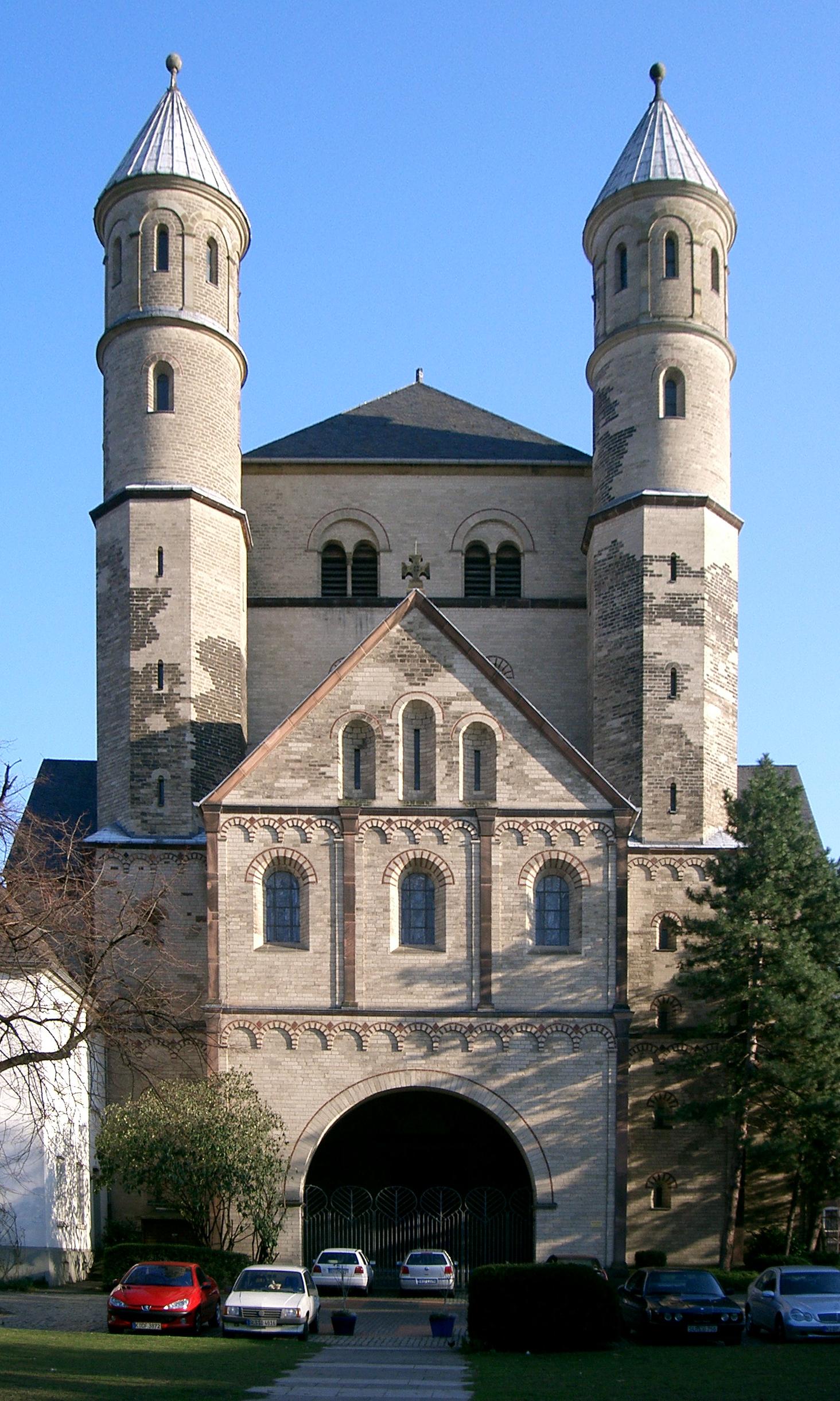
St. Pantaleon
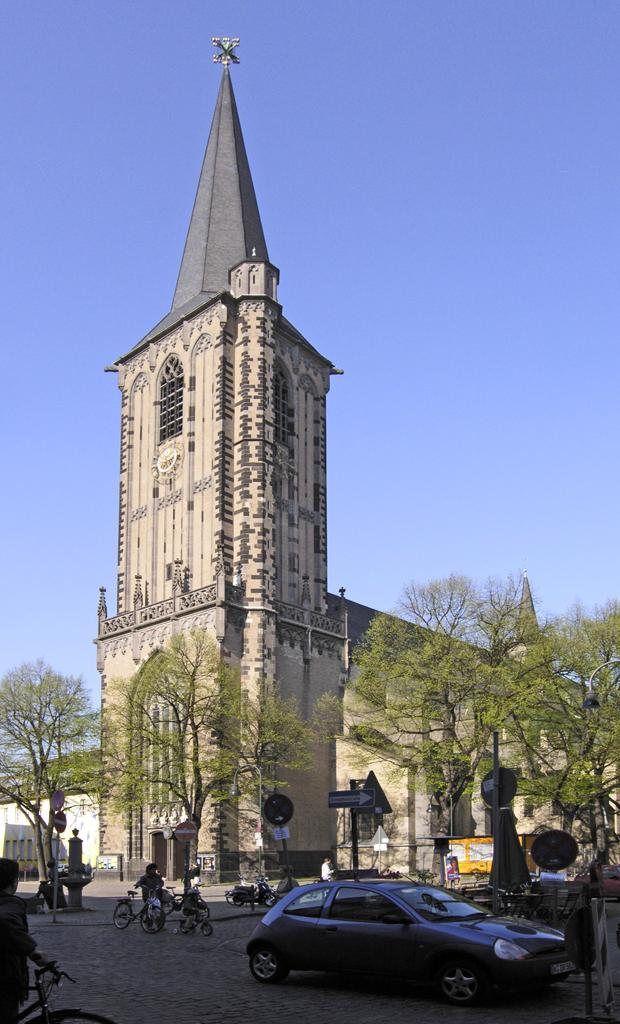
St. Severin
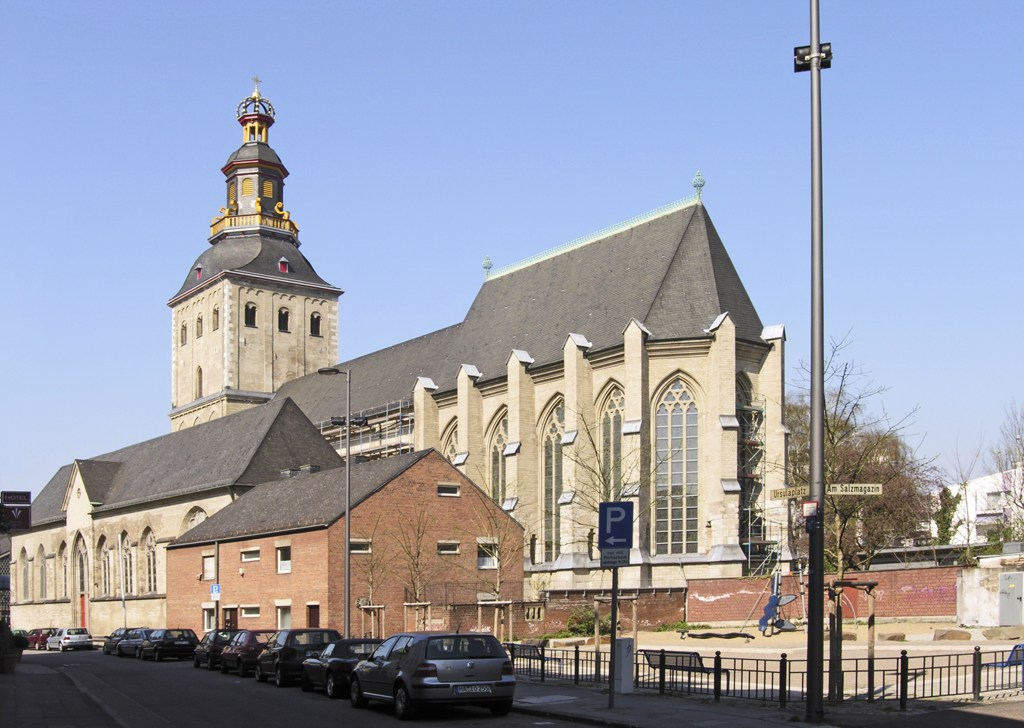
St. Ursula

#### Judentum

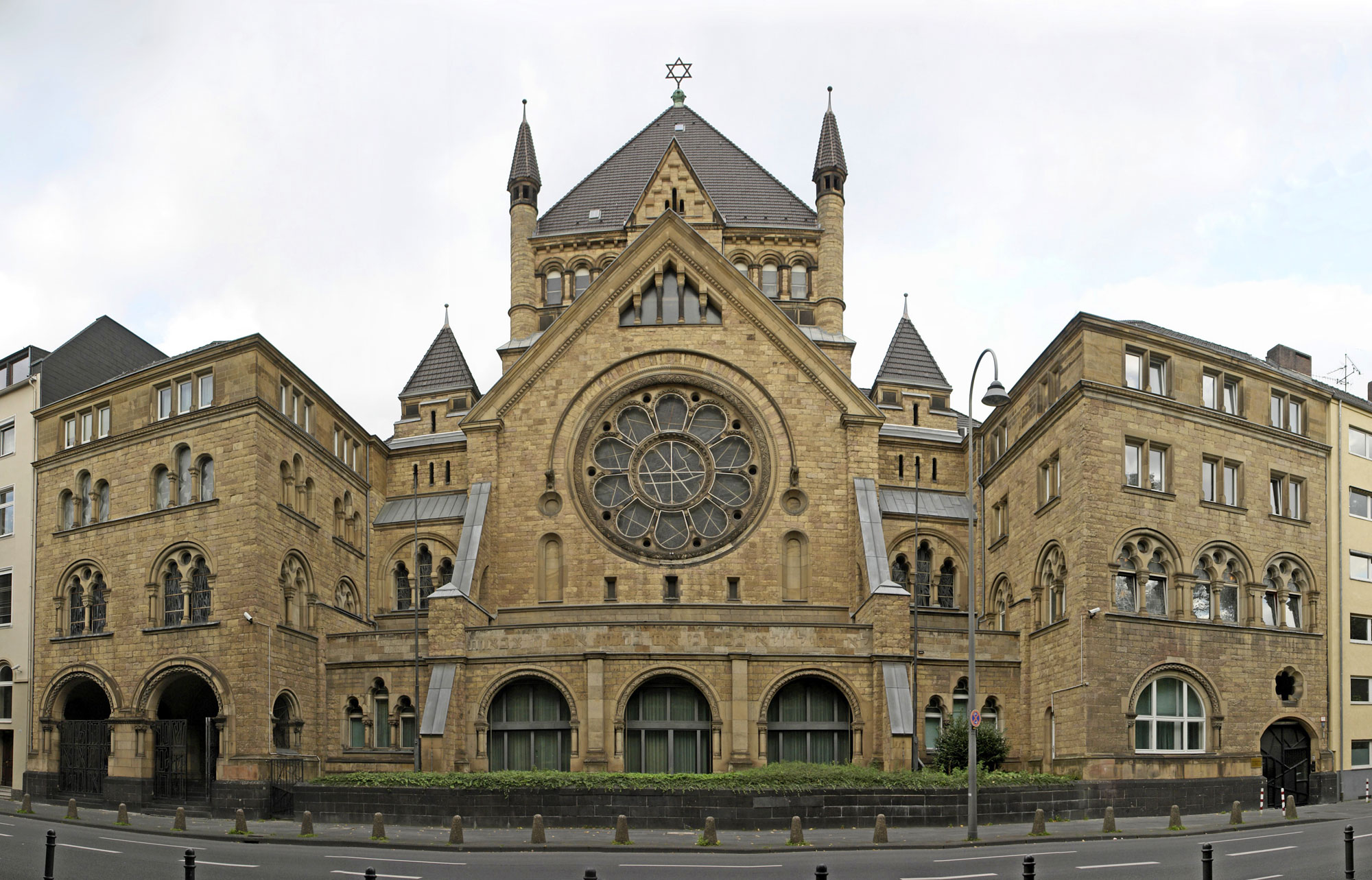
Kölner Synagoge in der Roonstraße, Oktober 2006

Die jüdische Gemeinde in Köln ist vermutlich die älteste nördlich der Alpen. Im Jahr 321 bestätigte Kaiser Konstantin in einem offiziellen Dokument, dass Juden dem Stadtrat im damals römischen Köln angehören dürfen. Demnach muss es bereits jüdische Einwohner und eine Kölner Synagoge gegeben haben.
1183 wies der Erzbischof den Juden ein eigenes Gebiet zu, in dem sie einigermaßen in Frieden leben konnten. Dieses Viertel in der Altstadt, das mit eigenen Toren geschlossen werden konnte, war umrissen von der Portalgasse, der Judengasse, Unter Goldschmied und Obenmarspforten. Es war ausschließlich den Juden vorbehalten. Damit war das erste Ghetto in Köln geschaffen. Die unter dem Rathausvorplatz liegende Mikwe kann über einen separaten Zugang besichtigt werden.
In der Bartholomäusnacht 1349 kam es zu einem Pogrom, der als „Judenschlacht“ in die Stadtgeschichte einging. Ein aufgebrachter Mob drang in das Judenviertel ein und ermordete die meisten Bewohner. In dieser Nacht vergrub eine Familie hier ihr Hab und Gut. Der Münzschatz wurde bei Ausgrabungen 1954 entdeckt und ist im Stadtmuseum ausgestellt. 1424 wurden die Juden „auf alle Ewigkeit“ aus der Stadt verbannt. Zwischen 1424 und dem Ende des 18. Jahrhunderts durfte sich ohne Erlaubnis des Kölner Rats kein Jude in der Stadt aufhalten. Nach dem Einzug der französischen Revolutionsarmee wurden die jüdischen und protestantischen Bürger den katholischen gleichgestellt. Erst 1801 entstand unter französischer Verwaltung eine neue jüdische Gemeinde.
Bis 1933 lebten wieder rund 18.000 Juden in Köln. Sie hatten sich unter preußischer Herrschaft wieder ansiedeln dürfen. Während der Novemberpogrome 1938 wurden die Synagogen Synagoge Glockengasse (Glockengasse), in der Roonstraße, auf der Mülheimer Freiheit und in der Körnerstraße sowie ein Betsaal in Deutz in Brand gesteckt. Die bis 1941 in Köln verbliebenen Kölner jüdischen Glaubens wurden in Sammellagern des Fort IX (eine der ehemaligen preußischen Festungsanlagen im Festungsring Köln im Kölner Grüngürtel) und auf dem Kölner Messegelände eingesperrt und später deportiert. 8.000 jüdische Kölner wurden in der Zeit des Nationalsozialismus ermordet.
Die heutige Synagogengemeinde hat wieder über 4.850 Mitglieder. Sie besitzt einen Friedhof, eine Grundschule, einen Kindergarten, eine Bibliothek, einen Sportverein (Makkabi), ein koscheres Restaurant, ein Jugendzentrum und ein Altersheim mit Seniorentreff. Die Gemeinde wird von zwei orthodoxen Rabbinern geleitet. Ihre 1959 wieder aufgebaute große Synagoge steht in der Roonstraße am Rathenauplatz. Seit 1996 gibt es außerdem die kleine jüdische liberale Gemeinde Gescher Lamassoret („Brücke zur Tradition“), die zur Union progressiver Juden in Deutschland gehört. Ihre Synagoge liegt im Souterrain der evangelischen Kreuzkapelle in Köln-Riehl.

#### Islam

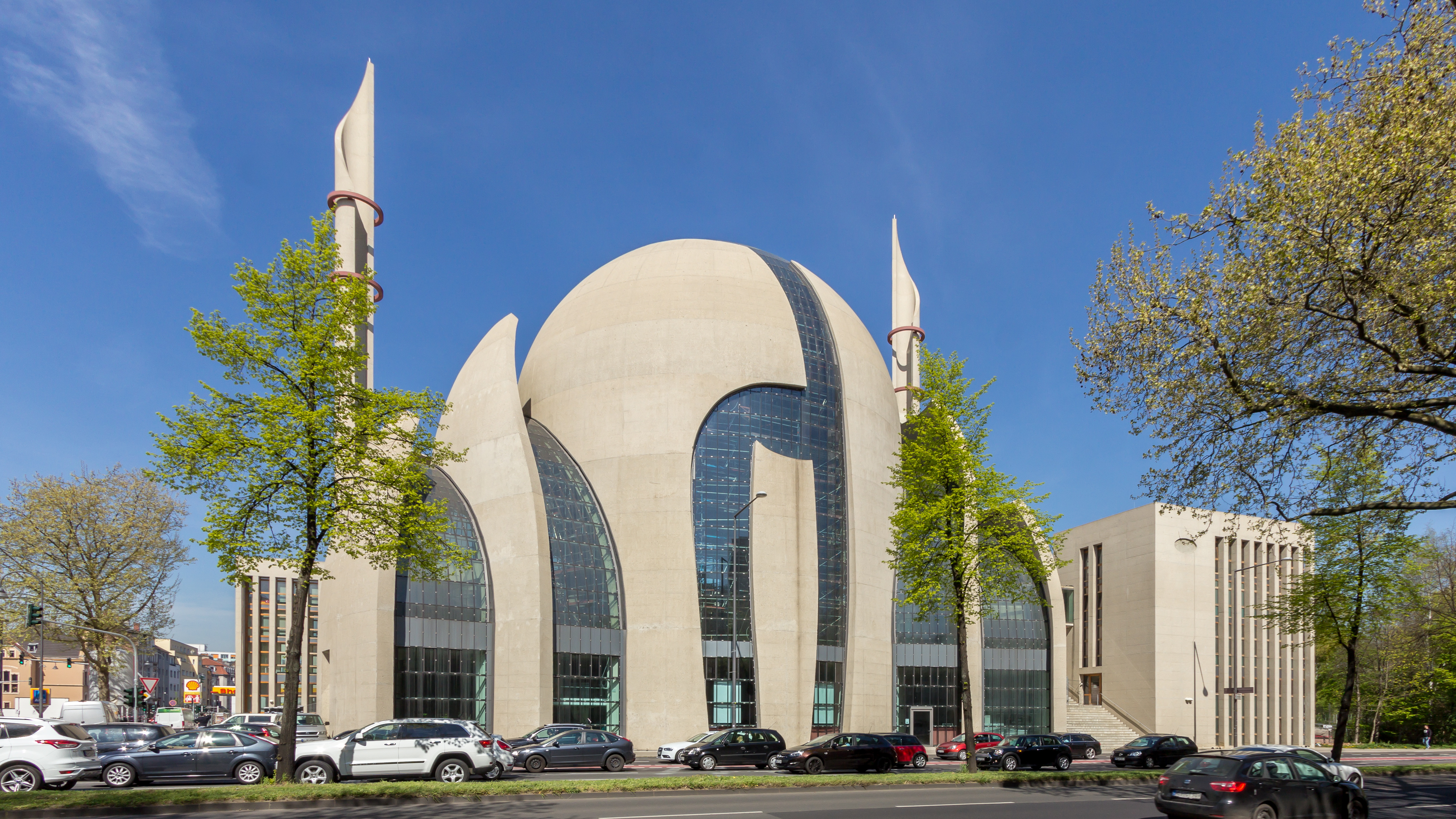
DITIB-Zentralmoschee in Köln-Ehrenfeld

Wegen des im Verhältnis zur übrigen Bundesrepublik vor 1990 hohen Anteils von Einwanderern aus der Türkei und deren Nachkommen sowie der damals zentralen Lage im Land richteten die wichtigsten türkischen religiösen islamischen sowie sozialen Organisationen (z. B. Verein türkischer Arbeitnehmer in Köln und Umgebung) ihren Sitz in Köln und Umgebung (Kerpen) ein.
Der Zensus 2011 ergab einen Anteil von 11,9 Prozent Muslimen an der Gesamtbevölkerung Kölns.
Am Hauptsitz der Türkisch-Islamischen Union der Anstalt für Religion (DITIB) wurde im Kölner Stadtteil Ehrenfeld die DITIB-Zentralmoschee Köln mit einer 35 Meter hohen Kuppel, zwei 55 Meter hohen Minaretten samt frei zugänglichem Innenhof und Platz für 1.200 Personen errichtet. Sie ersetzt das bisherige Zentrum – ein früheres Fabrikgebäude. Nach Protesten und Diskussionen wurde die Planung modifiziert: Im Innern wurden weniger Geschäfte und Nebenräume eingeplant, die äußerliche Gestaltung nach dem Entwurf des Kölner Architekten Paul Böhm blieb hingegen erhalten. Am 7. November 2009 fand die Grundsteinlegung für den Neubau statt, der Eröffnungstermin von 2012 konnte jedoch nicht eingehalten werden. Im Jahr 2017 wurde die Eröffnung aufgrund juristischer Streitigkeiten über Baumängel ein weiteres Mal verschoben. Lediglich die unter dem Kuppelbau gelegene Einkaufspassage konnte in Betrieb genommen werden.
Die offizielle Eröffnung fand am 29. September 2018 in Anwesenheit des türkischen Staatspräsidenten Recep Tayyip Erdoğan statt.
Am 7. Oktober 2021 ist ein auf zwei Jahre befristetes Modellprojekt gestartet, das den Ruf des Muezzins zum mittäglichen Freitagsgebet erlaubt. Dieser darf zwischen 12 und 15 Uhr erfolgen und maximal fünf Minuten lang sein. Dabei gibt es Grenzen für die Lautstärke, die standortabhängig sind. Jede ortsansässige Moscheegemeinde, die sich daran beteiligen will, kann dazu einen Antrag an die Verwaltung stellen.

## Politik

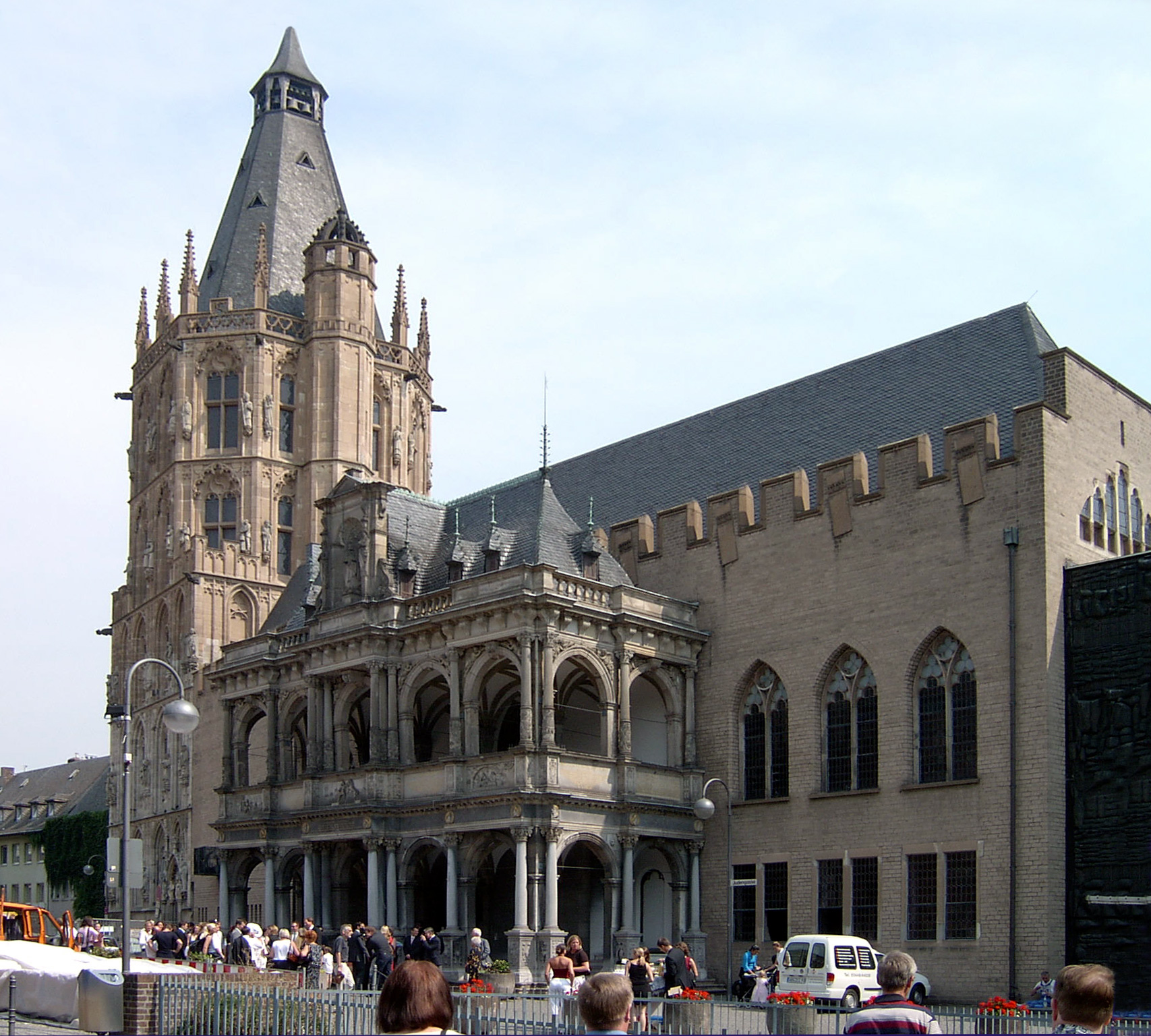
Kölns Historisches Rathaus mit dem 1414 vollendeten, repräsentativen Rathausturm und der im 16. Jahrhundert erbauten Renaissance-Laube, die in dieser Form nördlich der Alpen einzigartig ist (im Oktober 2004 vor Beginn der umfangreichen archäologischen Ausgrabungen auf dem Rathausvorplatz).

In römischer Zeit leitete der jeweilige Admiral der Classis Germanica die städtische Verwaltung. Später wurde die römische Munizipalverfassung eingeführt. Da die Stadt Sitz eines Erzbistums war, erlangte der Erzbischof später die vollständige Machtausübung in Köln. Doch versuchte die Stadt, sich vom Erzbischof zu lösen, was ihr schließlich im 13. Jahrhundert gelang (ab 1288 de facto Freie Reichsstadt). Bereits ab 1180 ist ein Rat der Stadt nachweisbar. Ab 1396 waren die 22 Gaffeln das politische Rückgrat der Stadtverwaltung. Sie wählten den 36-köpfigen Rat, der wiederum 13 Personen hinzuwählen konnte. Die Zusammensetzung des Rates wechselte halbjährlich, indem die Hälfte der Mitglieder ersetzt wurde. Der Rat wählte jährlich zwei Bürgermeister. Während der französischen Besatzung ab 1794 wurde 1798 die Munizipalverfassung eingeführt, die an französischen Vorbildern orientiert war. An der Spitze der Stadtverwaltung stand ein von der französischen Regierung ernannter Maire (Bürgermeister). Nach dem Übergang an Preußen 1815 wurde Köln 1816 eine kreisfreie Stadt und gleichzeitig Sitz des Landkreises Köln, der erst bei der Gebietsreform 1975 aufgelöst wurde. An der Spitze der Stadt stand seit 1815 ein Oberbürgermeister, weiterhin gab es einen Rat. 1856 wurde die preußische Städteordnung der Rheinprovinz eingeführt. Die Stadtverordnetenversammlung wählte den Oberbürgermeister als formelles Oberhaupt und Leiter der Verwaltung der Stadt.
1933 wurde der damalige Oberbürgermeister Konrad Adenauer von den Nationalsozialisten vertrieben. In der Zeit des Nationalsozialismus wurde der Oberbürgermeister von der NSDAP eingesetzt. Nach dem Zweiten Weltkrieg ernannte die Militärregierung der britischen Besatzungszone einen neuen Oberbürgermeister und führte 1946 die Kommunalverfassung nach britischem Vorbild ein. Danach gab es einen vom Volk gewählten Rat der Stadt, der aus seiner Mitte den Oberbürgermeister als Ratsvorsitzenden und Repräsentanten der Stadt wählte, welcher ehrenamtlich tätig war. Neu war das Amt des ebenfalls vom Rat gewählten hauptamtlichen Oberstadtdirektors, der als Leiter der Stadtverwaltung fungierte.
Im Jahr 1999 wurde die Doppelspitze in der Stadtverwaltung aufgegeben. Seither gibt es nur noch den hauptamtlichen Oberbürgermeister. Dieser ist Vorsitzender des Rates, Leiter der Stadtverwaltung und Repräsentant der Stadt. Er wird seither direkt von den Einwohnern Kölns gewählt. Dem Oberbürgermeister stehen weitere Bürgermeister zur Seite, gegenwärtig (Stand 2014) vier, die von den stärksten Fraktionen des Rates gestellt werden.

### Traditionen, Mentalität und Politik

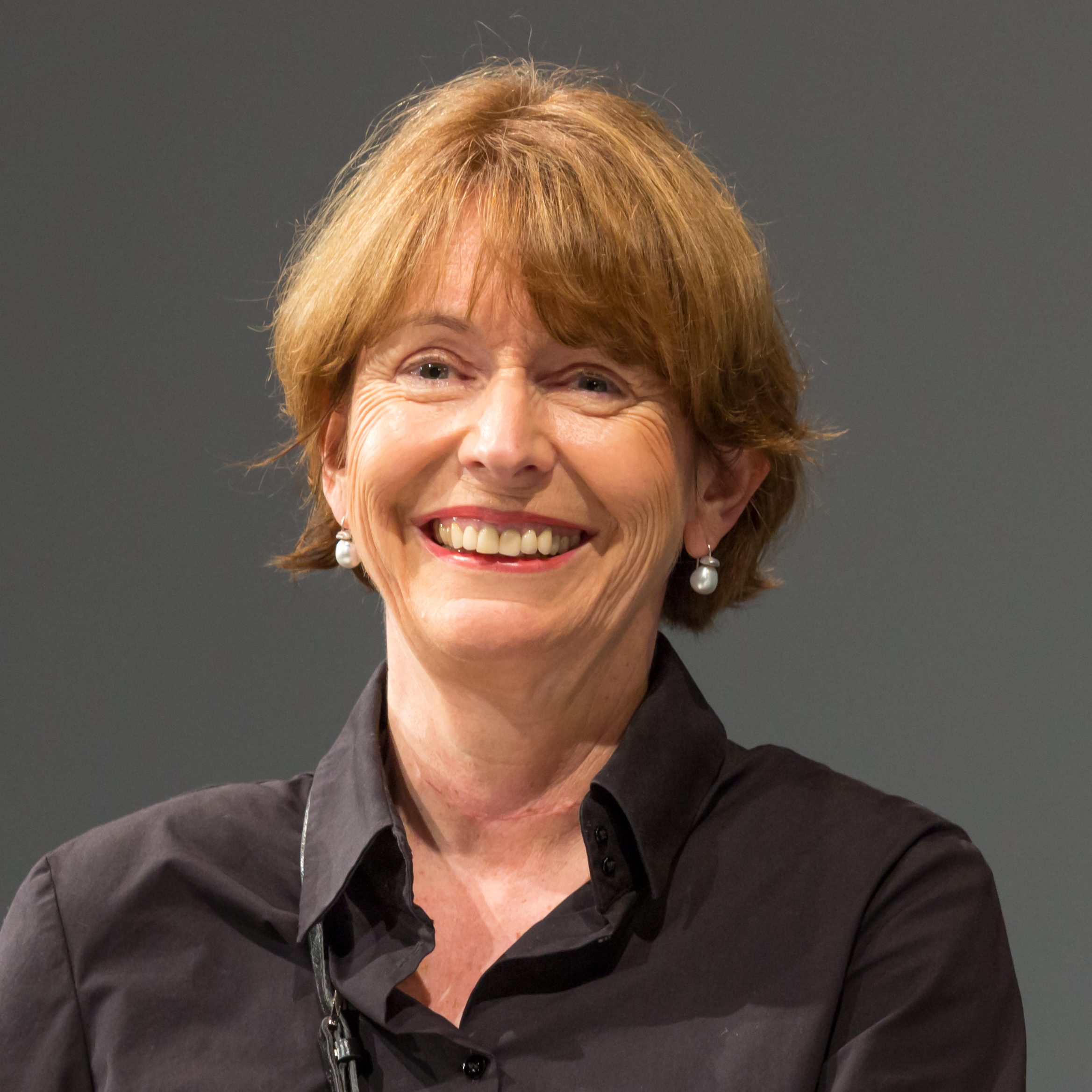
Kölns Stadtoberhaupt ist Oberbürgermeisterin Henriette Reker (parteilos).

Die lange Tradition einer freien Reichsstadt, die lange ausschließlich katholisch geprägte Bevölkerung und der jahrhundertealte Gegensatz zwischen Kirche und Bürgertum (und innerhalb dessen zwischen Patriziern und Handwerkern) hat in Köln ein eigenes politisches Klima erzeugt. Verschiedene Interessengruppen formieren sich häufig aufgrund gesellschaftlicher Sozialisation und daher über Parteigrenzen hinweg. Das daraus entstandene Beziehungsgeflecht, das Politik, Wirtschaft und Kultur untereinander in einem System gegenseitiger Gefälligkeiten, Verpflichtungen und Abhängigkeiten verbindet, wird Kölner Klüngel genannt. Heinrich Böll hat in seinem Essay Was ist kölnisch dieses historisch geprägte Geflecht beschrieben. Dieser Klüngel hat z. B. häufig zu einer ungewöhnlichen Proporzverteilung in der Stadtverwaltung geführt und artete bisweilen in Korruption aus: Der 1999 aufgedeckte „Müllskandal“ über Bestechungsgelder und unzulässige Parteispenden brachte nicht nur den Unternehmer Hellmut Trienekens in Haft, sondern ließ fast das gesamte Führungspersonal der regierenden SPD stürzen.
War die Stadt aufgrund ihrer katholischen Tradition in Kaiserreich und Weimarer Republik fest der Zentrumspartei verbunden, wechselte bald nach dem Krieg die politische Mehrheit von der CDU (in der das Zentrum aufging) zur SPD. Diese regierte über 40 Jahre lang, teilweise mit absoluter Ratsmehrheit. Aufgrund liberaler Traditionen war Köln auch stets eine Hochburg der FDP und wegen ihres toleranten gesellschaftlichen Klimas auch eine der Grünen, die 2020 erstmals als Sieger aus einer Kommunalwahl hervorgingen.

### Rat der Stadt Köln
| Wahl des Rates der Stadt Köln 2020in Prozent %3020100 28,521,621,56,55,35,04,42,52,02,9 GrüneSPDCDULinkeFDPVoltAfDPARTEIKlimaSonst.Gewinne und Verlusteim Vergleich zu 2014 %p 10 8 6 4 2 0 −2 −4 −6 −8+9,0−7,8−5,7−0,4+0,2+5,0+0,8+2,4± 0,0−3,2GrüneSPDCDULinkeFDPVoltAfDPARTEIKlimaSonst. | Sitzverteilung im Rat der Stadt Köln 2020Insgesamt 90 Sitze - PARTEI: 2 - Linke: 6 - SPD: 19 - Klima: 2 - Grüne: 26 - GUT: 2 - Volt: 4 - FDP: 5 - FWK: 1 - CDU: 19 - AfD: 4 |

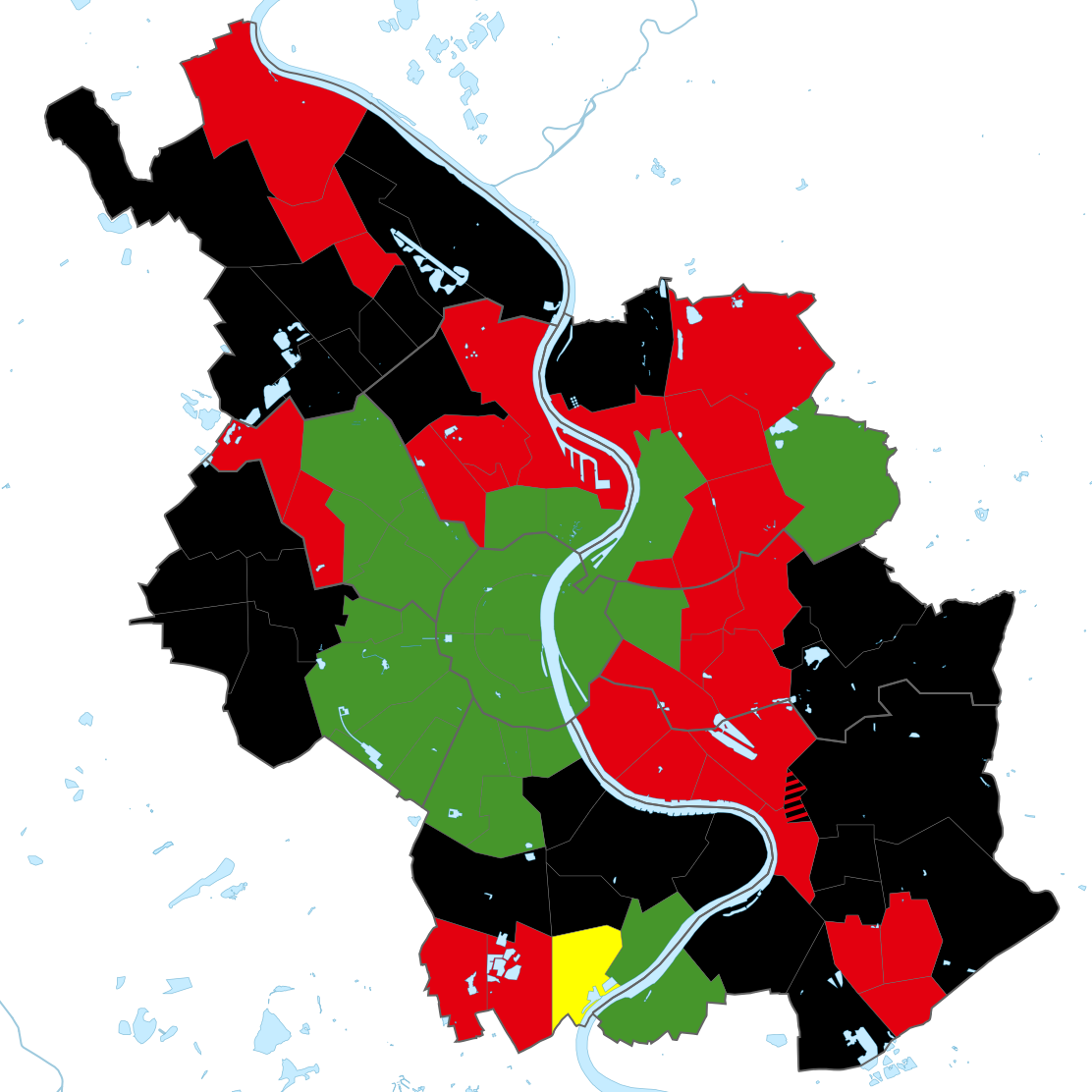
Stärkste Partei bei der Kommunalwahl 2020 nach Stadtteil:
CDU
SPD
Grüne
FDP

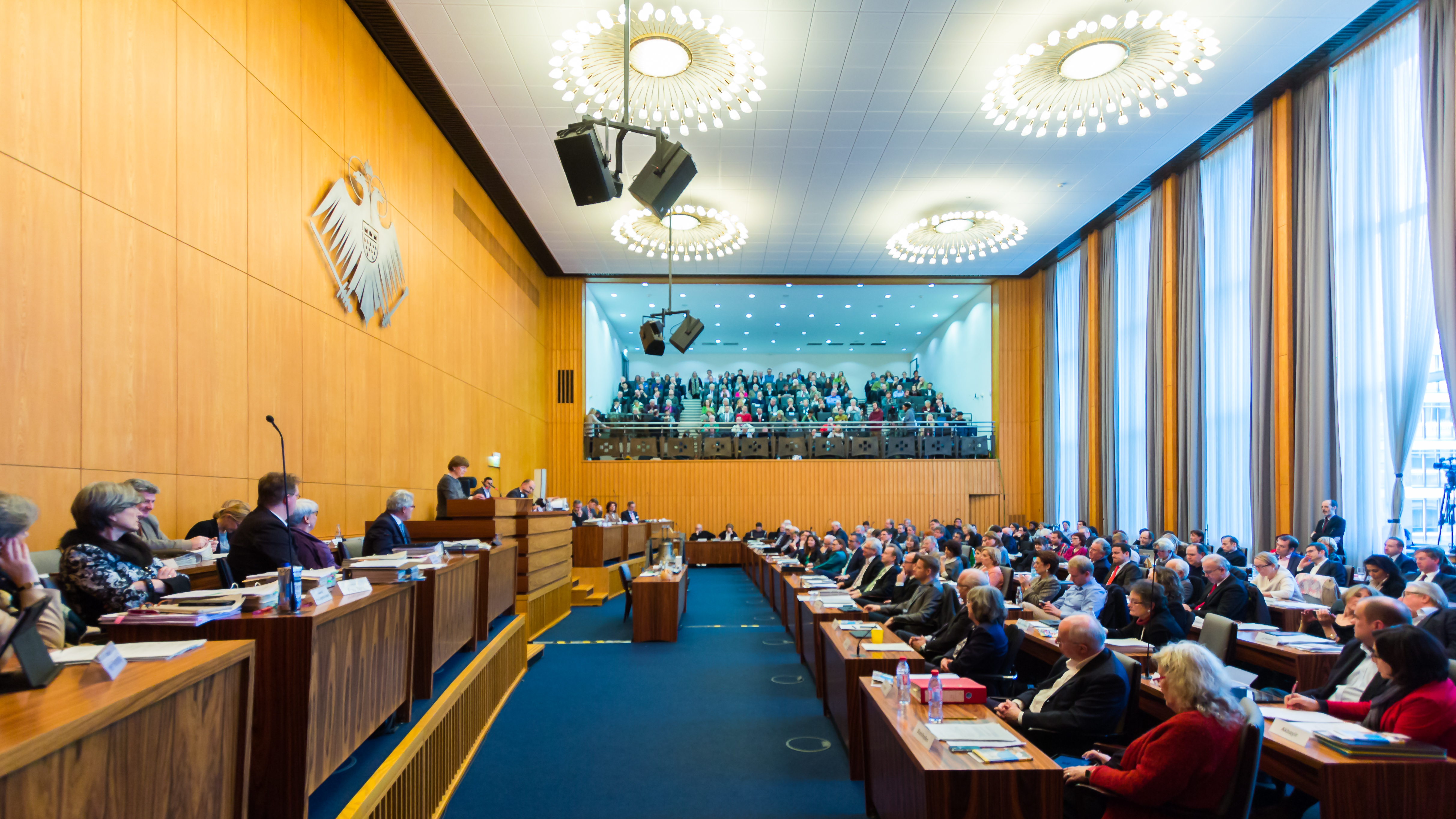
Ratssaal während der Vereidigung der Oberbürgermeisterin Henriette Reker

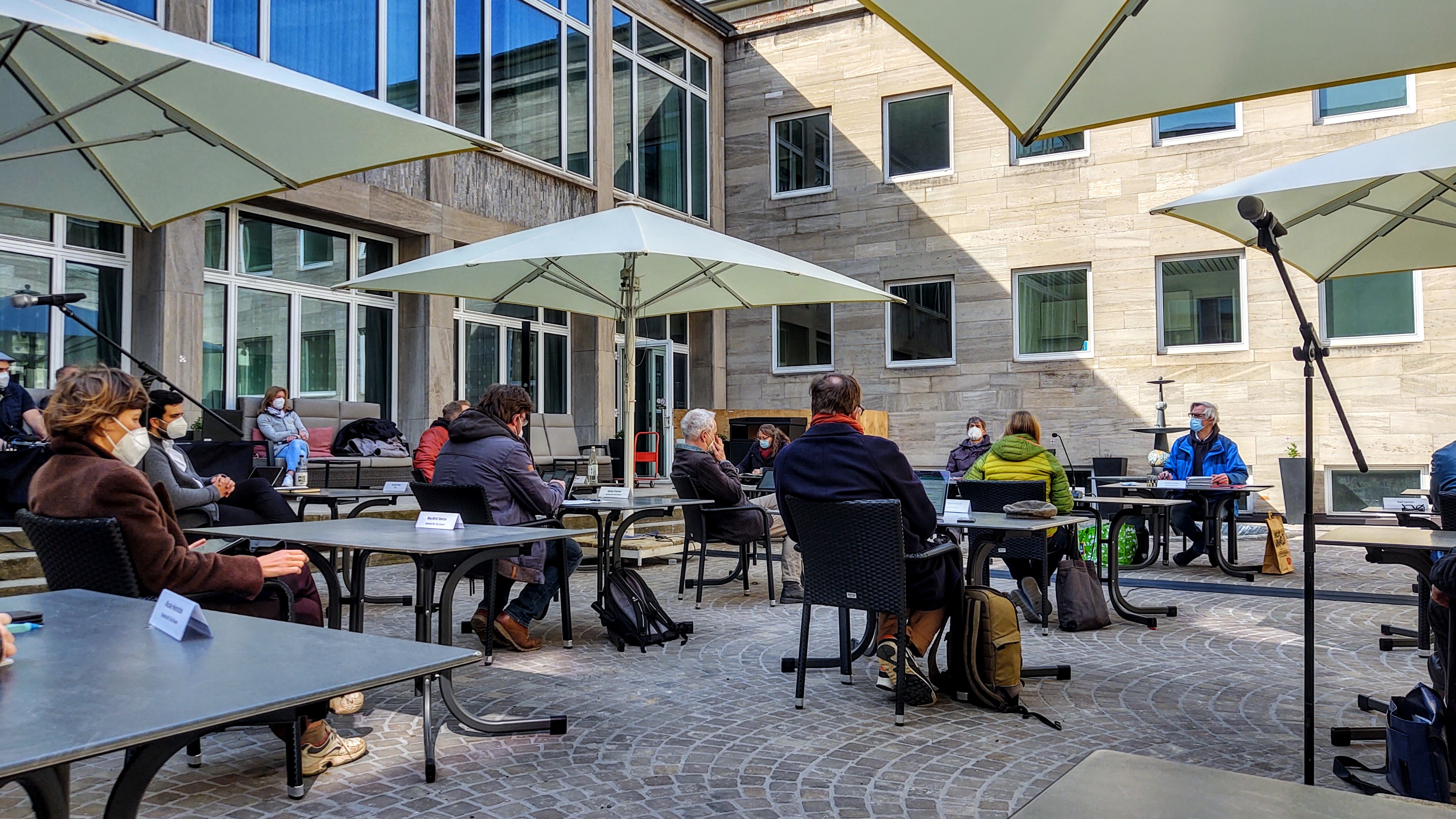
Erste Sitzung im Freien der Bezirksvertretung 1, Innenstadt/Deutz, pandemiebedingt am 22. April 2021

Der Rat der Stadt Köln hat 90 gewählte Stadtverordnete („MdR“, Mitglied des Rates). Bündnis 90/Die Grünen stellen seit der Kommunalwahl 2020 erstmals die größte Fraktion mit 26 Mitgliedern. Die CDU ist seit einem Wechsel mit 20 Mitgliedern vertreten, die SPD mit 19. Außerdem im Stadtrat vertreten sind Linke (sechs Mitglieder), die FDP (fünf Mitglieder), die AfD (vier Mitglieder), Volt (vier Mitglieder), GUT Köln (zwei Mitglieder), Die PARTEI (zwei Mitglieder), die Klima Freunde (ein Mitglied seit einem Wechsel zur CDU) und ein Parteiloser (ehemals Freie Wähler Köln).
Seit Anfang 2021 koalieren die Grünen, die CDU und Volt im Rat und stellen dort die Mehrheit.
Zu Repräsentationszwecken erwarb der Rat der alten Handels- und Binnenhafenstadt 1938 ein Ratsschiff, die heute unter Denkmalschutz stehende Stadt Köln.

|
- PARTEI: 2
- Linke: 19
- SPD: 98
- Klima: 5
- Grüne: 79
- GUT: 2
- Volt: 4
- Piraten: 2
- FDP: 26
- FW – FWK: 5
- CDU: 98
- BpK: 11
- REP: 1
- AfD: 7
- Sonst.: 1

- CDU: 98
- SPD: 98
- Grüne: 79
- FDP: 26
- Linke: 19
- BpK: 11
- AfD: 7
- FW – FWK: 5
- Klima: 5
- Volt: 4
- Piraten: 2
- PARTEI: 2
- GUT: 2
- REP: 1
- Sonst.: 1

### Weitere Wahlen
In der folgenden Tabelle sind die Ergebnisse von Bundestags-, Landtags- und Europawahlen in Köln dargestellt.
| Jahr | Wahl           | Wahlbeteiligung | Grüne | CDU  | SPD  | AfD | Volt | FDP  | BSW | Linke 1 | Sonst. |
| ---- | -------------- | --------------- | ----- | ---- | ---- | --- | ---- | ---- | --- | ------- | ------ |
| 2024 | Europawahl     | 66,0            | 24,3  | 20,9 | 15,2 | 7,3 | 7,1  | 6,7  | 4,2 | 4,0     | 10,3   |
| 2022 | Landtagswahl   | 57,4            | 30,6  | 24,6 | 23,2 | 3,6 | 2,0  | 6,4  | —   | 3,7     | 5,9    |
| 2021 | Bundestagswahl | 77,8            | 28,0  | 19,3 | 24,6 | 4,7 | 1,0  | 10,9 | —   | 5,8     | 5,7    |
| 2019 | Europawahl     | 64,6            | 32,9  | 19,8 | 17,0 | 6,2 | 1,6  | 6,2  | —   | 6,1     | 10,2   |
| 2017 | Bundestagswahl | 75,9            | 13,6  | 26,4 | 23,0 | 7,3 | —    | 13,8 | —   | 11,5    | 4,6    |
| 2017 | Landtagswahl   | 64,9            | 11,8  | 26,6 | 28,1 | 6,0 | —    | 13,8 | —   | 8,4     | 5,4    |
| 2014 | Europawahl     | 53,2            | 18,4  | 26,3 | 31,1 | 5,5 | —    | 4,9  | —   | 7,0     | 6,9    |
| 2013 | Bundestagswahl | 72,5            | 12,3  | 36,4 | 37,0 | 1,5 | —    | 2,4  | —   | 6,5     | 3,9    |
| 2012 | Landtagswahl   | 59,3            | 19,6  | 19,3 | 35,4 | —   | —    | 9,8  | —   | 3,4     | 12,5   |
| 2010 | Landtagswahl   | 59,7            | 20,6  | 27,6 | 31,0 | —   | —    | 7,1  | —   | 6,5     | 7,2    |
| 2009 | Bundestagswahl | 70,6            | 16,9  | 27,7 | 26,0 | —   | —    | 15,6 | —   | 9,0     | 5,0    |
| 2009 | Europawahl     | 42,9            | 23,2  | 28,1 | 22,5 | —   | —    | 14,1 | —   | 5,4     | 6,7    |
| 2005 | Bundestagswahl | 76,2            | 13,8  | 28,0 | 38,6 | —   | —    | 11,4 | —   | 5,6     | 2,6    |
| 2005 | Landtagswahl   | 60,0            | 12,9  | 36,3 | 37,2 | —   | —    | 7,4  | —   | 1,3     | 4,9    |
| 2004 | Europawahl     | 40,1            | 23,6  | 34,4 | 23,8 | —   | —    | 8,6  | —   | 3,1     | 6,5    |
| 2002 | Bundestagswahl | k. A.           | 15,3  | 29,6 | 42,1 | —   | —    | 9,1  | —   | 1,8     | 2,1    |
| 2000 | Landtagswahl   | k. A.           | 13,9  | 32,9 | 41,0 | —   | —    | 9,1  | —   | 1,5     | 1,6    |
| 1999 | Europawahl     | k. A.           | 14,2  | 40,7 | 35,2 | —   | —    | 4,4  | —   | 2,3     | 2,8    |

### Oberbürgermeisterin
Oberbürgermeisterin der Stadt Köln ist Henriette Reker (parteilos). Als gemeinsame Kandidatin von CDU, Grünen und FDP erhielt sie am 18. Oktober 2015 bei der Kommunalwahl 52,66 Prozent der abgegebenen Stimmen. Am 13. September 2020 kandidierte sie erneut, mit Unterstützung von CDU und Grünen. Sie verpasste diesmal die absolute Mehrheit und gewann anschließend die Stichwahl am 27. September 2020 mit 59,27 Prozent gegen Andreas Kossiski (SPD). Ihre Amtszeit beträgt fünf Jahre.
| Wahl des Kölner Oberbürgermeisters 2020in Prozent %6050403020100 45,1 %26,8 %7,2 %4,5 %4,2 %3,5 %3,4 %2,1 %1,1 %2,4 % Reker (Einzel bewerberin)Kossiski (SPD)Detjen (Linke)Fuchs (Volt)Cremer (AfD)Gabrysch (KLIMA FREUNDE)Campione (Einzel bewerber)Zimmermann (GUT)Langel (WIR SIND KÖLN)Sonst. |  | Stichwahlin Prozent %6050403020100 59,3 %40,7 % Reker (Einzel bewerberin)Kossiski (SPD) |

Seit 1999 repräsentieren in Nordrhein-Westfalen die Oberbürgermeister ihre Städte und Gemeinden nicht mehr ausschließlich politisch, sondern leiten wieder gleichzeitig die Kommunalverwaltungen, die zwischen 1945 und 1999 von einem zusätzlichen Hauptamtlichen, dem Oberstadtdirektor in Großstädten, geführt wurden.

### Stadtverwaltung
Die Stadtverwaltung Köln besteht aus sieben Dezernaten, die jeweils von einem berufsmäßigen Stadtrat als kommunalem Wahlbeamten geleitet werden und dem Dezernat des Oberbürgermeisters. Bei der Kölner Stadtverwaltung sind rund 17.000 Mitarbeiter beschäftigt. Als Stadtdirektorin ist seit Juni 2021 Andrea Blome erste Vertreterin der Oberbürgermeisterin innerhalb der Stadtverwaltung. Sie leitet zugleich das Dezernat für Allgemeine Verwaltung, Ordnung und Recht.

### Bezirksvertretungen
Parallel zu den Wahlen des Rates wird in jedem der neun Stadtbezirke nach den Vorgaben der Gemeindeordnung Nordrhein-Westfalens je eine Bezirksvertretung gewählt. In der Kommunalwahlperiode 2020–2025 haben in Köln alle neun Bezirksvertretungen jeweils 19 Stadtbezirksverordnete („MdBV“, Mitglied der Bezirksvertretung) inklusive des Bezirksbürgermeisters. Diese vertreten die Interessen der Bezirke und der dazugehörenden Stadtteile gegenüber dem Stadtrat. In Fragen lokaler Bedeutung, die nicht über die Bezirksgrenzen hinaus wirken, haben sie Entscheidungsbefugnis, in Fragen, die auch den Stadtbezirk tangieren, haben sie ein Anhörungsrecht. Die Kölner Bezirksvertretungen sind aufgrund einer Einwohneranzahl von jeweils über 100.000 für Stadtbezirke zuständig, die bereits der Definition der Großstadt entsprechen. Nur der Stadtbezirk Chorweiler liegt mit knapp über 82.000 Einwohnern darunter. Sie werden durch den Bezirksbürgermeister vertreten.

### Hoheitssymbole der Stadt Köln
| Wappen von Köln | Blasonierung: „Unter rotem Schildhaupt, darin balkenweise drei goldene dreiblättrige Kronen, in Silber 11 schwarze Flammen (5:4:2).“ |
| Wappen von Köln | Wappenbegründung: Das Wappen der Stadt Köln zeigt den doppelköpfigen Reichsadler, der Schwert und Zepter hält. Er erinnert daran, dass die Stadt im Mittelalter seit 1475 offiziell als Freie Reichsstadt zum Heiligen Römischen Reich Deutscher Nation gehörte. Der Adler hat zwei Köpfe, weil der Kaiser zugleich der römisch-deutsche König war. Der Schild hat die Farben Rot und Weiß, die Farben der Hanse. Köln gehörte als bedeutende Handelsmetropole nicht nur diesem Bund der Kaufleute und Städte an, sondern war – zusammen mit Lübeck – Mitbegründerin der deutschen Hanse und damit eine der ältesten Hansestädte in Deutschland. Die drei Kronen sind seit dem 12. Jahrhundert das Hoheitszeichen der Stadt; sie erinnern an die Heiligen Drei Könige, deren Reliquien 1164 der Kölner Erzbischof Rainald von Dassel aus Mailand mitbrachte und die in einem goldenen Schrein hinter dem Hochaltar des Doms aufbewahrt werden. |

Kleines Wappen
Flagge
Bannerflagge
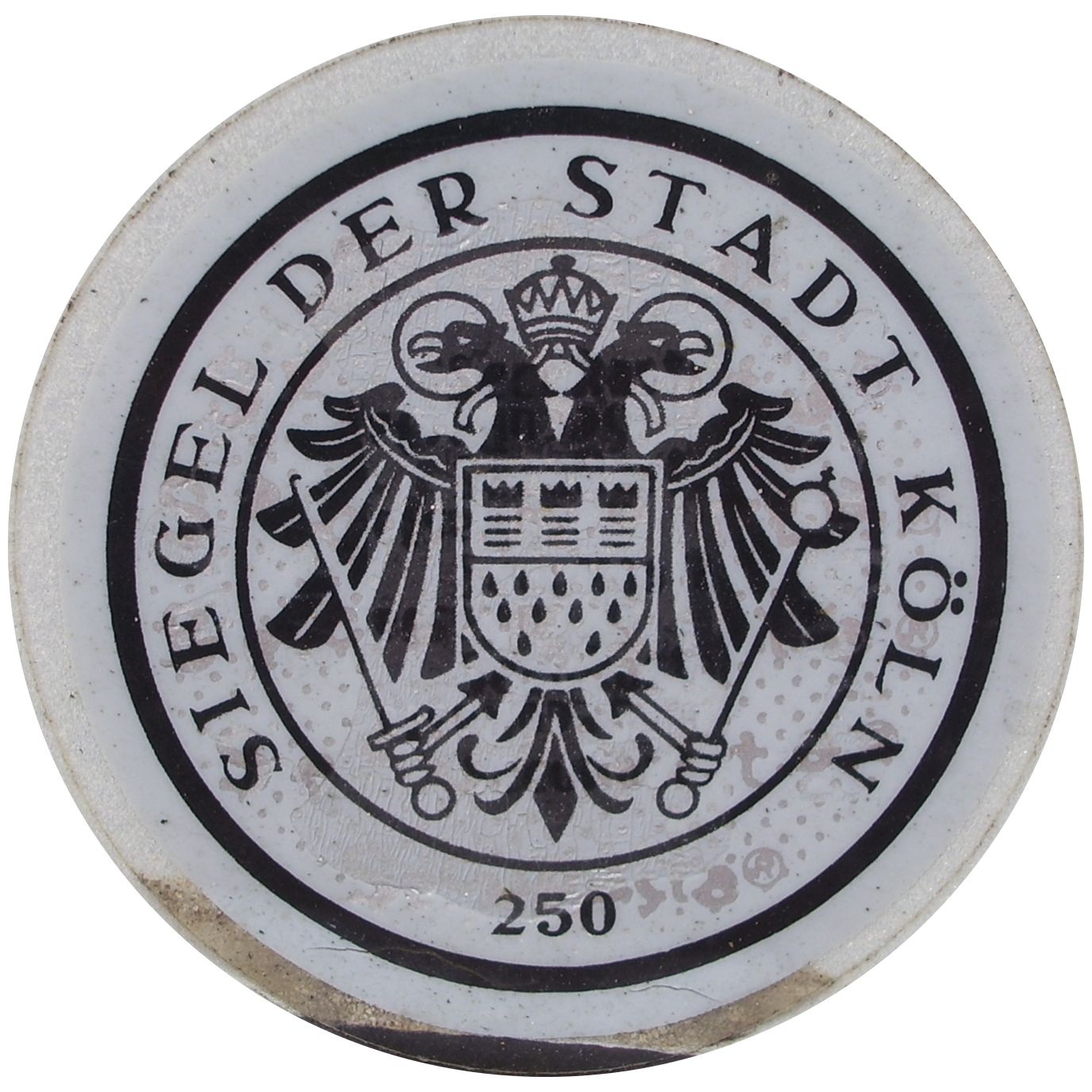
Dienstsiegel
Logo der Stadtverwaltung Köln
Emblem der Stadtverwaltung Köln

An die volkstümliche Verehrung der heiligen Ursula erinnern die elf schwarzen „Flammen“, die seit dem 16. Jahrhundert im Kölner Stadtwappen abgebildet sind. Ursula war der Legende nach eine bretonische Prinzessin, die auf der Rückfahrt von einer Pilgerreise nach Rom mitsamt ihren Gefährtinnen von den Hunnen ermordet wurde, die damals Köln belagerten. Die elf oder 11.000 legendären Jungfrauen werden im Stadtwappen durch die elf tropfenförmigen Hermelinschwänze symbolisiert, die wiederum an das Wappen der Bretagne – der Heimat Ursulas – erinnern könnten, das aus Hermelinfell besteht. Möglicherweise zogen die Hunnen auf ihrem Weg zu oder von der Schlacht auf den Katalaunischen Feldern 451 an Köln vorbei, was die historische Grundlage der Legende sein könnte.
Die Flagge der Stadt Köln ist rot-weiß längs gestreift. Sie wird häufig mit aufgelegtem Stadtwappen gezeigt.

### Städtepartnerschaften
Köln gehört zu den sechs europäischen Städten, die 1958 erstmals eine Ringpartnerschaft ins Leben riefen. Dieser unmittelbar nach Gründung der Europäischen Wirtschaftsgemeinschaft erfolgte Akt sollte die europäische Verbundenheit unterstreichen, indem je eine Stadt aus jedem damaligen Mitgliedsland mit allen übrigen eine Städtepartnerschaft abschloss. 1993 wurde die Partnerschaft zwischen den beteiligten Städten Köln, Turin, Lüttich, Esch an der Alzette, Rotterdam und Lille erneut bekräftigt.
- Liverpool (Vereinigtes Königreich), seit 1952
- Esch an der Alzette (Luxemburg), seit 1958
- Lille (Frankreich), seit 1958
- Lüttich (Belgien), seit 1958
- Rotterdam (Niederlande), seit 1958
- Turin (Italien), seit 1958
- Kyōto (Japan), seit 1963
- Tunis (Tunesien), seit 1964
- Turku (Finnland), seit 1967
- Bezirk Neukölln von Berlin (Deutschland), seit 1967
- Klausenburg/Cluj-Napoca (Rumänien), seit 1976
- Tel Aviv-Jaffa (Israel), seit 1979
- Barcelona (Spanien), seit 1984
- Peking (Volksrepublik China), seit 1987
- Thessaloniki (Griechenland), seit 1988
- Cork (Irland), seit 1988
- Corinto/El Realejo (Nicaragua), seit 1988
- Indianapolis (Vereinigte Staaten), seit 1988
- Wolgograd (Russland), seit 1988
- Bezirk Treptow-Köpenick von Berlin (Deutschland), seit 1990
- Kattowitz (Polen), seit 1991
- Bethlehem (Palästinensische Autonomiegebiete), seit 1996
- Istanbul (Türkei), seit 1997[106]
- Rio de Janeiro (Brasilien), seit 2011[107]
- Dnipro (Ukraine), seit 2024

Durch die aufgrund des Köln-Gesetzes 1975 eingemeindeten Städte und Gemeinden übernahm Köln deren partnerschaftliche Beziehungen mit Benfleet/Castle Point (Vereinigtes Königreich), Igny (Frankreich), Diepenbeek (Belgien), Brive-la-Gaillarde (Frankreich), Dunstable (Vereinigtes Königreich), Eygelshoven (Niederlande) und Hazebrouck (Frankreich). Im letztgenannten Fall geht es um Porz; der gleichwohl bestehende Partnerschaftsverein weist auf eine kuriose Kleinigkeit hin: Dort werden Walnüsse statt Kamelle geworfen.
Köln ist Mitglied der League of Historical Cities sowie seit der Gründung des Netzwerkes „Eine-Welt Stadt Köln“ 2011 in der kommunalen Entwicklungszusammenarbeit aktiv. Mit dem „Fördertopf Entwicklungszusammenarbeit“ wird gezielt die Umsetzung der „Nachhaltigen Entwicklungsziele der Vereinten Nationen“ auf lokaler Ebene durch die Zivilgesellschaft unterstützt. Schwerpunkte sind hier die Bildungs- und Öffentlichkeitsarbeit sowie die Bewusstseinsbildung zu den internationalen Aspekten der 17 nachhaltigen Entwicklungsziele.
Besondere Förderschwerpunkte sind 2021 die Jubiläen „25 Jahre Köln-Bethlehem“ sowie „10 Jahre Köln-Rio de Janeiro“.

## Kultur und Sehenswürdigkeiten

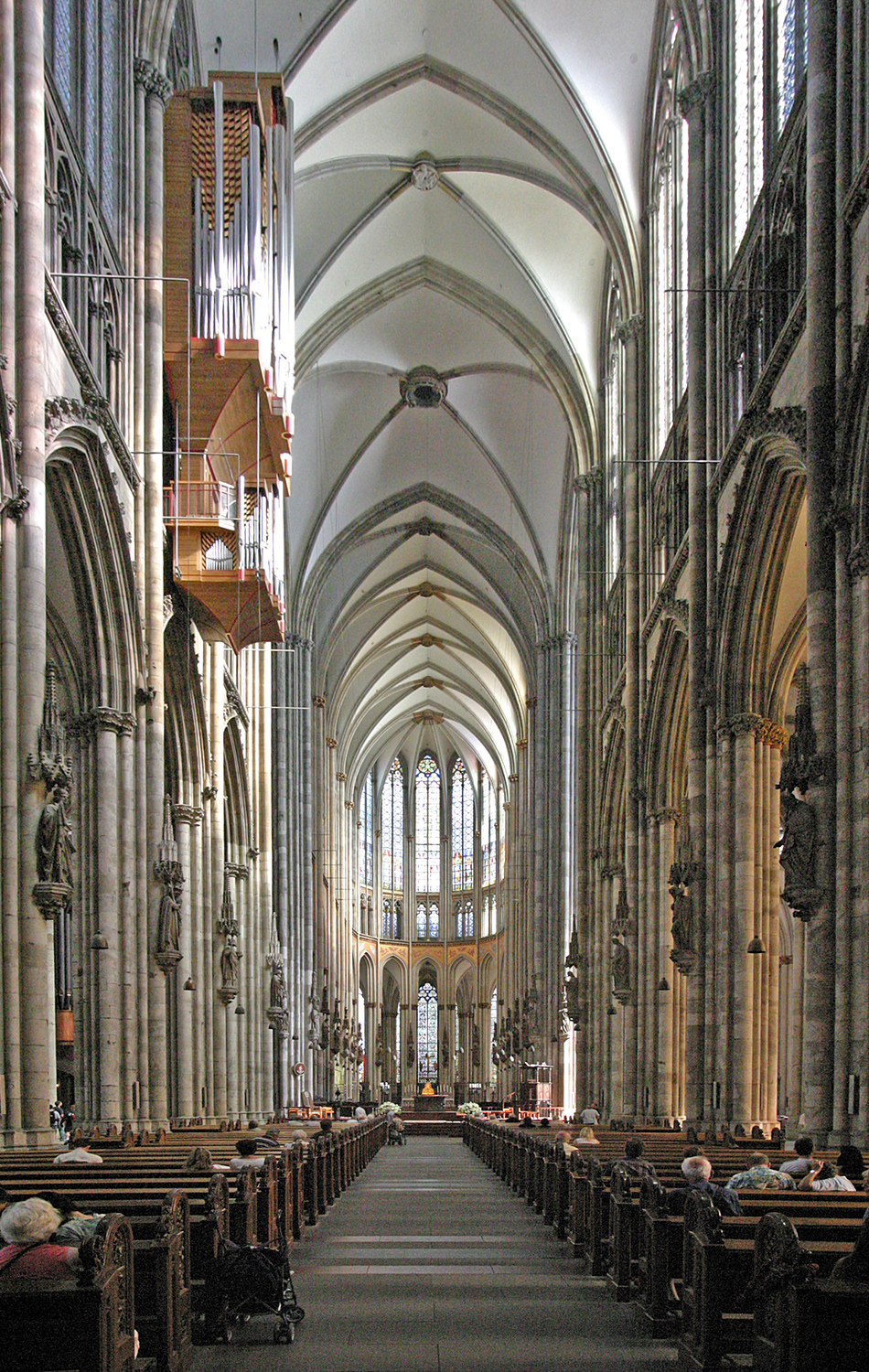
Innenansicht des Kölner Doms

Im Mittelalter wurde Köln zu einem bedeutenden kirchlichen und einem wichtigen künstlerischen und edukativen Zentrum. Der Kölner Dom beherbergt den Dreikönigenschrein, in dem angeblich die Reliquien der Heiligen Drei Könige aufbewahrt werden, daher die drei Kronen im Stadtwappen. Der Kölner Dom – 1996 zum UNESCO-Weltkulturerbe erklärt – ist das Wahrzeichen der Stadt und dient als inoffizielles Symbol. Köln wurde im Zweiten Weltkrieg schwer zerstört, heute ist die Stadt eine kulturelle Metropole mit vielen wichtigen Museen, Galerien und Kunstmessen sowie einer lebendigen Musikszene.
2012 wurde mit städtischen Mitteln nach längerer Vorbereitung die Akademie der Künste der Welt gegründet, die vorerst virtuell agierend und mit lokalen Institutionen und Initiativen zusammenarbeitend international hervorgetretene Künstler als Mitglieder beruft, die ihre Projekte dann in Köln realisieren können.

### Ausländische Kulturinstitute
Köln wurde nach dem Zweiten Weltkrieg als Standort einer Reihe von ausländischen Kulturinstituten ausgewählt. Das Haus des British Council von 1950 und das Amerika-Haus von 1954 haben ihre Aufgaben mittlerweile geändert. Das italienische, das französische und das japanische Kulturinstitut sind weiterhin in und über Köln hinaus aktiv. Das kleinere Belgische Haus fungiert als Kultur-Mittler.

### Stadtbild

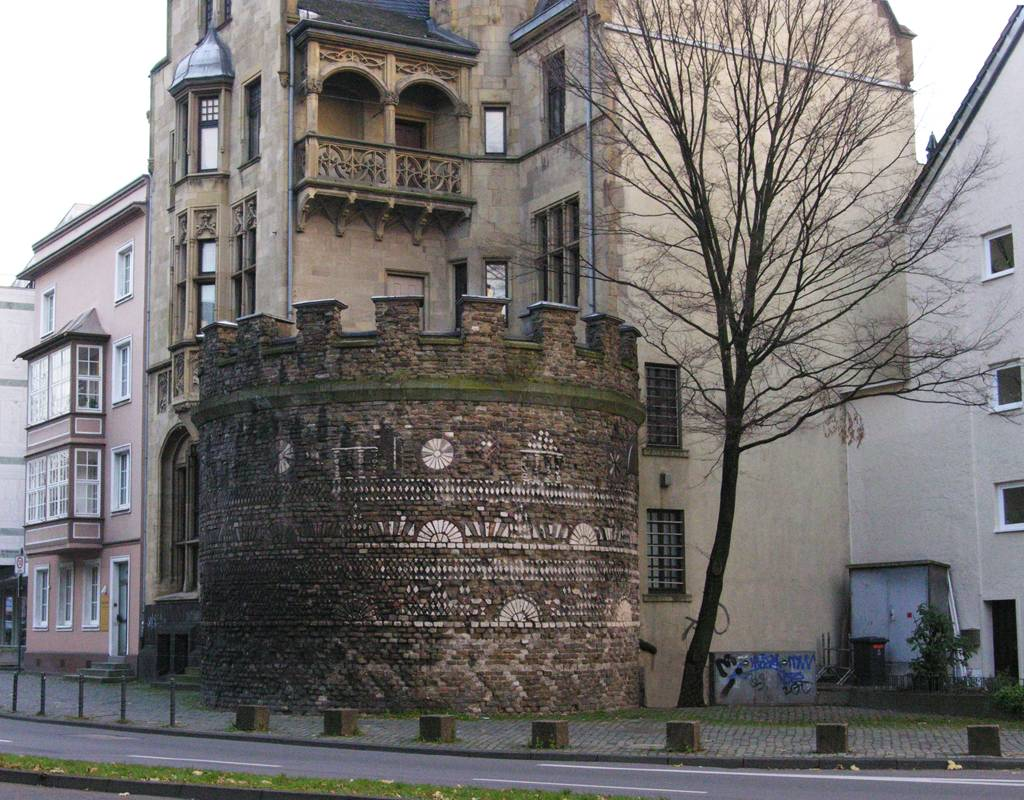
Römerturm

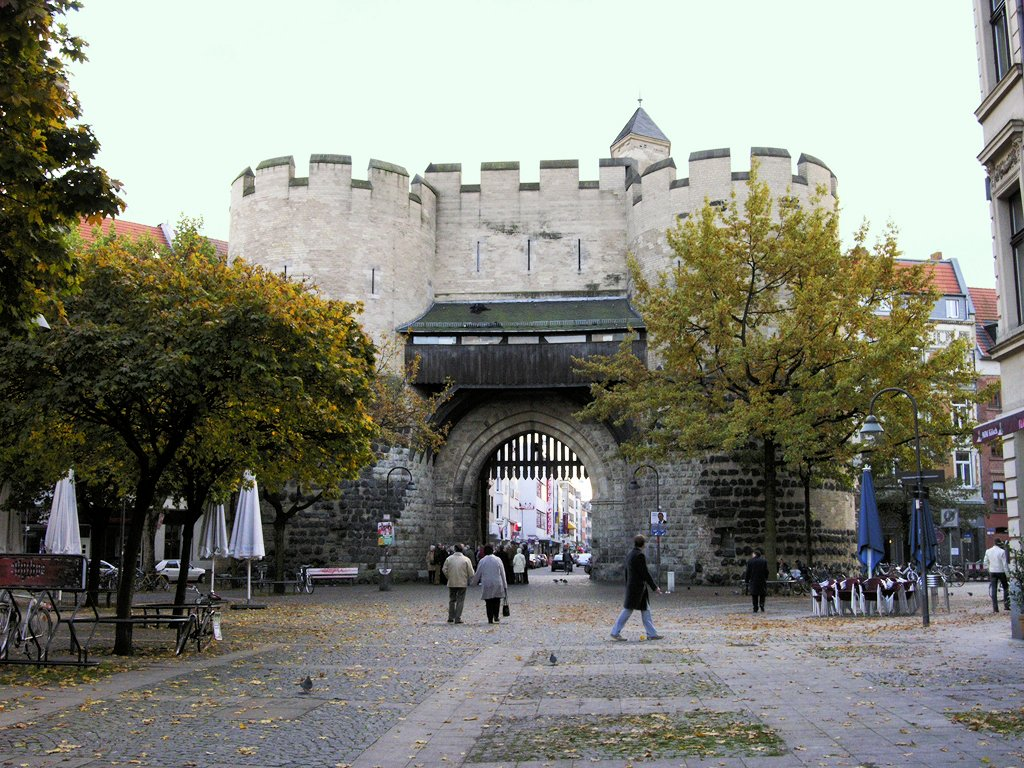
Eigelsteintorburg

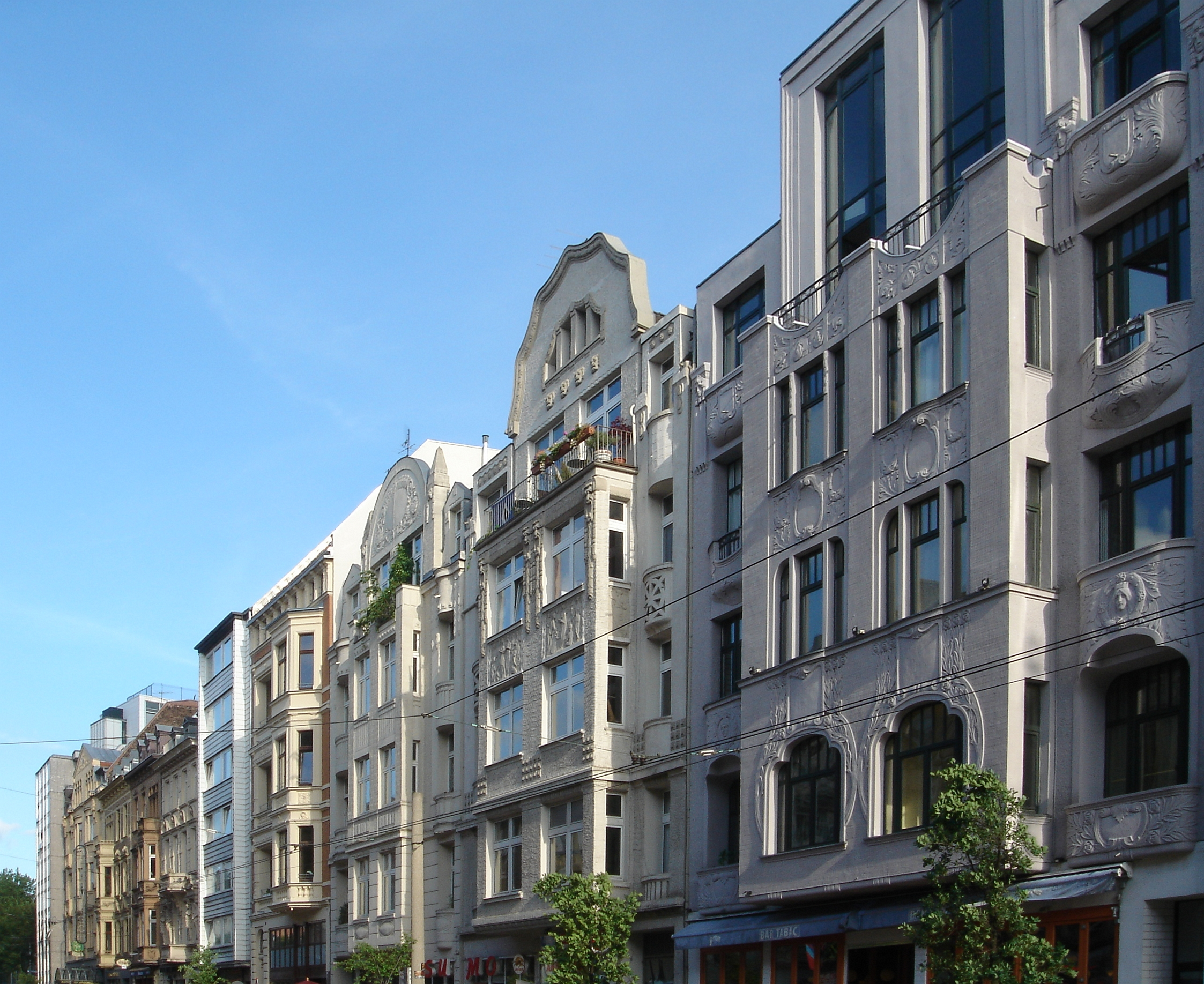
Jugendstilhäuser im Belgischen Viertel

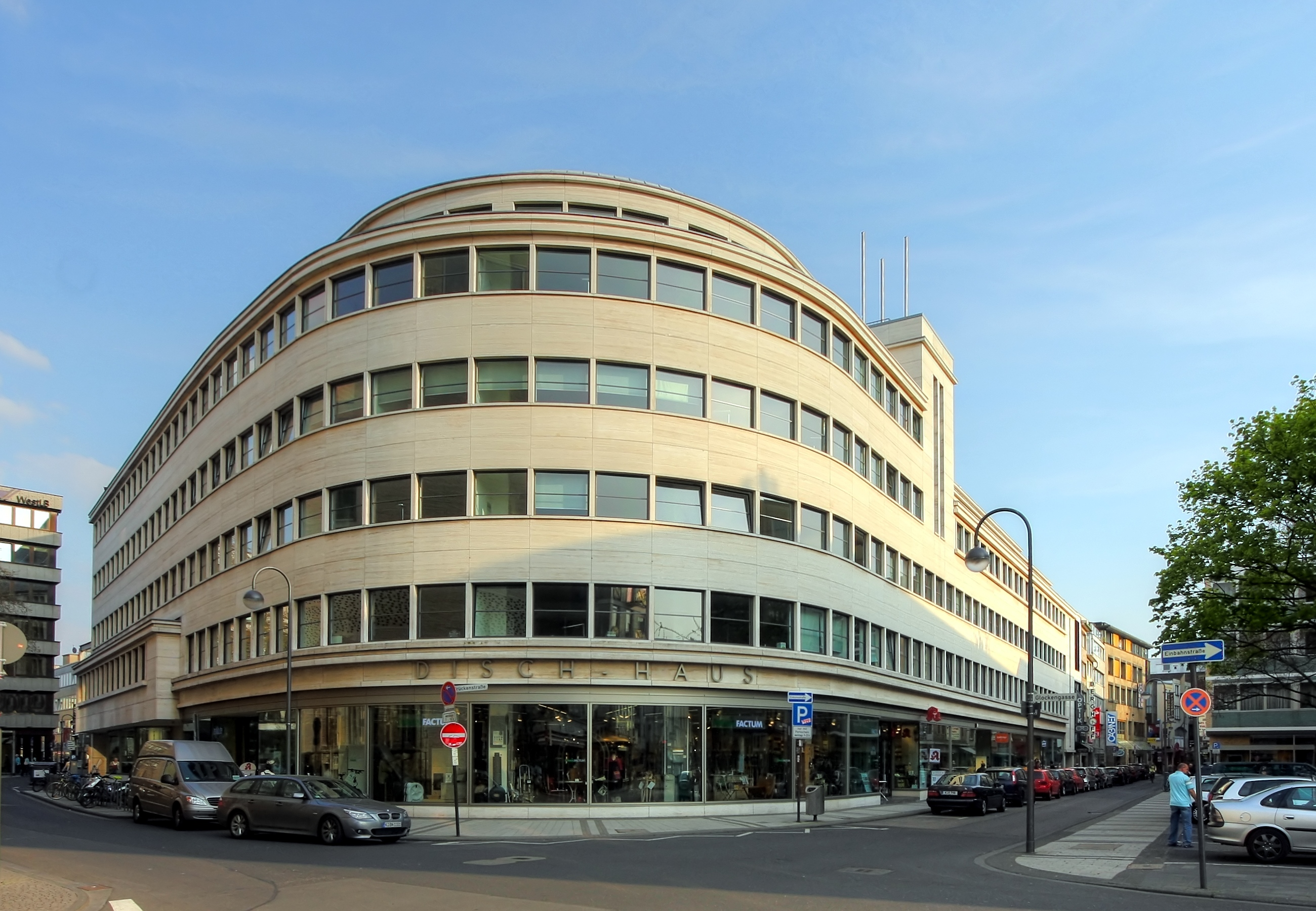
Das Disch-Haus

Die Altstadt Kölns und angrenzende Bereiche wurden durch Luftangriffe im Zweiten Weltkrieg zu 80 Prozent zerstört. Beim Wiederaufbau wurden zwar die Straßenverläufe und die historischen Straßennamen häufig beibehalten, die Bebauung erfolgte jedoch oft im Stil der 1950er-Jahre. Somit sind weite Teile der Stadt von Nachkriegsarchitektur und markanten Hochhäusern geprägt; dazwischen befinden sich einzelne Bauten aus der Vorkriegszeit, die erhalten geblieben oder aufgrund ihrer Bedeutung rekonstruiert worden sind. Insbesondere die meisten historischen Kirchbauten wurden weitgehend originalgetreu wiederaufgebaut. Das gesamte Stadtgebiet besteht zu etwa 25 % aus Gebäuden von vor 1945.

#### Römisches Köln
Köln ist eine der ältesten Städte Deutschlands. Der römische Feldherr Agrippa siedelte 19/18 v. Chr. den Stamm der Ubier am Rhein an und sorgte für eine Infrastruktur nach römischem Vorbild. Das antike Straßennetz hat teilweise noch bis heute Bestand. Aus dem römischen Cardo maximus wurde die Hohe Straße und der Decumanus maximus ist heute die Schildergasse. Reste römischer Bauwerke finden sich im gesamten Innenstadtbereich. Teilweise sind sie unterirdisch unter dem Kölner Rathaus oder in Parkhäusern und Kellern zugänglich. Darunter ist das sogenannte Ubiermonument, das älteste datierte Gebäude aus Stein in Deutschland. Oberirdisch sind Reste der römischen Stadtmauer, zum Beispiel der Römerturm, zu besichtigen.

#### Mittelalterliches Köln
Bedeutende mittelalterliche Profanbauten sind erhalten oder wieder aufgebaut worden: Beispiele sind das Rathaus, das Stapelhaus, der Gürzenich und das Overstolzenhaus, ältestes erhaltenes Wohngebäude der Stadt. Teile der mächtigen mittelalterlichen Stadtmauern sind ebenfalls erhalten, darunter mehrere Stadttore wie das Eigelsteintor und die Stadtmauer am Hansaring (neben dem früheren Standort des Stadtgefängnisses Klingelpütz), das Severinstor, das Hahnentor oder die Ulrepforte samt der Stadtmauer am Sachsenring und der „Weckschnapp“. Das malerische Martinsviertel besteht nur noch zum Teil aus mittelalterlicher Bausubstanz. Viele Gebäude wurden nach dem Zweiten Weltkrieg mehr oder weniger stilgerecht wieder aufgebaut.

#### Preußisches Köln
Am Römerturm 3 liegt das einzige noch erhaltene klassizistische Wohnhaus. Der erste Kölner Festungsring liegt in der gründerzeitlichen Neustadt und wurde Anfang des 19. Jahrhunderts errichtet. Auf Grund des massiven Bevölkerungswachstums der Stadt und der vergrößerten Artilleriereichweite wurde die Verteidigung Kölns in der zweiten Hälfte des 19. Jahrhunderts jedoch in die links- und rechtsrheinischen Vororte der Stadt verlegt, wo ein neuer moderner Festungsgürtel errichtet wurde. Die veralteten Forts in der Neustadt bestanden jedoch weiterhin und wurden erst nach dem Ersten Weltkrieg teilweise geschleift. Bis heute können noch viele der Forts besichtigt werden. Dazu zählen unter anderem das Fort I im Friedenspark, das Fort IV im Volksgarten oder das Fort X in der nördlichen Neustadt.
Die Neustadt ist eine ringförmig um die historische Altstadt angelegte Stadterweiterung, die sich von der abgebrochenen mittelalterlichen Stadtmauer bis zum inneren Festungsring erstreckt. Sie wurde ab 1881 bis etwa 1914 erbaut und war die größte ihrer Zeit in Deutschland. Einst war sie ein geschlossenes Ensemble mit allen Stilrichtungen vom Historismus über Jugendstil bis hin zum Expressionismus; erhebliche Kriegsschäden und Abrisswut in der Nachkriegszeit schmälerten ihren Charme. Dennoch lässt sich die ursprüngliche Gestalt der Neustadt in mehreren Vierteln noch gut nachvollziehen: Dazu zählen die Südstadt (Ubierring, Alteburger Straße – hauptsächlich Jugendstil), das Universitätsviertel (Zülpicher Straße, Rathenauplatz – hauptsächlich historisierende wilhelminische Häuser), die Patrizierhäuser im Belgischen Viertel (Aachener Straße, Lütticher Straße) und das Agnesviertel. Die Kirche St. Agnes, nach der das Viertel benannt wurde, ist ein Beispiel rheinischer Neugotik. Heute ist die Neustadt kein reines Wohngebiet mehr, sondern Zentrum verschiedener kultureller und geschäftlicher Aktivitäten (Mediapark, Galerien, Kneipenviertel etc.).
1914 investierte die Stadt fünf Millionen Mark in die Kölner Werkbundausstellung, bei der führende Architekten des Deutschen Werkbundes exemplarische und zeitgemäße Gebäude errichteten.

#### Zwischen den Weltkriegen
Unter dem damaligen Oberbürgermeister Konrad Adenauer entstanden in den 1920er-Jahren in Köln einige bedeutende Bauwerke. Das Messegelände (heute „Koelnmesse“) mit dem markanten Messeturm ist im Stil des Backsteinexpressionismus errichtet, wobei die Bauten über ein Skelett aus Stahlbeton verfügen und die ornamentale Fassade aus Blendklinkern besteht. Im selben Stil ist das Hansahochhaus am Innenstadtring gebaut worden. Zum Zeitpunkt des Richtfestes 1924 war es das höchste Haus Europas.
Adenauer ernannte 1926 den Künstler Richard Riemerschmid zum Gründungsdirektor der stadtkölnischen Kunsthochschule Kölner Werkschulen, einer Parallelgründung zum Bauhaus in Dessau.
Ein Beispiel für den Baustil der Neuen Sachlichkeit ist das Disch-Haus, die Universität wurde im Stil des Werkbundes bis 1929 errichtet. In den 1920er-Jahren erlebte der Siedlungsbau in Köln einen Höhepunkt: Ganze Stadtteile wie Zollstock und Höhenhaus wurden von Wohnungsbaugenossenschaften zumeist nach den städtebaulichen Idealen der Zeit und oft nach den Prinzipien der Gartenstadt errichtet.
In der Zeit der nationalsozialistischen Diktatur sollte Köln als Gauhauptstadt einen entsprechenden Rahmen erhalten: Geplant war der Abriss von Teilen der Altstadt und großen Teilen des Stadtteiles Deutz, um Platz für Aufmarschstraßen und ein gigantisches Gauforum auf der rechten Rheinseite zu schaffen. Das als erhaltenswert eingestufte Altstadtgebiet um Groß St. Martin wurde bis 1939 komplett saniert. Die Abrissarbeiten für die großzügig geplante Verkehrsschneise in West-Ost-Richtung konnte wegen des Krieges lediglich begonnen werden.

#### Nachkriegszeit und neue Entwicklungen

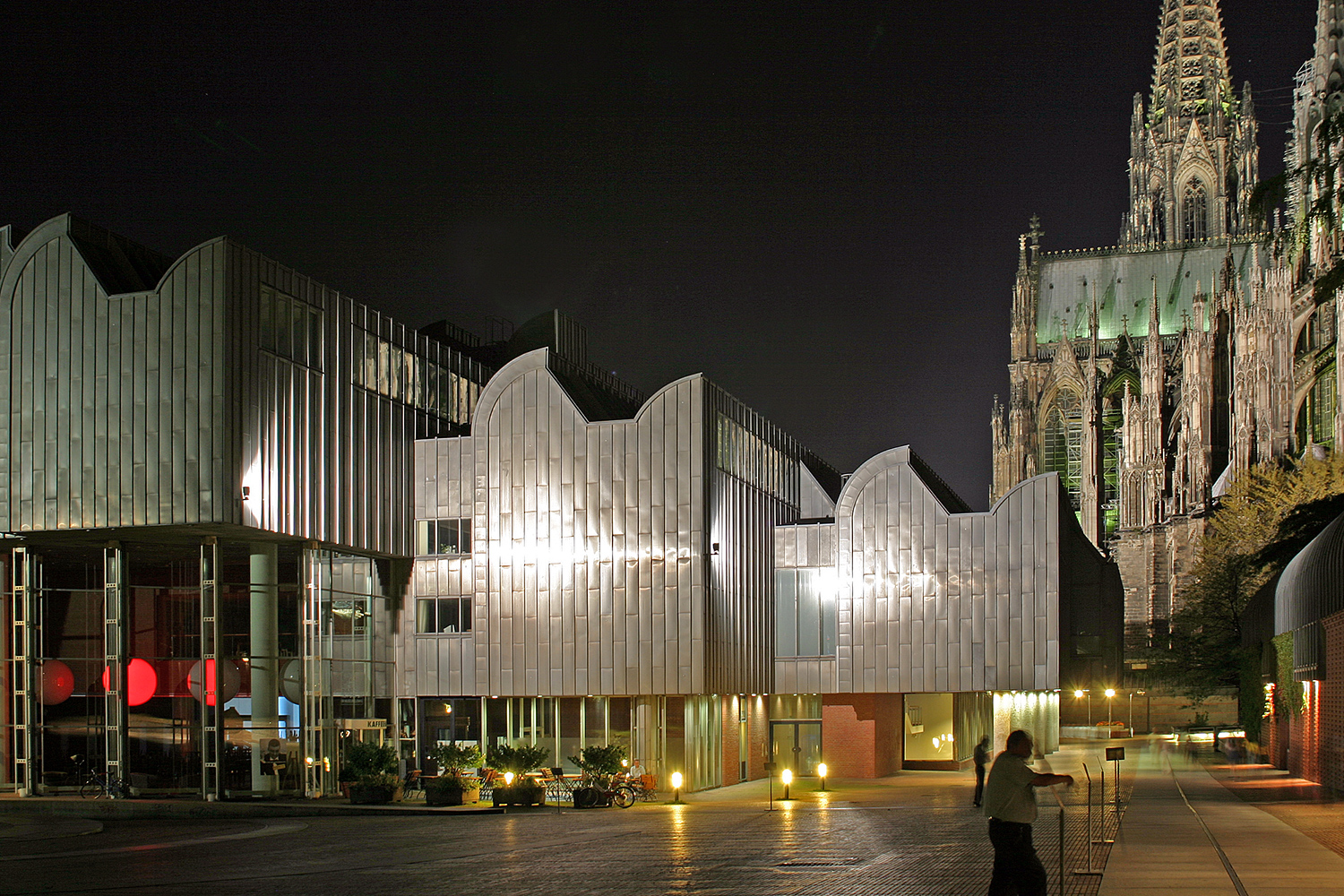
Museum Ludwig

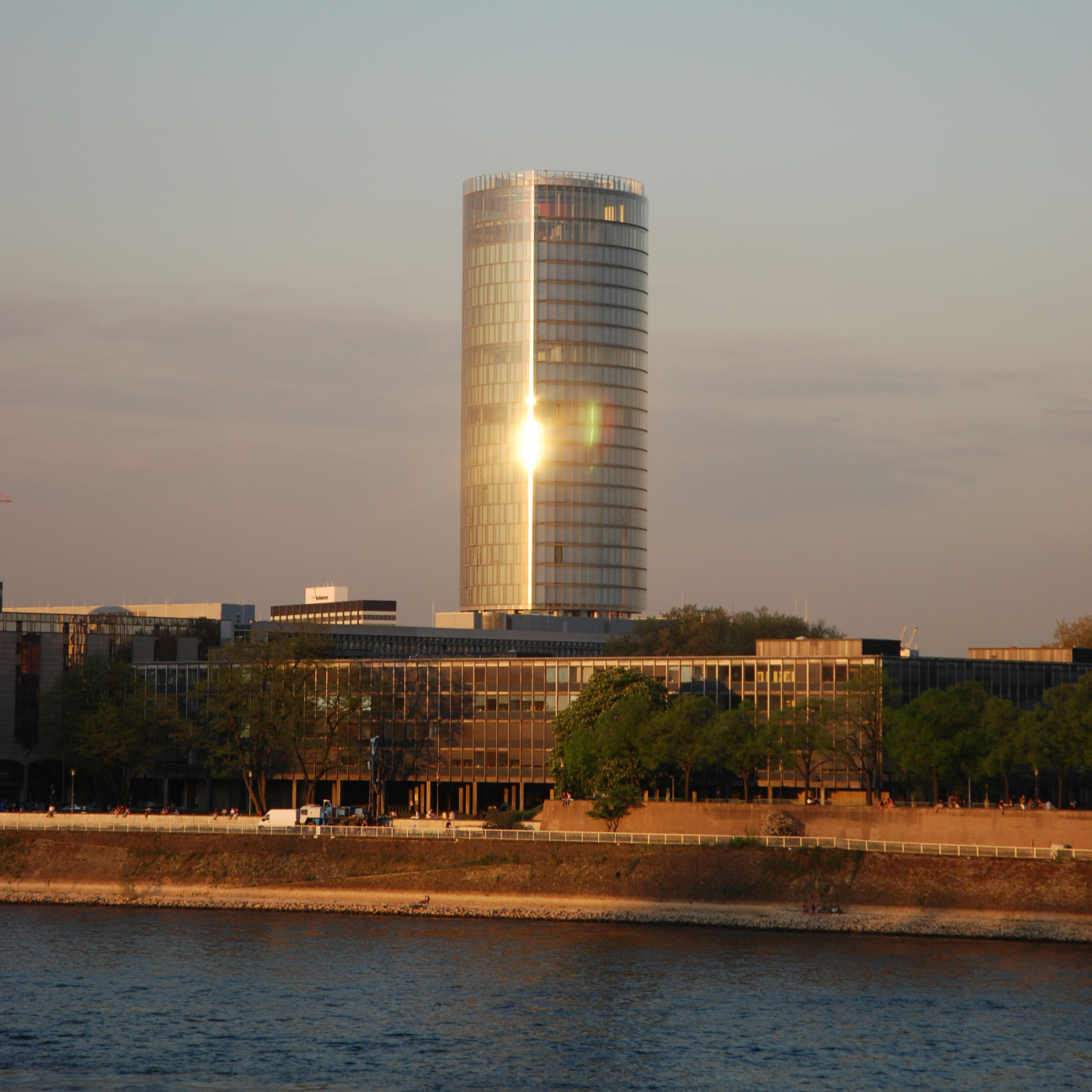
Kölntriangle bei Sonnenuntergang

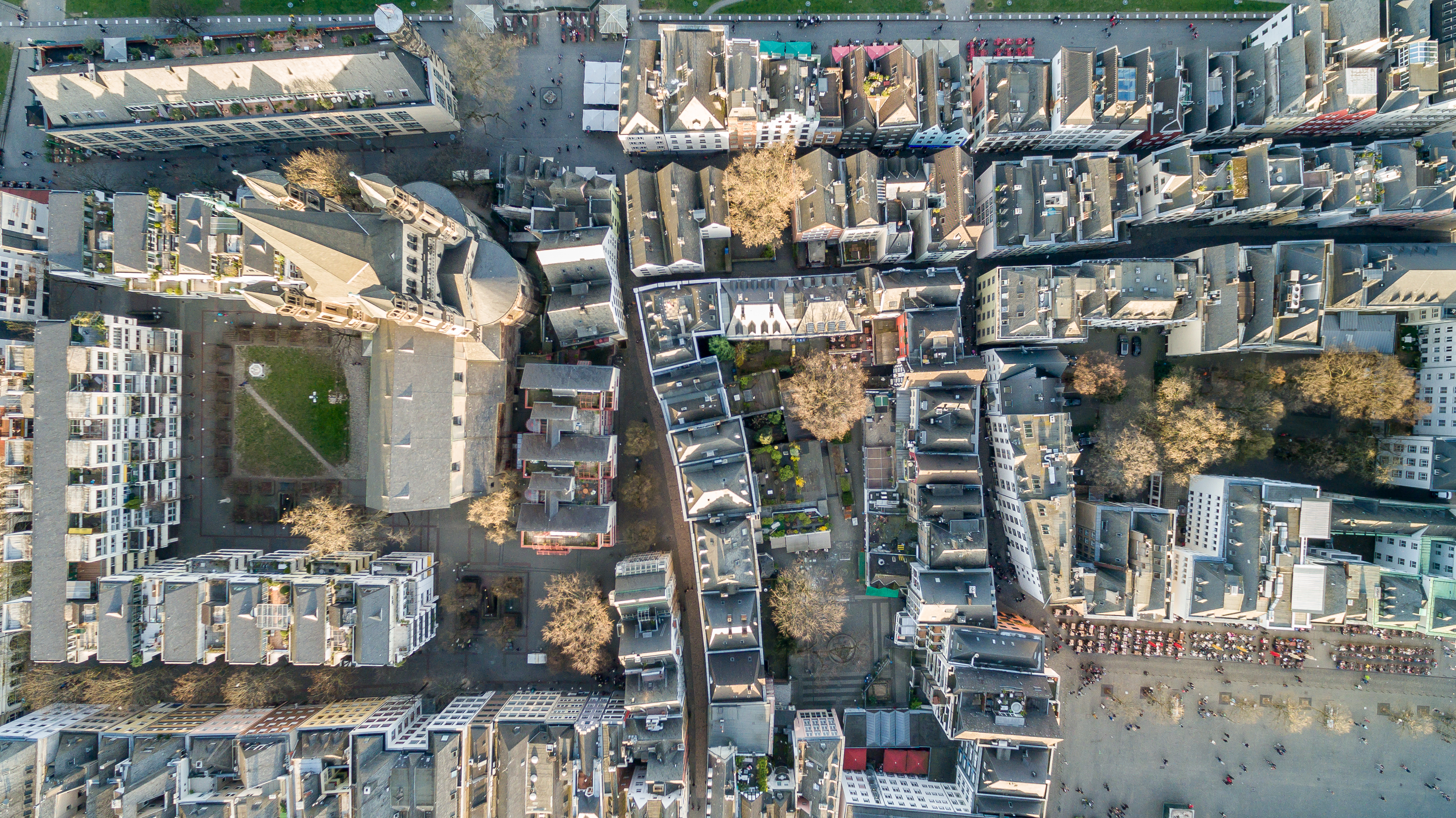
Luftbild der Kölner Altstadt (Martinsviertel)

Nachdem 1945 große Teile von Köln zerstört waren, übernahm die amerikanische, später die britische Militärregierung erste Schritte zur Wiedererrichtung der Stadt. Der vollständige autogerechte Neubau der Innenstadt wurde bald zugunsten einer Kompromisslösung aufgegeben, die das Straßennetz mit dem tradierten, schmalen Zuschnitt der Grundstücke beibehielt und breite Trassen durch die Innenstadt vorsah. Die Schaffung günstigen Wohnraumes stand im Vordergrund, so dass sich das Stadtbild des Nachkriegs-Köln durch architektonisch wenig interessante, hastig errichtete Mietshäuser häufig sehr gleichförmig darstellte.
Gleichwohl ragen aus dieser Zeit einzelne stilbildende und wegweisende Projekte heraus, die Köln in den 1950er-Jahren zu einem bedeutenden Ort des modernen Städtebaus machten. Zu erwähnen ist die Gestaltung des Domplatzes mit dem Blau-Gold-Haus, der von Wilhelm Riphahn gestaltete Komplex aus Oper und Schauspielhaus und die West-Ost-Achse, die bereits Ende der 1940er-Jahre mit lichten Pavillons und werksteinverkleideten Geschossbauten ausgestaltet wurde. Der Gebäudekomplex der Gerling-Versicherung war aufgrund seiner Formensprache aus den 1930er-Jahren dagegen sehr umstritten. 1967 wurde die Hohe Straße, eine bekannte Kölner Einkaufsstraße, als erste Straße in Köln in eine Fußgängerzone umgewandelt.
Die 1960er- und 1970er-Jahre bescherten Köln vor allem Architektur aus funktionalem Beton, die Schäden am Stadtbild verursachte, die teilweise bis heute nicht behoben werden konnten. Erst in den 1980er-Jahren besannen sich die Kölner wieder mehr auf Qualität: Nach dem Bau des Fernmeldeturmes Colonius wurde verstärkt die Aufwertung der Innenstadt betrieben. Das Museum Ludwig, die Kölner Philharmonie und der Rheinufertunnel verbinden die Stadt seit 1986 durch eine ansprechend eingerahmte Uferpromenade wieder mit dem Rhein; gleichzeitig wurde der Innenstadtring durch die teilweise Verlegung der Stadtbahn in Tunnel entlastet und 1987 in neuer Gestaltung eingeweiht.
In den 1990er-Jahren folgten der Mediapark auf dem Gelände des ehemaligen Güterbahnhofs sowie die KölnArena (heute Lanxess Arena) in Deutz. Der Rheinauhafen mit den markanten Kranhäusern, das Wallraf-Richartz-Museum und das Weltstadthaus sind Beispiele für die Umgestaltung der Innenstadt. In den ersten Jahren des neuen Jahrtausends entstand mit dem Kölntriangle im rechtsrheinischen Stadtteil Deutz ein neues Hochhaus mit einer Aussichtsplattform in 103 Metern Höhe.

#### Bedeutende Sakralbauten

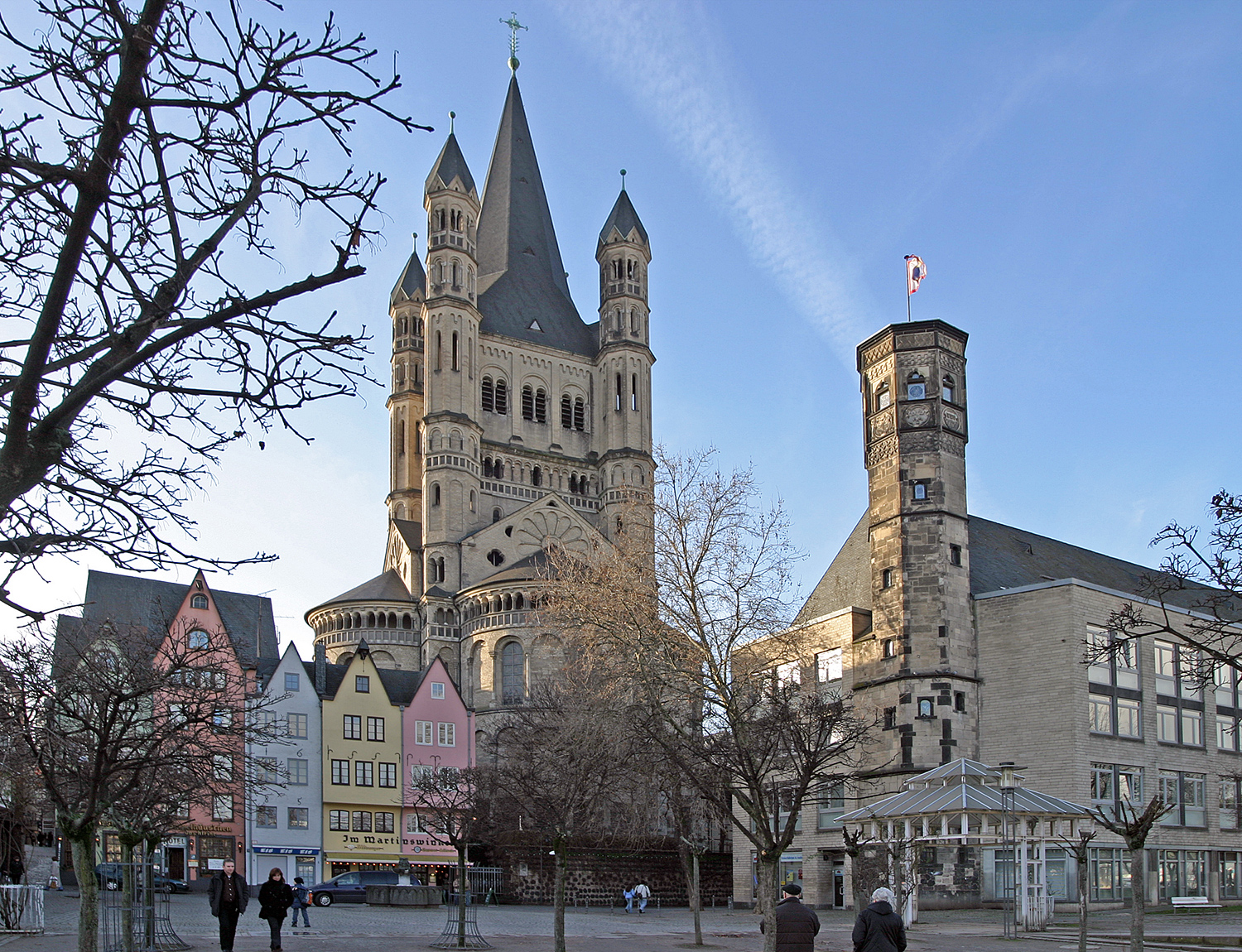
Groß St. Martin ist die größte und markanteste der romanischen Kirchen. Im Vordergrund die Rheinfront mit Stapelhaus.

Das hervorragendste Kölner Wahrzeichen ist der gotische Dom St. Petrus, einer der größten Kirchenbauten der Gotik. Bis zu seiner Vollendung vergingen etwa 600 Jahre; erst 1880 wurde er fertiggestellt. Hier sind die Reliquien der Heiligen Drei Könige aufbewahrt, die Köln zu einem Pilgerziel ersten Ranges machten. Sie sind im prunkvoll gestalteten Dreikönigenschrein (spätes 12. Jahrhundert bzw. erste Hälfte 13. Jahrhundert) im Chorraum des Domes aufbewahrt.

Kulturgeschichtlich nicht weniger bedeutsam sind die insgesamt zwölf großen romanischen Kirchen im Innenstadtbereich: St. Severin, St. Maria in Lyskirchen, Basilika St. Andreas, St. Aposteln, St. Gereon, St. Ursula, St. Pantaleon, St. Maria im Kapitol, Groß St. Martin, St. Georg, St. Kunibert und St. Cäcilien. Die meisten von ihnen wurden im Krieg schwer beschädigt, erst 1985 war die Wiedererrichtung abgeschlossen.
In der Innenstadt finden sich außerdem die gotischen Kirchen St. Peter und die Minoritenkirche sowie die Antoniterkirche und die Kartäuserkirche, weiter die Barockkirchen St. Mariä Himmelfahrt, St. Maria in der Kupfergasse, St. Maria vom Frieden und die Ursulinenkirche St. Corpus Christi. Die Protestanten durften in Köln erst ab 1802 öffentliche Gottesdienste feiern. Zu diesem Zweck bekamen sie von den Franzosen die gotische Antoniterkirche übereignet. Ähnlich verhält es sich mit der Kartäuserkirche, welche 1923 in evangelischen Besitz überging. Die in der Nähe des Heumarkts befindliche Trinitatiskirche ist die erste als solche errichtete evangelische Kirche im linksrheinischen Köln. Im Stadtteil Mülheim, das damals zum Herzogtum Berg gehörte, wurde allerdings bereits 1786 die Friedenskirche errichtet. Zwei Vorgängerbauten wurden zerstört. St. Engelbert in Köln-Riehl ist der erste moderne Kirchenbau Kölns.
Zwei Kirchenruinen sind noch im Stadtbild vertreten: Alt St. Alban in der Nähe des Rathauses mit einer von Käthe Kollwitz entworfenen Skulptur im ehemaligen Kirchenschiff und die Reste von St. Kolumba. Hier wurde in den 1950er-Jahren um eine erhalten gebliebene Marienfigur die Kapelle St. Maria in den Trümmern errichtet, die völlig zerstörte Kirche behielt nur provisorisch gesicherte Stümpfe der Umfassungsmauern. 2005 wurde auf diesen Ruinen das neue Diözesanmuseum von Peter Zumthor errichtet, dessen Neubau die Integration der Überreste deutlich betont.
In der Neustadt und den Vororten gibt es zahlreiche weitere Sakralbauten, unter anderem mehrere kleine romanische und gotische Kirchen sowie Beispiele für den modernen Kirchenbau. Besonders sehenswerte Bauten werden in den Artikeln der jeweiligen Stadtteile beschrieben.

#### Rheinbrücken und weitere Querungen des Flusses

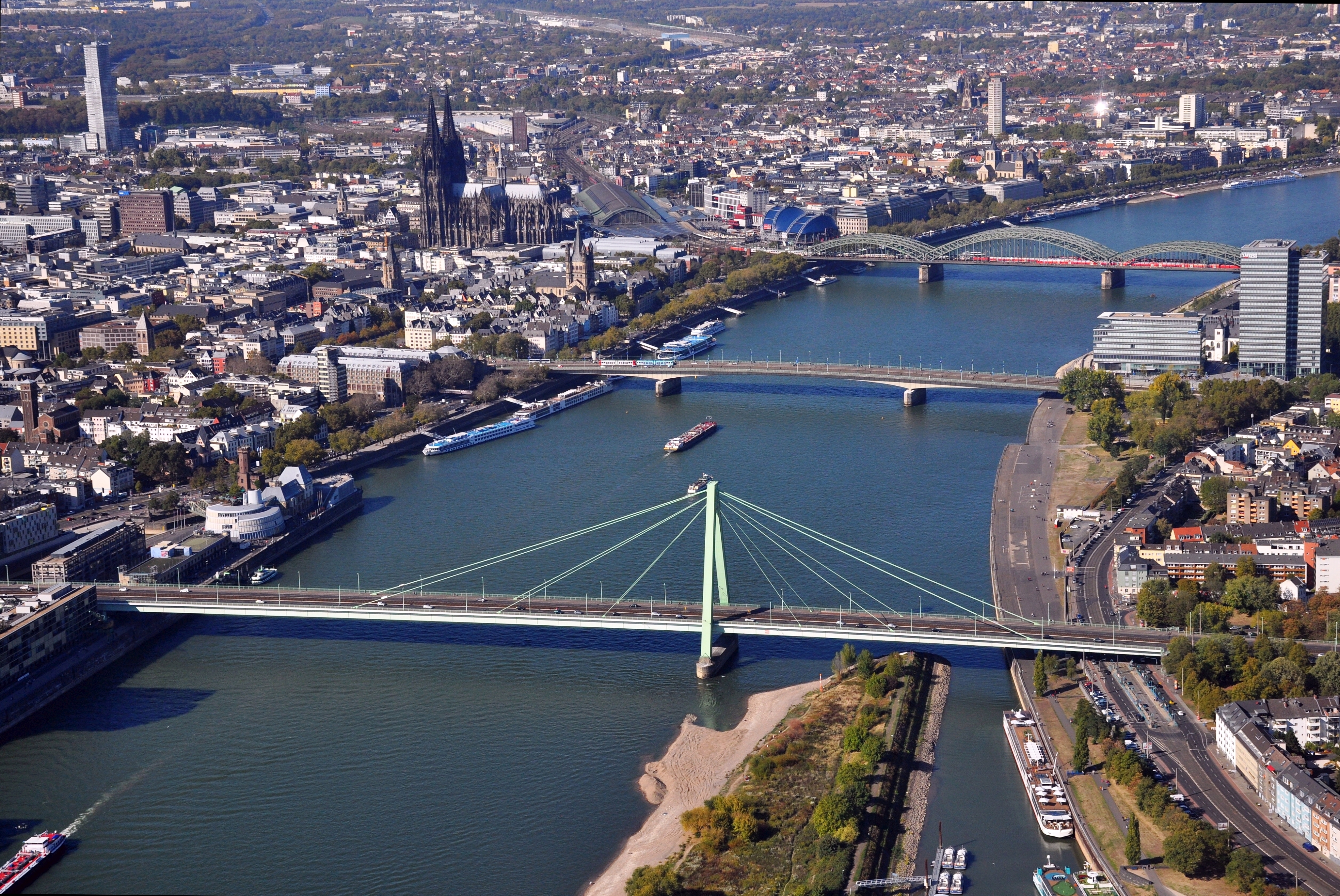
Blick von Süden: Severinsbrücke, Deutzer Brücke, Hohenzollernbrücke

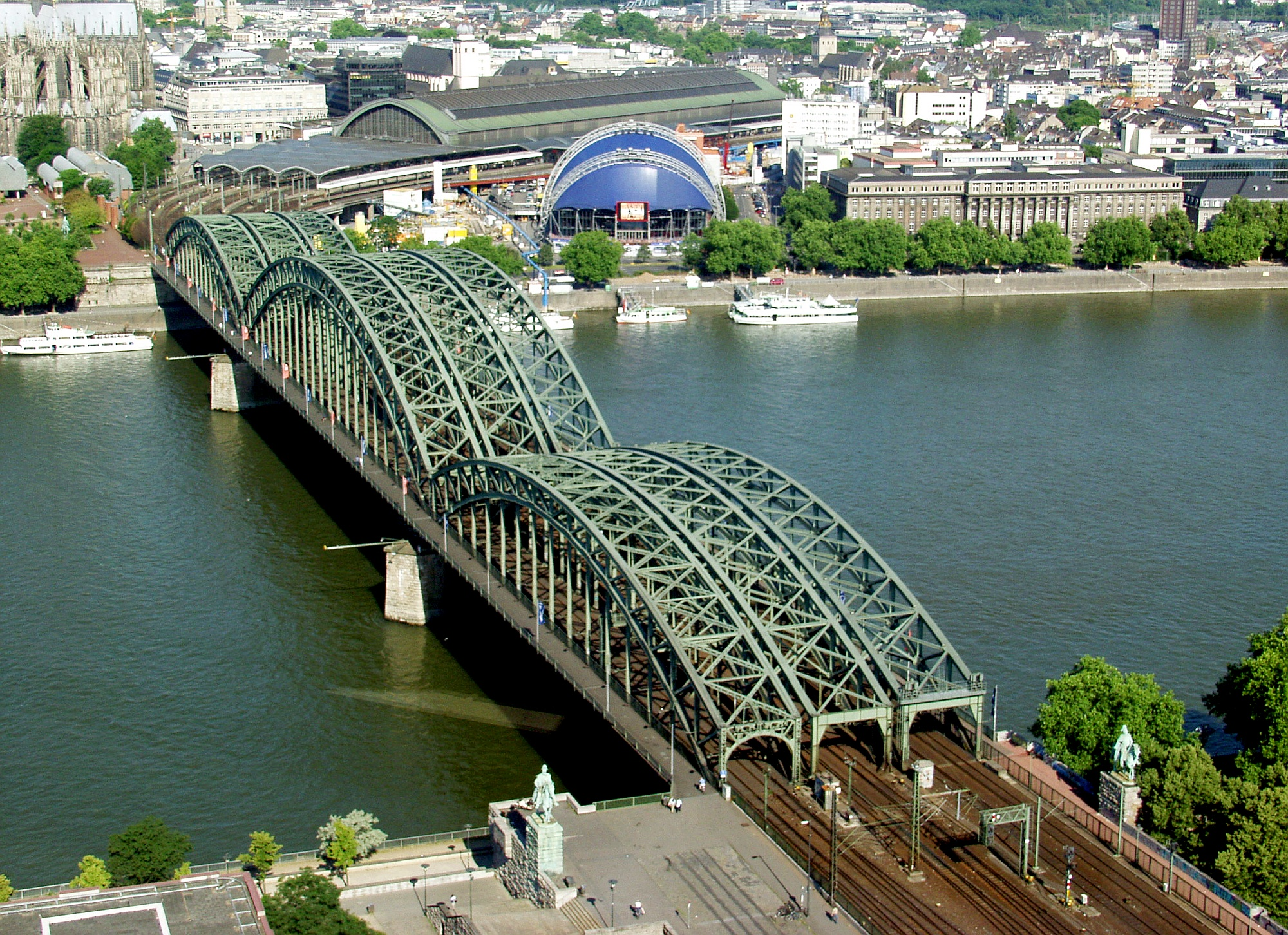
Blick vom Kölntriangle auf die Hohenzollernbrücke

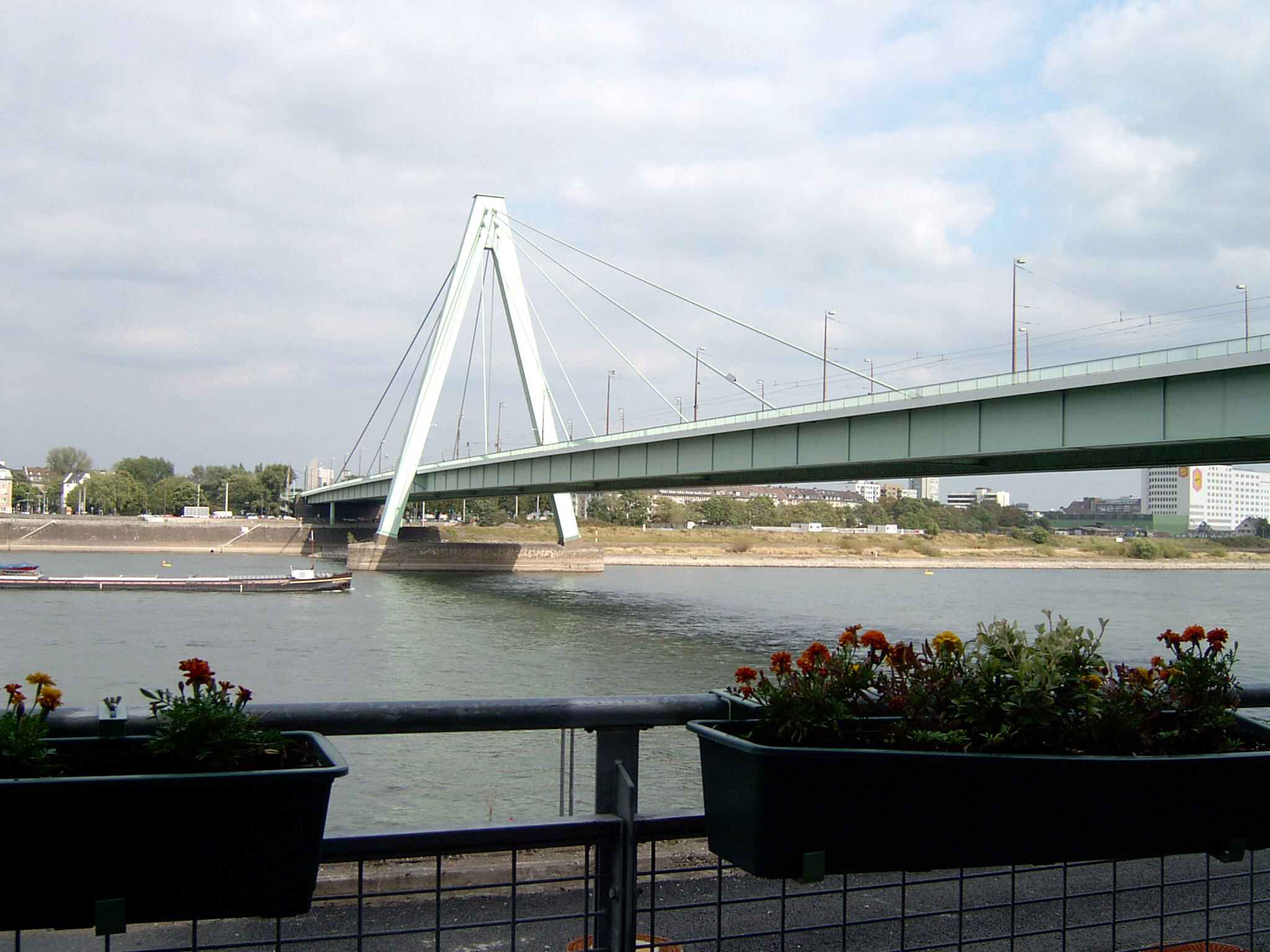
Severinsbrücke von Westen (Februar 2005)

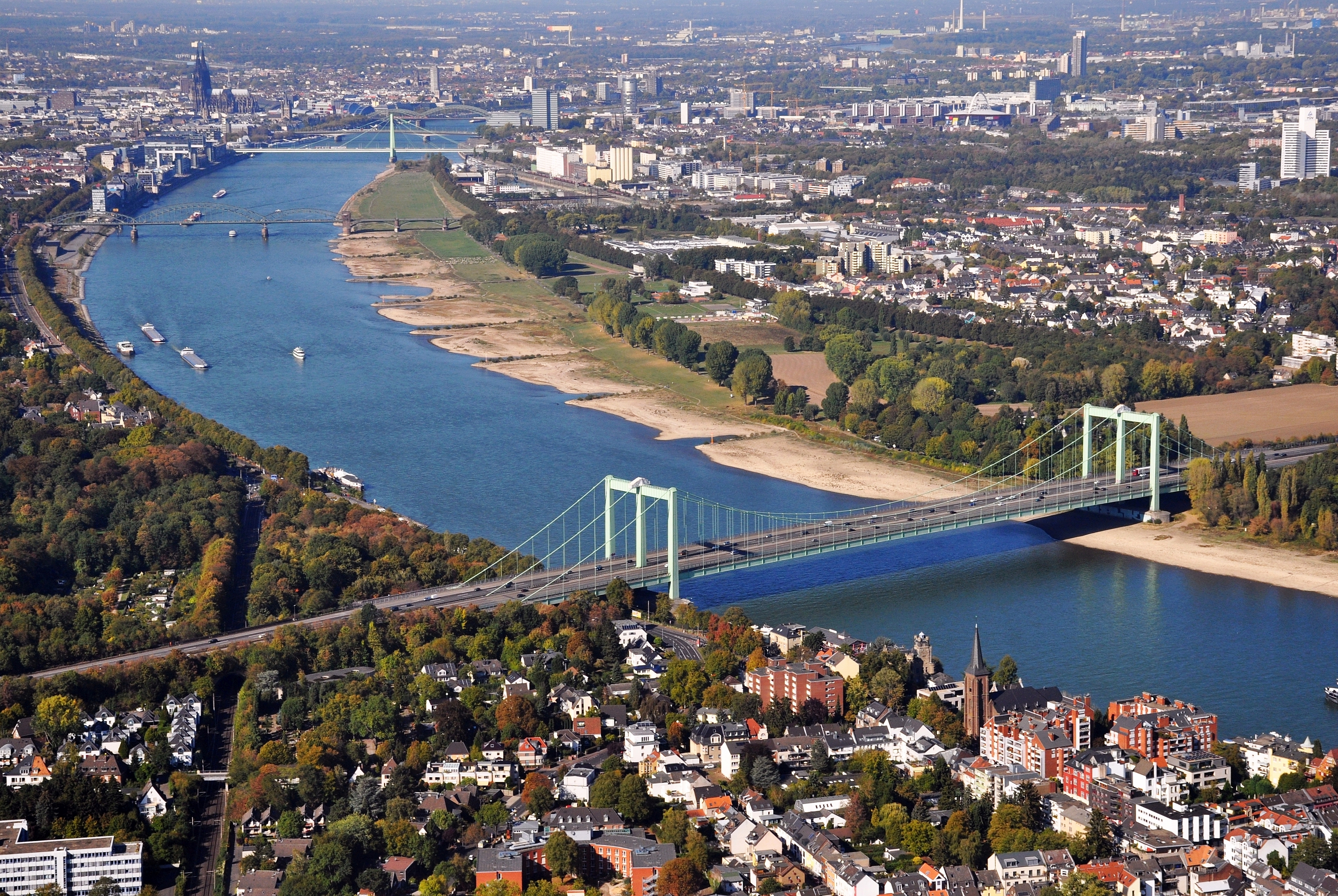
Rodenkirchener Autobahnbrücke, Poller Wiesen bei Niedrigwasser im Herbst 2018

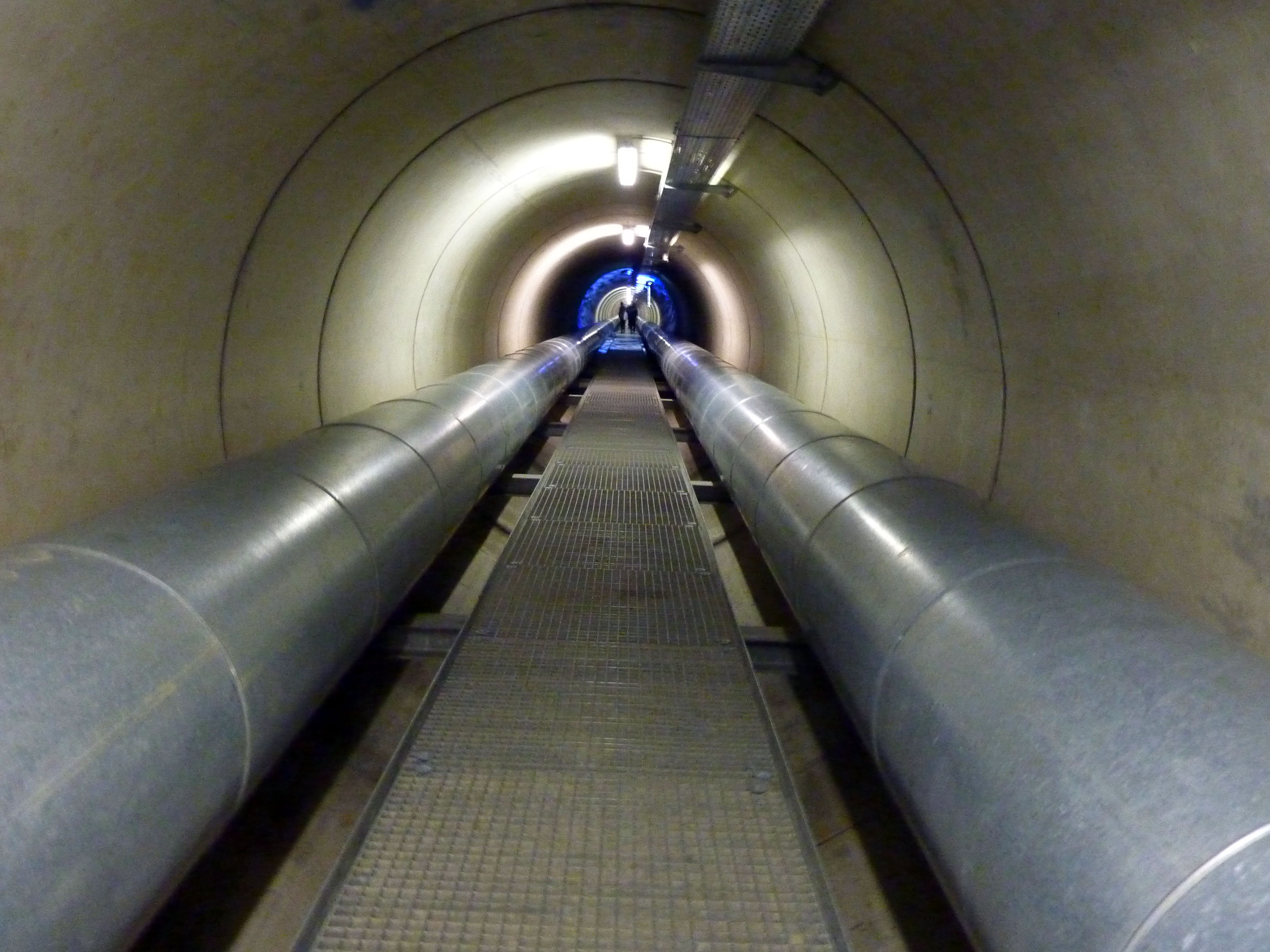
Fernwärmetunnel unter dem Rhein

Die erste Rheinbrücke in Köln, die Konstantinbrücke, wurde von den Römern 310 erbaut und zwei Jahrhunderte später von den Franken zerstört. Die Reste wurden wahrscheinlich um 960 entfernt. 1822 wurde eine Pontonbrücke zwischen Köln und Deutz und 1889 eine weitere zwischen Köln-Riehl und Mülheim errichtet. 1945 wurde nach den kriegsbedingten Zerstörungen aller Brücken als erste eine amerikanische Pontonbrücke zwischen Bayenthal und Poll errichtet. Sie wurde im Juni 1945 wieder abgebaut, nachdem zwischen Köln und Deutz neben der eingestürzten Hindenburgbrücke ein provisorischer Rheinübergang fertiggestellt wurde. Einen weiteren provisorischen Rheinübergang, eine Bailey-Brücke (Pattonbrücke), unterhielt die britische Armee über den Rhein 1946 bis 1951 in Höhe des Rheinparks. Die Brücke verlief genau an der Südseite der Bastei hinüber nach Deutz ein Stück nördlich des heutigen Tanzbrunnens, wenige Meter an den alten Messehallen vorbei mündete sie in den Auenweg ein. Es war die erste Nachkriegsbrücke mit freier Durchfahrt für den Schiffsverkehr.
Acht Brücken überspannen heute im Kölner Stadtgebiet den Rhein auf seiner Stromlänge von acht Kilometer durch die Stadt; davon sind zwei Eisenbahnbrücken und sechs Straßenbrücken:
- die Hohenzollernbrücke in der Achse des Domes ist eine der am meisten befahrenen Eisenbahnbrücken Europas,
- die Südbrücke entlastet die Hohenzollernbrücke vom Güterverkehr.

Zwei Autobahnbrücken verbinden die links- und rechtsrheinischen Teile des Kölner Autobahnrings:
- die Rodenkirchener Autobahnbrücke im Süden und
- die Rheinbrücke Leverkusen im Norden zwischen Köln-Merkenich und Leverkusen.

Charakteristisch für vier der acht Brücken im inneren Stadtgebiet ist die Anstrichfarbe, die die Bezeichnung Kölner Brückengrün erhielt. Im Jahre 1929 wurde diese spezielle Farbe vom damaligen Oberbürgermeister Konrad Adenauer beim Bau der Mülheimer Brücke durchgesetzt.
- die Deutzer Brücke war der erste Brückenneubau der Nachkriegszeit, nachdem die amerikanische Armee neben der im Zweiten Weltkrieg eingestürzten Hindenburgbrücke 1945 bis 1946 eine Pfahlbrücke über den Rhein gebaut hatte.[116]
- die Mülheimer Brücke ist ähnlich ihrem Vorkriegsmodell eine Hängebrücke nach Mülheim;
- die Severinsbrücke, eine Schrägseilbrücke von 1959,  bietet der Innenstadt ebenso wie
- die Zoobrücke weiter nördlich eine Anbindung an das rechtsrheinische Autobahnsystem.

Eine weitere Rheinquerung ist ein 1984 geschaffener, begehbarer, 470 Meter langer Fernwärmetunnel des Kölner Energieversorgers Rheinenergie, unter dem Rhein nördlich der Hohenzollernbrücke. Dieser Tunnel ist nicht allgemein zugänglich, jedoch werden gelegentlich Termine zur Besichtigung der Tunnelanlage angeboten.
Neben den Brücken bestehen in Köln drei Fährverbindungen über den Rhein:
- Autofähre von Köln-Langel nach Leverkusen[120]
- Personenfähre von Köln-Altstadt nach Messe/Rheinpark[121]
- Personenfähre von Köln-Weiß nach Porz-Zündorf[122]

#### Parks und Grünflächen

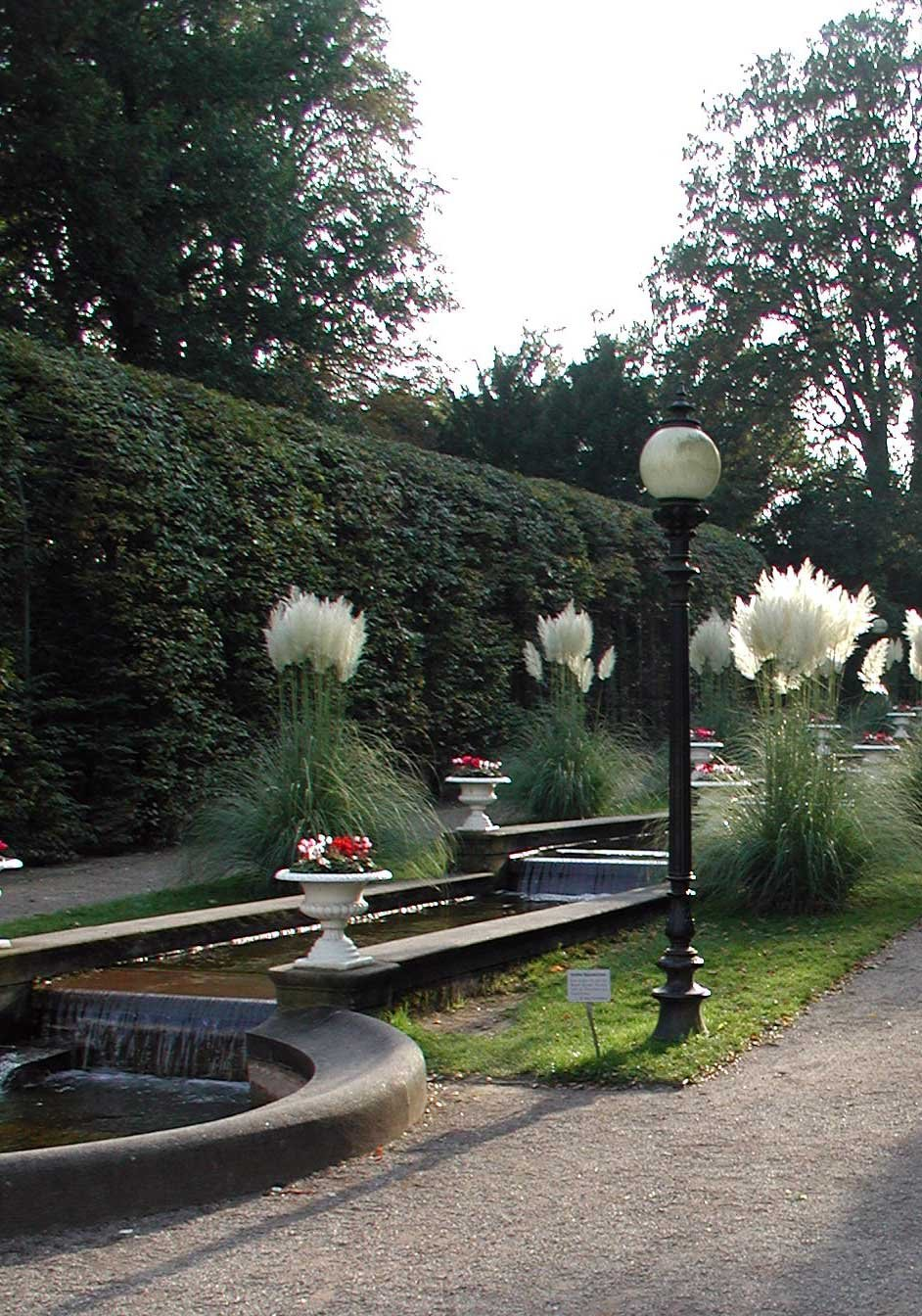
Wasserterrassen im Botanischen Garten Köln

Köln besitzt linksrheinisch zwei Grüngürtel – den Inneren und den Äußeren. Der Innere Grüngürtel ist sieben Kilometer lang, mehrere 100 Meter breit und hat eine Fläche von 120 Hektar. Die Festungsgürtel der Stadt mussten nach dem Ersten Weltkrieg im Rahmen der Versailler Verträge abgerissen werden, so dass hier diese große städtische Grünanlage entstehen konnte. Durch Aufschüttung von Trümmern des Zweiten Weltkrieges entstand im Inneren Grüngürtel der heute dicht bewachsene 25 Meter hohe Herkulesberg. Der Innere Grüngürtel beherbergt 25 Baumarten, Wiesen und mehrere Wasserflächen.
Der Äußere Grüngürtel ist auf dem Gelände des äußeren Festungsringes entstanden. Die zum Teil baumbestandene größte Kölner Grünanlage sollte ursprünglich fast die gesamte Stadt umschließen, was aus wirtschaftlichen Gründen nie realisiert wurde. Dennoch entstanden in den 1920er-Jahren 800 Hektar Grünfläche, unter anderem der Beethovenpark. Die Festungsanlagen auf der rechten Rheinseite wurden, wo möglich, in Grünanlagen umgewandelt.
Der fünf Hektar (ursprünglich elf Hektar) große Stadtgarten ist der älteste Park in Köln. Er wurde 1827/1828 als Landschaftspark angelegt und besitzt seit über 100 Jahren ein Restaurant mit Biergarten. Dort ist heute ein Jazzclub zu finden.
Im über 100 Jahre alten Volksgarten der Südstadt finden in der warmen Jahreszeit nächtelange Grill-Happenings statt, zu denen sich oft Trommler und andere Instrumentalisten einfinden. Klein- und Straßenkünstler sind hier zu finden. Der Park ist außerdem Ort für viele kulturelle Veranstaltungen, so werden beispielsweise in der Orangerie Theaterstücke aufgeführt.
Die auf einer Anhöhe gelegene Grünfläche am Aachener Weiher ist insbesondere bei Studenten ein beliebter Treffpunkt. Der sanfte Hügel entstand ebenfalls durch Aufschüttung von Trümmern des Zweiten Weltkriegs. Seit dem 7. August 2004 erinnert ein neuer Name an die Opfer des Krieges: Hiroshima-Nagasaki-Park. Köln ist seit 1985 Mitglied des internationalen Städtebündnisses gegen Atomwaffen, des so genannten „Hiroshima-Nagasaki-Bündnisses“.
Der Blücherpark im Stadtteil Bilderstöckchen und der Vorgebirgspark in Raderthal wurden beide, obwohl sehr unterschiedlich gestaltet, Anfang des 20. Jahrhunderts nach den Plänen des Gartenarchitekten Fritz Encke angelegt. Der Klettenbergpark in Köln-Klettenberg wurde zwischen 1905 und 1908 in einer ehemaligen Kiesgrube als Höhenpark angelegt. Der Fritz-Encke-Volkspark in Köln-Raderthal ist trotz der Verluste (teilweise Bebauung in den 1950er-Jahren) eine der bedeutendsten Anlagen der 1920er-Jahre.
Die mit der Stadterweiterung nach 1881 angelegte Ringstraße auf den ehemaligen Bollwerken vor der mittelalterlichen Stadtmauer war mit zahlreichen parkähnlichen Anlagen ausgestattet, so am Sachsenring, Kaiser-Wilhelm-Ring, Hansaring und Hansaplatz, Ebertplatz und Theodor-Heuss-Ring. Nach dem Zweiten Weltkrieg wurden die Anlagen verändert oder weitgehend entfernt, und nur der westliche Teil des Parks am Theodor-Heuss-Ring mit Weiher befindet sich noch fast im ursprünglichen Zustand.
Auf der rechten Rheinseite liegt der Rheinpark, das weitläufige Gelände der Bundesgartenschau 1957 und 1971 in Deutz, das durch die Rheinseilbahn mit den linksrheinischen Anlagen Zoo und Flora verbunden ist. Etwas weiter entfernt liegen die Groov in Zündorf sowie der Thurner Hof.
Im Kölner Norden befindet sich das Naherholungs- und Sportgebiet Fühlinger See. Es besteht aus sieben miteinander verbundenen Seen und einer Regattastrecke. Das Areal bietet sich zum Baden, Schwimmen, Tauchen, Angeln, Windsurfen, Kanufahren und Rudern an. Die U-förmig um die Regattastrecke verlaufende Straße wird häufig von Inline-Skatern genutzt.
Die Naherholungsgrünzonen am Rande Kölns werden durch einen Rundwanderweg, den Kölnpfad, dessen Etappen durch öffentliche Verkehrsmittel erreichbar sind, erschlossen und verbunden.
Der nahe gelegene Naturpark Rheinland jenseits der Ville dient ebenfalls der Stadtbevölkerung als Erholungsgebiet. Die Stadt gehört zu den Trägern des Naturparks.

#### Zoos und botanische Gärten
Der Kölner Zoo wurde 1859 erbaut, ist etwa 20 ha groß und beherbergt 700 Tierarten mit etwa 7000 Tieren. Besonders bekannt ist er für die vielen in den Jahren 2006 und 2007 geborenen Elefanten. Das neue Heim der Elefanten, der Elefantenpark, wurde 2005 mit Hilfe privater Spenden erbaut und hat etwa 15 Millionen Euro gekostet.
Im Kölner Stadtwald gibt es seit 1908 eine als Lindenthaler Tierpark bezeichnete Einrichtung wesentlich kleineren Umfanges.
Der Botanische Garten Kölns wird Flora genannt. Er ist in das European Garden Heritage Network eingebunden und 2004/2005 als herausragend in die Straße der Gartenkunst zwischen Rhein und Maas aufgenommen worden. Im äußeren Grüngürtel im Stadtteil Rodenkirchen liegt der Forstbotanische Garten mit seiner Landschaftsparkerweiterung, dem Friedenswald.

### Theater
Die Geschichte des Kölner Theaters hat ihre Wurzeln im Mittelalter. Im heutigen Köln sind zahlreiche Theater ansässig. Die Stadt ist Träger der „Bühnen der Stadt Köln“ mit Schauspielhaus und Oper Köln.
In der Stadt Köln gibt es zudem rund 60 professionelle freie und private Theater als Tourneetheater oder solche mit eigenen Spielstätten. Der Großteil der Theater ist in der „Kölner Theaterkonferenz e. V.“ organisiert, der auch die städtischen Bühnen angehören. Eine Besonderheit in der Kölner Theaterlandschaft ist die Initiative „JuPiTer“ (Junges Publikum ins Theater), in der Kindertheatermacher gemeinsam für die Stärkung des Kinder- und Jugendtheaters arbeiten. Die Kölner Theaterszene bildet das gesamte Spektrum vom Autorentheater über experimentelles Theater, Kabarett, klassisches Sprechtheater, Figurentheater, Märchenspiele, Performance, Tanztheater bis hin zum Volkstheater ab.
Bekannte Bühnen sind:
- Arkadaş Theater
- Artheater
- Atelier-Theater
- Casamax-Theater
- Cassiopeia Theater
- Comedia Theater
- Drama Köln
- Freies Werkstatt-Theater
- Gloria-Theater
- Hänneschen-Theater (Puppenspiele der Stadt Köln)
- Horizont-Theater
- Kölner Künstler-Theater
- Klüngelpütz Kabarett-Theater
- Millowitsch-Theater
- Piccolo Puppenspiele
- Senftöpfchen
- Studiobühne Köln
- Theater am Dom
- Theater am Sachsenring
- Theater der Keller
- Theater im Bauturm
- Theater im Hof
- Theater in der Filmdose
- Theater Tiefrot
- Theaterhaus Köln

### Musik

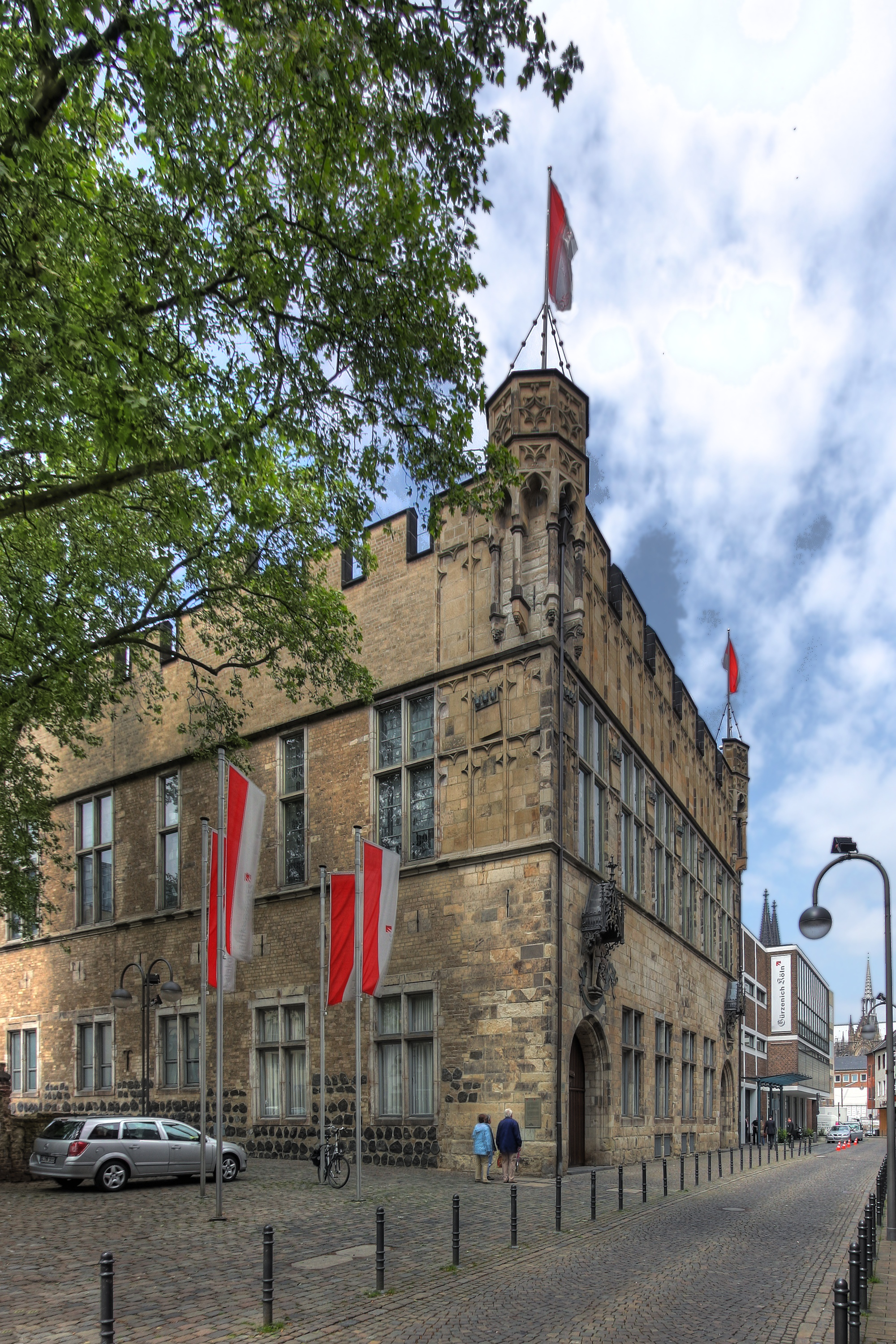
Der Kölner Gürzenich

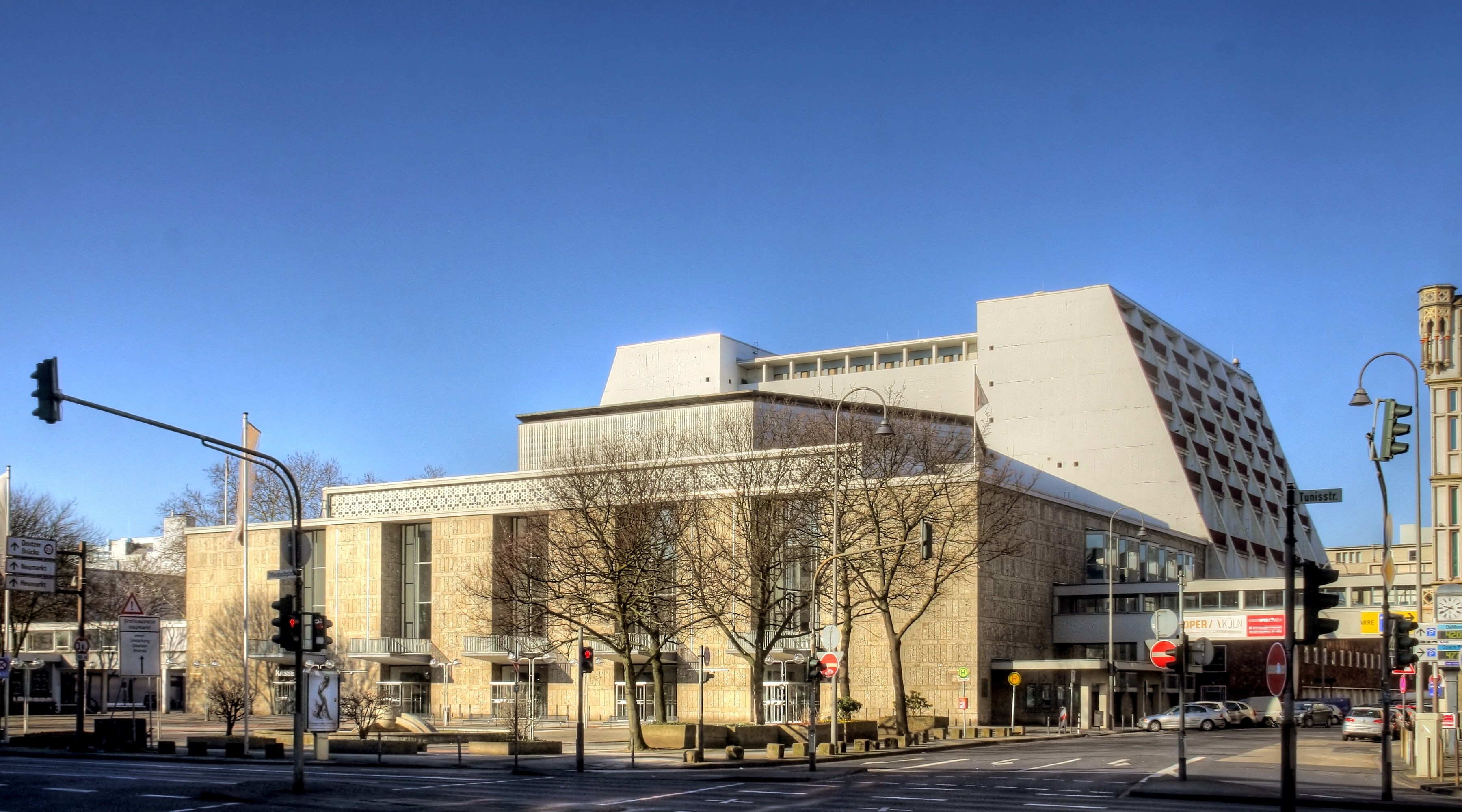
Opernhaus am Offenbachplatz (bis auf Weiteres geschlossen)

#### Sinfonie- und Kammerorchester
In Köln sind mehrere renommierte Sinfonie- und Kammerorchester zu Hause. Das Gürzenich-Orchester wurde 1857 anlässlich der Einweihung des gleichnamigen Kölner Konzertsaals als Nachfolgeorganisation der „Musikalischen Gesellschaft“ gegründet. Seit 1888 ist die Stadt Träger des Orchesters. Es spielt in der Oper Köln und gibt zahlreiche Konzerte, zum Beispiel in der Kölner Philharmonie. Bekannte Musikdirektoren des Orchesters waren Conradin Kreutzer, Hermann Abendroth und Günter Wand. Von 2003 bis 2014 war Markus Stenz Generalmusikdirektor des Gürzenich-Orchesters. Seit 2015 wird es von François-Xavier Roth geleitet.
Das zweite Sinfonieorchester ist das WDR-Sinfonie-Orchester; es wird seit 2010 von Jukka-Pekka Saraste geleitet. Dieses Orchester wurde 1945 als Nachfolgeeinrichtung des 1926 gegründeten Orchesters des Reichssenders Köln gegründet. An Kammerorchestern, teilweise mit hochspezialisiertem Repertoire und internationalem Renommee (Alte Musik), sind zu nennen: Camerata Köln (gegründet 1979), das Kölner Kammerorchester (gegründet 1923; 1976 bis 1986 als Capella Clementina, in der Nachfolge von Hermann Abendroth, Erich Kraack und Helmut Müller-Brühl hat seit 2013 Christoph Poppen die Leitung inne), Cappella Coloniensis (in Trägerschaft des WDR), Collegium Aureum (gegründet 1964, aufgelöst in den 1990er-Jahren), Concerto Köln (gegründet 1985) und Musica Antiqua Köln (gegründet 1973, aufgelöst 2006).

#### Chöre
Köln verfügt über eine reichhaltige Chorszene. Ein Dutzend Konzertchöre sind im Netzwerk Kölner Chöre organisiert, einer bundesweit einmaligen Lobbyorganisation.
- Bach-Verein Köln, gegründet 1931 von Heinrich Boell
- Gürzenich-Chor Köln, ältester Konzertchor Kölns, gegründet 1827 von Carl Leibl
- Kartäuserkantorei Köln, gegründet 1970 von Peter Neumann
- Kölner Kantorei, gegründet 1968 von Volker Hempfling
- Kölner Kurrende, gegründet 1970 von Elke Mascha Blankenburg
- Oratorienchor Köln, gegründet 1957 von Gerhard Bork
- Philharmonischer Chor Köln, gegründet 1947 von Philipp Röhl
- Rheinischer Kammerchor, gegründet 1962 von Hermann Schroeder
- Rodenkirchener KammerChor, gegründet 1975 von Anselm Rogmans

Die Kölner Dommusik besteht aus vier Chören. Dem Kölner Domchor (Knabenchor), dem Mädchenchor am Kölner Dom, der Domkantorei Köln und dem Vokalensemble Kölner Dom.
Der Kölner Jugendchor Sankt Stephan wurde 1984 gegründet und zählt zu den größten und erfolgreichsten Jugendchören Deutschlands.
Der Kölner Männer-Gesang-Verein mit seinen rund 190 aktiven Sängern ist über die Stadtgrenzen hinaus bekannt.
Außerdem gibt es in Köln eine sehr vielfältige Szene von „freien“, also nicht als klassischer Konzertchor organisierten oder an Kirchengemeinden gebundenen Chören, die sehr unterschiedliche Hintergründe und Schwerpunkte haben.

#### Musikschulen
Die Rheinische Musikschule bietet an mehreren Standorten in Köln Musikunterricht an. Darüber hinaus tragen die Hochschule für Musik und Tanz Köln als Europas größte Musikhochschule sowie das Musikwissenschaftliche Institut der Universität zu Köln erheblich zum musikalischen Leben der Stadt bei.

#### Spielstätten
Laut der Clubstudie 2021 der Initiative Musik hat Köln nach München und Hamburg und vor Berlin die dritthöchste Musikspielstätten-Dichte der vier größten Städte Deutschlands.
Eine wichtige Spielstätte für Musik ist die Kölner Philharmonie mit einem breiten Spektrum von klassischer Musik über Musik der Gegenwart bis hin zu Jazz und populärer Musik. Die Lanxess Arena, das E-Werk in Köln-Mülheim, das Palladium und die Live Music Hall sind neben dem Tanzbrunnen im Rheinpark (Freilichtbühne) weitere vielbesuchte Veranstaltungsorte.
In den Sendesälen des Westdeutschen Rundfunks und des Deutschlandfunks finden regelmäßig Konzerte statt. Der WDR unterhält neben dem oben erwähnten Sinfonieorchester auch eine Big Band, die als eine der besten Big Bands Europas gilt. Das Jazzhaus im Stadtgarten hat ein reichhaltiges Programm der aktuellen Spielarten des Jazz und der Weltmusik; im Loft wird insbesondere die improvisierte Musik gepflegt. Im alten Ballsaal des mittelalterlichen Köln, dem Gürzenich, wird ebenfalls Musik aufgeführt.

#### Kölsche Musik
Eine feste Größe in Köln ist die durch den Karneval geprägte Volksmusik. Sie wird fast durchgängig in Mundart gesungen, also auf Kölsch. Dabei variieren die Stilrichtungen von Schlager über Pop und Hip-Hop bis hin zu Karnevalsliedern. In jüngerer Vergangenheit hat sich eine A-cappella-Szene gebildet.
Eine Variante der kölschen Musik ist der Kölschrock, der vor allem durch BAP geprägt wurde und dem Gruppen wie Brings oder Kasalla entsprangen.
Einige Künstler, die sich um die Kölner Musikszene verdient gemacht haben, waren zum Beispiel Willi Ostermann und Willy Schneider und sind gegenwärtig beispielsweise die Bläck Fööss, Höhner, Paveier oder Wise Guys. Köln ist auch der Heimatort der 1968 gegründeten Krautrock-Band Can, die im Laufe der 1970er-Jahre zu einer der international einflussreichsten deutschen Rockbands wurde.

#### Elektronische Musik
Seit den frühen 1950er-Jahren war Köln ein Zentrum moderner elektronischer Musik. Insbesondere das seit seiner Gründung 1951 von Herbert Eimert geleitete „Studio für elektronische Musik“ war als erstes seiner Art weltweit von internationalem Rang, neben Karlheinz Stockhausen, der das Studio seit 1963 leitete, arbeiteten hier beispielsweise Pierre Boulez, Mauricio Kagel, Pierre Henry und Pierre Schaeffer.
In den 1990er-Jahren blühte in Köln die elektronische Musik erneut auf, diesmal jedoch unter weniger akademischen Vorzeichen. Ausgehend von Techno, Intelligent Dance Music und unter Rückgriff auf populärmusikalische Avantgardegenres wie Industrial, Noise, Ambient, Krautrock, Free Jazz und Free Improv etablierte sich unter dem Stichwort Sound of Cologne ein breitgefächertes Spektrum moderner elektronischer Musik, das international erfolgreich war. Musiker und Bands wie Wolfgang Voigt, Whirlpool Productions und Mouse on Mars waren die bekanntesten Vertreter dieser Strömung, die allerdings stilistisch uneinheitlich und eher ein soziales Phänomen war. Bedeutende Labels des Sound of Cologne sind zum Beispiel Kompakt oder A-Musik.
Das Bootshaus in Deutz ist ein Club im Bereich der elektronischen Tanzmusik. Gegründet als Techno-Club namens Warehouse, ist es seit Anfang des Jahrtausends Heimat für weltweit bekannte Künstler aller EDM-Genres wie Hardwell, Tiësto und Armin van Buuren.

### Literatur

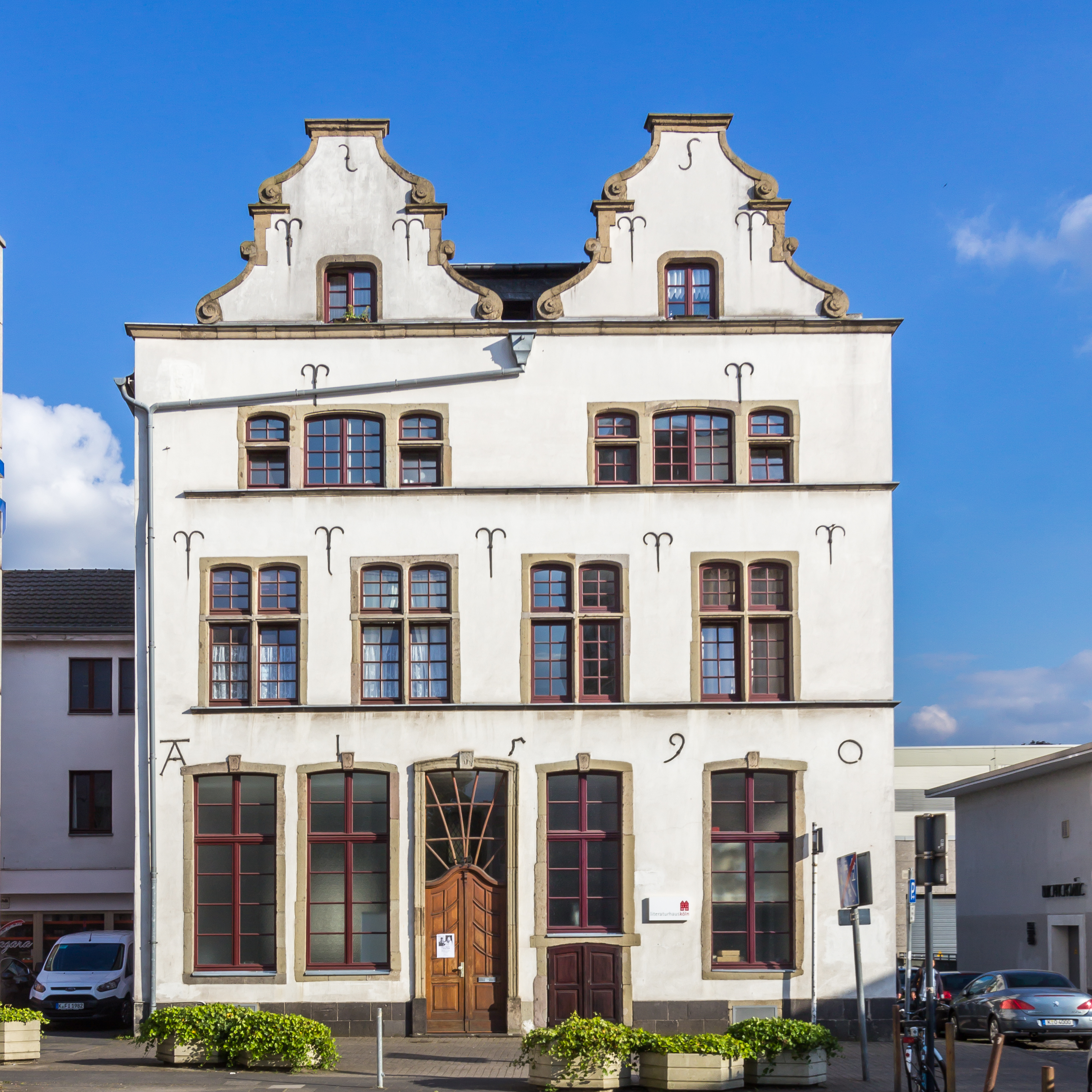
Literaturhaus Köln

### Bildende Kunst
Die Stadt ist ein wichtiges internationales Kunstzentrum. Mit der Art Cologne beherbergt sie die älteste Kunstmesse der Welt, die heute zu den weltweit wichtigsten Kunstmessen gehört. Das Wallraf-Richartz-Museum für klassische und das Museum Ludwig für moderne Kunst genießen internationalen Ruf. Weiterhin gibt es unter anderem Museen für mittelalterliche Kunst, ostasiatische Kunst und Kunstgewerbe (siehe Abschnitt Museen). Der 1839 gegründete Kölnische Kunstverein bietet der Gegenwartskunst Förderung und Ausstellungsfläche. Über 100 Galerien und Kunsthändler sind vor Ort, z. B. das Kunsthaus Lempertz, die Galerien Karsten Greve, Boisserée und Jablonka. Einige renommierte Künstler wohnen in Köln, etwa Gerhard Richter, Rosemarie Trockel und HA Schult.

### Museen

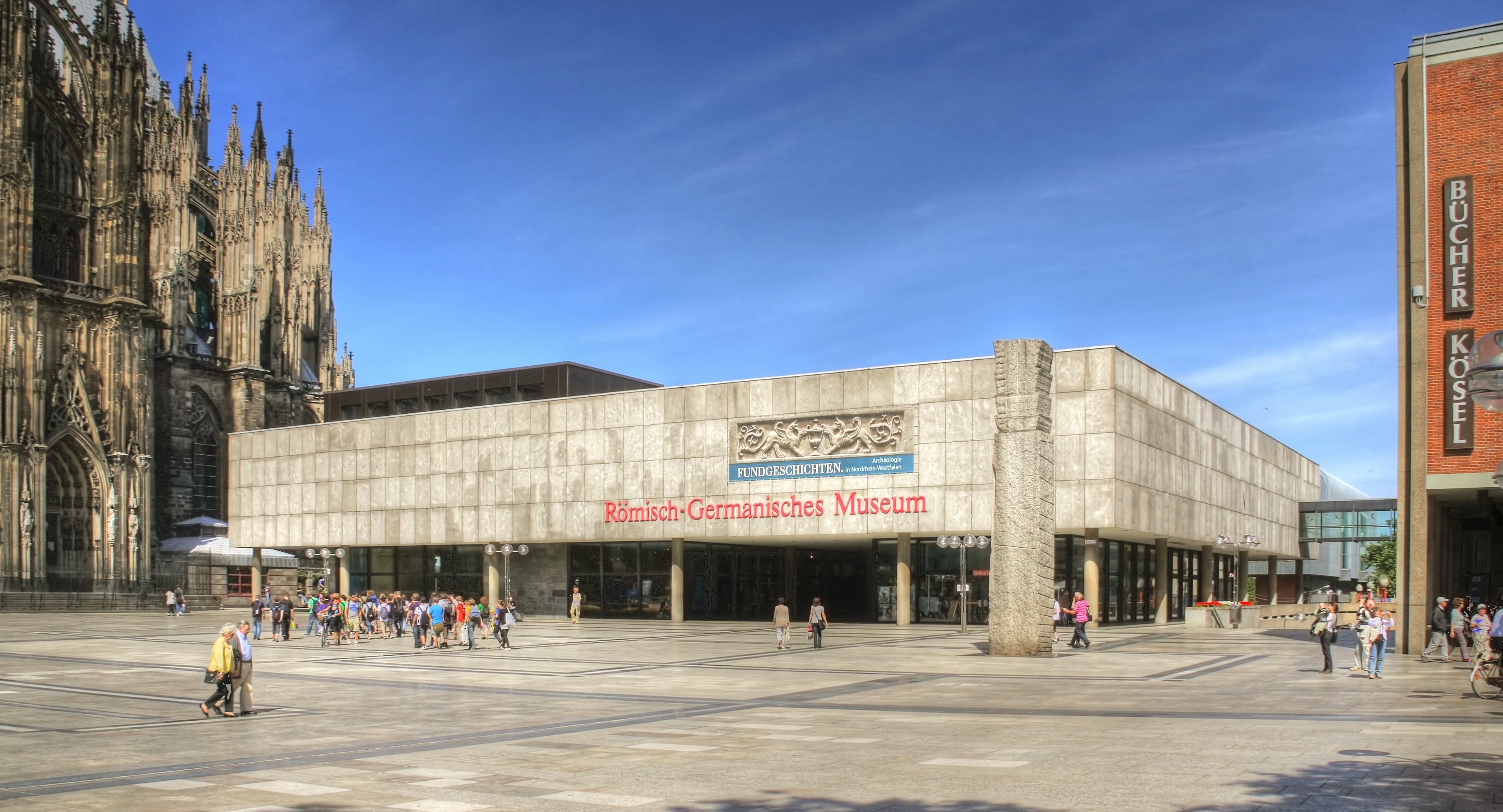
Römisch-Germanisches Museum

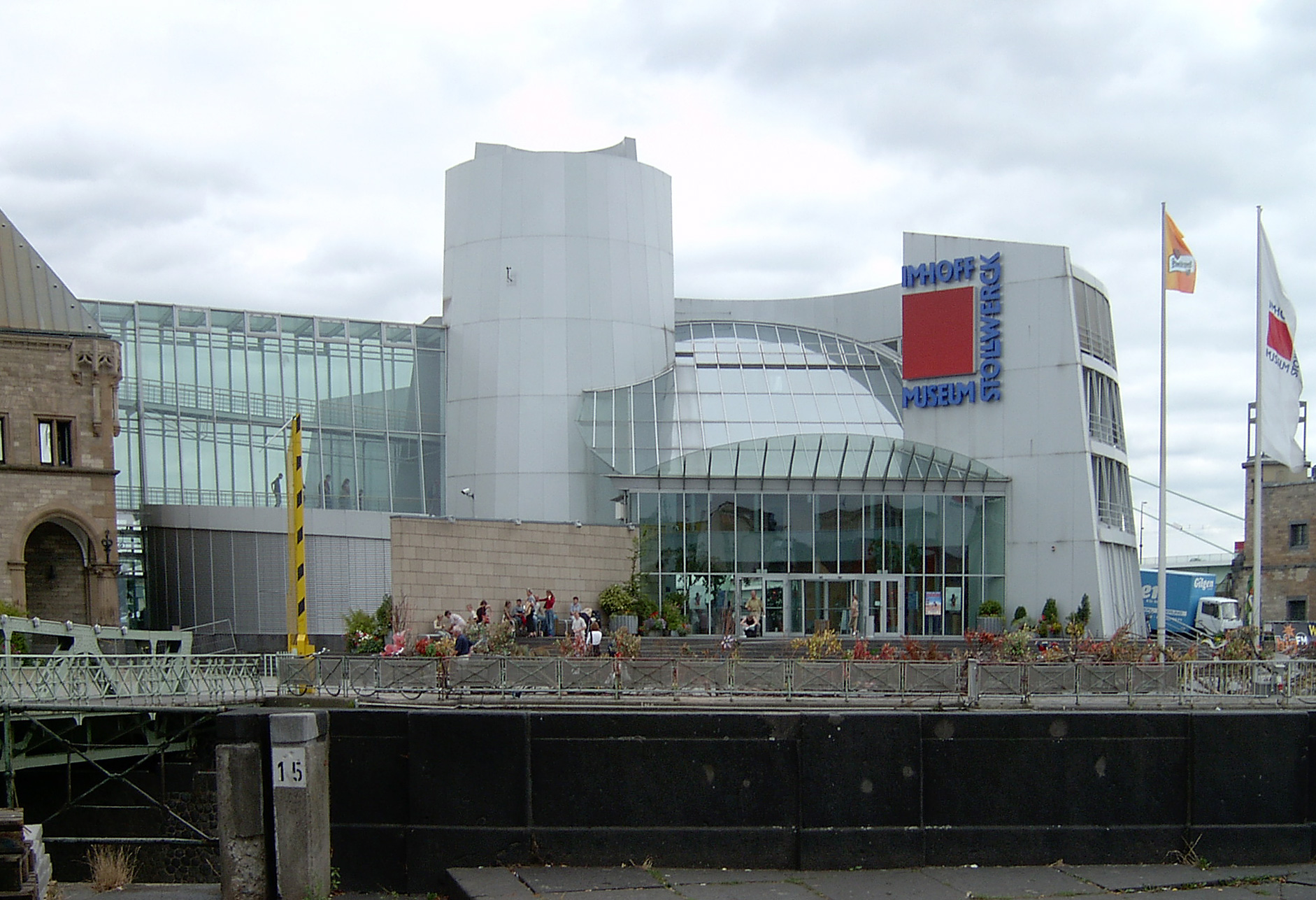
Das Schokoladenmuseum im revitalisierten Rheinauhafen, Oktober 2004

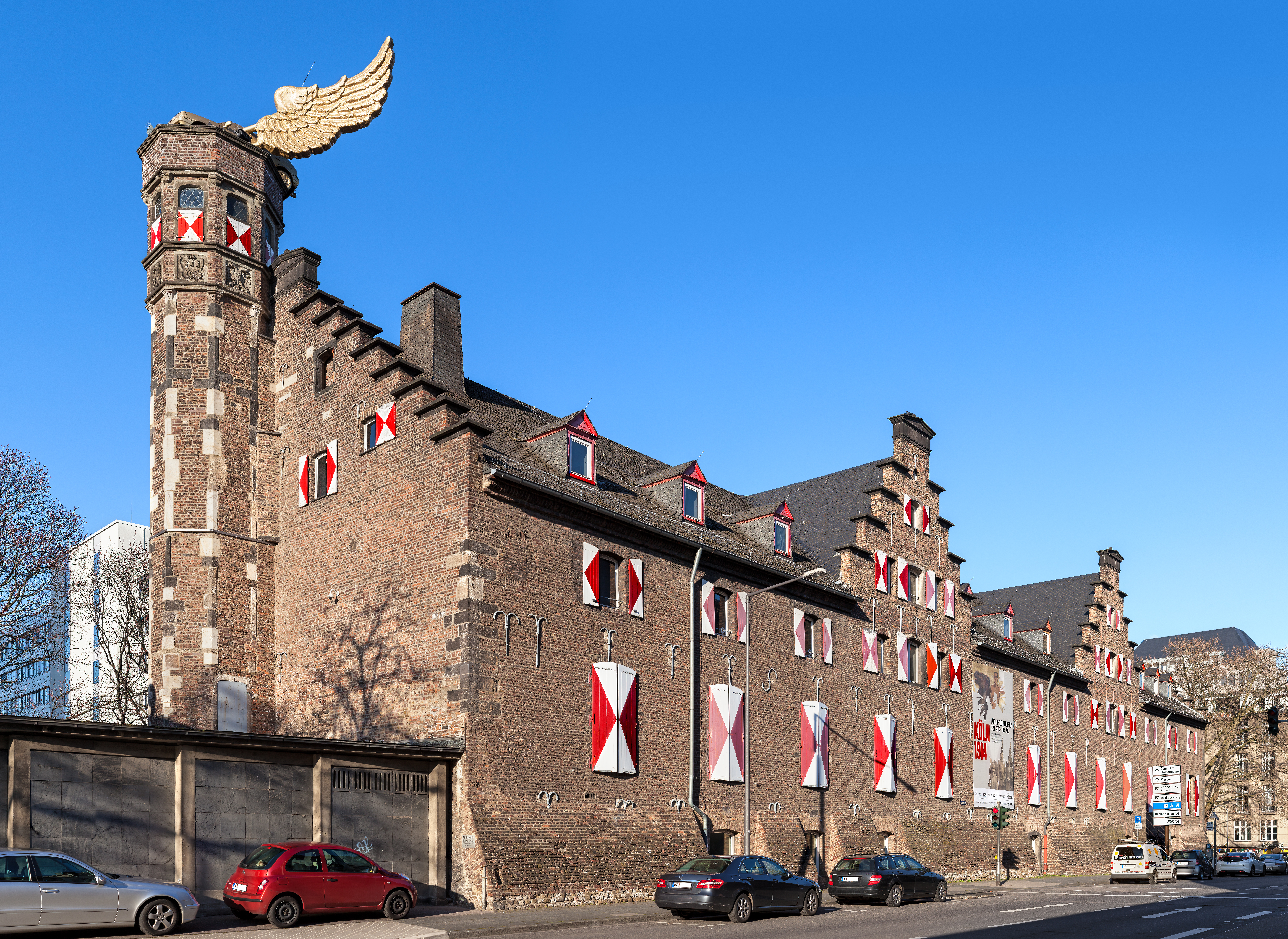
Das Kölnische Stadtmuseum im Zeughaus. Auf dem Turm das umstrittene Flügelauto

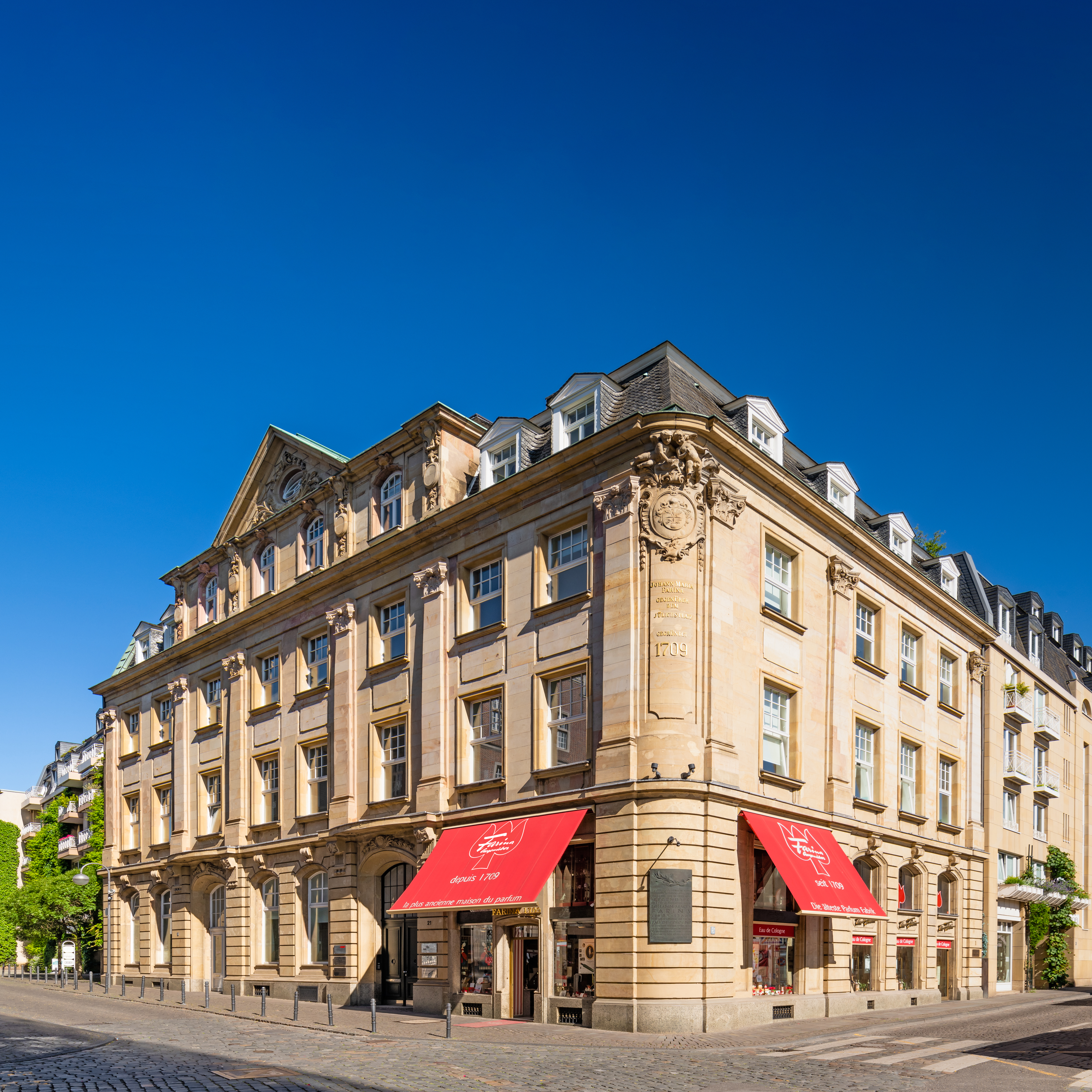
Duftmuseum im Farina-Haus, hier entstand das Eau de Cologne bzw. Kölnisch Wasser

Köln verfügt über viele Museen. Nach Angaben der Stadt Köln betreibt in Deutschland keine weitere Stadt so viele Museen aus eigenem Etat wie sie. Die wichtigsten Kunstmuseen sind das Museum Ludwig, in dessen postmodernem, die Rheinfront unübersehbar prägenden Gebäudekomplex die Moderne und Gegenwartskunst untergebracht ist, und das Wallraf-Richartz-Museum, das im Herzen der historischen Altstadt 2001 einen eigenen Bau bezogen hat und Kunst aus den Epochen des Mittelalters bis zum frühen 20. Jahrhundert zeigt. Einer der jüngsten Museumsneubauten ist das Erzbischöfliche Diözesanmuseum Kolumba, das, über den Resten einer romanischen Kirchenruine errichtet, Werke aus verschiedenen Epochen zeigt. Gegenwartskunst findet sich im Kölnischen Kunstverein und im Museum für angewandte Kunst, das außerdem eine große Sammlung von Designstücken beherbergt. Wegweisend in ihrer Richtung sind zudem die artothek Köln für junge Kunst, das Käthe-Kollwitz-Museum, das Museum für Ostasiatische Kunst und das Museum Schnütgen für mittelalterliche Kunst, das seit 2010 in einen gemeinsam mit dem Rautenstrauch-Joest-Museum belegten neuen Gebäudekomplex expandiert ist. Letzteres ist das einzige völkerkundliche Museum in Nordrhein-Westfalen. Der Skulpturenpark Köln zeigt Außenskulpturen der Gegenwartszeit.
Flaggschiff der Kölner historischen Museen ist das Römisch-Germanische Museum, das Kunst-, Schmuck- und Alltagsgegenstände aus der römischen und merowingischen Epoche ausstellt. Angeschlossen sind der ehemalige römische Statthalterpalast und die Mikwe, das mittelalterliche jüdische Kultbad auf dem Rathausvorplatz. Auf diesem werden umfangreiche Grabungen unternommen, die Fundamente und Kellergeschosse des mittelalterlichen Köln zutage fördern. Nach Abschluss der Arbeiten soll hier das Haus der Jüdischen Geschichte entstehen.
Die Kölner Stadtgeschichte wird im Kölnischen Stadtmuseum im Zeughaus präsentiert, während das nahebei gelegene EL-DE-Haus als das NS-Dokumentationszentrum der Stadt Köln (NSDOK) die Geschichte Kölns im Nationalsozialismus dokumentiert. Erwähnenswert sind außerdem das Agfa Foto-Historama für Historische Fotografie (seit 2005 Teil des Museum Ludwig), der Ausstellungsraum Jawne über das ehemalige jüdische Gymnasium Kölns, das Kölner Festungsmuseum und das Duftmuseum im Farina-Haus, dem Geburtshaus des Kölnisch Wasser.
Im Rheinauhafen befinden sich das Schokoladenmuseum in einem Bau der 1980er-Jahre und das Deutsche Sport & Olympia Museum, das in einer ehemaligen Zollhalle aus dem Jahr 1896, auf über 2000 m², direkt am Rhein untergebracht ist. Weitere, meist private und stiftungsgetragene Museen sind das Geldgeschichtliche Museum, das Kölner Karnevalsmuseum, das KünstlerMuseum Beckers°Böll im Kunsthaus Rhenania, das Odysseum, das Radiomuseum, das Rheinische Industriebahn-Museum, die Photographische Sammlung der SK Stiftung Kultur, das Tanzmuseum des Deutschen Tanzarchivs Köln, die Theaterwissenschaftliche Sammlung Schloss Wahn und das Weinmuseum.
Die Toyota Collection präsentiert viele alte Autos der Marke Toyota.

### Archive
- Archiv für Rheinische Musikgeschichte des Musikwissenschaftlichen Institutes der Universität zu Köln
- Deutsches Tanzarchiv Köln
- Heinrich-Böll-Archiv
- Historisches Archiv der Stadt Köln, bedeutendstes städtisches Archiv
- Historisches Archiv des Erzbistums Köln
- Husserl-Archiv der Universität zu Köln
- Max-Bruch-Archiv des Musikwissenschaftlichen Institutes der Universität zu Köln
- Rheinisches Bildarchiv, etwa 5,5 Millionen Bilder vorwiegend aus den Bereichen Kunst und Architektur
- Rheinisch-Westfälisches Wirtschaftsarchiv
- Centrum Schwule Geschichte, Archiv der Schwulenbewegung im Rheinland

### Bibliotheken
- Bibliothek/Mediathek der Kunsthochschule für Medien (KHM)
- Deutsche Zentralbibliothek für Medizin
- Erzbischöfliche Dom- und Diözesanbibliothek
- Hochschulbibliothek der Technischen Hochschule Köln
- Hochschulbibliothek der Katholischen Hochschule Köln
- Kunst- und Museumsbibliothek der Stadt Köln
- Stadtbibliothek Köln, öffentliche Einrichtung der Stadt[135]
- Theodor Wonja Michael Bibliothek[136]
- USB Köln, Universitäts- und Stadtbibliothek Köln, zentrale Einrichtung der Universität
- Wirtschaftsbibliothek der Industrie- und Handelskammer zu Köln
- Zentralbibliothek der Sportwissenschaften der Deutschen Sporthochschule Köln

### Sport

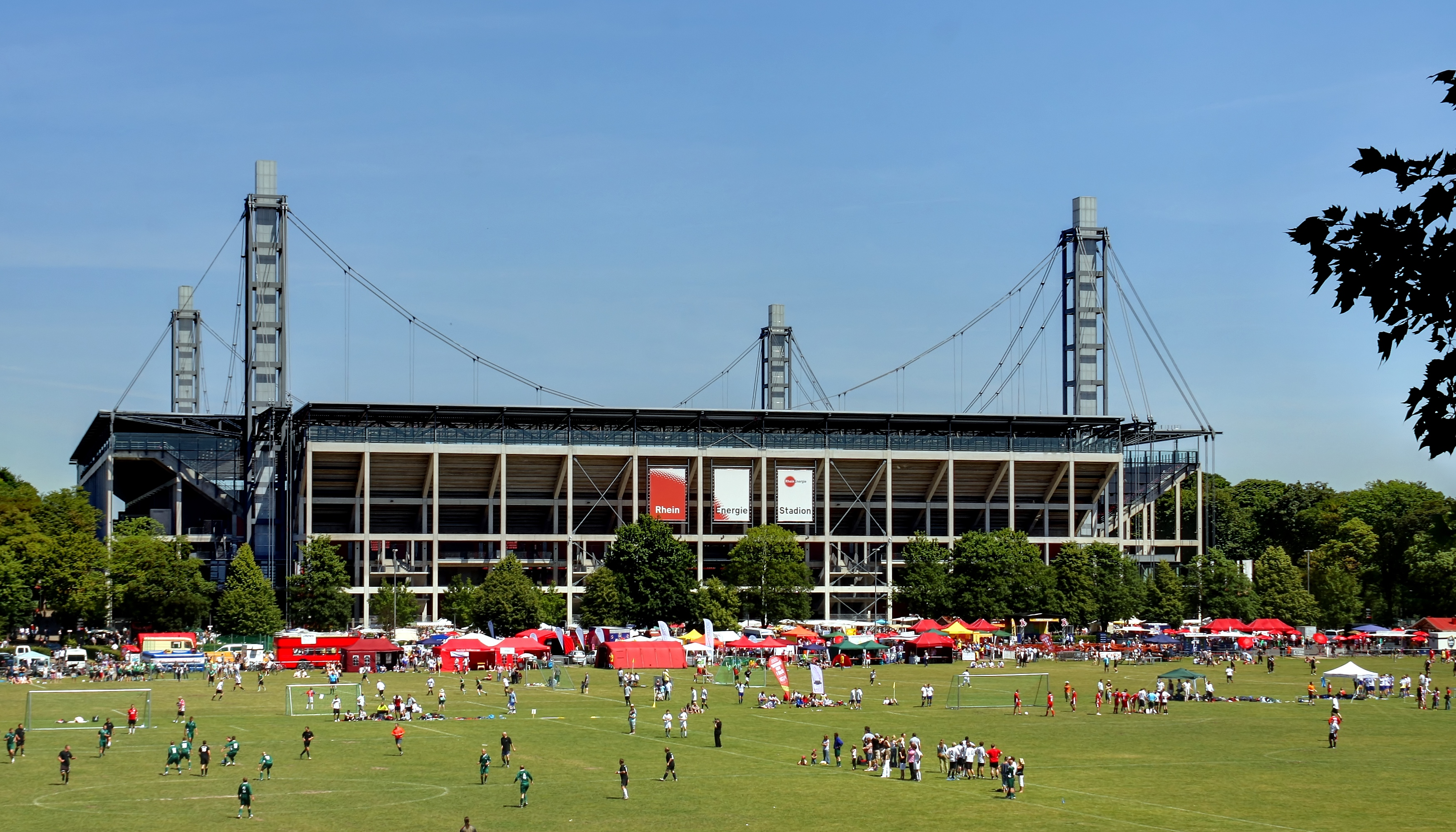
Südseite des Rheinenergiestadions

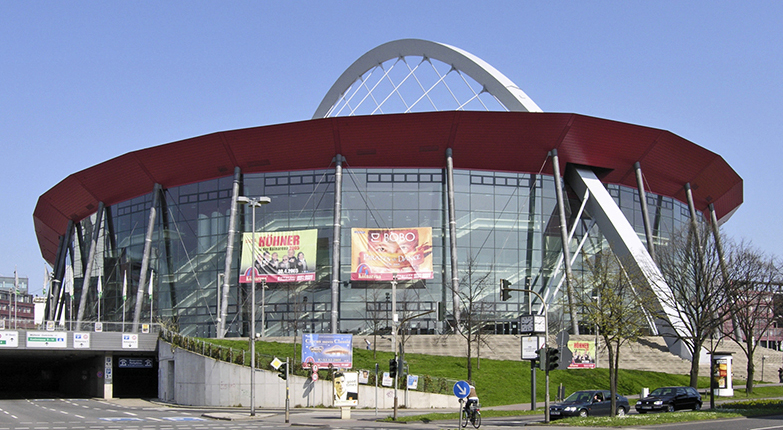
Lanxess Arena (2005)

#### Sportstätten
Überregional bekannt sind vor allem der Müngersdorfer Sportpark mit dem Rheinenergiestadion und die Lanxess Arena in Deutz, eine der größten Mehrzweckhallen Europas, in der Eishockey-, Handball- und Basketballspiele ausgetragen werden. Daneben verfügt die Stadt über eine Radrennbahn, eine Pferderennbahn, eine Regattaanlage und zahlreiche weitere Sporteinrichtungen. Köln ist aufgrund seiner Infrastruktur regelmäßig Austragungsort von in Deutschland stattfindenden internationalen Sportveranstaltungen.
Die Deutsche Sporthochschule Köln ist die einzige Einrichtung ihrer Art in Deutschland.

#### Vereine und Traditionsveranstaltungen
In Köln werden etwa 600 Sportvereine mit etwa 200.000 Mitgliedern durch die Stadt finanziell gefördert, wobei der Vereinssport alle wichtigen Breitensportarten umfasst.
Die überregional bekanntesten Fußballvereine sind der 1. FC Köln, der dreimal Deutscher Meister wurde, sowie Fortuna Köln und Viktoria Köln. Sehr erfolgreich sind zudem die Kölner Haie im Eishockey, die achtmal Deutscher Meister wurden.
Überregionale Bekanntheit genießen auch der RSV Köln im Rugby, der einen Olympiastützpunkt am Grüngürtel betreibt, und der TuS Köln im Touch-Rugby, der zweimal Deutscher Meister wurde. Mit den Cologne Crocodiles und den Cologne Falcons hat die Stadt wiederum zwei Mannschaften im American Football in den oberen Ligen, mit den Cologne Centurions gab es darüber hinaus von 2003 bis 2007 einen Ableger der NFL in Köln, heute spielen die Cologne Centurions in der European League of Football. Der Baseballverein Cologne Cardinals spielt in der 1. Baseball-Bundesliga und war 1990 Deutscher Meister.
Im Basketball hatte die Stadt eine sehr erfolgreiche Zeit mit dem BSC Saturn Köln. 1999 bis zur Insolvenz 2009 war die Stadt mit den Köln 99ers in der 1. Basketball-Bundesliga vertreten. Der Amateurverein ist weiterhin der deutsche Basketballverein mit den meisten Mitgliedern und ging am 12. Juni 2013 zusammen mit dem MTV Köln 1850 in der Spielgemeinschaft Rheinstars Köln auf.
Der SC Colonia 06 ist der älteste aktive Amateurboxverein Deutschlands. Boxer des Vereins errangen bereits in den 1920ern erste Europameistertitel. Insgesamt stellte der Verein unter anderem vier Europameister. Bedeutend ist ferner der Kölner AC 1882, der älteste aktive Gewichtheberverein der Welt.
Seit dem Ende des 19. Jahrhunderts ist Köln darüber hinaus ein wichtiger Standort des deutschen Rudersports. Eine moderne Regattabahn und der Rhein bieten traditionsreichen Rudervereinen wie der Kölner RG 1891 und dem Kölner RV 1877, einem Gründungsmitglied des in Köln gegründeten Deutschen Ruderverbandes, optimale Bedingungen. Weitere neun Rudervereine sind in Köln ansässig, womit die Stadt neben Berlin und Hamburg zumindest zu den breitensportlichen Hochburgen des deutschen Rudersports gezählt werden kann.
Seit 1984 wird der Köln-Triathlon veranstaltet und seit 1997 findet jedes Jahr im Herbst der Köln-Marathon statt. Der Radsportklassiker Rund um Köln wird wiederum bereits seit 1908 jährlich durchgeführt, größter Radsportverein der Stadt ist über dies der Cologne Cycling Club.
Die Sektion Rheinland-Köln des Deutschen Alpenvereins ist die größte Alpenvereinssektion im Rheinland.

#### Special Olympics
2021 hatte sich die Stadt als Beherbergungsstadt für die Gestaltung eines viertägigen Programms für eine internationale Delegation der Special Olympics World Summer Games 2023 in Berlin beworben. 2022 wurde die Stadt als Gastgeberin für Special Olympics Belgien ausgewählt. Damit wurde sie Teil des größten kommunalen Inklusionsprojekts in der Geschichte der Bundesrepublik mit mehr als 200 Beherbergungsstädten.

### Nachtleben
Vor allem am Wochenende tummeln sich in der Innenstadt Einheimische und Touristen, Jugendliche und Studenten in zahlreichen Diskotheken, Clubs, Bars und Kneipen. Hauptanlaufpunkte sind dabei die Altstadt, das Studentenviertel „Kwartier Latäng“ um die Zülpicher Straße, das Friesenviertel in der Nähe des Friesenplatzes, das Belgische Viertel und die Ringe zwischen Kaiser-Wilhelm-Ring und Rudolfplatz, sowie die Südstadt zwischen Chlodwigplatz und Alteburger Straße. Um die Schaafenstraße hat sich die LGBT-Gemeinschaft etabliert. In Ehrenfeld haben sich zahlreiche Clubs und Live-Bühnen vor allem in ehemaligen Fabrikanlagen angesiedelt – zu den bekanntesten gehörten das Underground sowie die Live-Music-Hall und das Herbrands in der ehemaligen Wagenbaufabrik Herbrand.

### Karneval

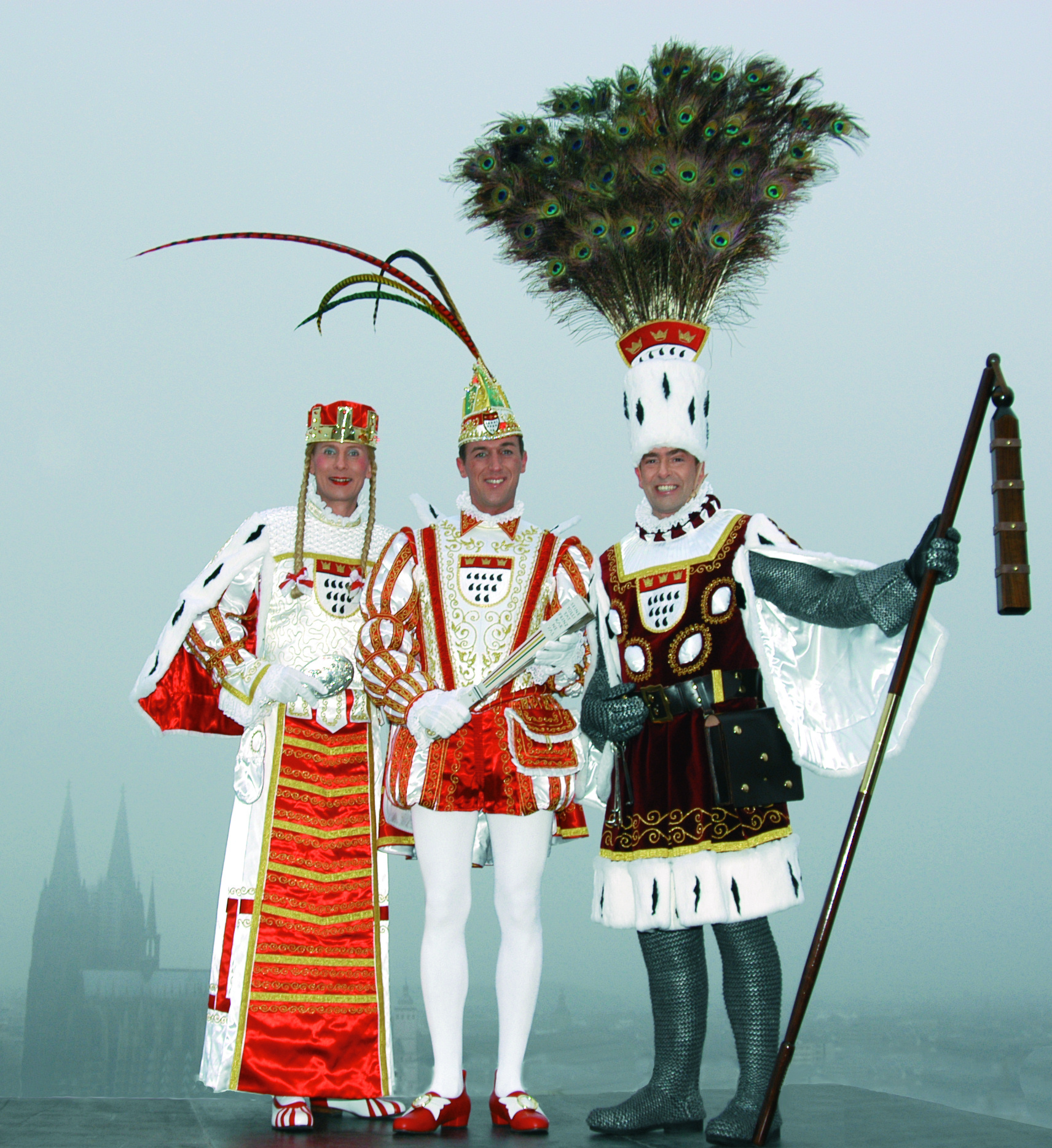
Das Kölner Dreigestirn 2005 (v. l. Jungfrau, Prinz, Bauer)

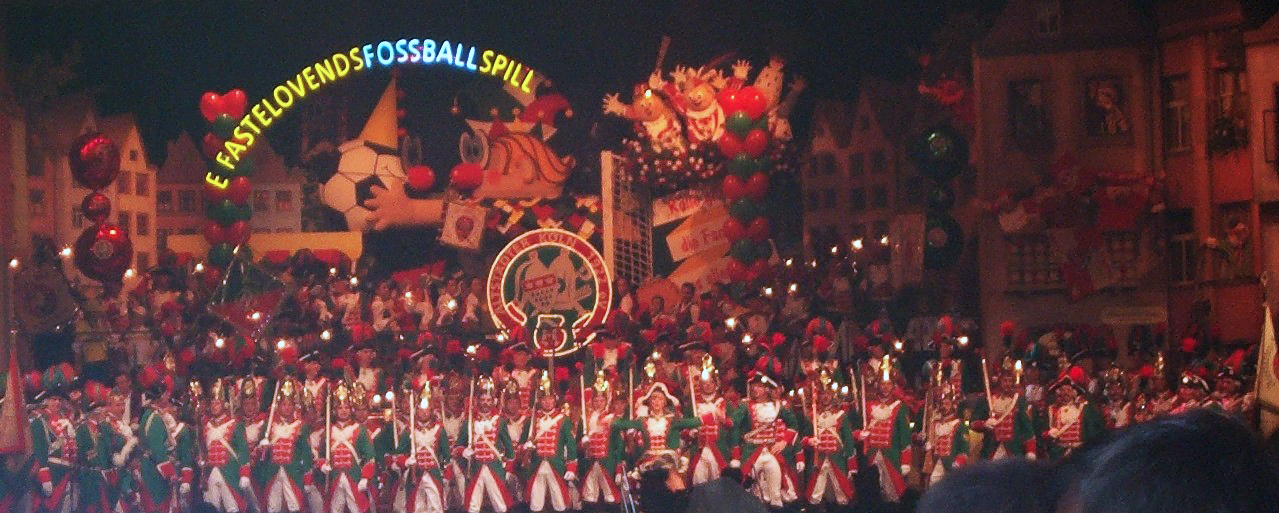
Karnevalssitzung im Gürzenich, 2006

Der Kölner Karneval – die „fünfte Jahreszeit“ – beginnt alljährlich am 11. November um 11:11 Uhr auf dem Alter Markt. Nach einem kurzen, heftigen Auftakt legt der Karneval bis Neujahr eine Pause ein. Folglich beginnt die eigentliche „Session“, die bis zum Aschermittwoch mit dem traditionellen Fischessen dauert. Dieser Abschied vom bunten Karnevalstreiben wird durch die sogenannte Nubbelverbrennung um Mitternacht von Karnevalsdienstag auf Aschermittwoch eingeläutet.
Während der Karnevalssession finden zahlreiche Sitzungen und Bälle statt. Der „offizielle“, vom Festkomitee Kölner Karneval kontrollierte traditionelle Sitzungskarneval findet seine Anhängerschaft überwiegend im älteren und konservativeren Publikum. Vor allem zu den Prunk-Sitzungen findet sich die lokale Polit- und Geldprominenz ein.
Es hat sich mit dem „alternativen“ Karneval eine Gegenbewegung etabliert, deren Aushängeschild die Stunksitzung im E-Werk ist. Sie ist mit über 40 Veranstaltungstagen die mittlerweile umsatzstärkste Karnevalsveranstaltung. Dazu kommen Deine Sitzung und die Immisitzung sowie die schwul-lesbische Rosa Sitzung, ihre verschiedenen Sprösslinge und die Kneipenbewegung Loss mer singe, die jedes Jahr schon vor Karneval Tausende von Menschen beim Einsingen auf die neuen Lieder der Session einstimmt.
Die Session gipfelt im Straßen- und Kneipenkarneval. Dieser beginnt an Wieverfastelovend (Weiberfastnacht), also dem Donnerstag vor Rosenmontag und versetzt die Stadt für die nächsten sechs Tage in eine Art „Ausnahmezustand“, in dem das öffentliche Leben (Behörden, Schulen, Geschäfte) zu einem großen Teil zum Erliegen kommt. In dieser Zeit finden die zahlreichen Karnevalszüge in den einzelnen Stadtvierteln statt, deren größter der Rosenmontagszug in der Innenstadt ist.
Eine Besonderheit ist der Geisterzug: 1991, als wegen des Zweiten Golfkriegs der offizielle Straßenkarneval und mit ihm der Rosenmontagszug ausfiel, lebte die alte Tradition des Geisterzugs wieder auf. So folgen nichtorganisierte Gruppen dem Ääzebär, der die kalte Jahreszeit vertreiben soll. Seitdem findet fast jedes Jahr am Karnevalssamstag der Kölner Geisterzug statt, der nachts durch verschiedene Viertel der Stadt zieht.

### Regelmäßige Veranstaltungen und Festivals

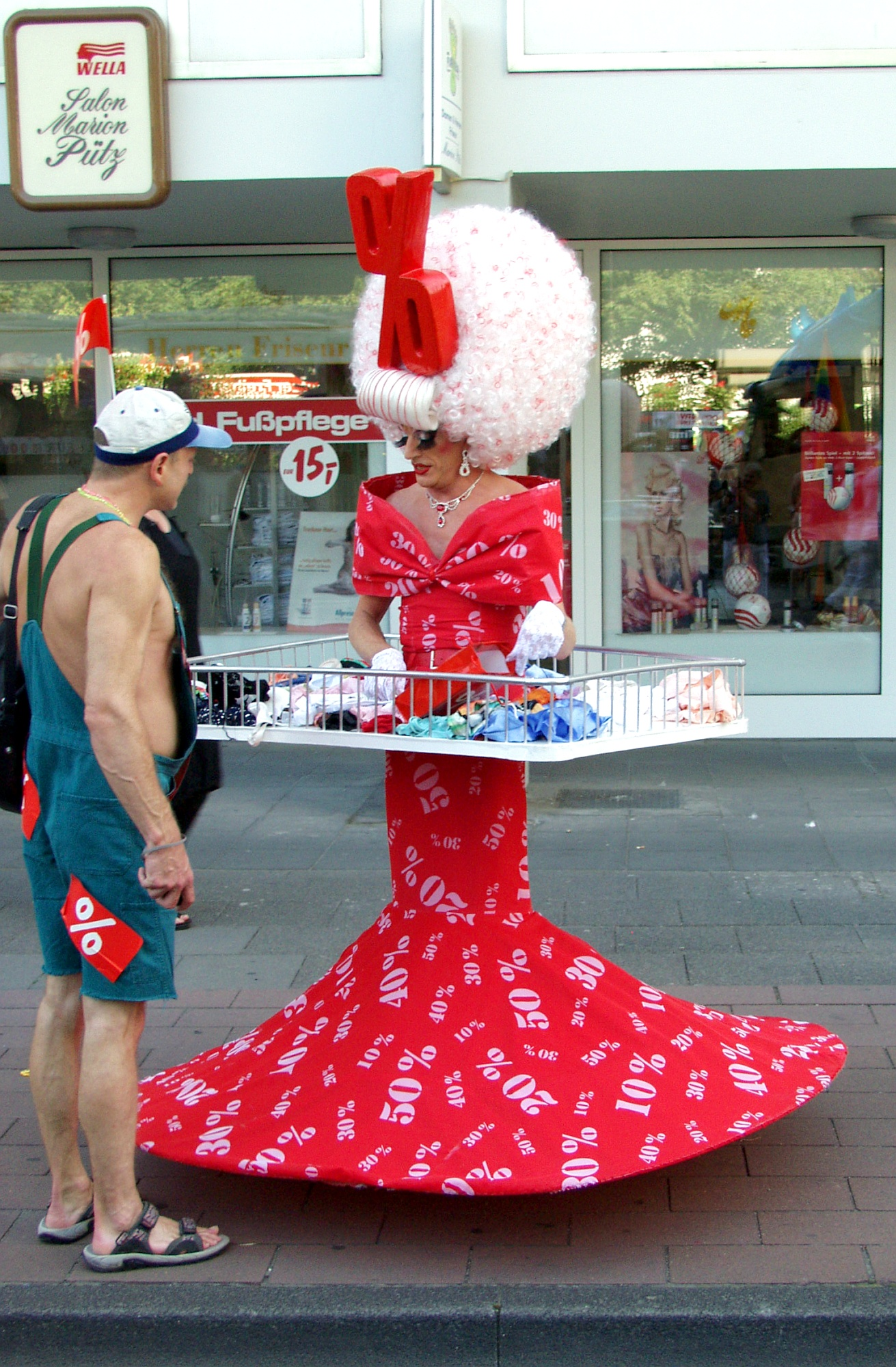
CSD-Parade (2006)

Die größte öffentliche Veranstaltung in Köln ist der Karneval, zu dessen Sessionen und Umzügen in der Karnevalswoche jährlich etwa zwei Millionen Gäste erwartet werden. Auf dem zweiten Platz folgt am ersten Juliwochenende mit regelmäßig über einer Million Besuchern der Cologne Pride, die größte Lesben-und-Schwulen-Parade in Deutschland. Im Juli finden die Kölner Lichter, ein Musik- und Feuerwerksspektakel am Rhein hunderttausende Zuschauer.
Seit dem Wegzug der Musikmesse Popkomm nach Berlin ist in Köln eine Großveranstaltung weggefallen. Mit der c/o pop (Cologne On Pop), einem Festival für elektronische Popkultur, versucht die Stadt ein kleiner und spezieller dimensioniertes Musikfest zu etablieren. Weitere Musikveranstaltungen sind die MusikTriennale Köln, ein Festival mit Musik des 20. und 21. Jahrhunderts, das Kölner Sommerfestival für Tanz, Show und Musical, der Summerjam, größtes Reggae-Festival Europas am ersten Juli-Wochenende sowie die Orgelfeierstunden, international besetzte Orgelkonzerte im Kölner Dom.
Weitere Veranstaltungen sind das elftägige Literaturfestival Lit.Cologne, das Internationale Köln Comedy Festival und die Jüdischen Kulturtage im Rheinland, an denen die Stadt regelmäßig teilnimmt, sowie das Kinderfilmfest Cinepänz. Es gibt zwei große Jahrmärkte, die Frühjahrs- und die Herbstkirmes am Deutzer Rheinufer. Die Bierbörse, ein internationales Bierfestival, findet ebenso jährlich statt wie der „Tag der Forts“, bei dem die preußischen Militäranlagen der Kölner Stadtbefestigungen kostenfrei der Öffentlichkeit mit zahlreichen Veranstaltungen zugänglich gemacht werden.
In Köln finden regelmäßig E-Sport-Wettbewerbe statt, etwa die ESL One Cologne.

### Küche

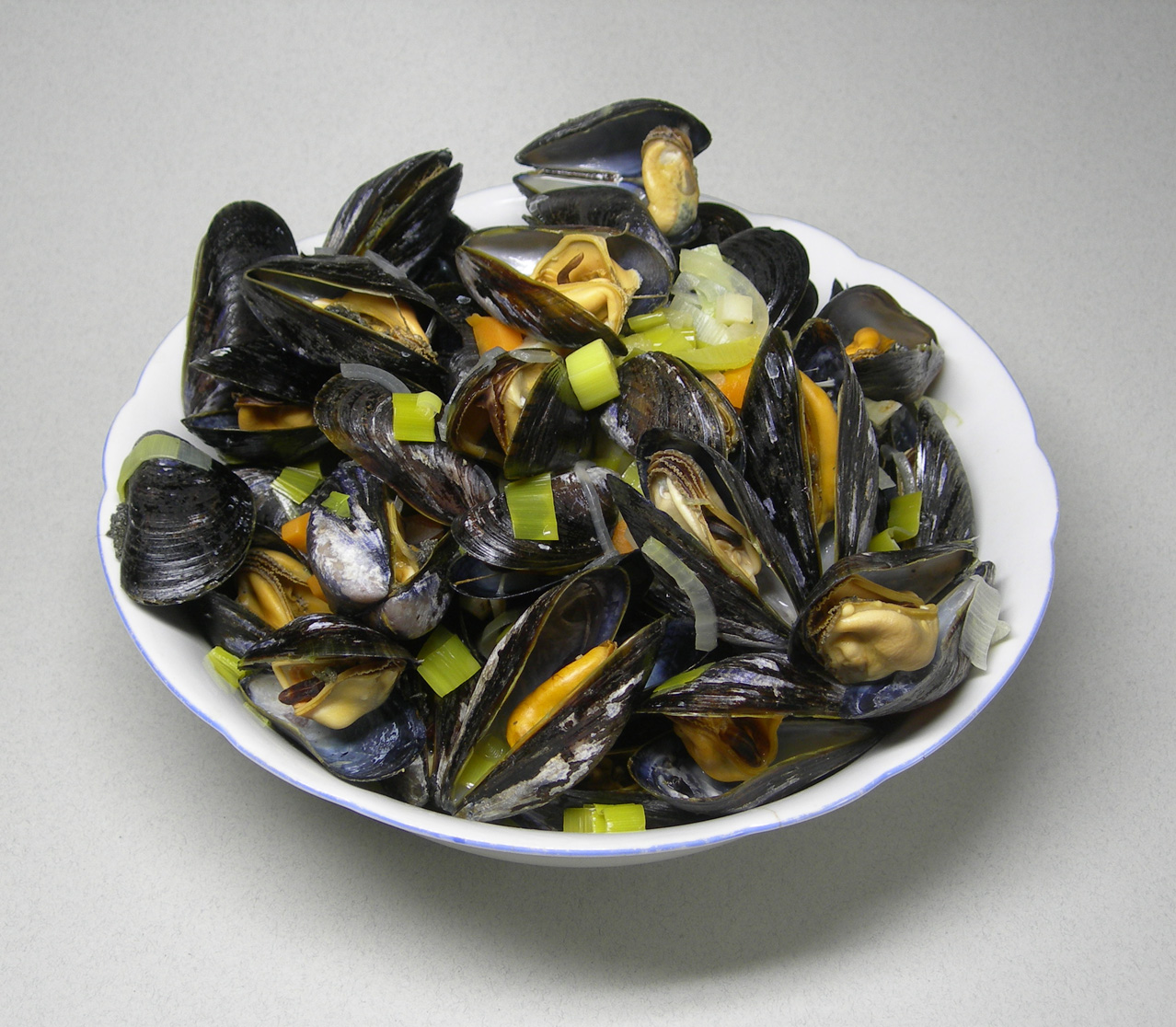
Muscheln rheinische Art

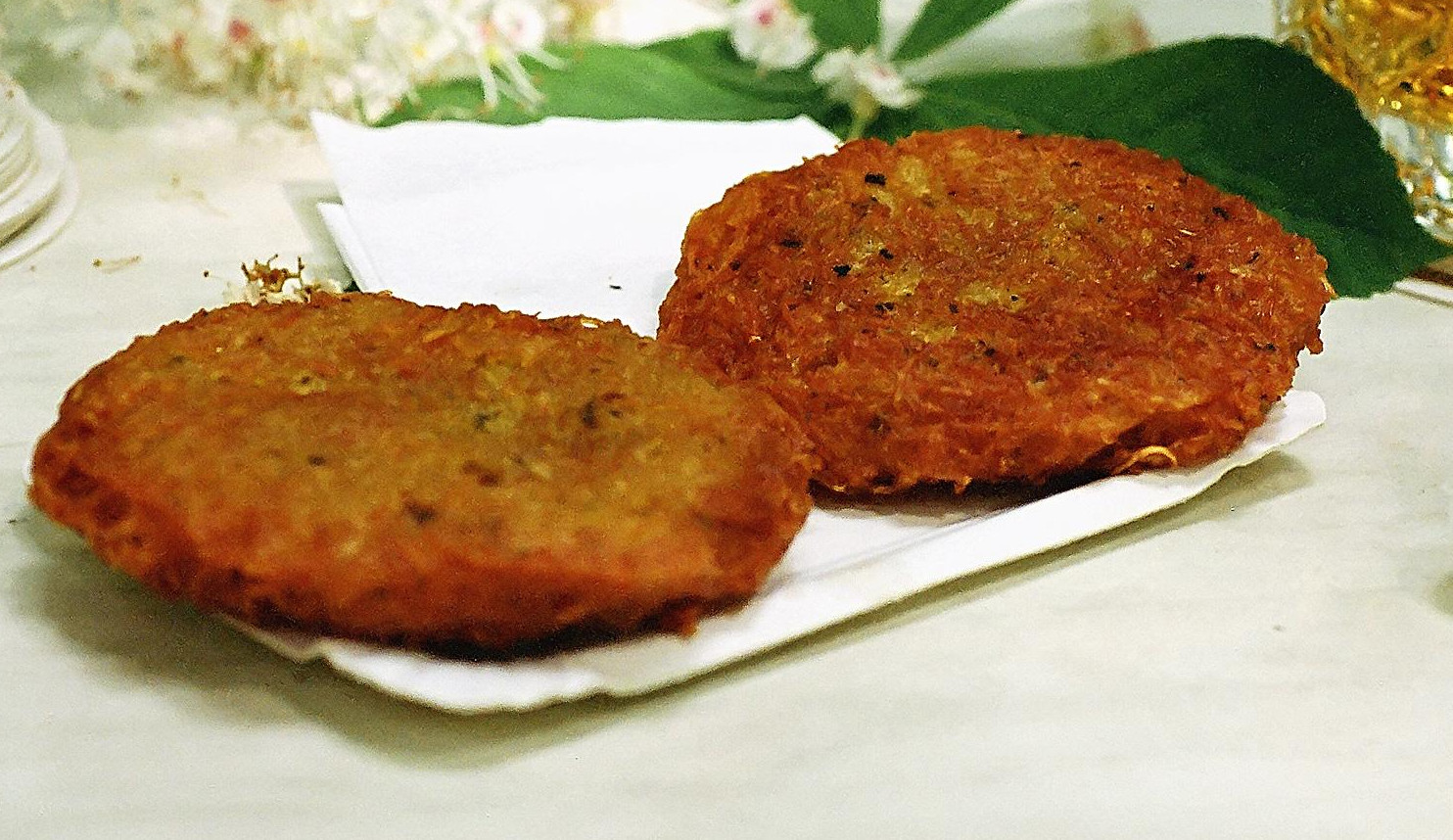
Rievkooche

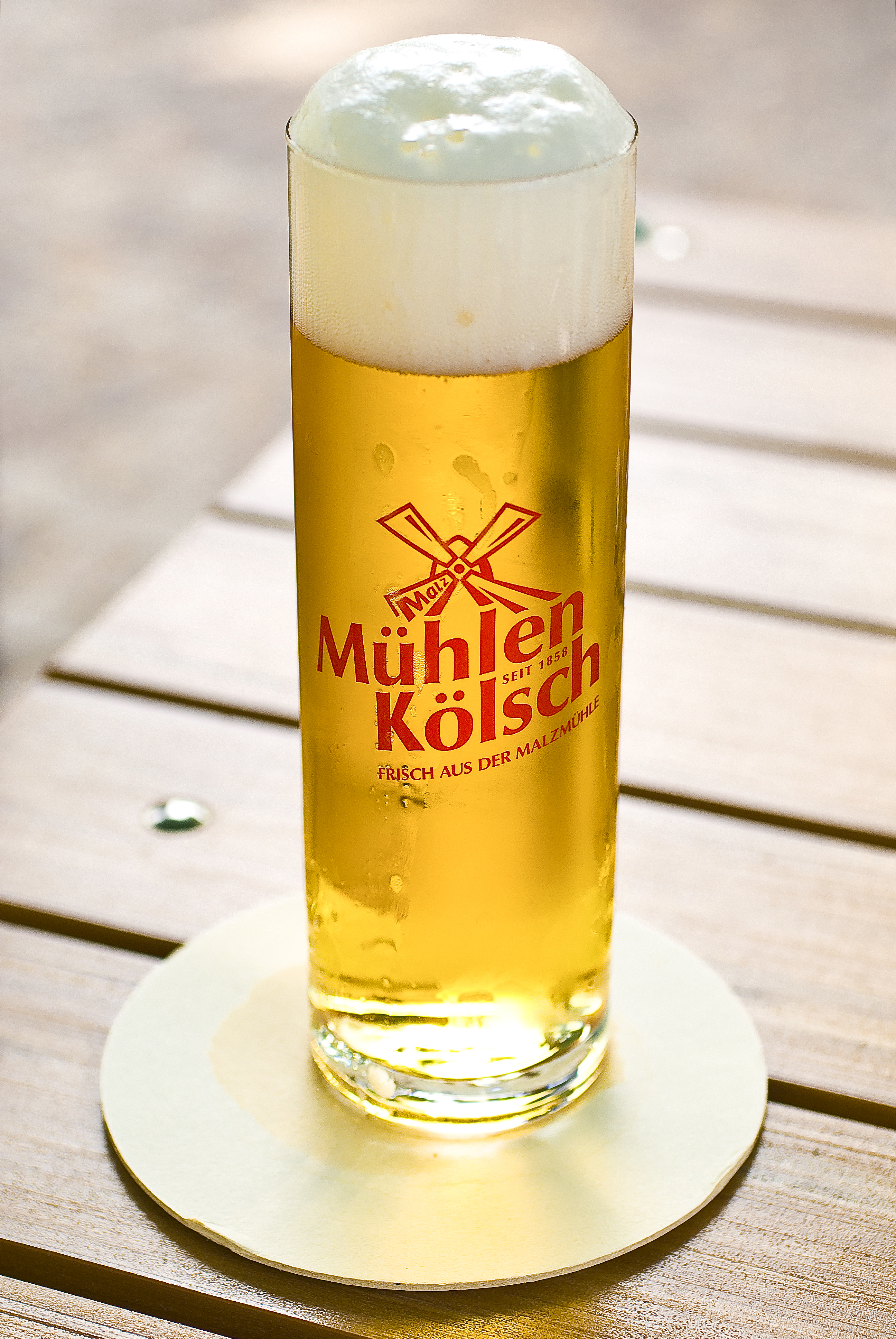
Kölsch

Köln ist geprägt von einer langen kulinarischen Tradition, die mit importierten, teils exotischen Elementen bereichert wurde. Wegen der herausragenden Position im internationalen Handel wurden in der Küche bereits in früher Zeit Hering, Muscheln und viele Gewürze verwendet. Im Mittelalter, als der Lachs, in Köln meist als Salm bezeichnet, und der Maifisch noch reichlich im Rhein vorhanden war, galten diese Fische als Arme-Leute-Essen, während der Hering in der bürgerlichen Küche sehr beliebt war. Der rheinische Heringsstipp mit Äpfeln, Zwiebeln und Sahne zeugt noch heute davon. Muscheln rheinische Art sind heute Teil der Gastronomie.
Wie im Rheinland üblich, wird Süßes und Herzhaftes häufig kombiniert. Der gute Boden und das Klima sorgen zudem für eine große Rolle von Gemüse in der Kölner Küche. Ein süß-saures Gericht ist der Rheinische Sauerbraten, welcher ursprünglich mit Pferdefleisch zubereitet wurde und das einfachere Himmel un Ääd, vermengtes Kartoffel- und Apfelmus, zu dem es gebratene Blutwurst („Flönz“) gibt. Wirsing und Spargel werden häufig als Saisongemüse angeboten.
Eine besondere Rolle in Köln spielen die Brauhäuser. Diese dienten ursprünglich zur Bierausgabe der Kölner Brauereien und haben sich zum Hauptanbieter bürgerlicher Küche entwickelt. Neben den erwähnten Gerichten sind hier deftige Mahlzeiten wie Krüstchen, Eisbein („Hämchen“), Hachse und Reibekuchen („Rievkooche“) zu erhalten. Aufgrund des Herstellungsaufwandes gibt es letztere häufig nur an bestimmten Tagen. Beliebt zum Kölsch, das in den Brauhäusern direkt aus dem Fass gezapft wird, sind Tatar, Flönz oder Halver Hahn.
Gebäckspezialitäten sind Mutze, Muzemandeln und Krapfen sowie eine Vielzahl an gedeckten und ungedeckten Torten, die hauptsächlich mit Äpfeln und Pflaumen garniert werden. Gesüßt wird bisweilen mit Zuckerrübensirup („Rübenkraut“), das als Brotaufstrich verwendet wird.

## Wirtschaft und Infrastruktur
Die Wirtschaft Kölns ist geprägt durch einen lang anhaltenden und tiefgreifenden Strukturwandel. Während Handel und Verkehr seit dem Mittelalter einen stabilen, tragenden Pfeiler der lokalen Wirtschaft darstellen, sind viele der traditionsreichen produzierenden Gewerbe mittlerweile aus dem Stadtbild verschwunden. Durch die fortschreitende Tertiarisierung sind jedoch im Dienstleistungssektor neue Beschäftigungsimpulse entstanden. Gemeinhin wird Köln als Auto-, Maschinenbau-, Chemie-, Versicherungs- und Medienstadt angesehen. Das liegt unter anderem daran, dass sich im Fahrzeugbau, Maschinenbau, Versicherungswesen und in der Film- und Fernsehproduktion sehr viele Firmenzentralen in Köln angesiedelt haben. Der Ruf einer Medienstadt wird von der Kölner Stadtpolitik nach Kräften gefördert, wobei neben Verlagswesen und Filmstudios zunehmend Musikproduktion, Computerspiele und elektronischer Handel in die öffentliche Wahrnehmung rücken.
2016 erbrachte Köln innerhalb der Stadtgrenzen ein Bruttoinlandsprodukt (BIP) von 63,463 Milliarden Euro und belegte damit den fünften Platz innerhalb der Rangliste der deutschen Städte nach Wirtschaftsleistung. Das BIP pro Kopf lag im selben Jahr bei 59.407 Euro (Nordrhein-Westfalen: 37.416 Euro, Deutschland: 38.180 Euro). Das nominelle BIP-Wachstum lag 2016 bei 2,2 Prozent. In der Stadt gab es 2019 ca. 591.600 erwerbstätige Personen. Im Jahr 2021 lag die Arbeitslosenquote in Köln durchschnittlich bei 9,3 Prozent. Dies ist ein deutlicher Anstieg zum Jahr 2019 und lässt sich insbesondere auf die Auswirkungen der COVID-19-Pandemie zurückführen. Im Jahr 2019 wurde mit 7,8 Prozent die niedrigste Arbeitslosigkeit im beobachteten Zeitraum erreicht.
2015 wurde Köln in einer Rangordnung der Unternehmensberatung PricewaterhouseCoopers (PwC) und des Geographischen Instituts der Rheinischen Friedrich-Wilhelms-Universität Bonn zur „digitalsten Stadt Deutschlands“ gekürt. Im Zukunftsatlas 2016 belegte die Stadt Platz 38 von 402 Landkreisen und kreisfreien Städten in Deutschland und zählt damit zu den Orten mit „sehr hohen Zukunftschancen“.

### Wirtschaftsstruktur

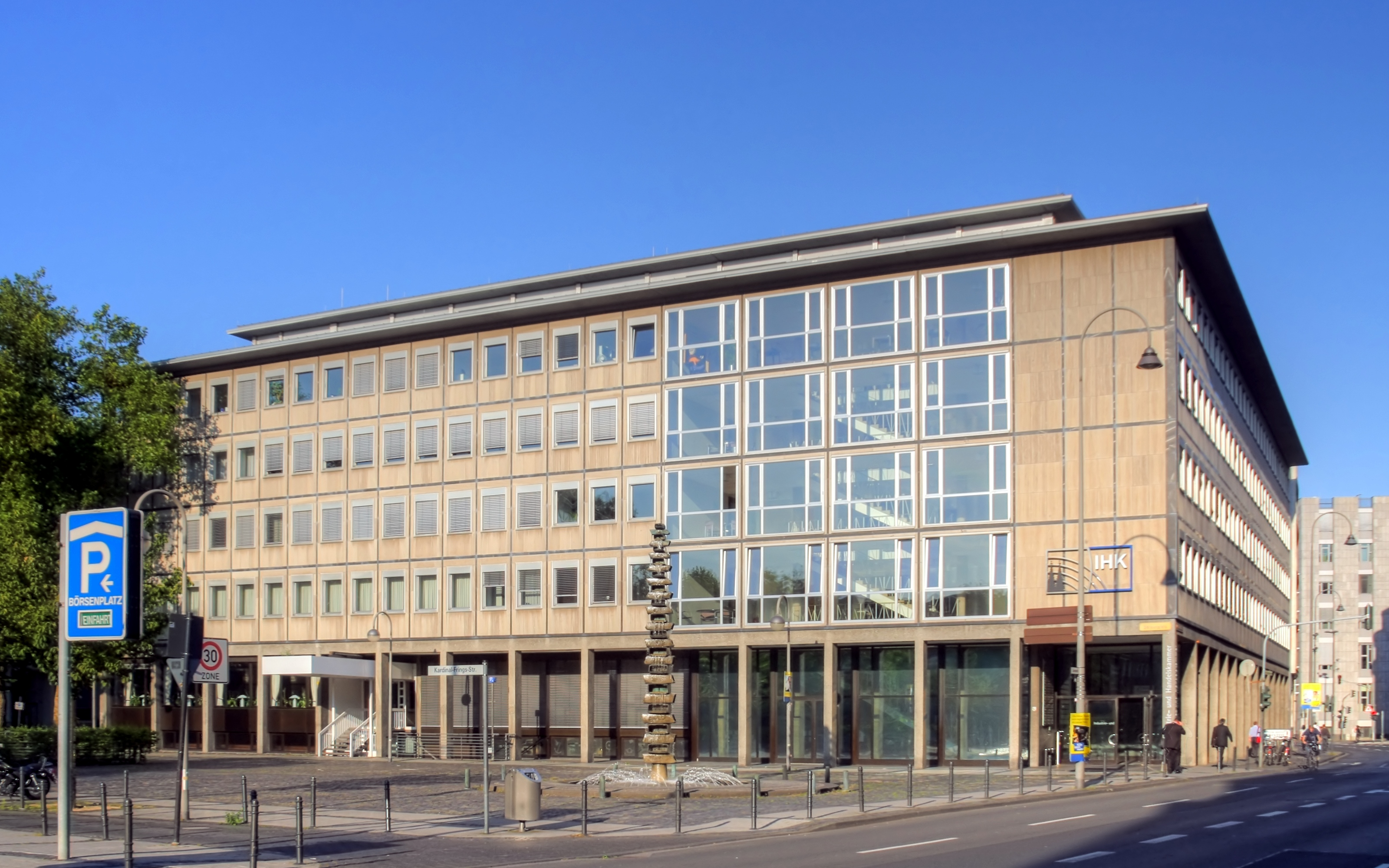
Hauptsitz der Industrie- und Handelskammer zu Köln

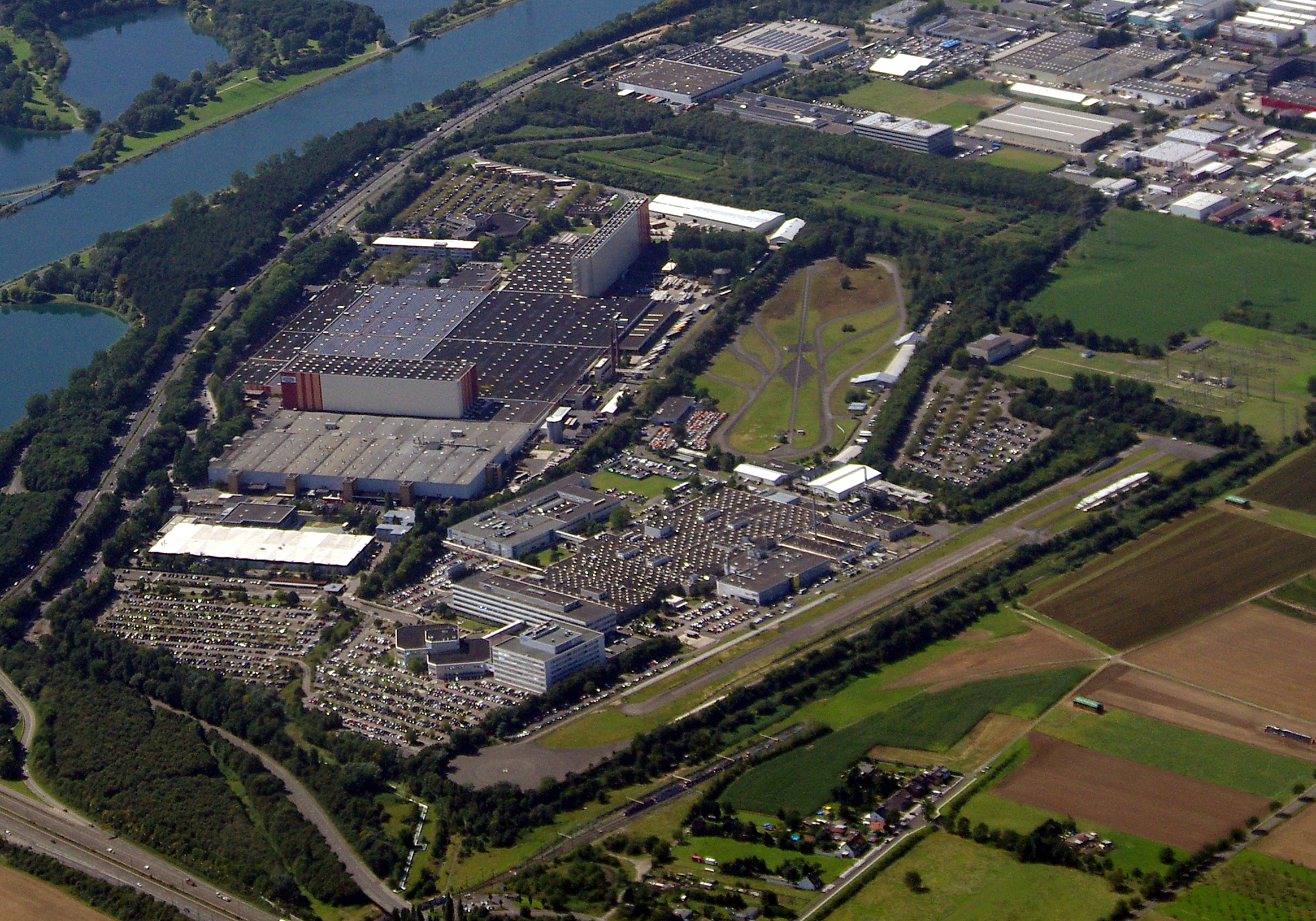
Ford-Entwicklungszentrum und europäisches Teilevertriebszentrum in Köln-Merkenich (August 2012)

Köln hat eine sehr diversifizierte Wirtschaftsstruktur, die schrumpfende Branchen ebenso wie Wachstumsbranchen beinhaltet. Das um das Jahr 1800 bedeutende Kölner Bankwesen machte die Stadt zu einem der wichtigsten Bankplätze Deutschlands (Sal. Oppenheim, Bankhaus J. H. Stein oder dem A. Schaaffhausen’scher Bankverein). Am 2. März 1705 wurden hier durch die von Kurfürst Johann Wilhelm II gegründete Banco di gyro d’affrancatione die ersten Banknoten Deutschlands, die Bancozettel, ausgegeben. Die Straße Unter Sachsenhausen entwickelte sich zur „Kölner Bankenmeile“. Der Beitrag aller Sektoren der Kölner Wirtschaft zum Gesamtumsatz im Land Nordrhein-Westfalen macht die Stadt zu einer der deutschen Wirtschaftsmetropolen. Eine besondere Stellung nehmen traditionell die Automobilfertigung und die Energie- und Wasserversorgung ein. Die chemische Industrie, die Lebensmittelindustrie und das Verlagsgewerbe gehören zu den wesentlichen Sektoren. Bundesweit ist Köln der zweitgrößte Versicherungsstandort. Im Sektor Finanz- und Versicherungsdienstleistungen arbeiteten 6 % aller Beschäftigten, während 5,5 % im Sektor Information/Kommunikation beschäftigt waren (2010).
2017 arbeiteten der Industrie- und Handelskammer zu Köln (IHK) zufolge 553.442 als sozialversicherungspflichtige Beschäftigte. Mit 85,4 % dominiert dabei das Dienstleistungsgewerbe, der Rest entfällt auf das produzierende Gewerbe. Die Bruttowertschöpfung betrug 55,9 Milliarden Euro (2017). 2017 waren bei der IHK 83.282 Unternehmen und bei der Handwerkskammer Köln 10.472 Betriebe gemeldet. Die Wirtschaftsmetropole liegt mit einer Exportquote von 54 % deutlich über dem Durchschnitt des Landes Nordrhein-Westfalen von 44 %.
Gemessen an der Bruttowertschöpfung von 2008 liegt der Dienstleistungssektor in Köln mit knapp 52 % Anteil an erster Stelle, gefolgt vom Finanzierungs- und Vermietungsgewerbe (23 %) und Handel/Gastgewerbe/Verkehr mit 13 %. Selbst der kleinste Sektor, das produzierende Gewerbe, erzielte in Köln mit 26,5 Milliarden Euro (2010) 8,8 % vom Gesamtumsatz dieses Sektors in Nordrhein-Westfalen. Stark vertreten ist darin der Fahrzeugbau mit einem Umsatzanteil von 56 % in Köln.
Köln verfügte 2017 über eine Kapazität von 32.500 Hotelbetten. 2017 verzeichnete Köln 124 Millionen Tagesgäste, die etwa 4,77 Mrd. Euro Umsatz in der Stadt tätigen und damit etwa 130 Millionen Euro Steuereinnahmen für die Stadt bedeuten. Dazu kamen 3,6 Millionen Hotelgäste mit 6,24 Millionen Übernachtungen. Den größten Anteil an den Hotelgästen haben mit 4,1 Millionen Übernachtungen die deutschen Besucher, gefolgt von Briten (217.000), Reisenden aus den USA (201.000) und Niederländern (171.000). Köln liegt bei Übernachtungen ausländischer Gäste mit 2,1 Millionen deutschlandweit auf Platz fünf.
Die Messen und sonstigen Veranstaltungen in Köln wurden 2011 von 3,3 Millionen Teilnehmern besucht. Von 28.900 Ausstellern kamen 57,6 % aus dem Ausland, bei den Besuchern lag der Ausländeranteil bei 30,7 %. Aus diesem Grund wuchs Kölns Tourismus gegenüber dem Jahr 2010 mit 8,1 % stärker als in Nordrhein-Westfalen (5,1 %) und Gesamt-Deutschland (4 %).
Die Geschichte der Wirtschaft Kölns und der Region wird dokumentiert und aufbereitet im Rheinisch-Westfälischen Wirtschaftsarchiv (RWWA).

### Messen

Logo der Koelnmesse

Die bekanntesten Messen der Koelnmesse sind:
- Anuga, Fachmesse der Ernährungswirtschaft und Nahrungsmittelindustrie
- ISM, größte Messe für Süßwaren der Welt
- Art Cologne, Fachmesse für Moderne Kunst
- Gamescom, Messe für interaktive Unterhaltungselektronik
- imm cologne, Fachmesse für Möbel und Einrichtung
- intermot, Internationale Motorrad- und Rollermesse
- spoga+gafa, Fachmesse für Sportartikel, Campingbedarf und Gartenmöbel

### Einzelhandel

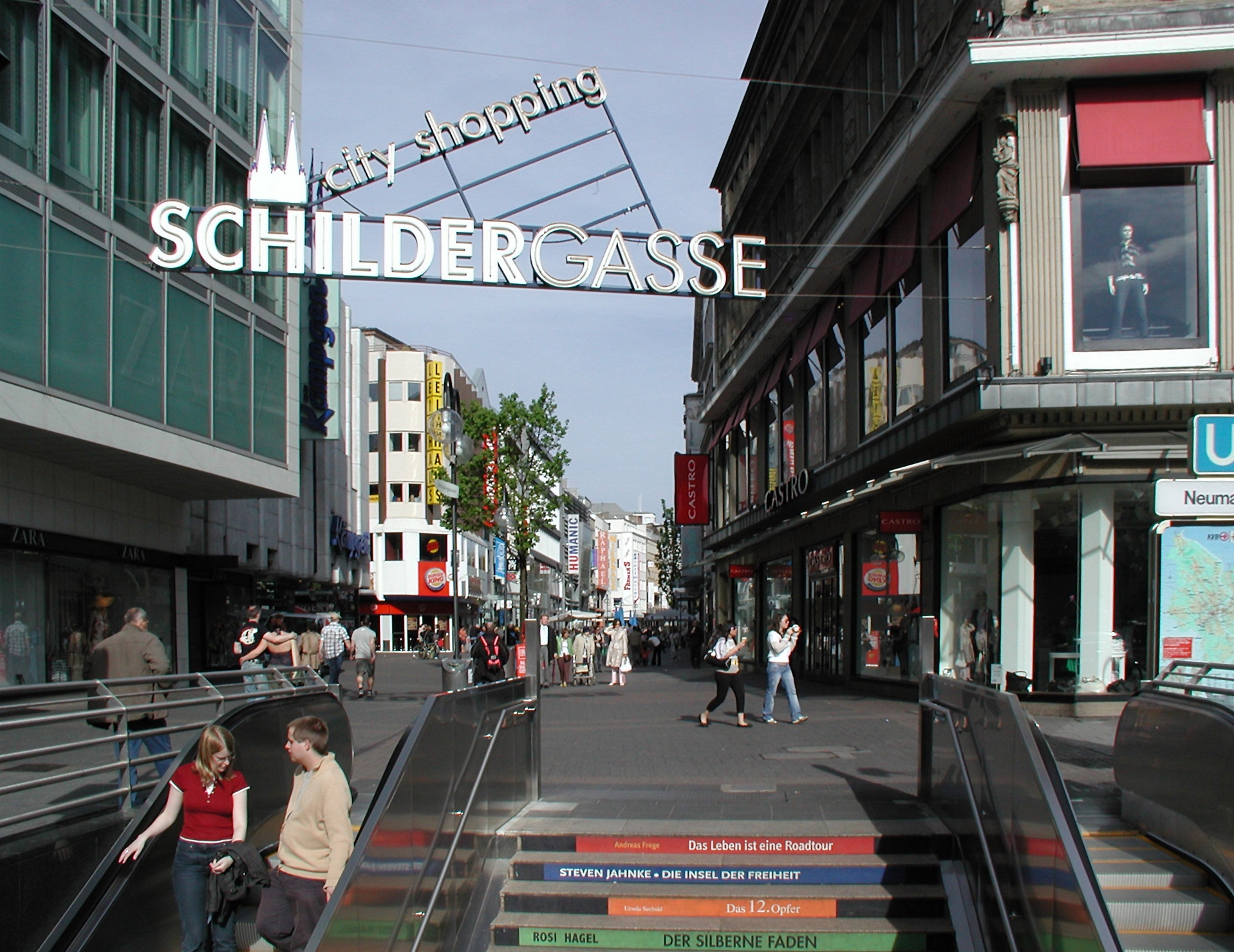
Die Schildergasse ist Kölns meistbesuchte Einkaufsstraße

Die Kölner Einkaufsstraßen Schildergasse und Hohe Straße zählen zu den meistfrequentierten Deutschlands. Darüber hinaus gibt es mehrere Einkaufszentren, wie das Rhein-Center in Weiden, die Köln Arcaden in Kalk und die City-Center in Chorweiler und Porz. Der Hürth Park und die Rathaus-Galerie Leverkusen liegen in unmittelbarer Nähe zur Kölner Stadtgrenze.

### Verkehr

#### Verkehrsgeschichte
Köln verfügte schon in der Römerzeit über einen bedeutenden Hafen und war an das römische Fernstraßennetz angebunden.

#### Straßenverkehr

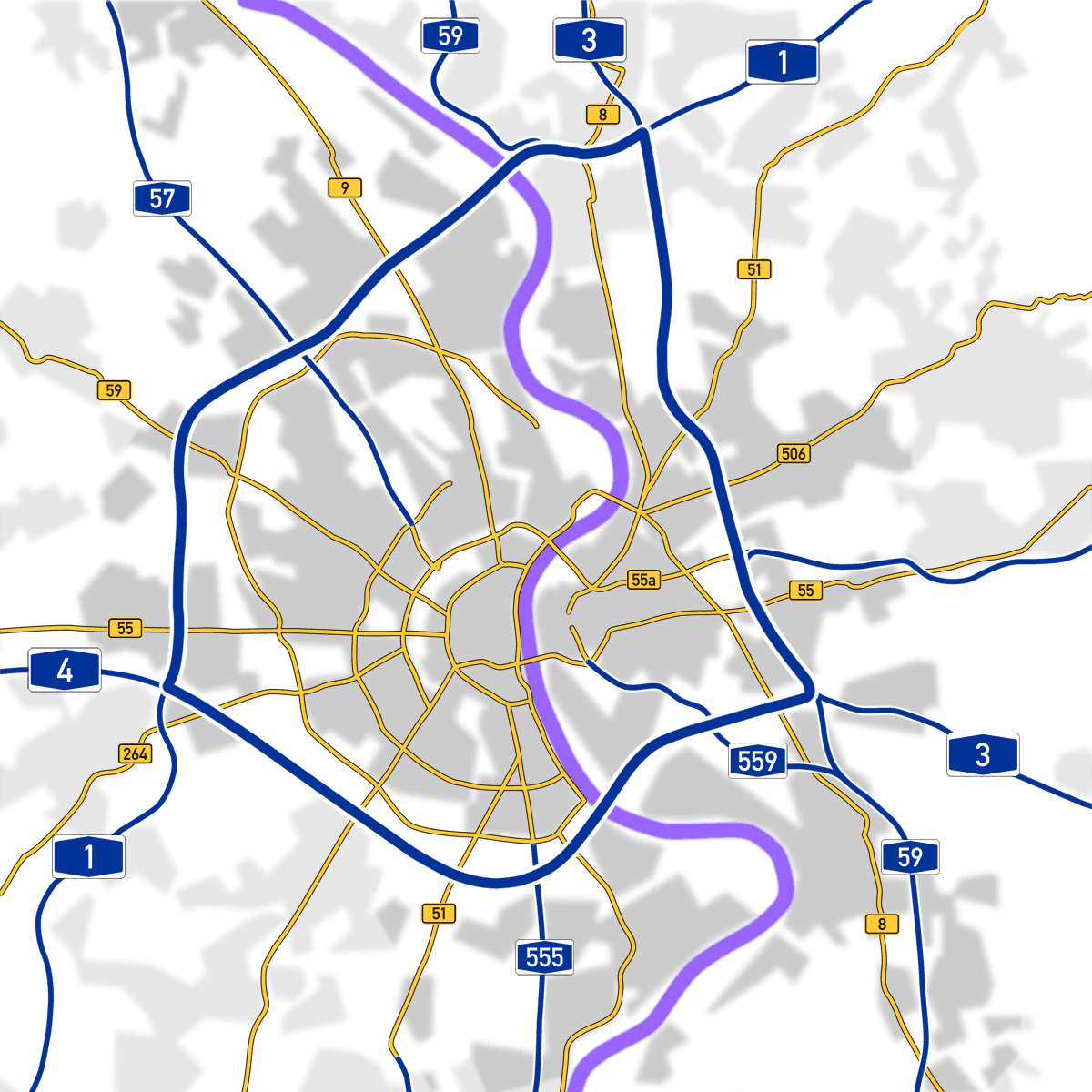
Kölner Autobahnring und wichtige Verkehrsadern

Das Kölner Straßensystem hat sich insbesondere auf der linken Rheinseite im Zuge der Stadterweiterung nach dem Ring-Radial-Prinzip entwickelt und folgte dabei zum Teil militärischen Erfordernissen. Die Ausfallstraßen werden von insgesamt fünf konzentrisch angeordneten Straßenringen gekreuzt, die zum Teil die alten Befestigungsanlagen nachzeichnen. Von innen nach außen sind es: die Ringe (dem Verlauf der mittelalterlichen Stadtmauer folgend); der Straßenzug Innere Kanalstraße/Universitätsstraße, der den inneren preußischen Festungsgürtel verband; die Gürtel; die Militärringstraße, die den äußeren preußischen Festungsgürtel verband, und der 1965 geschlossene Kölner Autobahnring, der im Westen und Norden von der Autobahn A 1, im Osten von der A 3 und im Süden von der A 4 gebildet wird.
An den Ringen beginnt eine Vielzahl von Radialstraßen, die nach den Orten benannt sind, in deren Richtung sie von Köln aus führen (Neusser Straße, Venloer Straße, Aachener Straße, Luxemburger Straße, Bonner Straße und andere). Im Zusammenhang mit der Planung der Kölner Stadtautobahn wurden mit der Bundesstraße B 55a und der A 559 zwei autobahnartig ausgebaute Ein- und Ausfallstraßen angelegt. Weitere wichtige Zubringerstrecken sind im Süden die A 555, im Südosten die A 59 (ein Teil der „Flughafenautobahn“, die den Flughafen Köln/Bonn mit Köln und Bonn verbindet) und im Nordwesten die A 57, die von der Kölner Innenstadt über Neuss nach Krefeld verläuft.
Trotz der guten Verkehrsanbindungen ist der Kölner Autobahnring aufgrund des hohen Verkehrsaufkommens von häufigen Staus betroffen. Als Gegenmaßnahme wurden unter anderem Teile der A 3 auf bis zu zehn Spuren ausgebaut. Durch die notwendig gewordene Sanierung und den ab 2017 geplanten Neubau der Leverkusener Autobahnbrücke, die den Kölner Autobahnring im Norden schließt, entsteht ein weiteres Nadelöhr. Nach einer Entscheidung des Verwaltungsgerichtes Köln (vom November 2018) sollten ab April 2019 Dieselfahrverbote eingeführt werden. Jedoch hat die Landesregierung beim Oberverwaltungsgericht für das Land Nordrhein-Westfalen ein Berufungsurteil erwirkt, welches die Umsetzung flächendeckender Dieselfahrverbote verhindert. Vier Straßen wurden für Dieselfahrzeuge gesperrt. Seit Ende der 1980er-Jahre wurden zur Verkehrsberuhigung 354 Tempo-30-Zonen eingerichtet.

#### Radverkehr
Der Radverkehr in Köln hat einen Anteil von 14 Prozent an der Verkehrsmittelwahl und wächst stetig.

#### Öffentlicher Personennahverkehr

Streckennetz der S-Bahn Köln

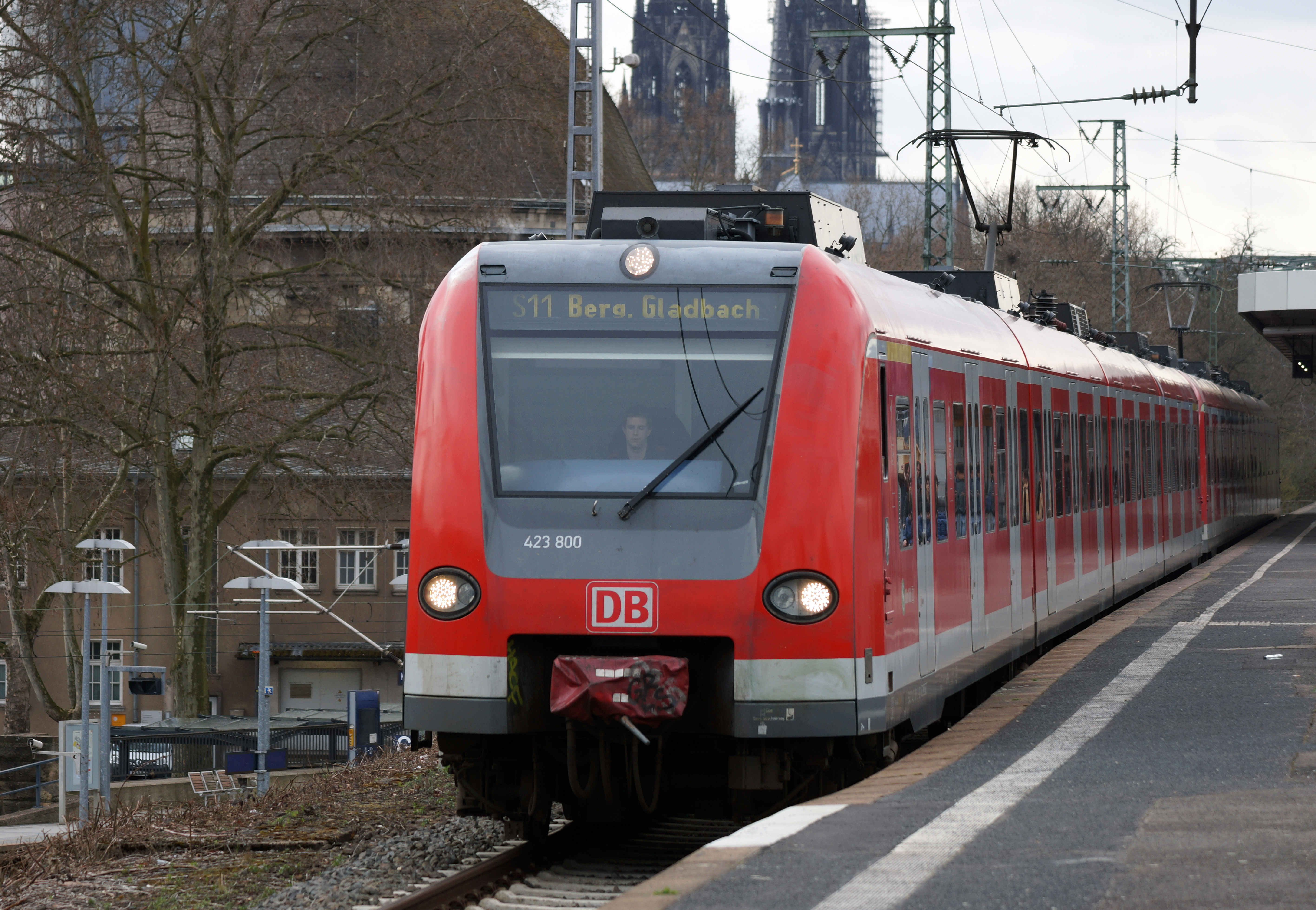
Ein Triebwagen der Baureihe 423 der S-Bahn Köln als S11 im Bahnhof Köln Messe/Deutz (März 2016)

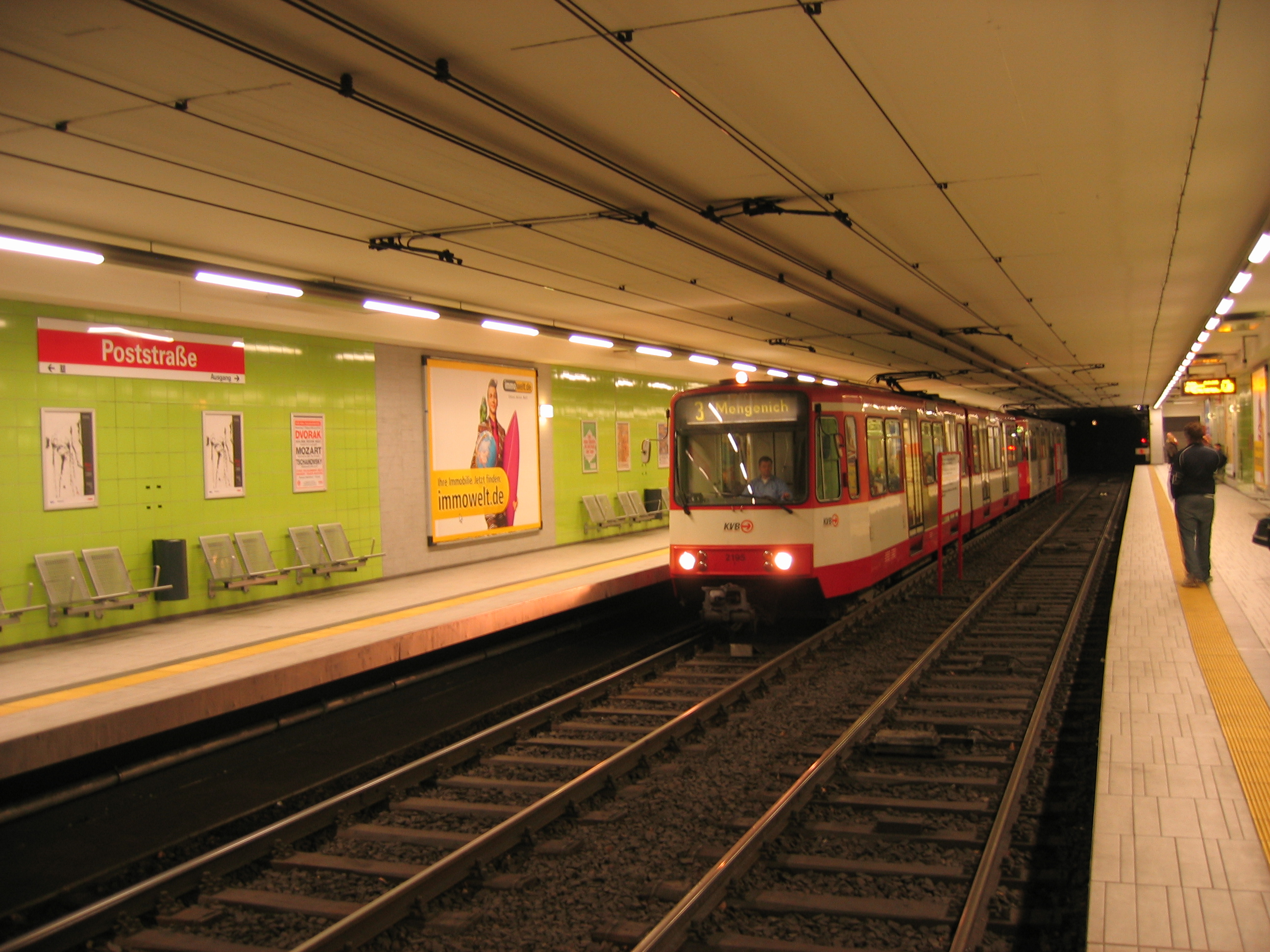
Kölner Stadtbahn der Kölner Verkehrs-Betriebe

Den öffentlichen Personennahverkehr (ÖPNV) bedienen S-Bahn-Linien, die Stadtbahn- und Buslinien der Kölner Verkehrs-Betriebe (KVB) sowie Buslinien anderer Verkehrsgesellschaften. Alle Verkehrsmittel in Köln sind zu einheitlichen Preisen innerhalb des Verkehrsverbunds Rhein-Sieg (VRS) benutzbar. Dieser ist mit dem benachbarten Verkehrsverbund Rhein-Ruhr (VRR) verzahnt. Die für 2011 geplante Fertigstellung der Nord-Süd-Stadtbahn verzögert sich wahrscheinlich bis mindestens 2028.

#### Taxiverkehr
In Köln gibt es ungefähr 1200 zugelassene Taxis (Stand: 2015).

#### Rheinseilbahn
Eine Besonderheit ist die Rheinseilbahn, sie war bis 2010, vor dem Bau der Rheinseilbahn zur Bundesgartenschau 2011 in Koblenz, die einzige in Betrieb befindliche Seilbahn zur Überquerung eines Flusses in Deutschland. Angelegt wurde sie anlässlich der Bundesgartenschau 1957.

#### Schienenverkehr

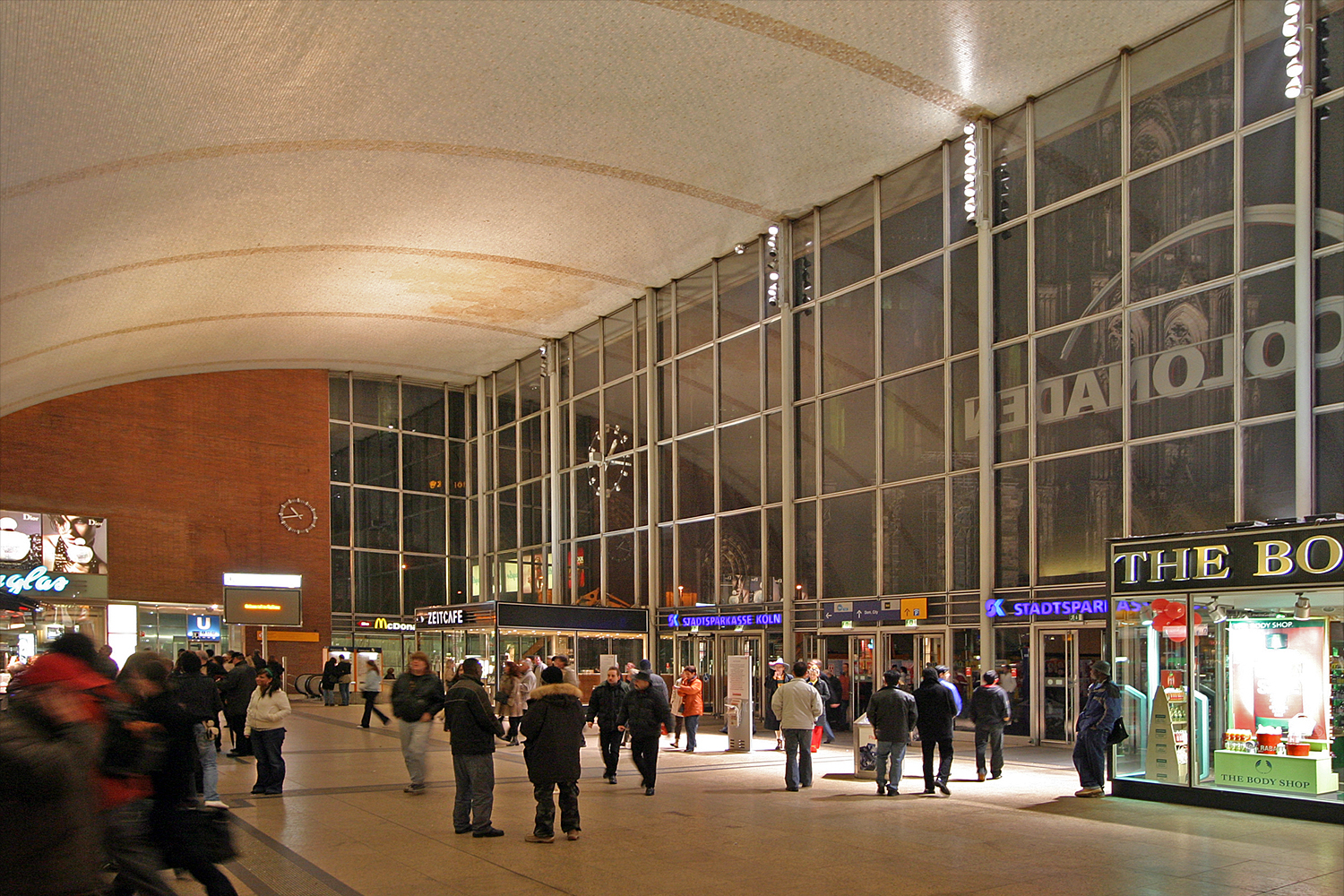
Empfangshalle des Kölner Hauptbahnhofs

Der Kölner Hauptbahnhof ist die westliche Drehscheibe des deutschen Schienenfernverkehrs. Von hier führen Bahnstrecken nach
- Euskirchen–Trier (Eifelstrecke)
- Düren–Aachen (Ausbaustrecke Köln–Aachen), Paris
- Mönchengladbach (Bahnstrecke Rheydt–Köln-Ehrenfeld)
- Neuss über Bergheim (Erftbahn)
- Neuss–Krefeld über Dormagen (linksrheinisch)
- Düsseldorf–Duisburg–Ruhrgebiet (rechtsrheinisch)
- Opladen–Gruiten–Wuppertal
- Bergisch Gladbach
- Gummersbach–Lüdenscheid (Aggertalbahn)
- Siegburg–Siegen (Siegstrecke)
- Frankfurt am Main (Schnellfahrstrecke Köln–Rhein/Main)
- Troisdorf–Neuwied–Koblenz (Rechte Rheinstrecke)
- Bonn–Koblenz (Linke Rheinstrecke)
- Köln/Bonn Flughafen (Flughafenschleife Köln)

#### Schiffsverkehr
Auf dem Rhein verkehren Ausflugsschiffe, zumeist von der Köln-Düsseldorfer betrieben. Darüber hinaus gibt es in Köln mehrere Rheinfähren.
Für den Güterverkehr auf dem Rhein war Köln durch das Stapelrecht im gesamten Mittelalter Drehkreuz zwischen den „niederen Landen“ und dem höher gelegenen Deutschland. 1848 waren in Köln drei Handelsschiffe beheimatet. Köln hat zahlreiche Häfen. Erst nach dem Zweiten Weltkrieg ging die Bedeutung der Innenstadthäfen allmählich zurück, dagegen wurden die Kapazitäten zugleich mit der Stadterweiterung durch neue Hafenanlagen im Norden erweitert. Der Güterverkehr stieg von 1990 mit 10.054.000 Tonnen Fracht bis 2007 auf 15.948.000 Tonnen, sank bis 2009 auf 12.009.000 Tonnen. 2017 lag er bei 12.102.000 Tonnen. Damit ist Köln nach Duisburg zweitgrößter deutscher Binnenhafen.

#### Luftfahrt

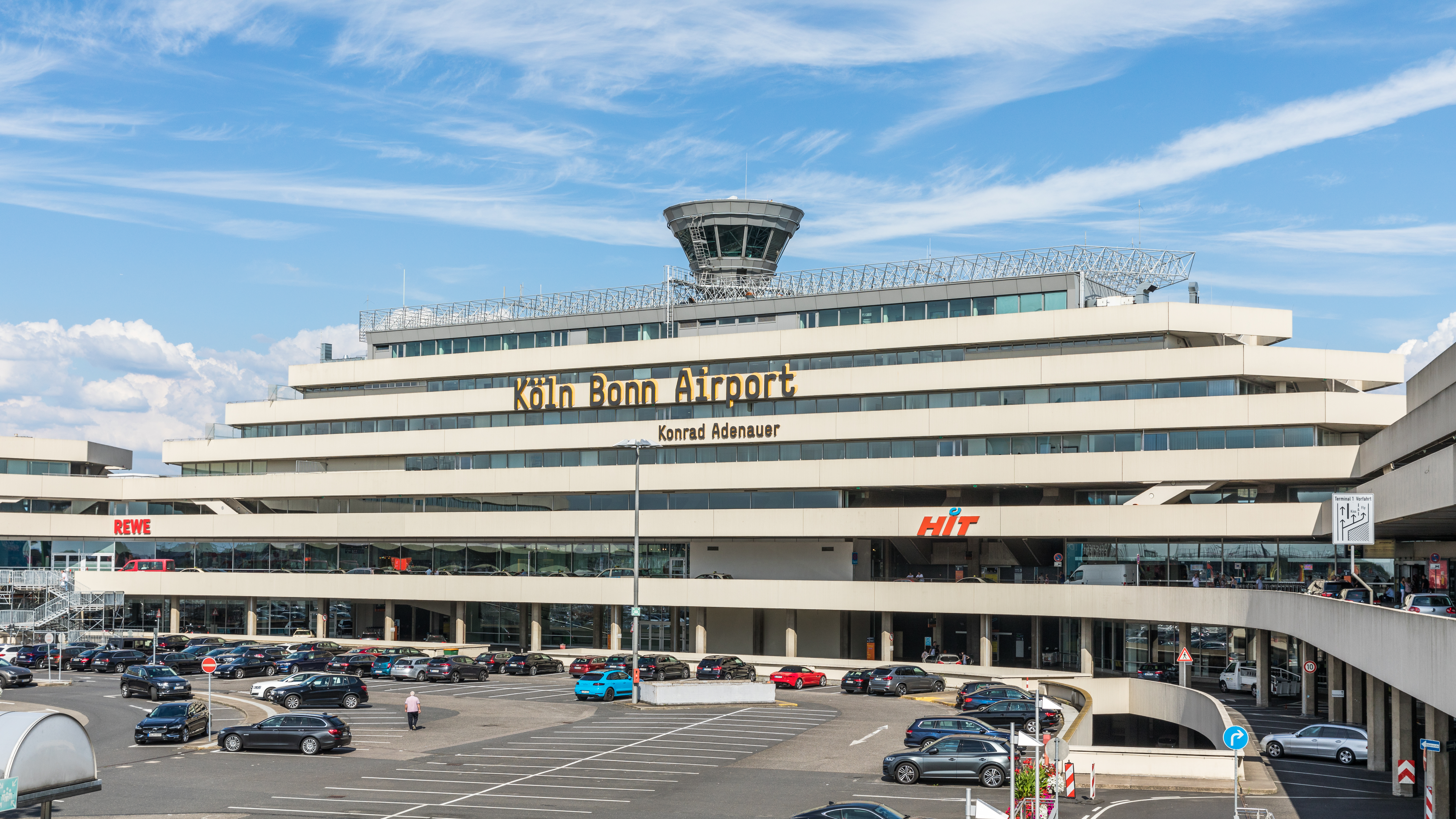
Flughafen Köln/Bonn, Terminal 1, Juli 2018

Das erste Ereignis der Kölner Luftfahrtgeschichte scheint sich 1785 zugetragen zu haben. Am 21. Oktober 1785 beantragte der durchreisende Franzose Jean-Pierre Blanchard beim Rat der Stadt Köln, mit seinem Ballon aufsteigen zu dürfen. Dies wurde ihm als Gotteslästerung ausgelegt und somit verboten. Er durfte allerdings seinen Ballon öffentlich zeigen.
1788 ließ Georg Haffner in dem damals noch nicht zu Köln gehörenden Deutz einen selbstgebauten Ballon steigen. Er zählte zu den wenigen professionellen Luftfahrern, die sich Aeronauten nannten und die sich ihre Kunst durch Auftritte in Vergnügungszentren bzw. Jahrmärkten finanzieren mussten. Derartige Auftritte von meist ausländischen Aeronauten sind für 1808, 1847 und 1878 dokumentiert. Der Kölner Maximilian Wolff war Mitgründer des Ballon-Sport-Clubs Cöln, gegr. 1888 und 1890 Gründer des Vereins zur Förderung der Luftschifffahrt, Cöln. Er bot in dieser Zeit unter anderem an der Ausflugsgaststätte Goldenes Eck in Köln-Riehl Ballonfahrten mit Passagieren als ständige Attraktion an.
Der bis 1861 als Maschinenbauingenieur bei der Kölnischen Maschinenbau AG in Bayenthal tätige Mainzer Paul Haenlein patentierte am 1. April 1865 die Idee eines lenkbaren Luftschiffs. Im Oktober 1871 demonstrierte er mit einem Luftschiffmodell in Mainz einige Flugversuche. 1872 baute er ein lenkbares Luftschiff.
Seit ca. 1900 landeten auf dem Gelände des Bauernhofes Butzweiler Hof in Köln-Ossendorf vereinzelt Ballone und Flugzeuge. Ebenso fanden Starts und Landungen auf den rechtsrheinisch Exerzierplätzen in der Merheimer Heide und in der Mülheimer Heide statt. Diese Anlagen konnten jedoch nur behelfsmäßig benutzt und nur auf Widerruf zur Verfügung gestellt werden.
Ausländische Flieger wie Blériot und der erste Looping-Flieger Adolphe Pegoud zeigten auf der Rennbahn in der Merheimer Heide ihre fliegerischen Leistungen.
Der Kölner Flug- und Automobilpionier Arthur Delfosse machte 1902 erste Gleitflugversuche mit einem selbstgebauten Flugzeug auf der Mülheimer Heide.
1912 wurde in Köln-Ossendorf auf dem Gelände des ehemaligen Bauernhofes Butzweiler Hof der Grundstein zu einem Flughafen gelegt. Dieser wurde 1913 in Betrieb genommen und entwickelte sich bis zum Zweiten Weltkrieg zum Verkehrskreuz des Westens. Nach dem Zweiten Weltkrieg wurde er von der englischen und später der belgischen Armee bis 1993 als Militärflugplatz genutzt. Daneben gab es in Köln einen einfachen Start- und Landeplatz in Porz-Westhoven bei den Mannesmann-Flugzeugwerken.
Von 1937 bis 1945 befand sich ein militärischer Flugplatz in Köln-Ostheim.
Im Südosten des Stadtgebiets, im Stadtbezirk Porz, befindet sich der Flughafen Köln/Bonn. Er entwickelte sich aus einem Artillerieschießplatz. 1904 nahmen Berliner Luftschiffer mit Drachenballonen dort an Schießübungen als Artillerie-Beobachter teil. Am 5. April 1913 landete Leutnant August Joly vom Flieger-Bataillon 3, Köln Butzweilerhof, als Erster mit seiner Rumpler-Taube auf einem kleinen Platz zwischen der Kommandantur und einem Munitionsschuppen auf dem Schießplatz der Wahner Heide. Er ist heute einer der umschlagsstärksten deutschen Frachtflughäfen (über 650.000 Tonnen im Jahr 2005), das Europa-Drehkreuz von UPS Airlines und ein wichtiger Standort für Billigfluggesellschaften (9,85 Millionen Passagiere 2010). Auf dem militärischen Teil sind die Flugzeuge und die Führung der Flugbereitschaft des Bundesministeriums der Verteidigung stationiert. Seit 1994 trägt er den Namen Konrad-Adenauer-Flughafen. Der Flughafen Köln/Bonn gehört mit den Flughäfen Leipzig/Halle, Münster/Osnabrück, Nürnberg und Hannover zu den stadtnahen deutschen Flughäfen ohne Nachtflugbeschränkung. Es werden 139 Flugziele in 38 Ländern angeboten.
Die erste Luftschiffhalle ließ im Jahr 1907 der Kölner Gummiwarenfabrikant Clouth auf seinem Gelände an der Niehler Straße errichten. 1909 begann das Kriegsministerium in Berlin mit dem Bau bzw. der Fundamentierung der Luftschiffhalle in Köln-Bickendorf zwischen Venloer Straße und Ossendorfer Weg. Hieraus entstand der Luftschiffhafen Köln und die Halle erhielt den Titel Reichsluftschiffhalle.
Ab 1927 wurden am Rhein Wasserflughäfen in Niehl und am Kunibertsufer eingerichtet.

### Öffentliche Einrichtungen
Köln war und ist Sitz zahlreicher öffentlicher Einrichtungen. Neben einer Vielzahl von Bundes- und Landesbehörden haben kirchliche Organisationen, Verbände und Vereine ihren Hauptsitz in Köln. Die große Anzahl an Bundeseinrichtungen war auch durch die Nähe Kölns zur damaligen Bundeshauptstadt Bonn bedingt. Für die Ansiedlung von Landesbehörden ist neben der Größe Kölns die Nähe zur Landeshauptstadt Düsseldorf ein Kriterium.
Mit der Europäischen Agentur für Flugsicherheit (EASA) ist eine europäische Behörde vertreten.
Zwei der drei Nachrichtendienste des Bundes sind in Köln ansässig: das Bundesamt für Verfassungsschutz (BfV) und der zur Bundeswehr gehörende Militärische Abschirmdienst (MAD). Für die Bundeswehr ist auch das Bundesamt für das Personalmanagement tätig. Zudem verfügt die Stadt über mehrere Zollbehörden: das Zollkriminalamt, die Zentrale Unterstützungsgruppe Zoll, das Hauptzollamt Köln, das Zollamt Flughafen Köln/Bonn, das Zollamt Köln-West, das Zollamt Wahn und die Abfertigungsstelle Köln-Messe. Weitere Bundeseinrichtungen und bundeseigene Unternehmen mit Sitz in Köln sind das Bundesamt für Familie und zivilgesellschaftliche Aufgaben, das Bundesamt für Güterverkehr, das Bundesverwaltungsamt, die Bundeszentrale für gesundheitliche Aufklärung, das Wasserstraßen- und Schifffahrtsamt Köln, das DIMDI und die Agentur für Arbeit Köln. Standorte von Bundeseinrichtungen, die nicht Hauptsitz sind, haben in Köln die Generalzolldirektion, die Familienkasse Nordrhein-Westfalen West, die Deutsche Rentenversicherung (Service-Zentrum) und das Bundesamt für Migration und Flüchtlinge. Das Job-Center Köln ist eine Gemeinschaftseinrichtung der Kölner Stadtverwaltung und der Bundesagentur für Arbeit.
Landesbehörden und -betriebe in Köln sind die Bezirksregierung Köln, der Landschaftsverband Rheinland, der Landesbetrieb Information und Technik Nordrhein-Westfalen, der Landesbetrieb Mess- und Eichwesen Nordrhein-Westfalen, der Landesbetrieb Straßenbau NRW (Hauptsitz Gelsenkirchen; in Köln Außenstelle der Regionalniederlassung Rhein-Berg sowie die Straßenmeisterei Köln), der Bau- und Liegenschaftsbetrieb Nordrhein-Westfalen (teilrechtsfähiges Sondervermögen des Landes NRW mit Niederlassung Köln und Hauptsitz Düsseldorf), das Polizeipräsidium Köln und die Staatliche Zentralstelle für Fernunterricht. Im Finanzbereich gibt es eine Filiale der Deutschen Bundesbank (ehemals als Landeszentralbank bezeichnet), auf Landesebene existieren die Oberfinanzdirektion Nordrhein-Westfalen (Sitz sowohl in Münster als auch in Köln), die Finanzämter Köln-Altstadt, Köln-Mitte, Köln-Nord, Köln-Ost, Köln-Porz, Köln-Süd, Köln-West, für Groß- und Konzernbetriebsprüfung Köln und für Steuerstrafsachen und Steuerfahndung Köln. Im Bildungsbereich sind die Universität zu Köln (inklusive Universitätsklinik), die TH Köln, die Sporthochschule Köln (alle drei vom Land Nordrhein-Westfalen getragene Körperschaften des öffentlichen Rechts), das Kölner Studierendenwerk (Anstalt des öffentlichen Rechts) und das Hochschulbibliothekszentrum des Landes Nordrhein-Westfalen zu nennen.
Als (Landes-)Justizeinrichtungen sind in Köln vertreten das Oberlandesgericht Köln, das Landgericht Köln, das Amtsgericht Köln, das Landesarbeitsgericht Köln, das Arbeitsgericht Köln, das Finanzgericht Köln, das Sozialgericht Köln, das Verwaltungsgericht Köln, die Generalstaatsanwaltschaft Köln, die Staatsanwaltschaft Köln und die Justizvollzugsanstalt Köln.
Der ARD ZDF Deutschlandradio Beitragsservice (ehemals GEZ) als öffentlich-rechtliche, nicht rechtsfähige Gemeinschaftseinrichtung der Landesrundfunkanstalt hat seinen Sitz in Köln ebenso wie das Deutschlandradio als gemeinnützige rechtsfähige Körperschaft des öffentlichen Rechts (getragen von ARD und ZDF) und der WDR.
Auf kommunaler Ebene ist die Stadtverwaltung Köln zugleich die größte öffentliche Einrichtung mit ca. 17.000 Bediensteten. Ihr gehört auch die Feuerwehr Köln. Die Kliniken der Stadt Köln als eine der größten kommunalen Klinikbetriebe sind als gGmbH organisiert, aber in hundertprozentigem Besitz der Stadt Köln.
Als Berufsständische Körperschaften des öffentlichen Rechts existieren die IHK Köln, Handwerkskammer Köln, die Rechtsanwaltskammer Köln, die Rheinische Notarkammer, die Steuerberaterkammer Köln und die Kreisstelle der Ärztekammer Nordrhein.
Die Berufsgenossenschaft Energie Textil Elektro Medienerzeugnisse hat ihren Sitz in Köln.

### Vereine und Verbände
Wichtige Verbände, Vereine und kirchliche Organisationen mit Sitz in Köln sind unter anderem:
- Deutscher Bühnenverein, der Bundesverband deutscher Theater
- Die Heilsarmee in Deutschland
- Kirchliche Zusatzversorgungskasse des Verbandes der Diözesen Deutschlands
- Kolpingwerk Deutschland, Kolpingwerk Europa und Kolpingwerk International
- Malteser Hilfsdienst e. V.
- Verband der Privaten Krankenversicherung (PKV-Verband)

Übergeordnete kommunale Verbände wie der Deutsche Städtetag, die Bundesvereinigung der kommunalen Spitzenverbände und die deutsche Sektion des Rates der Gemeinden und Regionen Europas haben ebenfalls ihren Sitz in Köln.
Verbände mit ehemaligen Sitz in Köln (bis 1999 wegen der Verlegung der Bundeshauptstadt von Bonn nach Berlin):
- Bundesverband der Deutschen Industrie (BDI)
- Bundesverband deutscher Banken (BdB)
- Bundesvereinigung der Deutschen Arbeitgeberverbände (BDA)

### Hochschulen
Im Jahr 2018 verzeichnete Köln 24 Hochschulen und 4 hochschulähnliche Bildungseinrichtungen, davon 6 staatliche, 19 private und 1 kirchliche mit zahlreichen unterschiedlichen Studienrichtungen; 14 dieser Einrichtungen haben dort ihren Hauptsitz. Mit etwa 100.000 Studierenden gehört Köln neben Berlin, München und Hamburg zu den vier größten Hochschulstädten Deutschlands.

## Medien
Köln ist neben Berlin, Hamburg und München mit etwa 30.000 bis 40.000 Beschäftigten in diesem Bereich einer der größten und wichtigsten Standorte für Massenmedien in Deutschland. Die Medienlandschaft ist vielseitig; neben den großen Unternehmen und Anstalten der Fernseh- und Hörfunkproduktion und den großen Verlagshäusern hat sich in Köln eine sehr differenzierte Zulieferindustrie entwickelt, die von Agenturen über Produktionsfirmen bis zu technischen Ausstattern ein breites Spektrum umfasst.

### Hörfunk, Fernsehen und Musikindustrie
Allein der öffentlich-rechtliche Westdeutsche Rundfunk Köln (WDR) als größte ARD-Sendeanstalt und größter deutscher Sender beschäftigt an seinem Hauptsitz in Köln 3500 Mitarbeiter und betreibt neben den TV-Sendern WDR Fernsehen und ONE auch die WDR-Hörfunkprogramme, wie 1LIVE und COSMO. Das bundesweite Deutschlandradio sendet von seinem Hauptsitz in Köln die Sender Deutschlandfunk (Dlf) und Deutschlandfunk Nova. In Köln hat zudem der Beitragsservice (ehemals GEZ) seinen Sitz.
Europas größte private Fernsehanstalt RTL Deutschland mit den Fernsehsendern RTL Television, VOX, Super RTL, Nitro und weiteren Spartensendern hat ihren Hauptsitz in den Rheinhallen. Auch der erste deutsche Nachrichtensender n-tv gehört zu RTL Deutschland und betreibt ihr Hauptsendezentrum in Köln.
Weitere Hörfunksender mit Sitz in Köln sind das Domradio und der Lokalsender Radio Köln, als Teil von Radio NRW. Die privaten Sender bigFM und RPR1 betreiben Studios im Capitol. Mit Kölncampus besitzt die Stadt auch einen eigenen Hochschulsender.
Der erfolgreichste deutsche Musikfernsehsender VIVA wurde 1993 als VIVA Media in Köln gegründet und sendete das Hauptprogramm bis 2005 und VIVA Zwei aus der Domstadt. Nach der Übernahme durch den MTV-Mutterkonzern Viacom wurde VIVA zu MTV nach Berlin verlegt und dort eingestellt. Von Oktober 2005 bis einschließlich Dezember 2014 sendete center.tv täglich ausschließlich über das Geschehen in und um Köln. Vom Januar 2015 bis März 2016 sendete der Sender unter dem neuen Namen Köln.tv weiterhin Beiträge aus Köln und Umgebung. Die Deutsche Welle hatte bis zu ihrem Umzug nach Bonn im Jahr 2003 ebenfalls ihren Sitz in Köln. Der britische Militärsender BFBS war zwischen Januar 1954 und Oktober 1990 im Stadtteil Marienburg angesiedelt.
Die Plattenfirma EMI Music Germany, die im August 2000 ihren Hauptsitz von Köln-Braunsfeld in den MediaPark und anschließend nach Köln-Bickendorf verlegte, wurde im Jahr 2011 von Universal Music aufgekauft, womit nur noch das lokale Kölsch-Label Rhingtön in Köln verblieb. Zudem sind weitere kleinere Plattenlabels und Musikverlage in der Stadt ansässig.

### Druckmedien
Köln verfügt mit dem Verlag M. DuMont Schauberg über ein Zeitungshaus von deutschlandweiter Bedeutung: Der Kölner Stadt-Anzeiger und die Kölnische Rundschau, deren gemeinsames Verbreitungsgebiet neben Köln und dem unmittelbaren Umland bis weit in die Eifel und das Bergische Land reicht, erscheinen hier. Das im selben Hause produzierte Boulevardblatt Express wird zusätzlich zu Köln im Raum Düsseldorf verbreitet. Als in Köln erscheinende Druckmedien sind außerdem die Wirtschaftszeitschriften Capital und Impulse zu nennen. Örtliche Bedeutung haben die monatlich erscheinenden Stadtillustrierten StadtRevue und Kölner sowie der Kölner Wochenspiegel, der von der Kölner Anzeigenblatt GmbH & Co. KG herausgegeben wird.
Der Taschen-Verlag sowie der Verlag der Buchhandlung Walther König sind als international operierende Buchverlage mit thematischen Schwerpunkten in Kunst, Architektur und Erotik bekannt. Mit Kiepenheuer & Witsch und dem DuMont Buchverlag beherbergt die Stadt bedeutende literarische Verlage. Der 1918 gegründete subreport Verlag Schawe hat seinen Sitz seit seiner Gründung in Köln. Die Verlagsgruppe Lübbe, einer der größten Buchverlage in Deutschland, siedelte 2010 von Bergisch Gladbach nach Köln-Mülheim über.

### Einrichtungen und Standorte

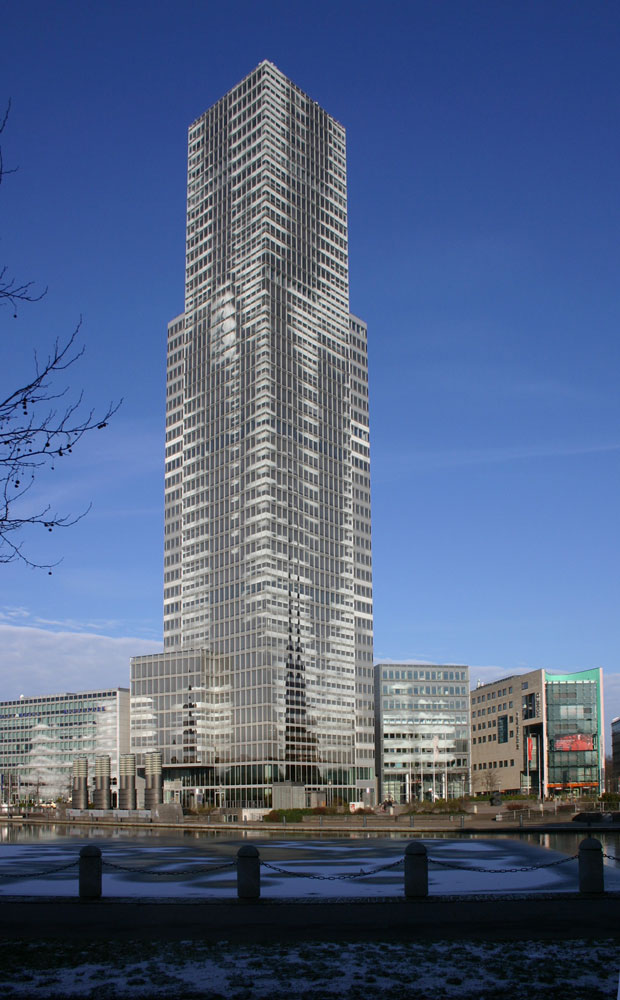
Kölnturm im Mediapark, Januar 2005

Wichtige Medien-Einrichtungen in Köln sind beispielsweise die Kunsthochschule für Medien Köln, die Internationale Filmschule Köln und die GAG Academy für Nachwuchskomiker. Köln ist Sitz des Filmbüros Nordrhein-Westfalen. Besonders im Belgischen Viertel sind viele kleine Filmproduktionsfirmen angesiedelt, die meist nicht selbst drehen, sondern größere Filmproduktionsfirmen mit einzelnen Dienstleistungen und technischer Ausstattung unterstützen.
Medienstandorte sind in Köln über das ganze Stadtgebiet verteilt. Innerstädtisch gelegen ist neben den Hauptsitzen der großen Sender der Mediapark am Hansaring (20 ha, 174.000 m² Bürofläche), der von 1992 bis 2003 auf dem Gelände des ehemaligen Rangierbahnhofs Gereon errichtet wurde. In den modernen Gebäuden im Mediapark, darunter der 148 Meter hohe Kölnturm, sind etwa 250 Firmen mit etwa 5000 Beschäftigten angesiedelt, von denen gut 60 Prozent im Medien- und Kommunikationsbereich tätig sind.
Flächenverbrauchende Studios und Filmproduktionsstätten dagegen liegen an der Peripherie, wie etwa die WDR-Studiogelände in Bocklemünd oder das Medienzentrum Mülheim. Auf Teilen eines ehemaligen Fabrikgeländes haben sich dort rund um die große Veranstaltungshalle E-Werk viele Künstler und Agenturen angesiedelt. Einige Fernsehstudios sind dort zu finden, in denen unter anderen für Sat.1 und ProSieben produziert wird.
Im Nordwesten der Stadt befindet sich auf dem Gelände des ehemaligen Militärflugplatzes Butzweilerhof das Coloneum, einer der größten Studiokomplexe Europas mit einer Nutzfläche von 157.000 m². Im Südwesten der Stadt zwischen Köln und Hürth wurden große Studiokomplexe für Nobeo und MMC errichtet, in denen viele Shows für Sat.1 und RTL produziert werden, unter anderem von der Produktionsfirma action concept.

## Truppen und Streitkräfte
Köln war nicht zuletzt aufgrund seiner strategischen Lage über die Jahrhunderte immer wieder Ausgangspunkt, Ziel und Angriffspunkt kämpferisch-militärischer Aktionen.

### Vorgeschichte
Die nachgewiesene Geschichte von Streitkräften in Köln beginnt mit einer ersten Besetzung durch die Römer um 57 v. Chr., die die Eburonen vertrieben hatten. Sie siedelten anschließend die Ubier vom östlichen Rheinufer nach Köln um. Um 68 waren die Bataver in Köln. Von 260 bis 274 übernahmen aufständische römische Grenztruppen die Macht in Köln, 274 überfielen Germanen Köln, 355 die Franken, die schließlich 454 die Macht übernahmen. 557 fielen die Sachsen in das später, 1888, eingemeindete Deutz ein. Im Winter 881/882 kamen die Normannen den Rhein hoch. 1096 sammelten sich in Köln Kreuzritter vom Niederrhein. 1583 kam es in Köln und Deutz zu Kämpfen zwischen kurpfälzischen und bayrisch-spanischen Truppen. Um 1587 kamen niederländische Truppen nach Köln.
Die erste Stehende Truppe nach der Römerzeit scheint erst wieder im Jahr 1681 dokumentiert zu sein. Köln baute nach der Reichsmatrikel von 1681 eine Söldnertruppe mit 383 Mann in drei Kompanien auf. Sie erhielten volkstümlich den Namen Rote Funken.
Französische Truppen besetzten ab dem 6. Oktober 1794 Köln, denen 1814 die Preußen folgten, die Köln zu einer Festung ausbauten. Ab 1871 wurden die Landstreitkräfte als Deutsches Heer bezeichnet, das Köln weiter ausbaute.
Auf Grund des Versailler Vertrages wurde das Rheinland und somit Köln nach dem Ersten Weltkrieg entmilitarisierte Zone und somit durften in Köln keine deutschen Einheiten stationiert sein, bis 1936 die Wehrmacht in Köln im Rahmen der Rheinlandbesetzung einmarschierte.

### Erster Weltkrieg bis Zweiter Weltkrieg
Infolge der Niederlage im Ersten Weltkrieg und dem Waffenstillstandsabkommen von Compiegne wurde Köln ein britischer Brückenkopf mit einer 30 km großen Besatzungszone im französisch besetzten Rheinland. Als erste britische Einheit marschierte die 1st. Cavalry Division am 6. Dezember 1918 in Köln ein. Dort entstand ab 19. Dezember das Hauptquartier der britischen Besatzung, die erst am 20. Februar 1920 abzog. In Riehl bezogen die britischen Streitkräfte die Barbara-Kaserne. An der Bonner Straße, Ecke Gaedestraße wurde die 1911 gebaute Kaserne Arnoldshöhe bezogen. Am 10. Dezember 1918 erreichte die Kavallerie der 1. und 2. Kanadische Division Köln. In Köln entstand das Hauptquartier der 1. Division bis zum vollständigen Rückzug am 28. Januar 1919. Am 23. Dezember 1918 errichteten neuseeländische Einheiten in Holweide ihr Hauptquartier. Die 2. Brigade lag in Mülheim und ab dem 26. Dezember folgte eine Artillerie-Einheit nach Mülheim und Deutz. Das 3. und 4. Bataillon wurden in Dellbrück und Dünnwald einquartiert. Ab dem 9. März 1919 wurden weitere Einheiten nach Mülheim in die Hacketäuerkaserne verlegt – bis zum Abzug am 25. März 1919 mit 700 Mann aus Deutschland. Der Truppenübungsplatz Wahner Heide wurde 1918 zunächst von kanadischen und britischen Einheiten übernommen, die sie von 1920 bis 1926 an französische Einheiten übergaben.
Es wurden kasernierte Einheiten der Landespolizei aufgebaut, die nach der Machtergreifung Hitlers 1933 militärisch organisiert wurden und später in die Wehrmacht übergingen. Einheiten der Landespolizei lagen in Westhoven, Wahn und Longerich. 1936 marschierten deutsche Truppen in das entmilitarisierte Köln ein. Einheiten der Wehrmacht waren unter anderem an den Flughäfen Butzweilerhof, Ostheim und Porz-Wahn stationiert sowie in den Kasernen Arnoldshöhe, Etzel, Mudra, Unverzagt und Hacketäuer in Mülheim.

### Besatzung nach dem Zweiten Weltkrieg

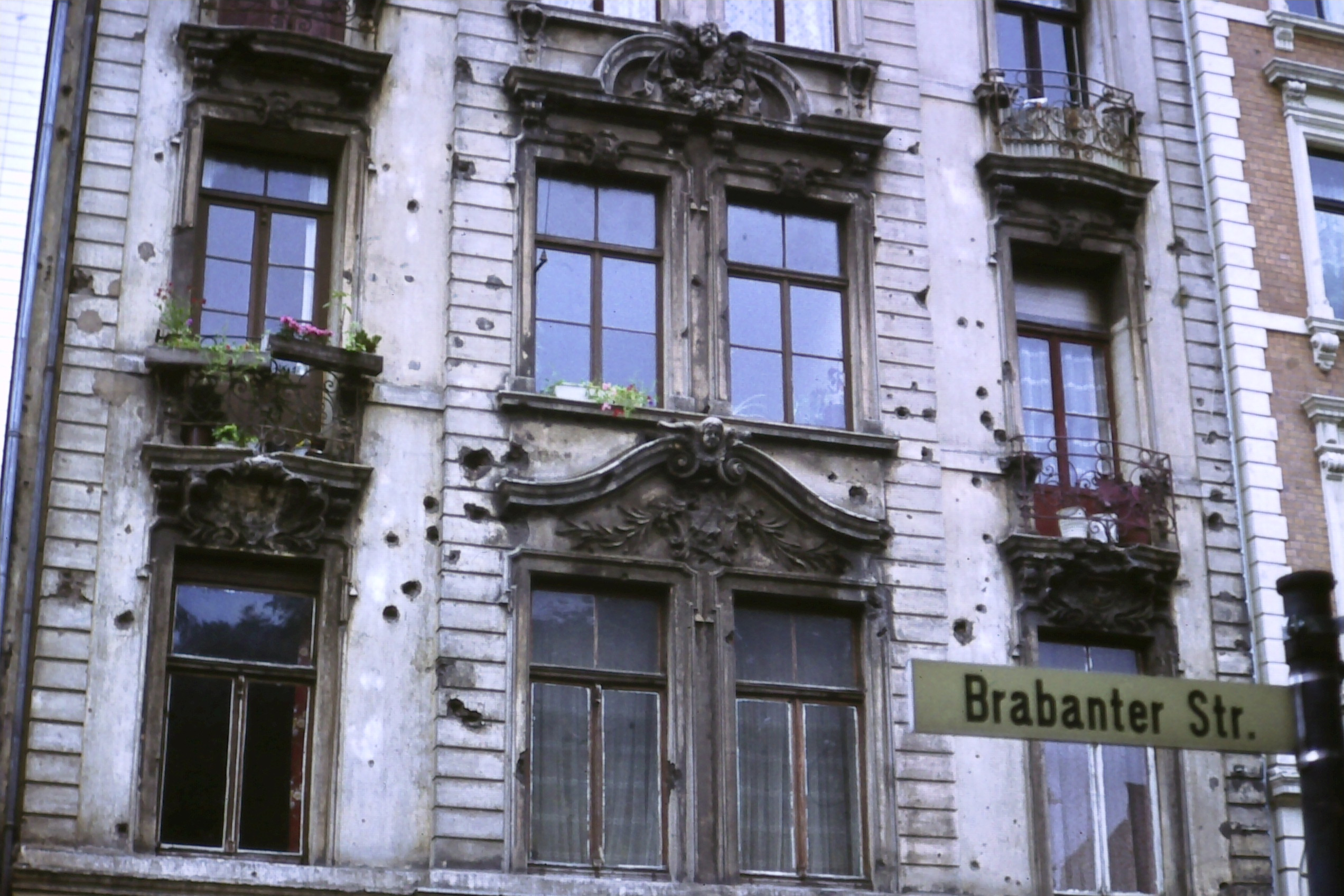
Kriegsschäden von 1945, immer noch sichtbar im Jahre 1984

Das linksrheinische Köln wurde am 6. März 1945 von Truppen der 3. US-Panzerdivision erobert. Am 11. April 1945 erreichten amerikanische Panzerspitzen, die zuerst in Remagen den Rhein überschritten hatten, Porz. Am 14. April 1945 wurden die rechtsrheinischen Stadtteile vollständig besetzt. Die US Army überquerte den Rhein mit Hilfe einer Ponton-Brücke zwischen den Stadtteilen Poll und Bayenthal. Am 9. März 1945 wurde die US-amerikanische Militärregierung in Köln etabliert. Innerhalb von 100 Tagen förderten die amerikanischen Besatzer die Instandsetzung der Kölner Infrastruktur, trieben die Entnazifizierung voran und legten die Grundlagen für den Wiederaufbau Kölns. Außerdem schufen sie Sammelstellen für Displaced Persons: in der Etzelkaserne in Junkersdorf für Polen, in Ossendorf für sowjetische Kriegsgefangene und in der Abtei Brauweiler für Franzosen und Italiener. Am 21. Juni 1945 löste eine britische Militärregierung die Amerikaner in Köln ab. Im Januar 1954 wurde der Radiosender der Britischen Streitkräfte BFN, später BFBS, von Hamburg nach Köln-Marienburg in die Villa Tietz verlegt. Am 15. Juni 1945 übergaben die amerikanischen Streitkräfte den Flughafen Wahn und das Camp Wahn an britische Streitkräfte (RAF und Heer). Von 1950 bis 1955 residierte der britische Hohe Kommissar mit 560 Beamten in der Wahner Kaserne. 1955 zog der britische Hohe Kommissar nach Bonn um und wurde zum Grundstock der britischen Botschaft. Im Niehler Hafen soll ein Wasserflugzeug der Royal Navy stationiert gewesen sein. Nach dem Abzug der Einheiten am 18. Juli 1957 soll nur ein Detachement in Köln verblieben sein.

### Belgische Garnison ab 1946
Kurze Zeit nach Ende des Zweiten Weltkrieges begann in Köln und Umgebung die Stationierung erster Einheiten der belgischen Streitkräfte in Köln. Ab 1951 wurden sie immer weniger Teil der Besatzungstruppen des Belgischen Korridors im Süden der Britischen Zone, sondern wurden zum Vorreiter der NATO. 1947 wurde das Hauptquartier der belgischen Streitkräfte von Lüdenscheid über Bonn nach Köln-Weiden verlegt. Im Kölner Raum wurden entweder noch bestehende Einrichtungen der ehemaligen Wehrmacht benutzt oder neue Kasernen gebaut. In der Nähe der Kasernen entstanden Wohnsiedlungen für die Angehörigen der Streitkräfte. Zeitweise war Köln die größte belgische Garnison im Ausland.
Ab 1988 wurden die Belgischen Streitkräfte umstrukturiert, 1993 wurde die Wehrpflicht in Belgien abgeschafft und ab 1996 das Hauptquartier zurück nach Belgien verlegt. Damit verbunden war eine Verkleinerung der Einheiten in Deutschland bis hin zu deren Auflösung. Die Kasernen und Einrichtungen wurden danach in Teilen abgerissen, umgenutzt oder zu Wohnzwecken umgebaut. Die zugehörigen Wohnsiedlungen wurden nicht zuletzt dank ihrer Lage im Außenbereich und überdurchschnittlich großer Grundstücke begehrte Wohnobjekte. Viele der Angehörigen der Streitkräfte verblieben nach dem Abzug oder der Auflösung ihrer Einheit in Deutschland.

### Bundeswehr
Nach Gründung der Bundeswehr 1955 wurde Köln zu einem der größten Bundeswehrstandorte in Deutschland. In der aktuellen Bundeswehr-Struktur sind 5.720 Dienstposten in Köln ausgewiesen. Die in Köln ansässigen Bundesoberbehörden im Geschäftsbereich des Bundesministeriums der Verteidigung (BMVg) sind das Bundesamt für das Personalmanagement der Bundeswehr (BAPersBw) mit angegliedertem Assessmentcenter für Führungskräfte (ACFüKrBw) und das Bundesamt für den Militärischen Abschirmdienst (BAMAD). Daneben sind in Köln stationiert das Luftwaffentruppenkommando (LwTrKdo), das Amt für Heeresentwicklung (AHEntwg), die Flugbereitschaft BMVg und das Zentrum für Luft- und Raumfahrtmedizin sowie mehrere kleinere Dienststellen wie ein Bundeswehr-Dienstleistungszentrum (BwDLZ), eine Bundeswehrfachschule (BwFachS), eine Sportfördergruppe der Bundeswehr, ein Sanitätsunterstützungs- und ein Sanitätsversorgungszentrum (SanUstgZ/SanVersZ), eine Bundeswehrfeuerwehr und Teile eines Karrierecenters der Bundeswehr (KarrC Bw).

## Persönlichkeiten

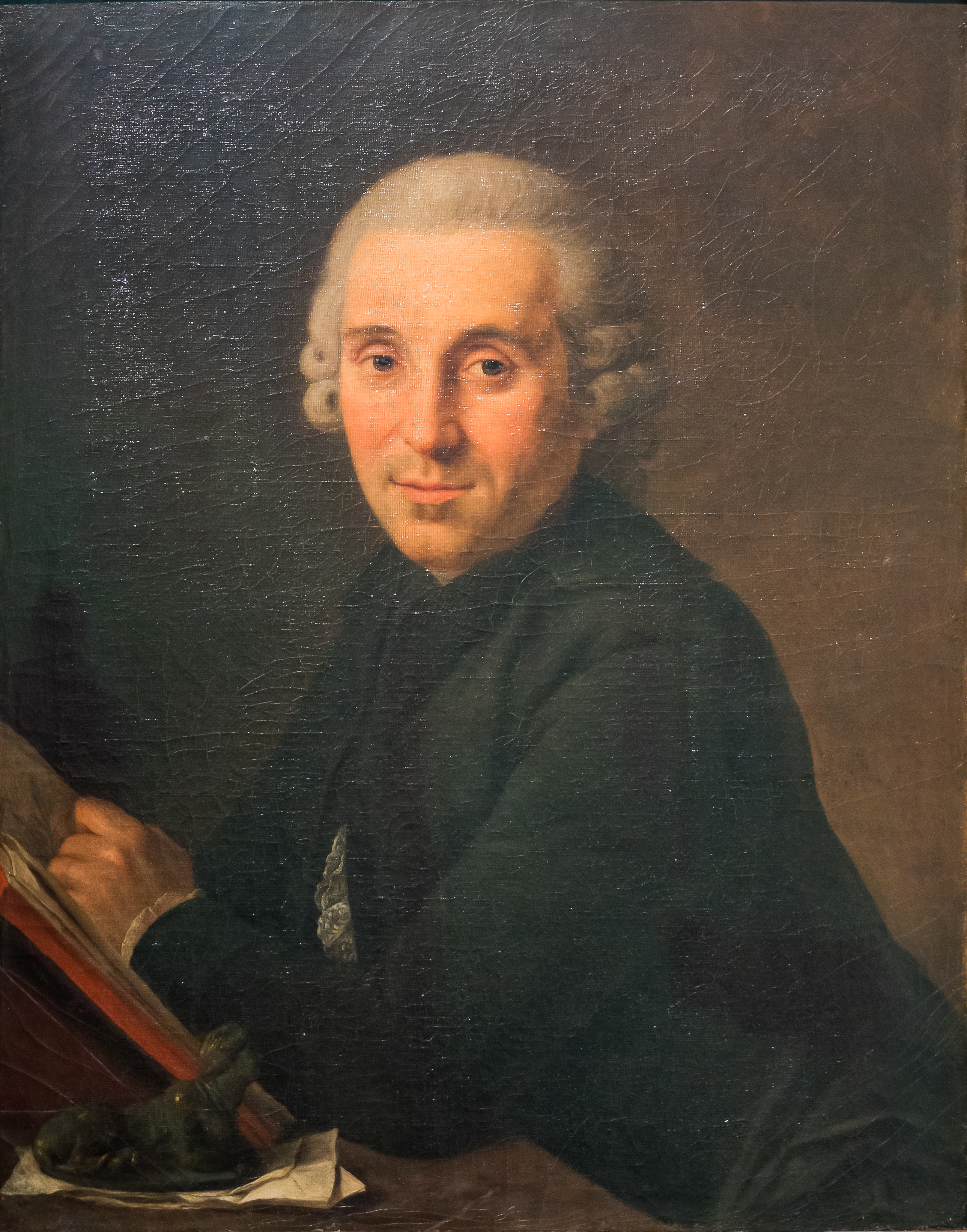
Ferdinand Franz Wallraf, Erster Ehrenbürger Kölns

### Ehrenbürger
Köln hat zwischen 1823 und 2020 24 Personen das Ehrenbürgerrecht verliehen.

### Alternative Kölner Ehrenbürgerschaft
Die Alternative Kölner Ehrenbürgerschaft ist eine Ehrung für Kölner Bürger. Entstanden ist sie im Jahr 2002 in Opposition gegen die damalige Verleihung der Kölner Ehrenbürgerschaft an den Verleger Alfred Neven DuMont und den Schokoladenfabrikanten Hans Imhoff.

## Philatelistisches
Mit dem Erstausgabetag 6. Oktober 2022 gab die Deutsche Post AG in der Serie Zeitreise Deutschland mit dem Motiv Köln ein Postwertzeichen im Nennwert von 70 Eurocent heraus. Der Entwurf stammt vom Grafiker Thomas Steinacker aus Bonn.

## Sonstiges
- Der im Jahre 2009 entdeckte Asteroid (243440) Colonia wurde nach dem römischen Namen der Stadt benannt.
- Als (offenbar erste) Kommune in der Bundesrepublik Deutschland hat die Stadt Köln im Juli 2018 einen Tragfähigkeitsbericht erstellt und machte ihn öffentlich zugänglich.[195]

### Bildbände und Lexika
- Detlev Arens, Celia Körber-Leupold: Köln. Eine große Stadt in Bildern. Greven, Köln 2006, ISBN 3-7743-0378-9.
- Hugo Borger, Frank Günter Zehnder: Köln. Die Stadt als Kunstwerk. Stadtansichten vom 15. bis 20. Jahrhundert. Greven, Köln 1982, ISBN 3-7743-0181-6.
- Hermann Claasen, Hrsg. und Vorwort, Josef Rick: Gesang im Feuerofen: Köln, Überreste einer alten deutschen Stadt, Schwann, Düsseldorf 1979, ISBN 3-590-32006-0.
- Patrick Essex, Tobias Bungter: KölnGut. Dabbelju, Köln 2009, ISBN 978-3-939666-13-4.
- Reinhard Matz und Wolfgang Vollmer: Köln vor dem Krieg. Leben Kultur Stadt 1880–1940. Greven, Köln 2012, ISBN 978-3-7743-0482-6.
- Reinhard Matz und Wolfgang Vollmer: Köln nach dem Krieg. Leben | Kultur | Stadt 1950–1990. Greven, Köln 2014, ISBN 978-3-7743-0628-8.
- Reinhard Matz, mit Wolfgang Vollmer: Köln und der Krieg. Leben-Kultur-Stadt (1940–1950). Greven Verlag, Köln 2016, ISBN 978-3-7743-0667-7.
- Lee Miller – Köln im März 1945, mit einführenden Texten von Kerstin Stremmel und Walter Filz, hrsg. von der Historischen Gesellschaft Köln e. V. und dem Zentral-Dombau Verein zu Köln von 1842, Greven Verlag, Köln 2013, ISBN 978-3-7743-0618-9.[196][197]
- Jörn Sackermann (Bilder) und Manfred Böckling (Texte): Reise durch Köln., Würzburg 2015, ISBN 978-3-8003-4232-7.
- Hans Schmitt-Rost (Hrsg.) und Walter Dick, Zeit der Ruinen, Köln am Ende der Diktatur, mit einem Vorwort von Heinrich Böll, Kiepenheuer und Witsch, Köln 1965.
- Ulrich S. Soénius, Jürgen Wilhelm (Hrsg.): Kölner Personen-Lexikon. Greven, Köln 2007, ISBN 978-3-7743-0400-0 (rund 1850 Artikel zu verstorbenen Persönlichkeiten der 2000-jährigen Kölner Stadtgeschichte von 50 Autoren).
- Paul Wietzorek: Das historische Köln. Bilder erzählen. Michael Imhof Verlag, Petersberg 2006, ISBN 3-86568-115-8.
- Jürgen Wilhelm (Hrsg.): Das große Köln-Lexikon. Greven, Köln 2005, ISBN 3-7743-0355-X (rund 1130 Artikel von A bis Z von Autorenkollektiv).

### Städtebücher und Atlanten, Straßen
- Hansgerd Hellenkemper, Emil Meynen: Stadtmappe Köln. In: Heinz Stoob, Wilfried Ehbrecht, Jürgen Lafrenz, Peter Johannek (Hrsg.): Deutscher Städteatlas. Band 2, Teil 2. Dortmund 1979, ISBN 3-89115-317-1.
- Dorothea Wiktorin (Hrsg.): Köln, der historisch-topographische Atlas. Emons Verlag, Köln 2001, ISBN 3-89705-229-6.
- Erich Keyser (Hrsg.): Rheinisches Städtebuch. Band III 3. Teilband aus Deutsches Städtebuch. Handbuch städtischer Geschichte. Im Auftrage der Arbeitsgemeinschaft der historischen Kommissionen und mit Unterstützung des Deutschen Städtetages, des Deutschen Städtebundes und des Deutschen Gemeindetages. Stuttgart 1956.
- Helmut Signon, Klaus Schmidt: Alle Straßen führen durch Köln. 3. Auflage. Greven, Köln 2006, ISBN 3-7743-0379-7.
- Ansgar Bach: Literarisches Köln. 80 Autoren – Wohnorte, Wirken und Werke. Verlag Jena 1800, Berlin 2002, ISBN 3-931911-23-3.
- Uwe Schwarz: Köln und sein Umland in alten Karten. Von der Eifelkarte zur Generalstabskarte (1550 bis 1897). Herausgegeben von Werner Schäfke. Köln, Emons Verlag 2005, ISBN 3-89705-343-8.
- Rüdiger Schünemann-Steffen: Kölner Straßennamen-Lexikon, Jörg Rüshü Selbstverlag, Köln 1999, ³/2013.

### Monographien
- Gérald Chaix: Köln im Zeitalter von Reformation und katholischer Reform 1512/13 – 1610 (= Geschichte der Stadt Köln Band 5). Aus dem Französischen von Ursula Vones-Liebenstein Greven, Köln 2021, ISBN 978-3-7743-0446-8.
- Gerhard Curdes, Markus Ulrich: Die Entwicklung des Kölner Stadtraumes. Der Einfluss von Leitbildern und Innovationen auf die Form der Stadt. Dortmunder Vertrieb für Bau- und Planungsliteratur, Dortmund 1997, ISBN 3-929797-36-4.
- Werner Eck: Köln in römischer Zeit. Geschichte einer Stadt im Rahmen des Imperium Romanum. Greven, Köln 2004, ISBN 3-7743-0357-6 (Geschichte der Stadt Köln in 13 Bänden. Band 1).
- Michael Kaune (Hrsg.): Köln. Das Gesicht einer Stadt. Mit Fotografien von Jo Fober. J.P. Bachem, Köln, 2., aktualisierte und erweiterte Auflage, ISBN 978-3-7616-3452-3.
- Hiltrud Kier: Kleine Kunstgeschichte Kölns. C. H. Beck, München 2001, ISBN 3-406-47170-6.
- Dirk van Laak: Archäologie des Alltags. Köln und seine Infrastruktur. Greven, Köln 2017, ISBN 978-3-7743-0678-3.
- Jürgen Pöttgen: 700 Jahre Glockenguß in Köln. Meister und Werkstätten zwischen 1100 und 1800 (= Arbeitshefte der rheinischen Denkmalpflege. Band 61). Wernersche Verlagsgesellschaft, Worms 2005. ISBN 978-3-88462-206-3.
- Andreas Rossmann: Das kann nur Köln sein. Ein Glossar. Photos von Manfred Wegener Verlag der Buchhandlung Walther König, Köln 2019, ISBN 978-3-96098-727-7.
- Martin Rüther: Köln im Zweiten Weltkrieg. Alltag und Erfahrungen zwischen 1939 und 1945. Emons, Köln 2005, ISBN 3-89705-407-8 (Schriften des NS-Dokumentationszentrums der Stadt Köln. Band 12).
- Werner Schäfke: Die Große Inflation 1914–1924. Eine Kölner Geldgeschichte. Marzellen, Köln 2022, ISBN 978-3-937795-70-6.
- Christian Schuh: Kölns 85 Stadtteile. Geschichte, Daten, Fakten, Namen. Von A wie Altstadt bis Z wie Zündorf. Emons, Köln 2003, ISBN 3-89705-278-4.
- Arnold Stelzmann, Robert Frohn: Illustrierte Geschichte der Stadt Köln. 11. Auflage. Bachem, Köln 1990, ISBN 3-7616-0973-6 (1. Auflage 1958).
- Bernhard van Treeck: Street Art Köln. Edition Aragon, Moers 1996, ISBN 3-89535-434-1.
- Gerta Wolff: Das Römisch-Germanische Köln. Führer zu Museum und Stadt. Bachem, Köln 2000, ISBN 3-7616-1370-9.

### Reiseliteratur
- Ansgar Bach: Literarisches Köln. 1. Auflage, Verlag Jena 1800, Berlin 2002, ISBN 978-3-931911-23-2.
- Ruth Dangelmaier: Geheime Orte in Köln – Ein Ausflugsführer. Nicolai, Berlin 2015, ISBN 978-3-89479-933-5.
- Bernd Imgrund: Clever durch Köln. Vom Weinberg zum Wallfahrtsort. 10 Themen-Touren zu Fuß und mit dem Rad. Greven, Köln 2024, ISBN 978-3-7743-0972-2.
- Alexander Kuffner: „Zeitreiseführer Köln 1933–1945.“ Ein zeithistorischer Reiseführer. Helios, Aachen 2009, ISBN 978-3-938208-92-2.
- Maik Kopleck (Hrsg.), Gregory Piatkowski: Von der Colonia Agrippina bis zum „Deutschen Herbst“ (= PastFinder ZikZak.). PastFinder, Düsseldorf 2008, ISBN 978-988-99780-4-4.
- Dieter Luippold (Redaktion), Achim Bourmer u. a.: Köln (= Baedeker-Allianz-Reiseführer.). 10. Auflage. Baedeker, Ostfildern 2007, ISBN 978-3-8297-1131-9.
- Martin Stankowski Darum ist es am Rhein so schön. Vom Kölner Dom zur Loreley. Der andere Reiseführer. Kiepenheuer & Witsch, Köln 2009, ISBN 978-3-462-04107-1.
- Kirstin Kabasci: Köln. Reise-Know-How-Verlag, Bielefeld 2006, ISBN 3-8317-1396-0.
- Kölner Naturführer. Wege zur Natur in der Großstadt. Wienand, Köln 1990.

### Historisches

#### Zeitschriften
- Geschichte in Köln. Zeitschrift für Stadt- und Regionalgeschichte. (erscheint jährlich mit einem Band; 2008 erschien Band 55, SH-Verlag Köln)
- Jahrbuch des Kölnischen Geschichtsvereins e. V. (erscheint jährlich mit einem Band, 2008 erschien Jahrbuch 79, SH-Verlag Köln; in unregelmäßigen Abständen erscheinen Beihefte)

#### Monographien und Sonstiges
- Historisches Archiv der Stadt Köln (Hrsg.): Musik. Theater. Tanz. Literatur. Museen – Kunst und Kultur in Köln nach 1945. Wienand Verlag, Köln 1996, ISBN 3-87909-455-1.
- Hrsg. LVR-Jüdisches Museum im Archäologischen Quartier Köln: Das Dekret von 321: Köln, der Kaiser und die jüdische Geschichte. o. J., ISBN 978-3-96719-002-1.
- Christian Bartz: Köln im Dreißigjährigen Krieg. Die Politik des Rates der Stadt (1618–1635). Vorwiegend anhand der Ratsprotokolle im Historischen Archiv der Stadt Köln. (= Militärhistorische Untersuchungen, Bd. 6). Frankfurt u. a. 2005 (zugleich Diss. Univ. d. Bundeswehr München 2004).
- Gérald Chaix: Köln im Zeitalter von Reformation und katholischer Reform 1512/13 – 1610 (= Geschichte der Stadt Köln Band 5). Aus dem Französischen von Ursula Vones-Liebenstein Greven, Köln 2021, ISBN 978-3-7743-0446-8.
- Carl Dietmar, Werner Jung: Kleine illustrierte Geschichte der Stadt Köln. 10. Auflage. Bachem, Köln 2009, ISBN 978-3-7616-2226-1 (Sonderausgabe Historisches Archiv der Stadt Köln).
- Carl Dietmar und Werner Jung: Köln. Die große Stadtgeschichte, Klartext, Essen 2015, ISBN 978-3-8375-1487-2.
- Barbara und Christoph Driessen: Köln. Eine Geschichte. Greven, Köln 2015, ISBN 3-7743-0653-2.
- Alexander Hess und Henriette Meynen (Hrsg.): Die Kölner Stadtbefestigungen. Einzigartige Zeugnisse aus Römerzeit, Mittelalter und Neuzeit (= Fortis Colonia Schriftenreihe Band 3). Regionalia, Daun 2021, ISBN 978-3-95540-370-6.
- Mario Kramp: Vom Traum zum Alptraum. Köln und der Beginn des Bombenkrieges. Greven Verlag, Köln 2014, ISBN 978-3-7743-0652-3.
- Mario Kramp: Köln an der Seine. Der Pavillon auf der Pariser Weltausstellung 1937. Mit Fotografien von Hugo und Karl Hugo Schmölz, Greven, Köln 2019, ISBN 978-3-7743-0902-9.
- Claus Leggewie: 50 Jahre '68. Köln und seine Protestgeschichte. Greven, Köln 2018, ISBN 978-3-7743-0693-6.
- Horst Matzerath: Köln in der Zeit des Nationalsozialismus 1933–1945. Greven, Köln 2009, ISBN 978-3-7743-0429-1 (Geschichte der Stadt Köln. Band 12).
- Thomas Mergel: Köln im Kaiserreich 1871–1918 (Geschichte der Stadt Köln, Band 10). Greven, Köln 2018, ISBN 978-3-7743-0454-3.
- Klaus Müller: Köln von der französischen zur preußischen Herrschaft, 1794–1815. Greven, Köln 2005, ISBN 3-7743-0375-4 (Geschichte der Stadt Köln. Band 8).
- Klaus Müller: Ferdinand Franz Wallraf. Gelehrter, Sammler, Kölner Ehrenbürger 1748–1824. Hrsg. Historische Gesellschaft Köln, Greven, Köln 2017, ISBN 978-3-7743-0680-6.
- Alwin Müller-Jerina (Hrsg.): Köln. Eine literarische Einladung. Klaus Wagenbach, Berlin 2025, ISBN 978-3-8031-1386-3.
- Christoph Nonn: Geschichte der Stadt Köln in der Weimarer Republik (= Geschichte der Stadt Köln von den Anfängen bis heute, Band 11 ). Greven, Köln 2024, ISBN 978-3-7743-0456-7.
- Ute Planert (Hrsg.): Alberts Töchter. Kölner Frauen zwischen Stadt, Universität und Republik (1914–1933). Röhrig Universitätsverlag, St. Ingbert 2019, ISBN 978-3-86110-737-8.
- Martin Rüther: Köln im Zweiten Weltkrieg. Alltag und Erfahrungen zwischen 1939 und 1945. Emons, Köln 2005, ISBN 3-89705-407-8.
- Werner Schäfke, Marcus Trier (Hrsg.): Mittelalter in Köln. Eine Auswahl aus den Beständen des Kölnischen Stadtmuseums. Emons, Köln 2009, ISBN 978-3-89705-654-1.
- Werner Schäfke: Köln nach 1945. Die Geschichte unserer Gegenwart. Regionalia, Rheinbach 2017, ISBN 3-95540-321-1.
- Klaus Schmidt: Glaube, Macht und Freiheitskämpfe. 500 Jahre Protestanten im Rheinland, mit einem Nachwort von Günther van Norden, Greven, Köln 2016, ISBN 978-3-7743-0385-0.
- Bettina Schmidt-Czaia (Hrsg.): Willkommen im alten Köln – Geschichte(n) rund um die Stadtmauer: Beiträge des Begleitprogramms der Ausstellung (Mitteilungen aus dem Stadtarchiv von Köln Heft 103). Köln 2018, ISBN 978-3-928907-36-1.
- Gerd Schwerhoff: Köln im Ancien Régime 1686–1794 (Geschichte der Stadt Köln Band 7). Greven, Köln 2017, ISBN 978-3-7743-0450-5.
- Robert Steimel: Kölner Köpfe, Steimel Verlag, Köln-Zollstock 1958.
- Karl Ubl: Köln im Frühmittelalter (400–1100). Die Entstehung einer heiligen Stadt (= Geschichte der Stadt Köln Band 2). Greven, Köln 2022, ISBN 978-3-7743-0440-6.
- Wolfgang Vollmer mit Reinhard Matz: Köln von Anfang an. Leben-Kultur-Stadt bis 1880. Greven, Köln 2020, ISBN 978-3-7743-0923-4.
- Rita Wagner (Hrsg.): Konrad der Große. Die Adenauerzeit in Köln 1917 bis 1933, Nünnerich-Asmus, Mainz 2017.
- Ruta Wagner (Hrsg.): Köln am Rhein. Oder: Von Zeit zu Zeit. Unveränderter Blickwinkel – steter Wandel. Nünnerich-Asmus, Oppenheim am Rhein 2019, ISBN 978-3-96176-090-9.
- Paul Wietzorek: Das historische Köln. Bilder erzählen. Michael Imhof Verlag, Petersberg 2006, ISBN 3-86568-115-8.
- Claudia Wendels: Eheschließungen in Köln während der französischen Zeit. Auswertung und tabellarische Wiedergabe aller Heiratsurkunden von September 1798 bis Januar 1814. 4 Bände, Selbstverlag 2024, ISBN 978-3-00-077763-9.
- Jürgen Wilhelm (Hrsg.): Zwei Jahrtausende Jüdische Kunst und Kultur in Köln. Greven, Köln, ISBN 978-3-7743-0397-3.

### Architektur, Denkmalpflege und Kunst
- Rüdiger Marco Booz: Kölner Dom, die vollkommene Kathedrale, Petersberg 2022
- Peter Bergthaller: Glasmalerei in Kölner Kirchen. Künstler und Werke 1945–2012. B. Kühlen Verlag, Mönchengladbach 2013, ISBN 978-3-87448-367-4.
- Hugo Borger, Frank Günter Zehnder: Köln. Die Stadt als Kunstwerk. Stadtansichten vom 15. bis 20. Jahrhundert. Greven, Köln 1982, ISBN 3-7743-0181-6.
- Dezernat Stadtentwicklung, Planen, Bauen und Verkehr der Stadt Köln mit dem Haus der Architektur Köln (Hrsg.): Kölner Perspektiven – Städtebau – Architektur – Öffentlicher Raum. JOVIS Verlag, Berlin 2016, ISBN 978-3-86859-403-4.
- Carl Dietmar, Marcus Trier: Mit der U-Bahn in die Römerzeit. 2. Auflage. Kiepenheuer & Witsch, Köln 2006, ISBN 3-462-03575-4.
- Matthias Hamann und Michael Wienand: (Hrsg.): Kölngold. Stadtschätze. Mit Beiträgen von Matthias Hamann, Michael Wienand, Konrad Adenauer, Christina Bacher, Günter Blamberger, Joachim A. Groth, Renate Gruber, Stephan Grünewald, Susanne Hilger, Annette Imhoff, Kaspar Kraemer, Christoph Kuckelkorn, Louwrens Langevoort, Dominik Maria Meiering, Peter Pauls, Henriette Reker, Hans-Ewald Schneider, Barbara Schock-Werner, Ulrich Soénius, Frank Überall, Jürgen Wilhelm, Turadj Zarinfar. Wienand, Köln 2021, ISBN 978-3-86832-649-9.
- Wulf Herzogenrath und Gabriele Lueg (Hrsg.): Die 60er Jahre, Kölns Weg zur Kunstmetropole, Vom Happening zum Kunstmarkt. Kölnischer Kunstverein, Köln 1986 (ohne ISBN).
- Hiltrud Kier: Die kleinen romanischen Kirchen. Führer zur Geschichte und Entwicklung Kölner Vororte. J. P. Bachem, Köln 2015, ISBN 978-3-7616-2944-4.
- Alexander Kierdorf (Hrsg.): Köln. Ein Architekturführer. Architectural Guide to Cologne. Reimer, Berlin 1999, ISBN 3-496-01181-5 (deutsch und englisch).
- Birgit Kilp: Josef Haubrich. Ein Anwalt der Kunst. Wienand, Köln 2016, ISBN 978-3-86832-223-1.
- Cord Machens und Bernd Ullrich: Architekturatlas Köln. 51/7 Verlag, Köln 2018, ISBN 978-3-9818335-2-2.
- Udo Mainzer: Kleine illustrierte Kunstgeschichte der Stadt Köln. Bachem, Köln 2015, ISBN 978-3-7616-2888-1.
- Udo Mainzer: Kleine illustrierte Architekturgeschichte der Stadt Köln. J. P. Bachem, Köln 2017, ISBN 978-3-7616-3108-9.
- Günther A. Menne, Christoph Nötzel (Hrsg.), Helmut Fußbroich, Celia Körber-Leupold: Evangelische Kirchen in Köln und Umgebung. Bachem, Köln 2007, ISBN 978-3-7616-1943-8. im
- Hermann Josef Roth: Die bauplastischen Pflanzendarstellungen des Mittelalters im Kölner Dom. (= Europ. Hochschulschriften XXVIII/117). Frankfurt, Bern, New York, Paris: Lang, 1990, ISBN 978-3-631-43225-9 (zugleich Diss. Univ. Nijmegen 1990).
- Werner Schäfke: Kölns romanische Kirchen. Architektur, Kunst, Geschichte. Emons, Köln 2004, ISBN 3-89705-321-7.
- Barbara Schlei, Uta Winterhager und Tobias Groß (Hrsg.): Architekturführer Köln, Zeitgenössische und Moderne Bauten und Quartiere; Buchhandlung Walther König, Köln 2015.[198] 2016 von der Stiftung Buchkunst als eins der 25 schönsten Bücher des Jahres ausgezeichnet.[199]
- Irene Schoor und Marion Kranen: Kino in Köln. Von Wanderkinos, Lichtspieltheatern und Filmpalästen. Emons, Köln 2016, ISBN 978-3-95451-869-2.
- Bernd Streitberger, Anne Luise Müller (Hrsg.): Architekturführer Rechtsrheinisches Köln. DOM publishers, Berlin 2011, ISBN 978-3-86922-163-2.
- Irene Schoor und Marion Kranen: Kino in Köln. Von Wanderkinos, Lichtspieltheatern und Filmpalästen. Emons, Köln 2016, ISBN 978-3-95451-869-2.
- Anselm Weyer: Architekturführer Köln. DOM publishers, Berlin 2021, ISBN 978-3-86922-454-1.
- Wolfram Hagspiel: Lexikon der Kölner Architekten vom Mittelalter bis zum 20. Jahrhundert (= Veröffentlichungen des Kölnischen Geschichtsvereins, Band 52). 3 Bände, Böhlau, Köln 2022, ISBN 978-3-412-52446-3.

### Unterhaltsames
- Heinrich Böll: Was ist kölnisch?, in: Merian-Heft 8-XIII Köln (1960), S. 3–7.
- Jürgen Becker: Biotop für Bekloppte. Ein Lesebuch für Immis und Heimathirsche. Kiepenheuer & Witsch, Köln 1995, ISBN 3-462-02423-X.
- Friedhelm Biermann: Drei Könige, elftausend Jungfrauen und noch etwas mehr. Ein unterhaltsamer Streifzug durch die Kölner Jahrhunderte. Emons, Köln 2001, ISBN 3-89705-228-8.
- Bettina Flitner (Fotos) mit Christiane Möschle (Text): Frauenperspektiven Köln. 28 Frauen und ihre Lieblingsorte. Panima, Karlsruhe 2022, ISBN 978-3-9820126-3-6.
- Stephan Grünewald: Köln auf der Couch. Die Unzerstörbarkeit der Sehnsucht. Kiepenheuer & Witsch, Köln 2008, ISBN 978-3-462-03814-9.
- Hanns Dieter Hüsch: Köln. Eulen, Freiburg 1993, ISBN 3-89102-235-2.
- Bernd Imgrund: Ohne Rhein kein Dom. 33 spannende und ungewöhnliche Gespräche aus dem Kölner Leben. Emons, Köln 2010, ISBN 978-3-89705-713-5.
- Hanka Meves-Fricke: Das gibt‘s nur in Köln. Emons, Köln 2020, ISBN 978-3-7408-0944-7.
- Falko Rademacher: Köln für Imis. Ein Leitfaden durch die seltsamste Stadt der Welt. Emons, Köln 2006, ISBN 3-89705-249-0.
- Thomas R. P. Mielke: Colonia, Roman einer Stadt. Zweitausend Jahre Kölner Geschichte unterhaltsam erzählt. Lübbe, Bergisch Gladbach 2003, ISBN 3-404-14855-X.
- August Kopisch: Die Heinzelmännchen zu Köln im Projekt Gutenberg-DE ISBN 3-933070-89-9.
- Bartholomäus Figatowski (Hrsg.): Wovon träumt der Dom? Phantastische Geschichten aus Köln. Schmenk Verlag, Oberhausen 2013, ISBN 978-3-943022-21-6.
- Bernd Imgrund: Köln Kriminell. Greven, Köln 2021, ISBN 978-3-7743-0941-8.
- Klaus Schmidt: Kölns kleine Leute. Geschichten und Porträts. Greven, Köln 2011, ISBN 978-3-7743-0469-7.
- Petra Sophia Zimmermann mit Klaus Hardering: 111 Orte im und am Kölner Dom, die man gesehen haben muss. Emons, Köln 2021, ISBN 978-3-7408-1296-6.

### Medien
- Rheinhard Zeese: 1900 Jahre befestigtes Köln. LEB, Brühl 2006 (CD-ROM).
- Rheinhard Zeese: Historische Parks und öffentliche Gärten in Köln 1801 bis 1932. LEB, Brühl 2007 (CD-ROM).
- Hermann Rheindorf: Chronik der Kölner Rheinbrücken. DVD, ISBN 3-9813237-4-2, Distributor: KÖLNPROGRAMM, 2010.
- Hermann Rheindorf: Köln im Dritten Reich Teil 1 Der Weg in die NS-Diktatur, Teil 2 Alltag unter dem Hakenkreuz, Teil 3 Köln im Krieg. DVD, KÖLNPROGRAMM 2012 (2+3 2013).